# 能登半島地震 (2024年)
能登半島地震（のとはんとうじしん）は、2024年（令和6年）1月1日16時10分（JST）に、日本の石川県の能登半島地下16 km、鳳珠郡穴水町の北東42 kmの珠洲市内で発生した内陸地殻内地震。地震の規模はМ7.6（気象庁）で、輪島市と羽咋郡志賀町で最大震度7を観測した。震度7が記録されたのは、2018年の北海道胆振東部地震以来、観測史上7回目となる。
能登半島西方沖から佐渡島西方沖にかけて伸びる活断層を震源とする。能登地方では2018年ごろから群発地震が発生しており、特に2020年12月ごろから本震までの地震回数はそれまでの約400倍に増加していた（前震と余震の詳細は能登群発地震を参照）。
この地震により日本海沿岸の広範囲に津波が襲来したほか、奥能登地域を中心に土砂災害、火災、液状化現象、家屋の倒壊、交通網の寸断が発生し、甚大な被害をもたらした。元日に発生したこともあり、帰省者の増加による人的被害の拡大や（逆に、能登在住者が実家へ帰省していたため被害を免れた例もあると思われる）新年行事の自粛など社会的にも大きな影響があり、本地震の翌日には被災地の救援のため派遣された航空機による航空事故（羽田空港地上衝突事故）も発生した。建物の耐震強度を地域により割り引く「地震地域係数」があるが、輪島市等が0.9でコンクリート建築物も被害が発生したことから、国土交通省では基準を全国一律に見直す検討が始まった。

## 名称
この地震の本震は、気象庁が2018年に定めた陸域で発生した地震の命名の要件のうち「Ｍj7.0以上（深さ100 km以浅）かつ最大震度5強以上」という要件を満たしていた。また、この要件においては定めた名称が一連の地震活動全体を指すことも定められていた。そのため、気象庁は発生当日の18時過ぎから開いた記者会見において、最大震度7の本震を含む2020年12月以降の一連の地震活動（能登群発地震）を「令和6年能登半島地震」（英:The 2024 Noto Peninsula Earthquake）と命名した。この名称の中には石川県が「令和5年奥能登地震」と命名した2023年5月5日の地震も含まれている。地震活動に対して気象庁が命名を行うのは、2018年（平成30年）9月の北海道胆振東部地震以来約5年4か月ぶりで、気象庁が初めて地震活動に対する命名を行った1960年のチリ地震津波以降33回目であった。
被災地の石川県を拠点とする地方紙である『北國新聞』や同新聞の傘下で富山県を拠点とする『富山新聞』などの一部マスメディア、石川県津幡町など被災地の一部の広報紙などにおいては主に見出しにおいて1.1大震災という呼称を用いている。地震が発生して間もない時期には能登大地震、石川大震災という名称も用いられていた。日本共産党の機関紙『しんぶん赤旗』では主に見出しにおいて能登半島1.1地震という呼称を用いている。その他、本記事の出典でも見受けられるように見出しで単に能登地震と表現される場合もある。

## 地震のメカニズム

### 断層運動と震源周辺の活断層

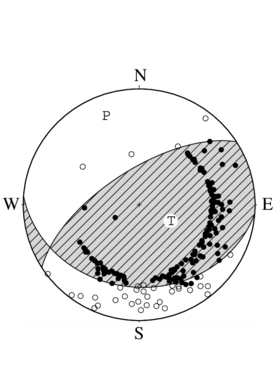
16時6分に発生した地震の震源球

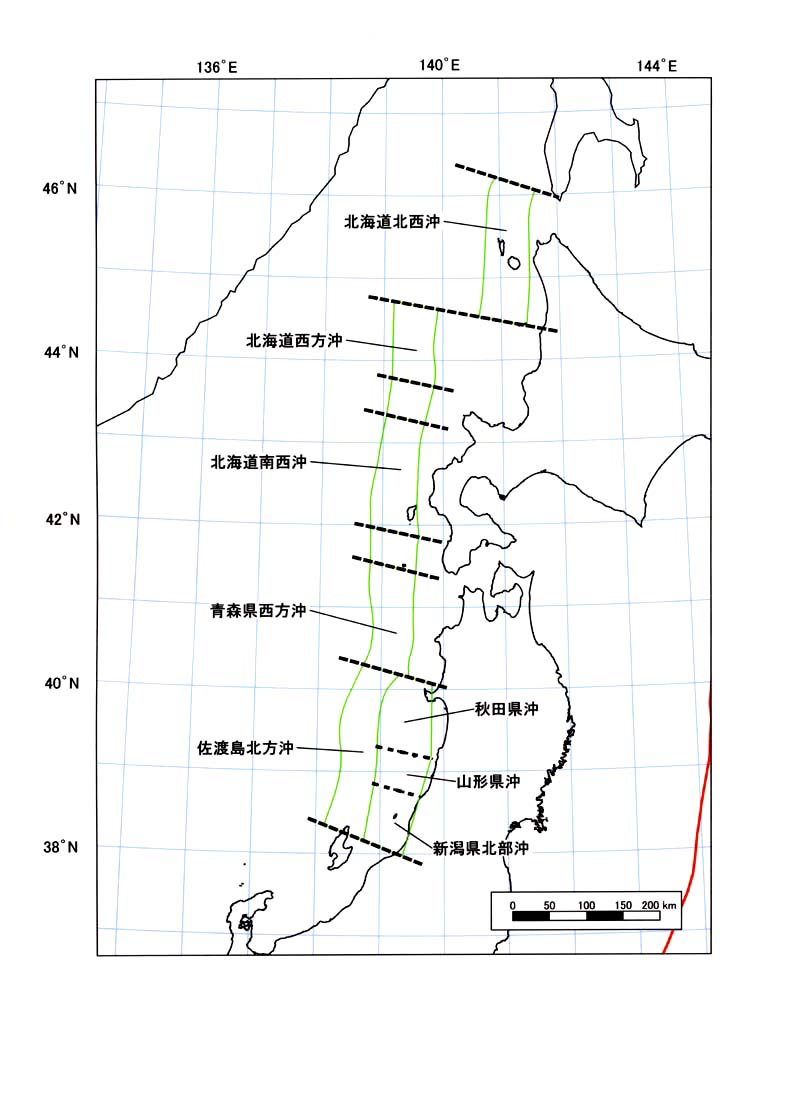
日本海東縁変動帯の地図

この地震は日本海東縁変動帯の西端で発生しており、発震機構は、北西 - 南東方向に圧力軸を持つ逆断層型であった。また発震機構と地震活動の分布及び衛星測位システム (GNSS) 観測の解析から、震源断層は北東 - 南西に延びる150 km程度の、主として南東傾斜の逆断層であると考えられている。防災科学技術研究所の推計では、震源断層の走向が213度・47度、傾斜が41度・50度、すべり角が79度・99度などとなっている。また、気象庁は29か所の観測点のデータから、この地震のセントロイド（断層の全ての動きを1つの空間的・時間的な点に代表させた場合の座標並びに時刻）時刻を16時10分42.3秒、セントロイド位置を北緯37度29.2分 東経137度15.6分 / 北緯37.4867度 東経137.2600度の深さ15 kmの位置（理論的に計算された波形と実際に観測された波形の一致度を表すバリアンスリダクションが81 %）、地震モーメント (Mo)と6方向のモーメントテンソル解を1020 N・mの単位でMoが2.14、Mrrが1.89、Mttが-0.83、Mffが1.15、Mrtが-0.23、Mrfが-0.6、Mtfが-1.1（断層の押し引きの境界と断層面のずれを表す非ダブルカップル（D.C.）成分比は-0.04）と計算している。地震調査委員会委員長で東京大学名誉教授の平田直は地震翌日の会見で、この断層は既知のものではないと説明していた。この地震以降、新潟県佐渡島の西方から能登半島西方にかけての約150 kmの範囲にわたって、地震活動域が広がっており、余震が断続的に続いている。震源域の東端は富山トラフの西端付近にある。震源域の西端は2007年の能登半島地震の震源域にかかり海士岬付近まで広がっているが、1993年の能登半島沖地震の震源域にはかかっていない。地震学者の遠田晋次は、日本列島の大きさを考慮すれば日本国内で100 km以上の長さの活断層が動く内陸性地震が発生することは稀であると述べている。この地震によって破壊された全ての活断層が破壊されるまでには約40秒の時間がかかっている。P波はヨーロッパ、北アメリカ、オセアニアなど世界各地で観測され、ウクライナのキーウ（キエフ）で338.3 μm、カザフスタンのマカンチで301.2 μm、フィリピンのダバオで202.1 μm、西オーストラリア州ナロジンで197.5 μm、ミッドウェー島で90.2 μm、アメリカ合衆国マサチューセッツ州ハーバードで20.9 μm、ロシアのビリビノで18.7 μm、グリーンランドのカンゲルルススアークで3.2 μmなどの振幅が計測されている。
宍倉正展らの研究によれば、能登半島には新生代第四紀更新世チバニアン期（中期更新世、約78万年前から約13万年前）以降の海成段丘が発達しており、完新世に形成された3段の低位段丘面も認められていた。これは、数十万年以上前からごく最近まで地盤の隆起が発生していたことを示しており、この隆起は主に地震時の断層運動によって生じたという。本地震では能登半島北部で最大約4 mの隆起が生じており（後述）、鹿磯漁港の北では約3.6 mの隆起により波食棚が干上がった様子が確認された。宍倉らはこれらを4段目の完新世低位段丘面が新たに生じたことを意味していると解釈している。
東京大学地震研究所の石山らや産総研の宍倉によると、2024年の地震で大きな隆起が観測された地域では、宍倉らの研究で報告された完新世低位段丘面も周囲と比べて標高が高く、本地震による隆起量と低位段丘面の旧汀線高度（波打ち際の高さ）が近似しているという。この事実は、この地域において本地震のようなマグニチュード7級の地震が繰り返し発生しており、それに伴って低位段丘面が形成されていった可能性があることを示していると考えられている。また、宍倉は地震直前の段階で、奥能登地震（2023年5月5日、Mj6.5）と同程度の規模の地震では説明できない隆起が過去に能登半島で発生した痕跡があり、今後奥能登地震より更に大きな地震が発生する可能性があることを論文で述べようとしていた矢先にその可能性が現実となったこと、現に本地震ほどの大地震が発生したために1 m未満の隆起が少しずつ堆積したという仮説を検討する必要がなくなったと述べている。ただし、西村卓也はMj7クラスの地震が起きるとしてもそれはMj7台の前半であると考えており、この地震の本震で発生したMj7.6は「ワーストケースをさらに上回る」ものであったと述べている。一方で、地震が起きない可能性より起きる可能性の方が高いと言える状況ではなかったことから、住宅の耐震化を進めるよう呼びかけることまではできなかったと述懐している。
2007年の能登半島地震以降に行われた沿岸海域調査によって、能登半島の北岸沿岸に沿って南東側隆起の逆断層の海底活断層群が分布していることが知られていた。井上・岡村（2010）では西から東に、門前沖・猿山沖・輪島沖・珠洲沖の4つのセグメントに区分している（国交省ほか（2014）のF43に該当）。セグメントを用いたこのモデルは日本海の拡大に伴う地殻の変動を考慮して作成されたものである。さらに、2023年の段階で北陸電力はこの4つのセグメント、全長約90 kmの連なりを「能登半島北部沿岸域断層帯」と総称し、これらが連動して起きる地震の発生の可能性について論じていた。本地震は、これらの断層による活動である可能性が指摘されている。2024年3月11日の地震調査委員会による報告では、この地震は猿山沖セグメントと珠洲沖セグメントのさらに下に重なっている活断層によって発生したと結論付けられた。両セグメントの中間に位置する輪島沖セグメントに関しては、付近の水深が浅く船舶を用いた調査が困難であるため地震との関係については不明である。一方、「○○セグメント」のように細かく活断層を分割していたことで地震のリスクを過小評価していたという指摘もある。また、珠洲沖セグメントの北東延長上には北西傾斜の逆断層が分布しており、余震もこの断層に沿っても分布しているが、本地震とこの断層との対応関係は不明。なお、宍倉と岡村はこれらの活断層について、反射断面の分析から垂直変位の速度が1000年あたり1 m以上のA級の活断層である可能性が高いと指摘している。
これらの他に、能登半島地震の震源となった断層から約20 km離れた志賀町の富来川沿いでは3 km以上にわたり断層が地表に現れたものと考えられる地盤のずれや盛り上がりが発見されており、富来川南岸断層が能登半島地震の影響で一緒に動いたいわゆる「お付き合い断層」であることを示唆している。しかし、このような「お付き合い断層」と震源断層との距離は熊本地震の場合せいぜい数 kmに過ぎず、20 km前後も離れていた事例はこの地震以外に確認されていない。この断層の変形量は上下に50 cm前後で、その他に地殻変動に伴う南北方向の圧縮に伴い10 cmから数十 cmの左横ずれが発生しており、この結果は地殻変動の観測結果とも矛盾していない。

### 震源域での地震予測

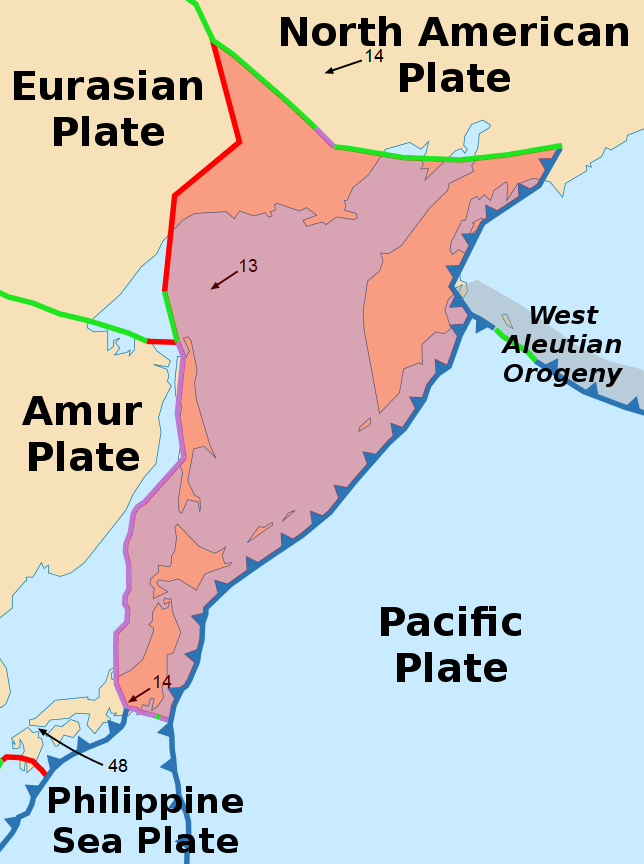
オホーツクプレートとアムールプレートの境界の模式図（本文ではオホーツクプレートを北アメリカプレートの一部、アムールプレートをユーラシアプレートの一部として記述している）。数字はアフリカ大陸から見た移動速度（単位:mm/yrを意味する。

本地震以前に提示されていた断層モデル資料としては、日本海における大規模地震に関する調査検討会（2014）のF43、日本海地震・津波プロジェクト（2015）のNT4、石川県（2023）の津波浸水想定区域図における能登半島北方沖などが存在していた。一方で、石川県（2023）の想定地震断層には含まれておらず、地震調査委員会も一連の群発地震活動の評価にて能登半島北岸の活断層の存在を記述していた。一方、この地震や2007年の新潟県中越沖地震を引き起こしたような沿岸の活断層については、陸上や沖合の活断層のように地形を手掛かりにしたり地面を掘削したりして調べることや、海溝型地震を引き起こす海底地形のように海底で超音波を発して調査することが難しかった。海底でもようやく地形を手掛かりにして調査を行うための技術が出てきたが、長期評価は2017年に始まったばかりであった。九州地方の五島列島沖合から中国地方の北方の沖合に関してはこの地震が発生する前の2022年3月25日に長期評価の結果が公表されていた。その後、この地震の震源域を含む近畿地方北方と北陸地方の沖合の活断層に関して長期評価が進められていたが、地震が発生した際には確率評価・地域評価はいずれも評価中であり、評価結果の公表は本地震の発生には間に合わなかった。そのため、地震調査研究推進本部は方針を転換し、確率評価・地域評価が評価中でも地震の可能性がある活断層が存在することが判明した段階で評価の完了を待たずに活断層に関係する情報を迅速に公表することとした。今回の地震が発生したような日本海の東岸沿いではユーラシアプレートと北アメリカプレートが隣り合っていることから、そこで起きる地震は長期評価において海溝型地震として取り扱われていたが、この地域には無数の断層がひしめき合っており、海溝はないことから、遠田はこのような取り扱いは現実の地形に見合っていないと指摘している。また、F43断層の情報に関しては津波の予想にしか使われておらず、陸域での揺れの予想には使われていなかったことを遠田は指摘している。

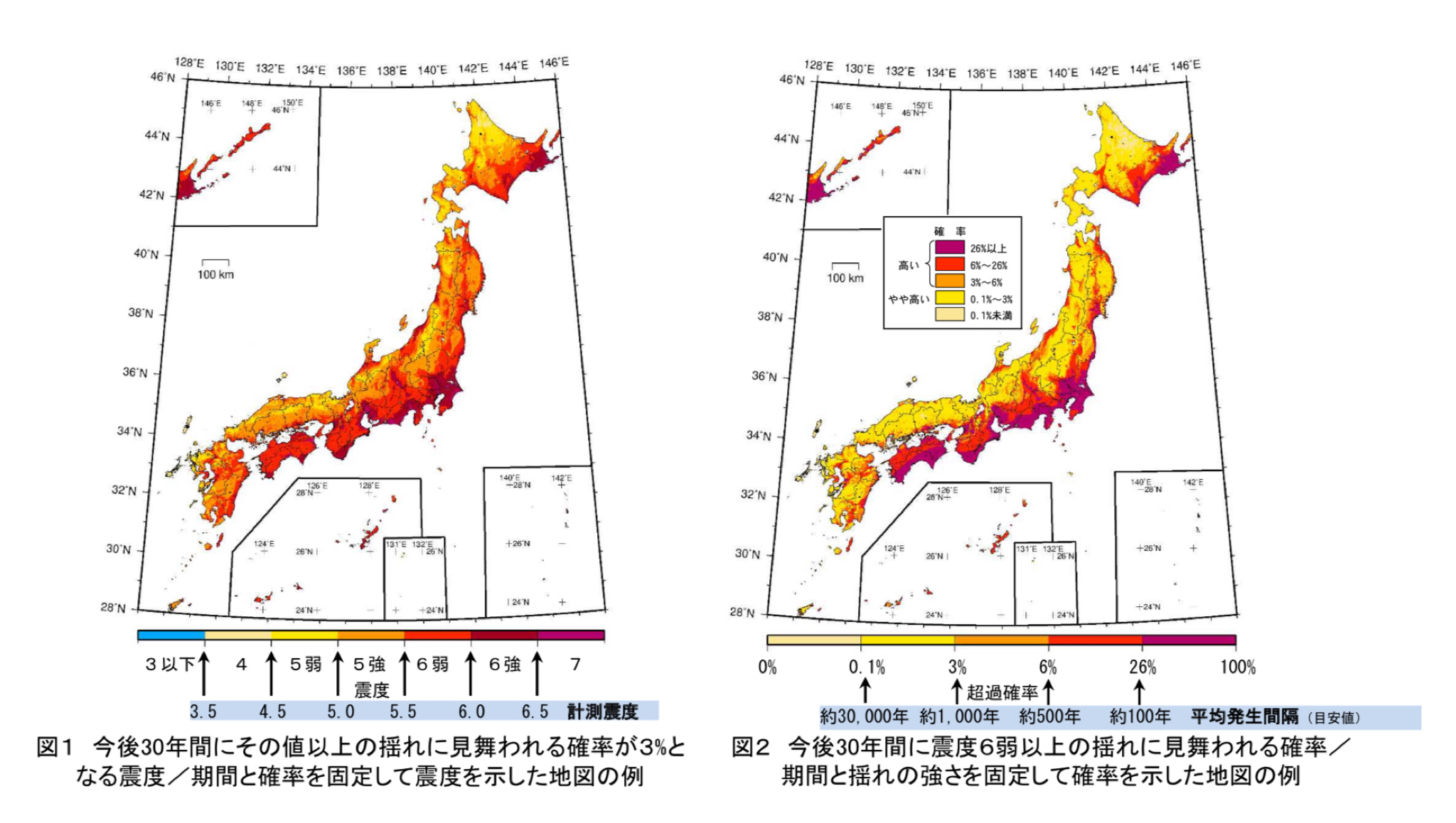
2020年に発表されていた全国地震動予測地図。

また、2012年に経済産業省資源エネルギー庁の原子力安全・保安院（現在の環境省原子力規制委員会）で行われた地震・津波に関する意見聴取会では、能登半島北部の4本の活断層が連動した場合、最大でMj8.1（Mw7.66)）の巨大地震が発生する可能性があるという北陸電力の予測が示されていたが、地震調査研究推進本部による長期評価が終了していないことを理由に石川県の地域防災計画では1997年度に発表されていた「Mj7.0、死者7人、建物全壊120棟」などと、実際のこの地震の規模や実際に本地震で発生した被害と比べるとかなり過少な想定を維持していた。2013年から2014年にかけても、政府の有識者検討会でF43を震源とするMj7.6の地震の発生が想定されており、これは実際に2024年1月1日に発生した本震の規模と同じであった。しかし、当時石川県知事であった谷本正憲は熊本地震前の熊本県、北海道胆振東部地震前の道央地域などと同様、全国地震動予測地図で能登半島を含む県内の大部分に関して30年以内に震度6弱以上の地震が起こる確率が0.1 %から3 %の範囲内であるとされていたことを根拠に「石川県は地震が少ない地域である」などとアピールして企業の誘致を行っており、事前の対策を求める議論には発展していなかった。2022年に馳浩が石川県知事に就任してから地域防災計画の改定が進み、新しい計画が2025年度以降に公表される予定であったが、その前にこの地震が発生することとなった。富山県も企業立地ガイドのホームページで「台風・地震や津波などが非常に少なくリスク分散に最適です」などと紹介し、全国地震動予測地図で30年以内に（富山市で）震度6弱以上の揺れが起きる確率が5.2 %と太平洋沿岸より低いことを富山県の魅力として広報していた。地震調査研究推進本部の平田直も海域活断層の評価が遅くなったことに関して後悔の念を示している他、東京女子大学名誉教授の広瀬弘忠も自治体が国に依存せず自力で災害に対応できる能力を養うべきであったと表明した。2007年の能登半島地震では住宅の倒壊による死者は出なかったが、石川県の災害危機管理アドバイザーを務めている神戸大学名誉教授の室崎益輝はこのことも予想の見直しを妨げたと指摘している。また、東京新聞は、地震が発生する確率で色分けされた地震調査研究推進本部の全国地震動予測地図によって南海トラフ巨大地震や南関東直下地震（首都直下地震）ばかりが注目され、それ以外の地域では地震が起きないと誤解されていたことがこの地震に対する油断に繋がった可能性を指摘している。地震学者でさえ、能登半島北部の活断層の存在を知らない者も少なくなかった。
2月29日に行われた地震予知連絡会の第242回会合では、当初の計画である「火山と地震」から変更してこの地震について話し合われ、この地震に関する研究結果などが報告されると共に、この地震を教訓に群発地震の際には規模の大きな地震が起きる危険性について具体的に周知すべきであるという意見が出された。その一方で、例えば「F43断層が動いて大地震が発生する可能性がある」のように、具体的な断層の名前まで伝えて地震への警戒を呼び掛けるかどうかに関しては今後検討すべき課題であるとされた。2024年11月に行われる予定の地震予知連絡会の第245回会合では「阪神・淡路大震災から30年、能登半島地震から1年 ― 内陸地震予測の進展と課題 ―」と題して、再びこの地震に対しての検討が行われることが決まっている。

### 流体の活動

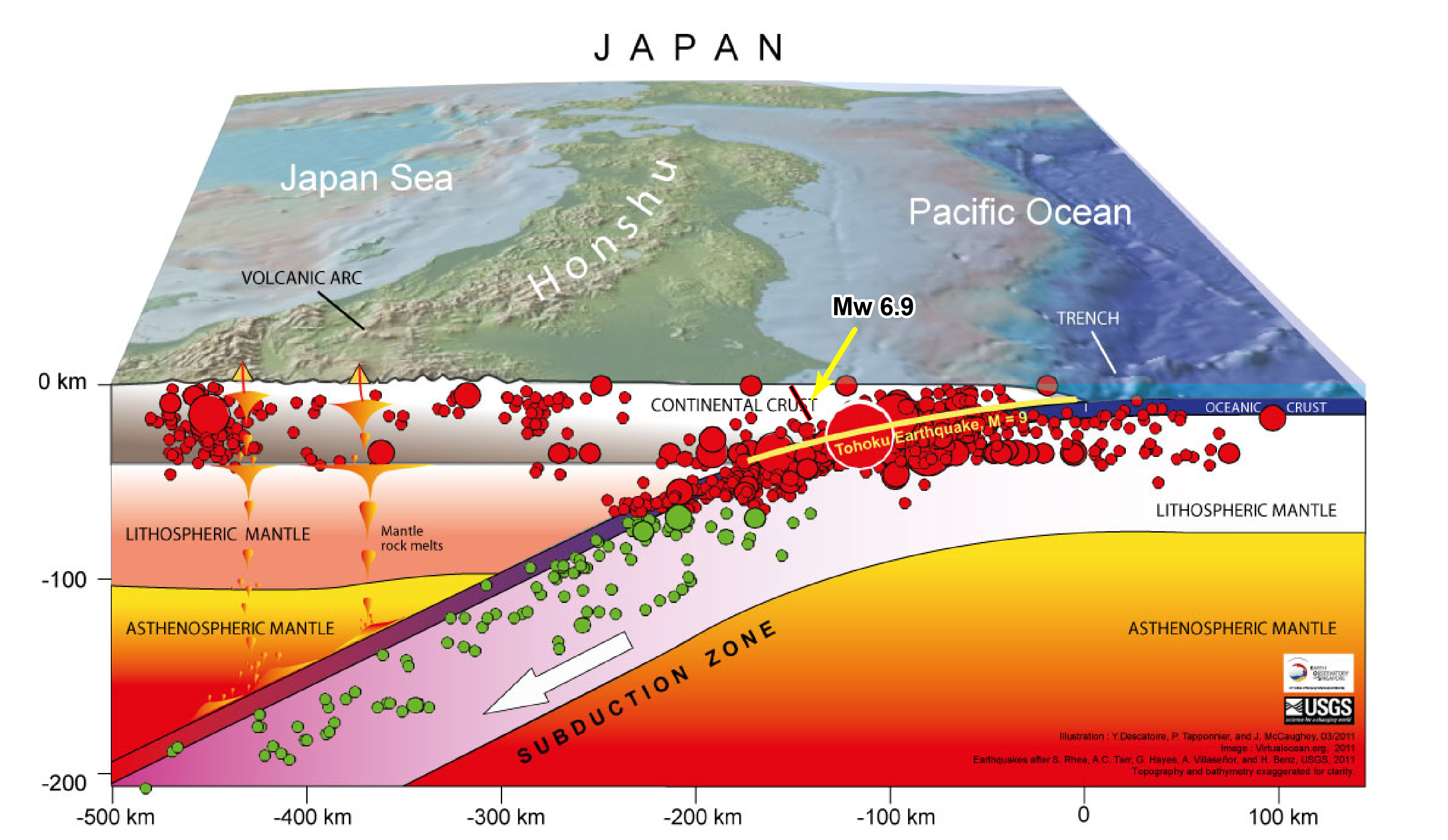
日本列島地下の模式図

今回の地震の原因に関して、地下にある流体も指摘されている。この流体に関して詳細は不明であり地下で直接気体や液体が観測されたわけではないが、能登半島近辺には火山が存在しないことと地殻変動の観測などからマグマではなく水であると指摘されている。水は火山が存在しない場所でも急に上昇する可能性がある。能登半島の地下300 km程度の深さに沈み込んでいる太平洋プレートを形成する鉱物には水分が多く含まれている。この鉱物は地下の高温・高圧により脱水反応を起こし、水を含まない鉱物と水とに分解される。このようにして生成された大量の水が2020年11月以降、太平洋プレート内から徐々に染み出して次第に上昇し、29,000,000 m3（東京ドーム23個分）の水が地下16 km程度にまで到達した。このような現象が起こった原因としては、東北地方太平洋沖地震後に東西のプレートが押し合う力が弱くなったためであると考えられている。この水は岩石の融点を下げてマグマの形成を助けるほどの量ではなかったものの、能登半島周辺の活断層に流れ込んで断層を圧迫することで群発地震を引き起こし、さらに元々歪みが溜まっていた断層にまで水が達したことで今回のMj7.6の地震が発生したと推測されている。つまり、能登半島の地下に特有の水の層が断層を動かしやすくする潤滑油のような役割を担っているという意味である。ただ、それまでの群発地震で水による歪みは解消されており、今回発生したのは水が少ない地域であったという異論もある。今回の地震後に流体がどうなったのか、活断層の歪みがどうなったのか等に関してはまだ不明な点が多い。なお、同一の地盤内で小さな地震と大きな地震の起きる比率は決まっているため、群発地震により小規模の地震が非常に多くなったことは大地震が発生する確率も非常に高くなったことを意味していると遠田は述べている。
また、このような仕組みにより、群発地震では地盤の隆起が発生するタイミングと地震が発生するタイミングが異なっており、地震の震源は時間が進むに連れて浅くなったことも明らかになっている。しかし、流体により発生した歪みに相当する力のモーメント（トルク）は1.10×1018 N・mと本震によって解消した歪みの200分の1でしかないことから、流体の作用だけによって今回の地震が発生したとは考えにくい。

### 他の地震・火山への影響

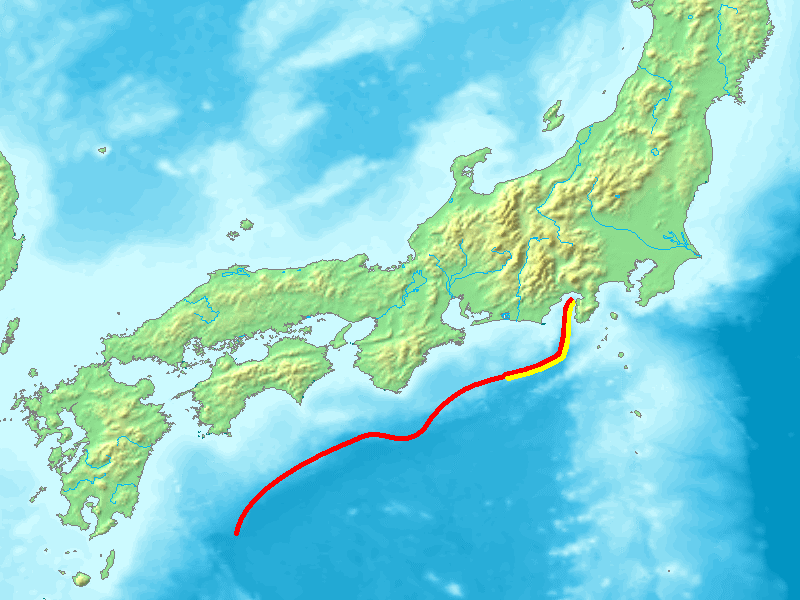
南海トラフ（赤線）と能登半島の位置関係。

この地震は規模が大きかったため、1月11日に行われた南海トラフ沿いの地震に関する評価検討会の会合ではこの地震が南海トラフ沿いでの微小な地震や地殻変動に与えた影響が分析されたが、その結果、この地震により南海トラフ巨大地震の発生に結び付くような変化は確認できなかったとの判断が行われた。京都大学防災研究所の西村卓也は、阪神大震災以降、2000年の鳥取県西部地震・16年の熊本地震など内陸性の大地震が相次いでいる西日本は南海トラフ巨大地震の約50年前から始まる地震の活動期に入っていると指摘した上で、能登半島地震自体は震源が南海トラフから非常に遠い上、フィリピン海プレートがユーラシアプレートに沈み込んでいるのが南から北の方向であることを考慮してもこの活動期と直接の関連はないとの見方を示した。一方、この地震の津波の特徴であった、第1波がすぐに到達して長時間続き、最大波は遅れるといった点は南海トラフで発生する巨大地震とも共通していた。なお、今回の地震による作業の遅れと、本地震から得た教訓を生かすことにより、2024年春に予定されていた南海トラフ巨大地震の防災計画見直しは延期されることが決定した。
この地震の発生した1月1日から1月4日前後と、1月8日から1月11日にかけて、立山連峰・弥陀ヶ原火山の地獄谷南側で火山性地震が一時的に増加したが、弥陀ヶ原の想定火口域では地震活動や火山活動は活発になっておらず、その後は地獄谷南側の火山性地震も落ち着いている。このような地震活動の増加に関しては、富山地方気象台では能登半島地震の影響かは断定できないと判断されている。

### 過去の地震との比較

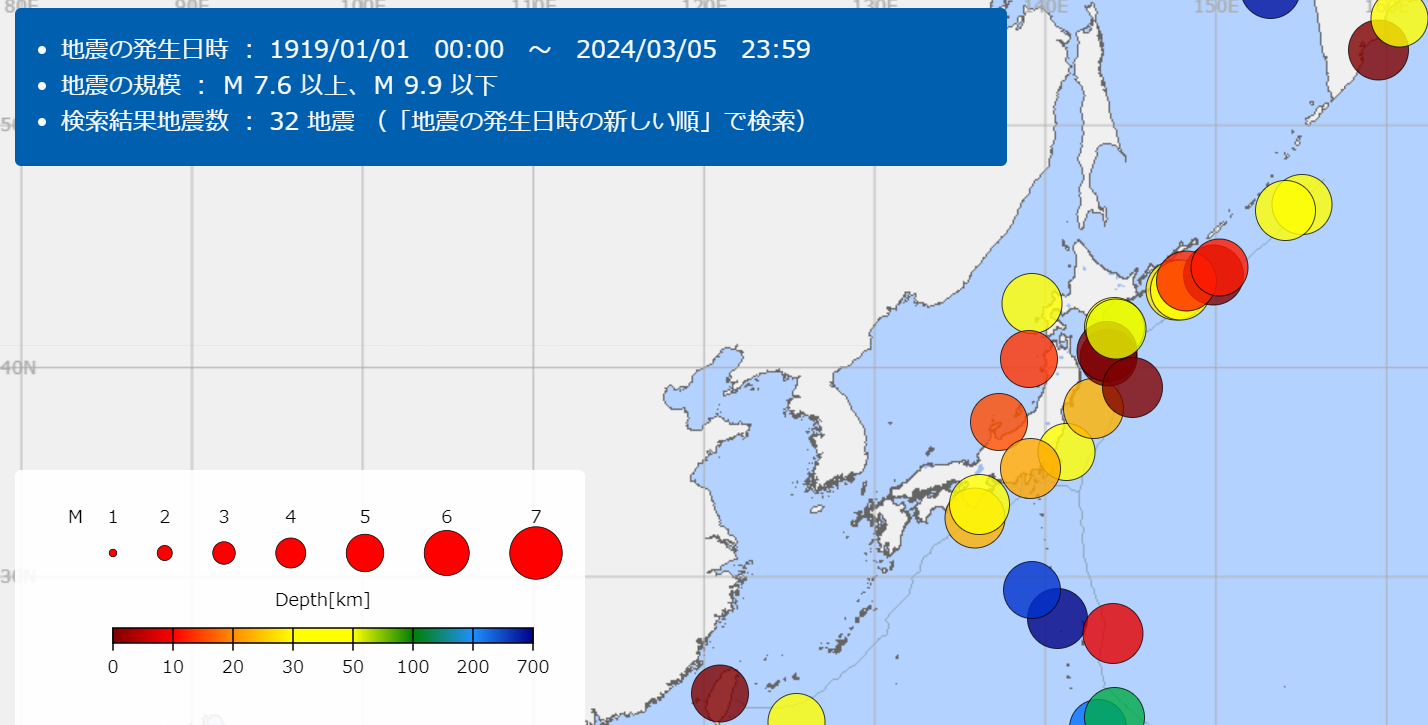
1919年から2024年3月5日までに発生したこの地震を含むM7.6以上の地震で、日本国内で震度1以上を記録した地震の地図。

アメリカ地質調査所（USGS）によれば、この地震の震源の半径250 km以内では1900年以降本震の直前までにM6以上の地震が30回発生しており、そのうち3回は能登半島とその近辺で発生している（1993年の能登半島沖地震、2007年の能登半島地震、2023年の奥能登地震）。しかし、そもそも地震の多い日本にあって、震源周辺での地震発生回数は太平洋側と比べると少なかった。
石川県能登地方を震源とする地震としては、このMj7.6という地震の規模は記録が残っている1885年（明治18年）以降では最大であり、1995年の兵庫県南部地震（阪神・淡路大震災を引き起こした地震）や2016年の熊本地震本震のMj7.3と比較しても約2.8倍の規模に相当した一方で、海溝型地震であり日本における観測史上最大規模の地震であった東北地方太平洋沖地震のMw9.0と比較すると約128分の1の規模に過ぎなかった。活断層による地震としてはMj7.6は日本国内では過去100年間で最大規模であり、内陸部を震源とする地震としては関東大震災を引き起こした1923年9月1日の関東地震以来の規模であった。また、西南日本に限れば1946年12月21日の昭和南海地震以来の規模であり、西南日本の地殻内で発生した地震としては1891年10月28日の濃尾地震以来の規模であった。日本国内で震度を観測したすべての地震活動と比較しても、深発地震を除いて、あるいは本州付近に被害をもたらした地震としては、2011年にMw9.0（Mj8.4）を記録した東北地方太平洋沖地震（東日本大震災を引き起こした地震）とそれに伴う余震以来の規模となった。能登半島での群発地震における一連の地震活動の中で最大であった2023年5月の奥能登地震のMj6.5と比較すると規模は40倍から50倍にもなった。2020年以降2023年末までに起きた群発地震のエネルギーを全て合計した数値と比較しても、この地震によるエネルギーは約35倍、2007年の能登半島地震と比較すると約11倍になる。

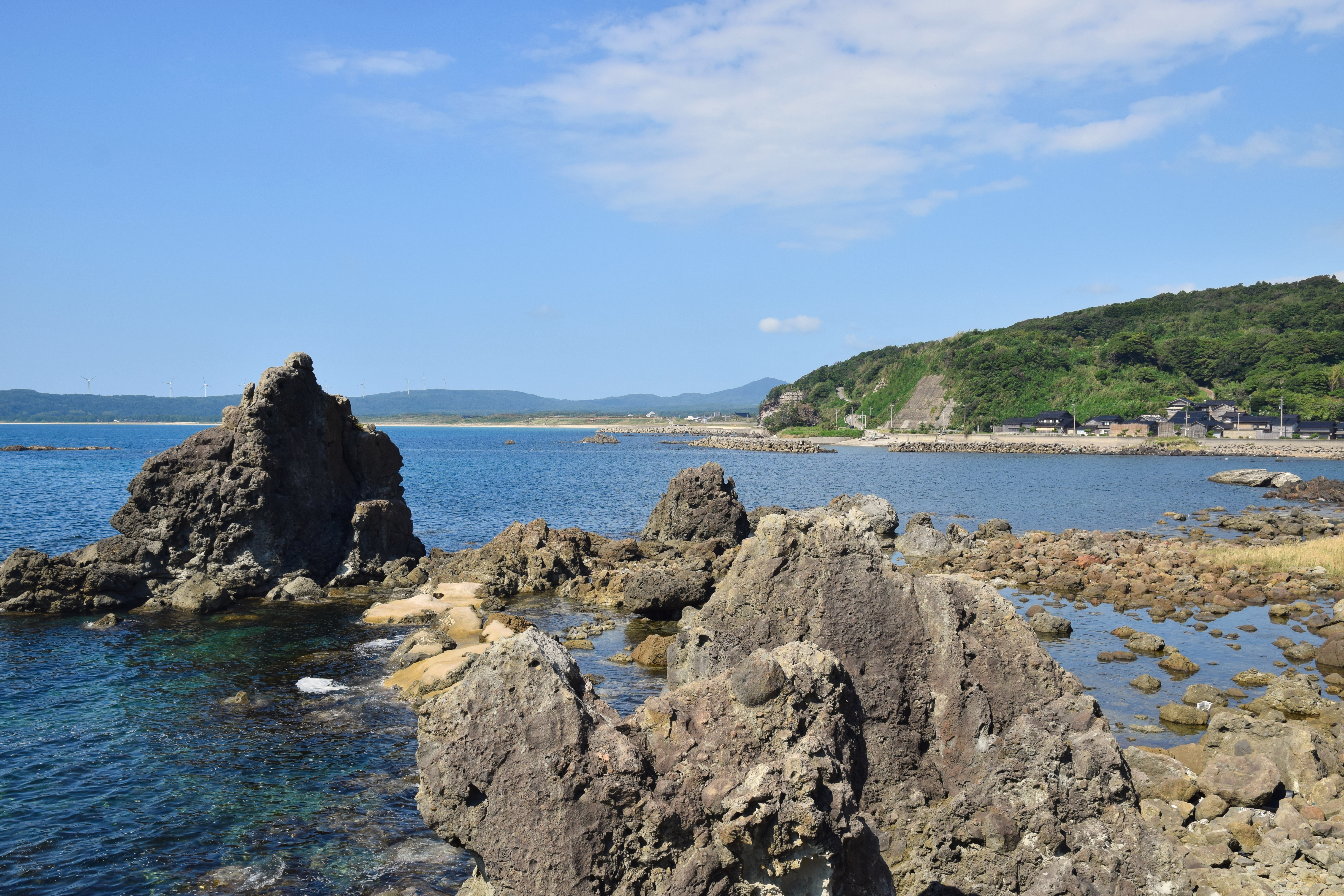
能登半島に広がる海成段丘（志賀町、2019年撮影）。このような風景は2024年のような大地震が数回繰り返されることによって形成されてきたと考えられている。

一方で、地震計による観測が始まる以前に発生した歴史地震、更には文献の残っていない時代に発生した先史地震を含め、2024年の地震の震源周辺の能登半島北部でこの地震と同じ程度の規模の地震がどの程度の頻度で発生してきたのかについては定かではない。能登半島においてこの地震より前にMj7以上の規模であった可能性のある大地震が発生したのは1729年の能登・佐渡地震（享保能登地震、Mj6.6 - 7.0）が最後であった。能登・佐渡地震においても2024年の地震と同じ断層が動いたと考えられているが、この断層が動くのは1000年に一度ほどの頻度と考えられてきたことから、300年も経たずに再び大地震が起きたのは不可解という意見もあった。他方で2024年の地震は能登・佐渡地震と比べても8倍から32倍の規模であり、震源断層の長さは7倍、重蔵神社などの例からも分かるように被害も佐渡島を除いてはるかに大きかった。震源周辺の海成段丘による研究から、縄文海進がピークを迎えた紀元前4000年ごろ、ないしは能登半島近辺での海面上昇がピークを迎えた紀元前1500年ごろからこの地震の直前までの間に3回の大地震が発生していることが分かっており、頻度としては起点として前者を採用するなら2000年に一度程度、後者を採用するなら1000年に一度程度となっている。ただ、海面変動の影響を考慮する必要があるもののこれらの大地震による隆起の規模は2024年の地震によるものより小さいことから、宍倉はこの地震は能登半島で発生しうる地震としては最大級の地震であると話している。石川県と富山県における津波堆積物のボーリング調査からは、紀元前500年ごろに今回とほぼ同じ地域で大津波が押し寄せた痕跡が見つかっており、今回と同じ震源域での大地震が発生した可能性がある他、これより規模は小さく別の地域で発生した地震の可能性が残るものの珠洲市では西暦紀元前後から300年ごろと9世紀から10世紀の合計で3回、富山湾沿岸では紀元前5900年から前5800年ごろと紀元前2700年から紀元前2500年ごろ、それに13世紀の合計で4回の津波堆積物が確認されている。堆積物自体は2015年に発見されていたが、この地震が発生するまではどのような地震による津波堆積物なのかは不明であった。宍倉と岡村は隆起の痕跡を元に、複数のセグメントが連動することで発生するMj7を超える地震と単一のセグメントによって発生するMj7に満たない地震との両方がこの地域では発生しており、前者は1 m以上の隆起を引き起こしているのに対し、後者は隆起を引き起こしたとしても1 m未満であると指摘している。

## 観測された揺れ

### 各地の震度

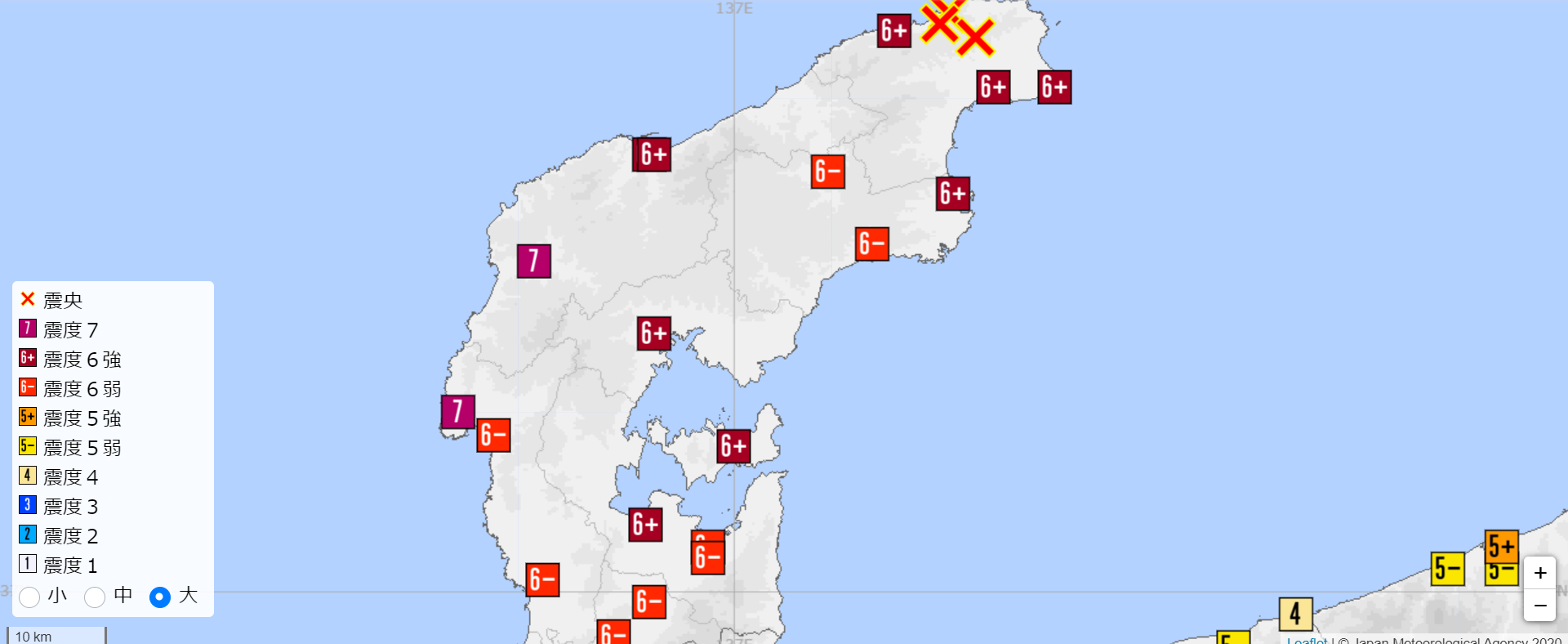
地震観測地点の震度を示した気象庁震度データベースの地図（能登半島付近の拡大。一番右の×印が本震の震源で、他の2つは本震と震度を分離できない前震の震源。

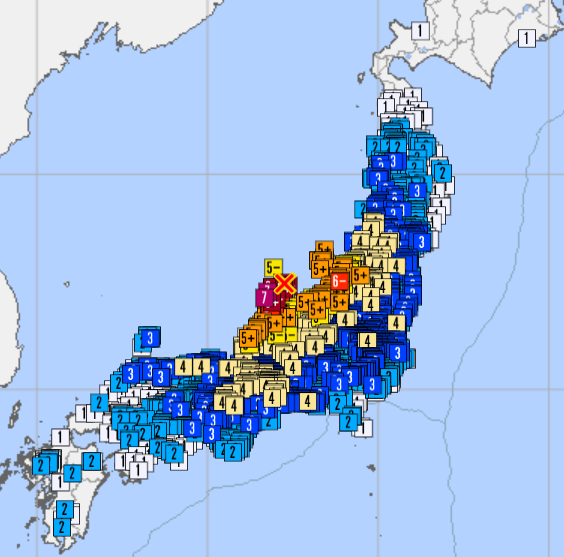
地震観測地点の震度を示した気象庁震度データベースの地図（全国）

石川県能登地方で最大震度7が観測されたほか、本州・四国のほぼ全域と九州・北海道の一部など、北海道釧路市黒金町（震度1）から鹿児島県鹿児島市桜島赤水新島（震度2）まで、長崎県と沖縄県を除く45都道府県で震度1以上の揺れが観測された。全国にある4375か所の震度観測点のうち、震度1以上を観測した観測点は約65 %の2829地点にのぼり、2013年以降では最多となった。
石川県輪島市・羽咋郡志賀町で震度7、七尾市・珠洲市・鳳珠郡（穴水町・能登町）で震度6強、鹿島郡中能登町（以上いずれも石川県）と新潟県長岡市で震度6弱をそれぞれ観測した。日本国内で公式に震度7を観測した地震は2018年（平成30年）の北海道胆振東部地震以来で、累計で7回目であった。石川県では初めて震度7を観測した。同一の地震で複数の観測地点において震度7を観測したのは2016年4月16日の熊本地震本震以来2回目である。震源より西側にある志賀町で震度7を観測した理由として、断層の滑りが震源域の西部で大きかったことが考えられている。輪島市鳳至町や珠洲市三崎町では、50秒間にわたって震度5強以上に相当する揺れが続いた。また富山県では震度観測が計測震度に移行し、震度5と6がそれぞれ弱と強に2分割された1996年以降初めて最大震度5強を観測した。これは2007年の能登半島地震で観測した震度5弱を上回っており、同県内で観測された震度としては1996年以降最大である。
また、愛知県名古屋市・大阪府大阪市で震度4、宮城県仙台市・東京都区部・岡山県岡山市で震度3、青森県青森市・広島県広島市・香川県高松市で震度2、北海道札幌市・熊本県熊本市で震度1など、日本全国の主要な都市で震度1以上の揺れを観測した。USGSによれば、韓国慶尚南道昌原市鎮海区と中華民国（台湾）新北市中和区で改正メルカリ震度階II（気象庁震度階級で震度1程度）、韓国の慶尚北道慶州市・京畿道の烏山市・始興市と中国の河南省平頂山市でメルカリ震度階I（無感）の揺れを記録している。
| 震度 | 都道府県 | 観測点名 |
| ---- | -------- | --- |
| 7    | 石川県   | 輪島市門前町走出、志賀町香能 |
| 6強  | 石川県   | 七尾市垣吉町・能登島向田町、輪島市鳳至町・河井町、珠洲市三崎町・正院町・大谷町、穴水町大町、能登町松波 |
| 6弱  | 新潟県   | 長岡市中之島 |
| 6弱  | 石川県   | 七尾市本府中町・袖ヶ江町、志賀町富来領家町・末吉千古、中能登町末坂・能登部下、能登町宇出津・柳田 |
| 5強  | 新潟県   | 新潟市中央区美咲町・南区白根・西区寺尾東・西蒲区役所、長岡市小国町法坂・山古志竹沢・寺泊敦ケ曽根、三条市西裏館・新堀、柏崎市西山町池浦・日石町、見附市昭和町、燕市分水桜町、糸魚川市一の宮・能生、妙高市田口、上越市大手町・木田・柿崎区柿崎・頸城区百間町・吉川区原之町・三和区井ノ口、佐渡市相川三町目・岩谷口・千種・河原田本町・赤泊・小木町、南魚沼市六日町、阿賀町鹿瀬中学校、刈羽村割町新田 |
| 5強  | 富山県   | 富山市新桜町、高岡市伏木、氷見市加納、小矢部市泉町・水牧、南砺市蛇喰、射水市久々湊・小島・本町・橋下条・二口・加茂中部、舟橋村仏生寺 |
| 5強  | 石川県   | 金沢市西念、小松市小馬出町・向本折町、加賀市大聖寺南町、羽咋市柳田町・旭町、かほく市浜北・宇野気、能美市中町・来丸町・寺井町、宝達志水町子浦・今浜、中能登町井田 |
| 5強  | 福井県   | あわら市市姫・国影 |
| 5弱  | 新潟県   | 新潟市北区東栄町、新潟空港、新潟市中央区関屋、新潟市江南区泉町、秋葉区程島・新津東町、新潟市西蒲区巻甲、長岡市浦・上岩井・小島谷・金町・寺泊烏帽子平・与板町与板、小千谷市城内・旭町、加茂市幸町、十日町市千歳町・松代・松之山、燕市秋葉町・吉田西太田、糸魚川市大野・青海、妙高市田町・関山、五泉市太田、上越市中ノ俣・安塚区安塚・牧区柳島・大潟区土底浜・中郷区藤沢・板倉区針・名立区名立大町、阿賀野市岡山町・姥ヶ橋、佐渡市畑野・羽茂本郷・真野新町・相川栄町・両津支所・新穂瓜生屋、出雲崎町米田・川西 |
| 5弱  | 富山県   | 富山市石坂・八尾町福島・婦中町笹倉、高岡市広小路・福岡町、滑川市寺家町、黒部市植木、砺波市栄町・庄川町、南砺市天池・荒木・城端・下梨・上平細島・井波・苗島、上市町稗田、立山町吉峰・芦峅寺、朝日町道下 |
| 5弱  | 石川県   | 金沢市弥生、輪島市舳倉島、加賀市直下町・山中温泉本町、かほく市高松、白山市美川浜町・鶴来本町、津幡町加賀爪、内灘町大学 |
| 5弱  | 福井県   | 福井市豊島、坂井市三国町中央・丸岡町西里丸岡・坂井町下新庄・春江町随応寺 |
| 5弱  | 長野県   | 長野市豊野町豊野、信濃町柏原東裏、栄村北信 |
| 5弱  | 岐阜県   | 高山市上宝町本郷、飛騨市河合町元田 |

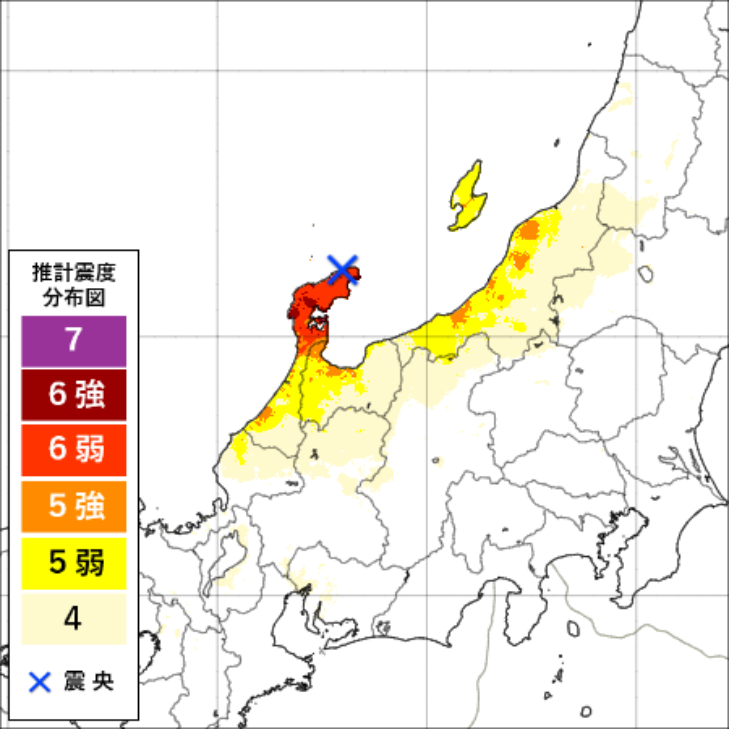
気象庁の発表した推計震度分布

地震発生直後には震度に関する情報が入電していない観測地点が複数あり、気象庁は当初、観測された最大の震度を輪島市で6強、能登町で6弱であったと発表していた。その後、輪島市門前町走出で震度7（計測震度6.5、推計震度分布では震度6強と推定されていた）、能登町の松波で震度6強（計測震度6.2、推計震度分布でも震度6強と推定されていた）、同町の柳田で震度6弱（計測震度5.8、推計震度分布でも震度6弱と推定されていた）をそれぞれ観測していたことが、同月25日までに判明した。これら3か所の震度計はいずれも石川県が管理していたものであった。慶應義塾大学SFC研究所上席所員の纐纈一起は輪島市での震度7が地震直後に判明しなかったことは失態であり、気象庁の管理する震度計のように非常用電源を設置するなどの対策が必要であると指摘している。一方、気象庁長官の森は記者会見でこの一件を受けた対策に関する記者からの質問に対し、阪神・淡路大震災を契機に当時（平成の大合併前）の各市区町村に震度計が設置されており、2024年現在では1つの市区町村に震度計が複数設置されている場合が多いことから、震度が全く分からなくなるような市区町村が出てくることは考えにくいという見解を明らかにしている。
防災科学技術研究所が1月27日に公表した面的推計震度の正式版によると、気象庁の公式な記録として震度7を観測した輪島市・志賀町のほか、七尾市、珠洲市、能登町、穴水町において、震度7相当の揺れが発生したと推定される地域がある。また、中能登町にも震度6強相当の揺れが発生したと推定される地域がある他、羽咋市、小松市、能美市、富山県氷見市、高岡市、富山市、射水市、上市町、舟橋村、新潟県上越市、妙高市、新潟市西区、佐渡市にも震度6弱相当の揺れが発生したと推定される地域がある。気象庁が発表した推計震度分布でも、志賀町・輪島市の他に七尾市能登島の一部地域に震度7と推定される地域があり、羽咋市・宝達志水町・氷見市・上越市に震度6弱と推定される地域がある。

### 揺れと被害の関係
強震観測網 (K-NET)の観測結果によれば、本地震で最大の地表加速度を観測したのは志賀町のK-NET富来観測点で、最大で2,828 Galの地表加速度を計測した。気象庁によれば、同地点は2825.8ガルの地表加速度と計算されている。その他にも能登半島北部の多くの観測点で最大加速度は1 G、最大速度は1 m/sを超え、2007年の能登半島地震や2023年の奥能登地震の際よりも大きかった。
この地震で気象庁から震度7を観測したと発表された志賀町香能（K-NET富来、計測震度6.69）並びに輪島市門前町走出（輪島市役所門前総合支所、計測震度6.5）の他に、気象庁の地震情報で発表される地点ではないが、K-NET穴水（計測震度6.58）の観測点は震度7相当の激しい揺れを計測した。しかし、K-NET穴水周辺は木造建造物の全壊率が22.8%と被害が著しかったのに対し、K-NET富来周辺は0%（暫定）と被害が少なかった。志賀町赤崎地区は被害の少なさから「奇跡の町」とも称された。
京都大学防災研究所の研究グループは、このような差が生じたのはK-NET穴水では建造物への影響が大きい周期1 - 2秒の弾性加速度応答スペクトルが大きかったのに対し、K-NET富来では周期0.5秒以下の極短周期の弾性加速度応答スペクトルが卓越し加速度が大きかったものの、周期1-2秒の弾性加速度応答スペクトルが小さかったためであると非公式ではあるものの公表している。このような周期が1秒から2秒の地震動は「キラーパルス」とも呼ばれ、木造住宅への被害が出やすいことが知られている。一方、K-NET富来で観測されたような極短周期の地震動では墓石や灯篭が倒壊しやすいことが知られており、実際にK-NET富来の周辺では多くの墓石や灯篭に被害が確認された。ギリシャ・クレタ工科大学のエヴァンゲリア・ガリーニはこのような非常に短い周期の地震動は通常M5.5以下の規模の地震で発生するものであり、M7.6の地震で発生したことには前例がほとんどなく、非常に驚くべきことであると指摘している。なお、K-NET穴水は2007年能登半島地震の時、やはり周期1-2秒の弾性加速度応答スペクトルが大きく、周辺の家屋の全壊率19%と大きな被害となっている。その後建て替えられたり、その時倒れずに残った家屋など、建物群としてはより耐震性が高くなっている状況下での今回の被害という点を考慮する必要があり、今回の状況は同様に周期1-2秒の弾性加速度応答スペクトルが大きかった1995年兵庫県南部地震時のJR山陽本線（JR神戸線）鷹取駅（兵庫県神戸市須磨区）周辺や、2016年熊本地震時の熊本県益城町並みの甚大な被害となったとしている。
震度6強と発表された輪島市鳳至町（旧輪島測候所である金沢地方気象台輪島特別地域気象観測所に併設）、および輪島市河井町（K-NET輪島）の周辺も木造建物全壊率が30%前後と、震度7の志賀町香能よりもはるかに甚大な被害とされている。これもK-NET輪島の周期1-2秒の弾性加速度応答スペクトルがK-NET富来（志賀町香能）より大きいからとしている。遠田は、志賀町で震動の周期が短くなった理由として、輪島市や珠洲市より地盤が固かったことを挙げている。株式会社Be-doが実施した常時微動（地震がない場合でも常に発生しているわずかな地面の震動）の調査結果によれば、地震による地盤の揺れやすさを示す表層地盤増幅率は内灘町西荒屋での2.29、輪島市門前町道下での1.24、志賀町富来での1.69などに対し、志賀町赤崎では富来の6割に満たない0.98と非常に低く、防災科学技術研究所の地震ハザードステーションによる5段階評価では最も揺れにくいことを示すランクAであり、このような違いから被害状況に相違が生まれたと推定されている。地震の卓越周期も赤崎では0.294秒となり以上の4地点で最も短かった。地盤が固いほど速く伝わるS波を利用した研究では、S波の速さが300 m/sに達する深度は西荒屋での65 m以上、富来では約22.5 m、道下では14 mであったのに対し赤崎ではわずか2.5 mであり、他の3地点で確認できた逆転層（深くなるほどS波の伝わる速さが遅くなる層）も確認できなかった。一方、輪島市中心部で同じ方法で調査を行った結果では、被害が大きかった河井町で表層地盤増幅率が2.68と地震ハザードステーションによる評価で最も揺れやすいことを示すランクEであった他、地震の卓越周期は0.84秒と長く、S波の速さが100 m/sに達する深度が10 m前後、300 m/sに達する深度が50 mと非常に深かかったことから、地盤が軟弱であり揺れやすいだけでなく液状化も起こりやすい場所であったと推論された。なお、河井町での測定結果を建築基準法に当てはめた場合、最も軟弱な地盤として位置づけられている第三種地盤、すなわち壁の厚さを通常の1.5倍（第三紀層などの堅牢な地盤の地域と比べると2倍）にして建設しなければならない地域の地盤に相当する。擁壁の倒壊などが発生した山間部の輪島市堀町においても表層地盤増幅率が1.56、卓越周期が0.53秒、S波の速さが300 m/sに達する深度が25 mと山間部としては軟弱な地盤であった。これらの地域では地震ハザードステーションのハザードマップに掲載されていた表層地盤増幅率と比べると実測値が1.5倍以上大きくなっていたことから、実測によって地盤の固さを調べることは不可欠であると判断された。
また、この地震の揺れに関してガリーニは、珠洲市内の震央に極めて近い地域ではまず初めに0.35 Gから0.45 G程度の加速度は比較的弱いもののごく近くから伝わってくる揺れが到来し、その約10秒後に震央の5 kmから50 km程度南西にある最も断層が強く破壊された地域からの加速度が0.76 Gから0.86 Gの激しい揺れが伝わり、さらに最初の揺れから約35秒後に震央から北東に約50 km離れた最も深い断層からのそれほど激しくはない揺れと震央から南西に約70 km離れた非常に浅い断層からの揺れが伝わったことで60秒以上の非常に長い時間にわたり揺れが続いた、というようにして3つの揺れに分けることができるものの、震央から南西に30 kmから35 km離れた輪島市中心部になるとこの3つの揺れは見かけ上ではほとんど区別できなくなり、揺れの大半は震央の南西から来た成分になったと指摘している。
| 震度 | 観測点名                                              | 計測震度 | 地動最大加速度 PGA(cm/s2) | 地動最大速度 PGV(cm/s) | 木造建物全壊率 (%) | 2007年全壊率 (%) |
| --- | ----------------------------------------------------- | -------- | ------------------------- | ---------------------- | ------------------ | ---------------- |
| 7 | 志賀町香能 （K-NET富来）                              | 6.69     | 2725.0 2825.8‡            | 83.7                   | (0) 参考*          | -                |
| 7 | 輪島市門前町走出 （輪島市役所門前総合支所）           | 6.5      | 786.7‡                    |                        | (28.6) 暫定        | 19.3             |
| 7 | K-NET穴水                                             | 6.58     | 1220.7                    | 151.4                  | 22.8               | 19.2             |
| 6強 | 輪島市鳳至町 （輪島特別地域気象観測所）               | 6.2      | 795.9‡                    |                        | 29.1               | 5.1              |
| 6強 | 輪島市河井町 （K-NET輪島）                            | 6.22     | 1627.6 1628.1‡            | 88.7                   | 31.5               | 3.0              |
| 6強 | 珠洲市正院町 （K-NET正院）                            | 6.29     | 847.1 916.7‡              | 132.2                  | (45.7)** 暫定      |                  |
| 6強 | 珠洲市大谷町 （K-NET大谷）                            | 6.26     | 1468.5 1466.5‡            | 103.1                  | (46.4) 暫定        |                  |
| 6強 | 珠洲市三崎町（気象庁）                                | 6.1      | 1193.9‡                   |                        |                    |                  |
| 6強 | 能登町松波 （能登町内浦総合支所）                     | 6.2      | 732.8‡                    |                        |                    |                  |
| 6強 | KiK-net内浦                                           | 6.31     | 788.3                     | 115.2                  |                    |                  |
| 6強 | KiK-net珠洲                                           | 6.25     | 766.1                     | 117.0                  |                    |                  |
| 6強 | 穴水町大町 （K-NET大町）                              | 6.33     | 992.0 1001.1‡             | 106.4                  | 1.4                |                  |
| 6強 | 七尾市垣吉町 （田鶴浜地区コミュニティセンター）       | 6.1      | 732.0‡                    |                        |                    |                  |
| 6強 | 七尾市能登島向田町 （能登島地区コミュニティセンター） | 6.2      | 643.4‡                    |                        |                    |                  |
| * 周辺の家屋数が4軒と少ないため参考値。 ** 2023年5月の奥能登地震で8.1%が全壊しており、この時の被害家屋は、全壊率を算出する際の分母・分子から除外。 ‡ 気象庁による最大加速度（3成分合成） |                                                       |          |                           |                        |                    |                  |

### 長周期地震動
長周期地震動について、最大の階級4を石川県能登（七尾市、輪島市、珠洲市、志賀町、能登町）で観測した。階級4を観測するのは、2013年の観測情報提供開始以来、2022年3月の福島県沖地震に続いて6回目。また、階級1以上の長周期地震動は青森県から徳島県・島根県までの広い範囲で観測されている。東京都と兵庫県など10の県では、緊急地震速報で予想された長周期地震動階級より実際に観測された長周期地震動階級の方が大きかった。
| 階級 | 都道府県 | 観測点名 |
| ---- | -------- | --- |
| 4    | 石川県   | 七尾市本府中町、輪島市鳳至町、珠洲市三崎町、志賀町富来領家町、能登町宇出津                                           |
| 3    | 新潟県   | 上越市大手町、小千谷市城内、南魚沼市六日町、新潟空港、新潟市中央区美咲町 、新潟市秋葉区程島、新潟市西蒲区役所        |
| 3    | 富山県   | 魚津市釈迦堂、朝日町道下、高岡市伏木、小矢部市泉町                                                                   |
| 3    | 石川県   | 羽咋市柳田町、金沢市西念、津幡町加賀爪                                                                               |
| 3    | 長野県   | 諏訪市湖岸通り |
| 2    | 秋田県   | 能代市緑町 |
| 2    | 山形県   | 酒田市亀ケ崎、遊佐町遊佐・小原田、河北町吉田、米沢市駅前                                                             |
| 2    | 茨城県   | 坂東市岩井、筑西市舟生                                                                                               |
| 2    | 埼玉県   | 熊谷市桜町、久喜市下早見、さいたま市浦和区高砂                                                                       |
| 2    | 千葉県   | 多古町多古、一宮町一宮、千葉市中央区中央港、千葉市美浜区ひび野、成田国際空港、柏市旭町、浦安市日の出                 |
| 2    | 東京都   | 千代田区大手町、港区海岸、新宿区西新宿、墨田区横川、江東区青海、東京国際空港（羽田空港）、杉並区阿佐谷、江戸川区中央 |
| 2    | 神奈川県 | 横浜市鶴見区大黒ふ頭、川崎市中原区小杉陣屋町                                                                         |
| 2    | 新潟県   | 上越市中ノ俣、長岡市幸町、出雲崎町米田、五泉市村松乙、胎内市新和町、佐渡市相川金山・相川三町目                       |
| 2    | 富山県   | 富山市石坂・八尾町福島、立山町吉峰、南砺市天池                                                                       |
| 2    | 石川県   | 輪島市舳倉島、小松市小馬出町、加賀市直下町                                                                           |
| 2    | 福井県   | 福井市豊島 |
| 2    | 長野県   | 長野市箱清水、軽井沢町追分、安曇野市穂高支所                                                                         |
| 2    | 愛知県   | 名古屋市千種区日和町、愛西市稲葉町                                                                                   |
| 2    | 三重県   | 四日市市日永、鈴鹿市西条                                                                                             |
| 2    | 大阪府   | 関西国際空港 |
| 2    | 兵庫県   | 西宮市宮前町 |
| 2    | 和歌山県 | 紀の川市粉河 |

### 緊急地震速報

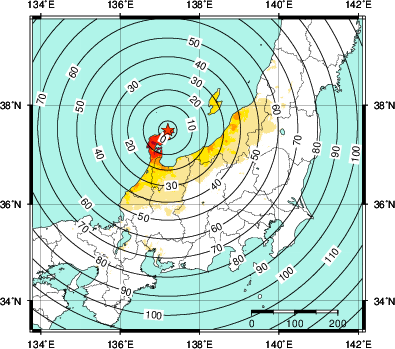
緊急地震速報（第1報）の発表から主要動到達までの猶予時間に推計震度分布を重ねた地図。

この地震においては16時10分10.0秒の地震波の検知から6.0秒後の第1報で石川県能登地方で震度5弱から5強程度の揺れを観測すると予測され、緊急地震速報（警報）が発表された。検知から33.1秒後の第20報と57.1秒後の第30報においても警報が発表され、第30報においては警報の発表範囲は石川県、富山県、新潟県、長野県、福井県、岐阜県、福島県、群馬県、埼玉県、栃木県、茨城県、山形県、千葉県、兵庫県、滋賀県、愛知県、三重県、宮城県、奈良県の19県、最終第46報（検知248.5秒後）での予報の発表範囲はこれに東京都、京都府、大阪府、香川県、鳥取県、神奈川県、山梨県、秋田県、島根県、青森県、和歌山県、徳島県、高知県を加えた合計32都府県に拡大した。震源から半径20 kmから30 km程度の範囲では緊急地震速報の発表が主要動の到達に間に合わなかったが、それでも揺れ始めて間もない段階で速報が届いているため揺れに対する心構えとしてはある程度役に立ったことが期待できると京都大学防災研究所の山田真澄は述べている。なお、この地震の緊急地震速報の猶予時間は本震に先立つ16時10分9.5秒に発生した地震を起点として計算されている。

## 前震・余震・誘発地震
2024年1月1日から6月3日にかけて発生した最大震度5弱以上の地震の一覧を以下に示す。本震以外の地震（前震・余震）の詳細は能登群発地震を参照。
| 発生日時              | 震央           | 震源の深さ | 地震の規模 | 最大震度 |
| --------------------- | -------------- | ---------- | ---------- | -------- |
| 2024年1月01日16時06分 | 石川県能登地方 | 12 km      | M5.5       | 震度5強  |
| 2024年1月01日16時10分 | 石川県能登地方 | 16 km      | M7.6       | 震度7    |
| 2024年1月01日16時12分 | 能登半島沖     | 09 km      | M5.7       | 震度6弱  |
| 2024年1月01日16時18分 | 石川県能登地方 | 11 km      | M6.1       | 震度5強  |
| 2024年1月01日16時56分 | 石川県能登地方 | 14 km      | M5.8       | 震度5強  |
| 2024年1月01日17時22分 | 石川県能登地方 | 12 km      | M4.9       | 震度5弱  |
| 2024年1月01日18時03分 | 能登半島沖     | 14 km      | M5.5       | 震度5弱  |
| 2024年1月01日18時08分 | 能登半島沖     | 14 km      | M5.8       | 震度5強  |
| 2024年1月01日18時39分 | 能登半島沖     | 06 km      | M4.8       | 震度5弱  |
| 2024年1月01日20時35分 | 石川県能登地方 | 02 km      | M4.5       | 震度5弱  |
| 2024年1月02日10時17分 | 石川県能登地方 | 10 km      | M5.6       | 震度5弱  |
| 2024年1月02日17時13分 | 能登半島沖     | 06 km      | M4.6       | 震度5強  |
| 2024年1月03日02時21分 | 石川県能登地方 | 12 km      | M4.9       | 震度5強  |
| 2024年1月03日10時54分 | 石川県能登地方 | 13 km      | M5.6       | 震度5強  |
| 2024年1月06日05時26分 | 石川県能登地方 | 12 km      | M5.4       | 震度5強  |
| 2024年1月06日23時20分 | 能登半島沖     | 05 km      | M4.3       | 震度6弱  |
| 2024年1月09日17時59分 | 佐渡付近       | 27 km      | M6.1       | 震度5弱  |
| 2024年1月16日18時42分 | 石川県能登地方 | 03 km      | M4.8       | 震度5弱  |
| 2024年6月03日06時31分 | 石川県能登地方 | 14 km      | M6.0       | 震度5強  |

このほか、2024年11月26日22時47分に本震の震源域の更に西側にあたる石川県西方沖を震源とするMj6.6の地震が発生し、気象庁は令和6年能登半島地震の一連の地震活動としているが、東京大学地震研究所の佐竹健治は大きく見れば1月1日の地震の余震と考えられるものの震源が異なり更に西側の別の断層であるとし、直接の余震ではない（誘発地震）ことを指摘している。

## 地殻変動

### 国土地理院による調査

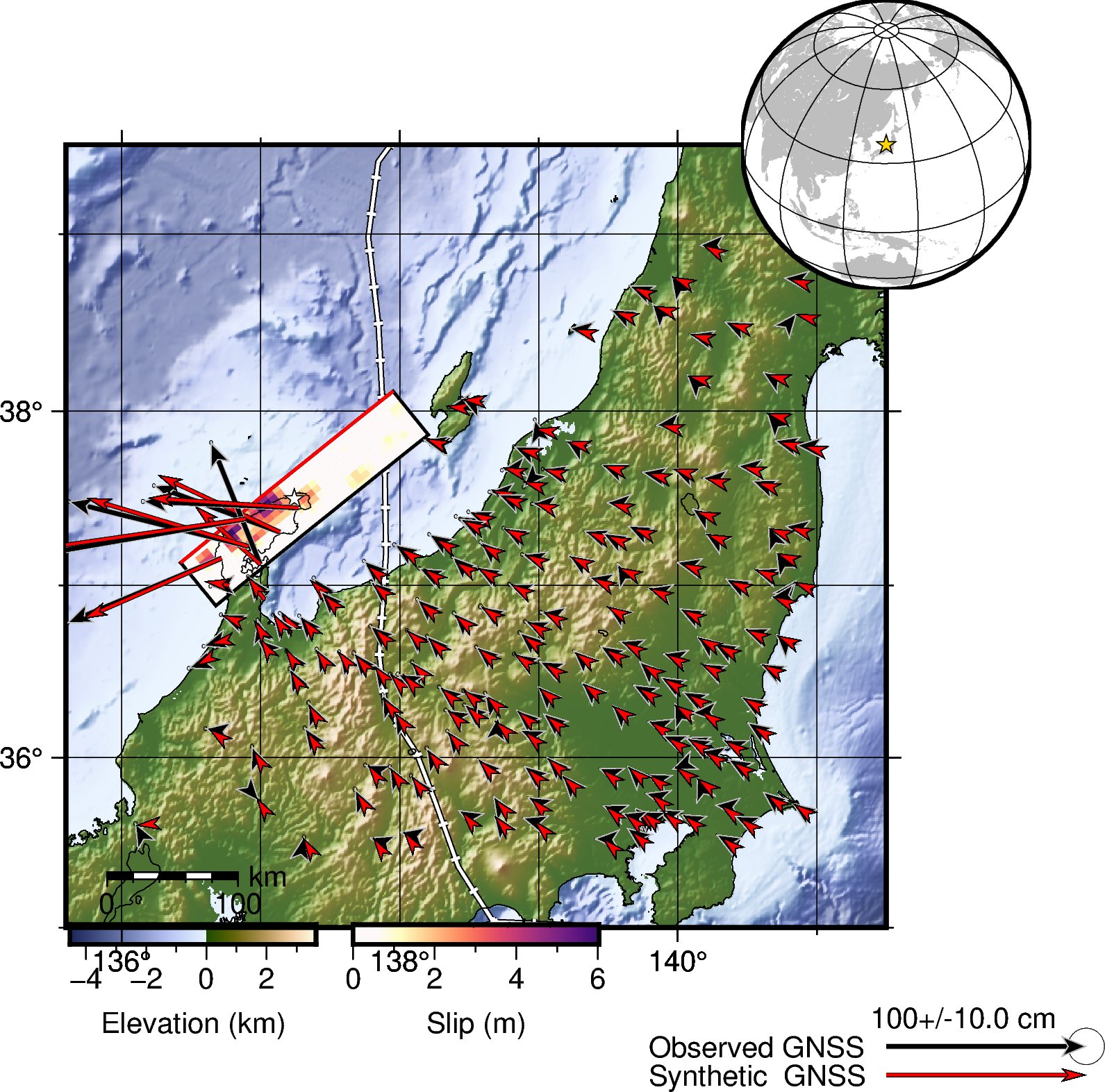
USGSが解析した本地震による水平方向の地殻変動の地図

衛星測位システム (GNSS)を用いた観測によると、この地震に伴い輪島観測点で西南西方向に1.2 mの変動、上下方向では1.1 mの隆起（いずれも暫定値、基準点は島根県浜田市三隅）が確認されるなど、大きな地殻変動が観測された。水平方向の地殻変動に関してはおおむね西成分が強かったが、珠洲市北部では北成分が強かった。また、「だいち2号」による観測データの解析によると、輪島市西部で最大約4 mの隆起および約2 mの西方向への変動、珠洲市北部で最大約2 mの隆起および約3 mの西向きの変動（いずれも暫定値）が観測された。約4 mの隆起は、関東地震（1923年、関東大震災を引き起こした地震）や熊本地震（2016年）で発生した約2 mの上下動と比べても大きなものであった。近代的な地震観測を開始した以降に地震により発生した垂直変位でこれより大きなものとしては、1891年10月28日の濃尾地震で断層のずれにより観測された最大で6 m前後の垂直変位が挙げられるのみであり、各地に地震計が設置され地震学の観測情報を収集しやすくなった20世紀以降では最大の垂直変位であった。遠田は日本列島でこのような隆起が発生するのは数百年に一度の頻度であり、前回にこの地震で発生したのと同等以上の隆起が日本国内で発生したのは断層のずれそのものに伴う垂直変位を除けば1703年の元禄関東地震において房総半島で発生した約6 mの隆起であったと述べている。このような大規模な変動が発生したのは、すべり分布モデルの分析から、震央の北東側で最大10 m前後にも及ぶすべり量が発生したことが原因であると考えられている。
国土地理院は1月5日から、大きな地殻変動に伴い地理座標や標高が大きく変化した群馬県・新潟県・富山県・石川県・長野県の電子基準点60か所、三角点4,349か所、水準点157か所の測量成果の公表を停止した。その後、2月に入って徐々に地震後の新たな測量結果が公表されるようになり、2月29日時点では石川県内の舳倉島、富来、能登島など11か所を除く全ての基準点で新たな測量結果が公表されている。舳倉島でも南東に0.3 m程度の変動が起きた他、関東地方や中部地方の広範囲で北から北西向きの変動が観測されている。その後の余効変動としては、1月2日の測定結果と2月22日から24日の測定結果を比較して水平方向では西から北西の方向に能都で2.6 cm、珠洲と入善で2.1 cm、穴水で2.0 cm、糸魚川で1.9 cm、輪島で1.8 cmの変動が、鉛直方向では輪島で4.0 cm、珠洲狼煙で3.7 cm、穴水で2.1 cmなどの地盤沈下と入善で1.6 cm、糸魚川で1.4 cm、富来で0.1 cmなどの隆起が観測されている。このパターンは、能登半島北部の沈降と震源域南西部の一部における南東向きの水平変位を除いては本震によって発生したものとよく似ている。このような余効変動が起きたことについては、余効すべり分布モデルと粘性漢和モデルのどちらで計算しても実際に起きた現象をほぼ説明できるとの結果が得られている。国土地理院地理地殻活動総括研究官の矢来博司は、3月8日の記者会見で沈降が起きた場所でもその大きさは地震による隆起と比べてはるかに小さい上今後沈降は収束していくと予測されるため、沈降が港湾などの復旧作業に影響を及ぼすことは考えられないとの認識を示している。
能登半島西海岸で大きな隆起が発生した原因として、宍倉は地震による横ずれ運動に伴い断層が屈曲した部分に強い力が働いたことを指摘しており、海成段丘に記録されている過去の隆起も今回の地震と似たものであったことから、同一の活断層が何度も動いている可能性があると述べている。この地殻変動自体は3000年分から4000年分の隆起に相当する大きさであった。なお、このような地形の上下変動が地震に伴う海面変動に伴い生じている可能性については、本震翌日までに潮位が天文学的に計算された潮位から上下10 cm以内の水準に戻っていることにより排除される。

### 東京大学地震研究所による調査
1月2日に東京大学地震研究所が行った現地調査でも輪島市西部沿岸で顕著な隆起が実測された。五十洲漁港で約4.1 m、鹿磯漁港では約3.9 mの隆起が推定されるなど、鹿磯漁港の南北約4 kmの範囲で3 m以上の隆起が確認されたほか、鹿磯漁港東の砂浜海岸では海岸線が海側に約250 m移動した。また、同調査では志賀町赤崎漁港で約0.25 mの隆起が推定された（速報値）。地震の発生時に釣りを行っていた現地住民の証言によれば、この隆起は地震と同時に発生しており、隆起が著しかった港湾には津波は遡上しなかった。輪島市の竜ヶ崎周辺にある塩水プールもすべて陸地となった。
1月27日に東大地震研が行った調査では、珠洲市若山町の若山川流域において東西2 km、高さ2 mに及ぶ崖が確認されており、地震を引き起こした断層が地表に出現したものであると考えられている。ただし遠田は、地上に出現した断層とされる断崖は表層地盤が地表を押し上げて隆起したものであり実際には断層ではないと主張している。

### 日本地理学会による調査

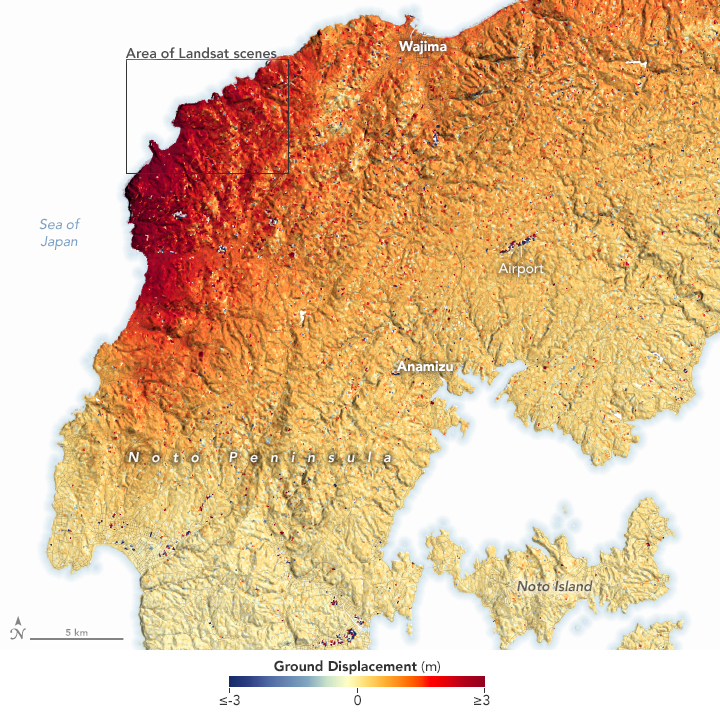
アメリカ航空宇宙局 (NASA)が解析したこの地震による垂直方向の地殻変動の地図。赤色が濃いほど隆起が大きかったことを意味する。青色が濃いほど沈降が大きかったことを意味する。

日本地理学会が国土地理院およびアクセルスペースの航空写真・人工衛星写真をもとに、能登半島の沿岸全体の総延長約300 kmの海岸線に対して行った調査で、1月8日時点で石川県志賀町から珠洲市に至る能登半島北部の海岸線の合わせて90 kmの区間において、海岸線が沖に向かって前進したことが確認された。調査範囲内における陸化面積は約4.4 km2であり、前進量の最大値は輪島市門前町黒島町付近で240 mであった。また、隆起が発生した場所の南端は東海岸では珠洲市狼煙町の禄剛崎から南に約5 kmの地点で、西海岸では輪島市門前町深見の猿山岬から南に約22 kmの地点であり、西海岸の方がより南方まで隆起した他、海岸段丘の分析から推定できる約13万年前の最終間氷期（エーミアン間氷期）と約1万年前の後氷期における地殻変動とも符合している。その一方で、穴水町には地震後に沈降が発生した可能性のある地点も見つかった。能登島でもおよそ30 cmの地盤沈下が発生している他、穴水町中心部では2.6 cm、能登町宇出津地区では0.7 cmしか隆起していない。断層がずれた量の違いがあったために輪島市の中心部でも隆起の総量は少なく、今回の地震による隆起には「北西高、南東低」の傾向が明瞭である。遠田は、今回と同様な「北西高、南東低」の隆起を繰り返して、北西側に高地が多く南東側に低地が多い現在の能登半島の地形が形成されたと推定している。
産経新聞社による分析によれば、輪島市で最も小さな地区であった黒島町の面積は地震前の0.88 km2から1.14 km2へと約30 %、東京ドーム5.5個分の増加となった。なお、増えた陸地については民法239条2の「所有者のない不動産は、国庫に帰属する」との規定により、国有財産となる。一方、2023年10月1日時点の国土地理院の全国都道府県市区町村別面積調によれば、石川県の面積は4186.20 km2、福井県の面積は4190.54 km2でその差は4.34 km2であり、石川県の面積が4.4 km2増加したという調査結果を受け入れれば、石川県の面積が福井県の面積をわずかに上回ったことになる。しかし、海岸線は浸食を受けて地震前の状態に戻ろうとする作用が働く上、全国都道府県市区町村別面積調は満潮時の面積を基準に行うため、単純には比較できず、地形図などの更新も安定するかを見極めてからの作業となる。実際に地震で隆起した箇所の中にはマントルのような地下深くでの流動による影響で5 cm程度地盤が沈降している部分も確認されているが、全体で確認されているわけではないことから地震前の状態に戻ることは考えにくい。

### 東北大学災害科学国際研究所による調査
東北⼤学災害科学国際研究所ではだいち2号による衛星データを用い、合成開口レーダー (SAR)の干渉を利用して調査を実施した。干渉解析では地殻変動が非常に大きかったり、土砂崩れや液状化現象によって地盤が変化していたり、積雪があったりする地域では干渉が起こらずに地殻変動の解析が行えないものの、行えた範囲内では解析された地殻変動の大きさは国土地理院が発表したものと概ね一致し、能登半島北西部を中心に小規模な断層が地表に露出したと思われる箇所も確認された。

### 白鳳丸による調査
海洋研究開発機構 (JAMSTEC)は、学術研究船「白鳳丸」を利用し、大学などの研究機関とも連携して1月16日から1月26日、2月19日から3月1日、3月4日から3月16日の3回にわたり、観測機器を設置するなどして地震を引き起こした断層、揺れや津波のメカニズムなどの研究に役立てるためにこの地震の震源域付近で調査航海を実施した。その結果、3月11日朝に輪島市の北西9 kmの沖合の水深約85 mの地点でこの地震に伴い動いた断層に起因するものであると考えられる海底の崖が2か所に発見されたほか、それまでの調査で能登半島北東部の沖合に幅1.2 kmほどの断層帯（複数の断層が集中したもの）が発見されている。中央大学教授の有川太郎は能登半島北部でも海底地すべりが発生し、津波が発生した要因になった可能性があると指摘した。また、海底調査の結果によりこの地震を引き起こした断層の真上に重なる猿山沖セグメント、珠洲沖セグメント自体にもそれぞれ4 m前後、3 m前後の隆起が確認されている。調査に参加した東京大学大気海洋研究所の朴進午は、得られたデータの量は想定を超えるものであり、冬季に日本海での調査でこれだけの情報が得られたのは驚くべきことであったと述べている。

### 温泉への影響
鳥取大学が行っている観測によれば、この地震により鳥取県内でも地盤の亀裂が拡大しそこに地下深くの熱水が流入したことから、鳥取県岩美町の岩井温泉で地震直後に水温が0.56 ℃上昇し、2000年に観測を開始して以降東北地方太平洋沖地震と熊本地震に次いで3番目に大きい上昇となった他、鳥取市の鳥取温泉でも水位が30 cm前後上昇した。

## 津波
この地震は内陸性地震ではあったものの、1927年の北丹後地震などと同様に震源域が海側まで広がっていたために津波が発生した。

### 日本

#### 津波に関する情報

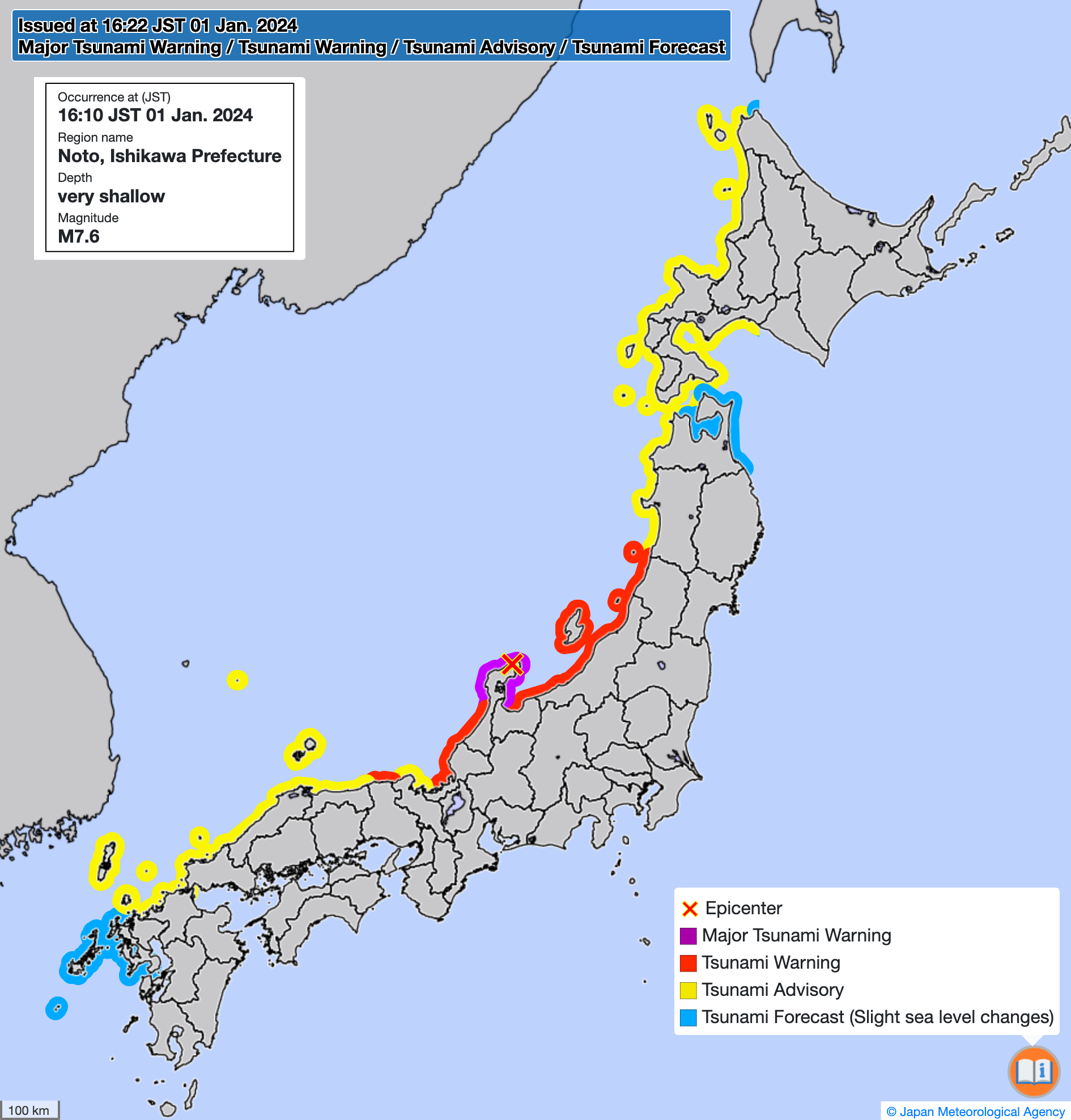
2024年1月1日16時22分に気象庁が発表した津波警報の地図
震央 Epicenter
大津波警報 Major Tsunami Warning
津波警報 Tsunami Warning
津波注意報 Tsunami Advisory
津波予報（若干の海面変動） Tsunami Forcast (Slight sea level changes)

気象庁は16時12分、新潟県上中下越、佐渡島、富山県、石川県能登、石川県加賀の各津波予報区に津波警報を、北海道日本海沿岸南部、青森県日本海沿岸、秋田県、山形県、福井県、京都府、兵庫県北部、鳥取県、島根県出雲・石見、隠岐、山口県日本海沿岸の各津波予報区に津波注意報を、北海道太平洋沿岸中部、北海道太平洋沿岸西部、北海道日本海沿岸北部、オホーツク海沿岸、青森県太平洋沿岸、陸奥湾、福岡県日本海沿岸、佐賀県北部、長崎県西方、壱岐・対馬の津波予報区にも津波予報（若干の海面変動）をそれぞれ発表した。その後16時22分、石川県能登に発表されていた津波警報が大津波警報に、山形県、福井県、兵庫県北部に発表されていた津波注意報が津波警報に、北海道太平洋沿岸西部、北海道日本海沿岸北部、福岡県日本海沿岸、佐賀県北部、壱岐・対馬に発表されていた津波予報（若干の海面変動）が津波注意報にそれぞれ切り替えられた。大津波警報の発表は、2011年（平成23年）3月11日に発生した東北地方太平洋沖地震（東日本大震災を引き起こした超巨大地震）以来であり、1953年（昭和28年）の房総沖地震の際に初めて発令されて以来全国で通算6回目であった。また大津波警報が気象業務法に基づく特別警報として位置づけられるようになった2013年8月30日以降では初の発令事例であり、日本海側での大津波警報の発令事例としては1983年の日本海中部地震、1993年の北海道南西沖地震に次ぐ3回目であった。
その後、20時30分に石川県能登に出ていた大津波警報は津波警報に切り替えられた。2日1時15分に津波警報は全て津波注意報に切り替えられた。2日2時30分、福岡県日本海沿岸と佐賀県北部に発表されていた津波注意報が解除され、津波予報（若干の海面変動）に切り替えられた。2日7時30分、山口県日本海沿岸と島根県の隠岐に発表されていた津波注意報は解除され、津波予報（若干の海面変動）に切り替えられた。2日10時00分、それまで発表されていた全ての津波注意報が解除され、津波予報（若干の海面変動）に切り替えられた。ただし、津波注意報の解除後1日程度は海に入っての作業等に十分注意するよう呼びかけられた。
津波警報が発表された兵庫県北部では委託事業者の設定ミスにより「ひょうご防災ネット」への登録者に対し本来送信されるべき津波警報の自動通知が送信されておらず、津波到達が予想された17時の2分前、16時58分になってようやく手動で津波警報の通知が送信される事態となった。兵庫県は委託事業者に対しマニュアルの改定などの対策を行うよう要求した。また、秋田県にかほ市では津波注意報の発表を受けて沿岸部に避難指示を発令したにもかかわらず、2021年に情報自体が廃止となっている「避難勧告」を発令したと防災行政無線で誤って放送した誤報事件があった。この他、津波注意報が発令されたものの津波警報は発令されなかった鳥取県や島根県では、迅速な情報伝達の観点から全国瞬時警報システム（Jアラート）で受けた情報と連動してサイレンを流した自治体と、防潮堤で防げる程度の高さしか予測されていない津波注意報を津波警報と区別すれば不安を煽らずに済むためにサイレンは流さず手動での放送や戸別受信機での告知に留めた自治体の両方があるなど対応が分かれた。このため、近隣の自治体との対応の検討が必要との意見が出た。

#### 気象庁により観測された津波
気象庁の観測によると、石川県の金沢で80 cm、山形県の酒田で0.8 mの津波が観測された。当初の発表では、石川県輪島市の輪島港で最大1.2 m以上の津波が観測されたとされていたが、その後、記録された波形が津波を示すものではなく、機器の故障または隆起を原因とするものである可能性があるとして、欠測扱いとなった。輪島港観測点では、16時21分の1.2 mの観測以降入電がなく、珠洲市にある津波観測計のデータも、地震以降入らなくなった。その後、珠洲市の珠洲市長橋観測点では、地震後の国土地理院による空中写真により、観測地点の周辺一帯で地盤隆起によるとみられる海底の露出が確認され、観測が不可能な状態であると判明した。気象庁と国土交通省港湾局は、輪島港に代替観測点を設置し、8日正午から津波観測を再開した。気象庁長官の森は、どのような場合でも故障しない観測設備は有り得ないが、津波の観測施設は一つの津波予報区に最低1か所は設置されている上、一部の観測施設で観測が行えなくなった場合でも周囲の稼働している観測施設から得た情報を元に判断が行えることから、この地震において一部の潮位計が使用できない状態になったことが津波警報から津波注意報への切り替えないし津波注意報の解除に影響を与えたことは考えられないとの見解を示している。その一方で東京大学教授の佐竹健治は、このような状況で不十分な情報を元に津波警報を解除するのは危険であると指摘している。
| 警報・注意報・予報                                    | 津波予報区の名称     | 予想高さ  | 観測点           | 最大津波高さを観測した時刻 | 最大津波高さ    |
| ----------------------------------------------------- | -------------------- | --------- | ---------------- | -------------------------- | --------------- |
| 大津波警報                                            | 石川県能登           | 5 m       | 七尾港           | 1日18時59分                | 54 cm           |
| 津波警報                                              | 山形県               | 3 m       | 飛島             | 1日17時52分                | 35 cm (35.5 cm) |
| 津波警報                                              | 山形県               | 3 m       | 酒田             | 1日19時08分                | 0.8 m           |
| 津波警報                                              | 新潟県上中下越       | 3 m       | 新潟             | 1日17時09分                | 31 cm           |
| 津波警報                                              | 新潟県上中下越       | 3 m       | 柏崎市鯨波       | 1日16時36分                | 37 cm (40.2 cm) |
| 津波警報                                              | 新潟県上中下越       | 3 m       | 粟島             | 1日19時07分                | 32 cm           |
| 津波警報                                              | 佐渡                 | 3 m       | 佐渡市鷲崎       | 1日21時15分（19時21分）    | 33 cm (32 cm)   |
| 津波警報                                              | 富山県               | 3 m       | 富山             | 1日16時35分                | 79 cm (79.4 cm) |
| 津波警報                                              | 石川県加賀           | 3 m       | 金沢             | 1日19時09分                | 80 cm           |
| 津波警報                                              | 福井県               | 3 m       | 敦賀港           | 1日20時28分                | 57 cm           |
| 津波警報                                              | 福井県               | 3 m       | 三国             | （1日19時27分）            | (31.5 cm)       |
| 津波警報                                              | 兵庫県北部           | 3 m       | 豊岡市津居山     | 1日19時20分                | 35 cm           |
| 津波注意報                                            | 北海道日本海沿岸北部 | 1 m       | 稚内             | 2日09時27分                | 14 cm           |
| 津波注意報                                            | 北海道日本海沿岸北部 | 1 m       | 留萌             | 2日07時19分                | 25 cm           |
| 津波注意報                                            | 北海道日本海沿岸北部 | 1 m       | 石狩湾新港       | 2日01時35分                | 35 cm           |
| 津波注意報                                            | 北海道日本海沿岸北部 | 1 m       | 利尻島沓形港     | 1日23時45分                | 23 cm           |
| 津波注意報                                            | 北海道日本海沿岸北部 | 1 m       | 小樽市忍路       | 2日08時36分                | 14 cm           |
| 津波注意報                                            | 北海道日本海沿岸北部 | 1 m       | 小樽             | 2日03時17分                | 16 cm           |
| 津波注意報                                            | 北海道日本海沿岸南部 | 1 m       | 江差             | 1日19時45分                | 31 cm           |
| 津波注意報                                            | 北海道日本海沿岸南部 | 1 m       | 瀬棚港           | 1日18時26分                | 54 cm           |
| 津波注意報                                            | 北海道日本海沿岸南部 | 1 m       | 岩内港           | 2日00時26分                | 49 cm           |
| 津波注意報                                            | 北海道日本海沿岸南部 | 1 m       | 奥尻島奥尻港     | 1日18時07分                | 54 cm           |
| 津波注意報                                            | 北海道日本海沿岸南部 | 1 m       | 奥尻島松江       | 1日18時01分                | 12 cm           |
| 津波注意報                                            | 北海道太平洋沿岸西部 | 1 m       | 函館             | 2日08時47分                | 17 cm           |
| 津波注意報                                            | 青森県日本海沿岸     | 1 m       | 竜飛             | 1日22時03分                | 9 cm            |
| 津波注意報                                            | 青森県日本海沿岸     | 1 m       | 深浦             | 1日18時04分                | 36 cm (33.9 cm) |
| 津波注意報                                            | 秋田県               | 1 m       | 秋田             | 1日23時36分                | 36 cm           |
| 津波注意報                                            | 秋田県               | 1 m       | 男鹿             | （1日18時45分）            | (27.4 cm)       |
| 津波注意報                                            | 京都府               | 1 m       | 舞鶴             | 2日00時43分                | 46 cm           |
| 津波注意報                                            | 鳥取県               | 1 m       | 岩美町田後       | 1日19時18分                | 20 cm           |
| 津波注意報                                            | 鳥取県               | 1 m       | 境港市境         | 1日22時30分                | 60 cm           |
| 津波注意報                                            | 島根県出雲・石見     | 1 m       | 浜田             | 1日21時46分                | 25 cm           |
| 津波注意報                                            | 隠岐                 | 1 m       | 隠岐西郷         | 1日17時50分                | 29 cm (27.1 cm) |
| 津波注意報                                            | 山口県日本海沿岸     | 1 m       | 下関市南風泊港   | 1日23時24分                | 6 cm            |
| 津波注意報                                            | 福岡県日本海沿岸     | 1 m       | 北九州港日明     | 1日23時36分                | 8 cm            |
| 津波注意報                                            | 佐賀県北部           | 1 m       | 唐津港           | 2日06時55分                | 13 cm           |
| 津波注意報                                            | 佐賀県北部           | 1 m       | 玄海町仮屋       | 2日06時23分                | 20 cm           |
| 津波注意報                                            | 壱岐・対馬           | 1 m       | 対馬比田勝       | 2日00時01分                | 32 cm           |
| 津波注意報                                            | 壱岐・対馬           | 1 m       | 対馬市厳原       | 1日22時49分                | 9 cm            |
| 津波注意報                                            | 壱岐・対馬           | 1 m       | 壱岐島郷ノ浦港   | 2日06時15分                | 16 cm           |
| 津波予報 （若干の海面変動）                           | オホーツク海沿岸     | 20 cm未満 | 枝幸港           | 2日00時20分                | 11 cm           |
| 津波予報 （若干の海面変動）                           | オホーツク海沿岸     | 20 cm未満 | 紋別港           | 2日03時45分                | 11 cm           |
| 津波予報 （若干の海面変動）                           | 北海道太平洋沿岸中部 | 20 cm未満 | 津波の観測なし   | 津波の観測なし             | 津波の観測なし  |
| 津波予報 （若干の海面変動）                           | 陸奥湾               | 20 cm未満 | 青森             | 1日22時44分                | 10 cm           |
| 津波予報 （若干の海面変動）                           | 青森県太平洋沿岸     | 20 cm未満 | 津波の観測なし   | 津波の観測なし             | 津波の観測なし  |
| 津波予報 （若干の海面変動）                           | 長崎県西方           | 20 cm未満 | 平戸市田平港     | 2日01時05分                | 7 cm            |
| 津波情報未発表 （津波が観測された津波予報区のみ表示） | 山口県瀬戸内海沿岸   | なし      | 下関市彦島弟子侍 | 2日01時25分                | 9 cm            |
| 津波情報未発表 （津波が観測された津波予報区のみ表示） | 山口県瀬戸内海沿岸   | なし      | 下関港長府       | 1日22時56分                | 4 cm            |
| 津波情報未発表 （津波が観測された津波予報区のみ表示） | 福岡県瀬戸内海沿岸   | なし      | 苅田港           | 2日00時36分                | 5 cm            |
| 津波情報未発表 （津波が観測された津波予報区のみ表示） | 福岡県瀬戸内海沿岸   | なし      | 北九州港青浜     | 2日04時26分                | 4 cm            |
| 津波情報未発表 （津波が観測された津波予報区のみ表示） | 福岡県瀬戸内海沿岸   | なし      | 北九州港門司     | 2日02時05分                | 10 cm           |

#### 津波の現地調査・写真調査

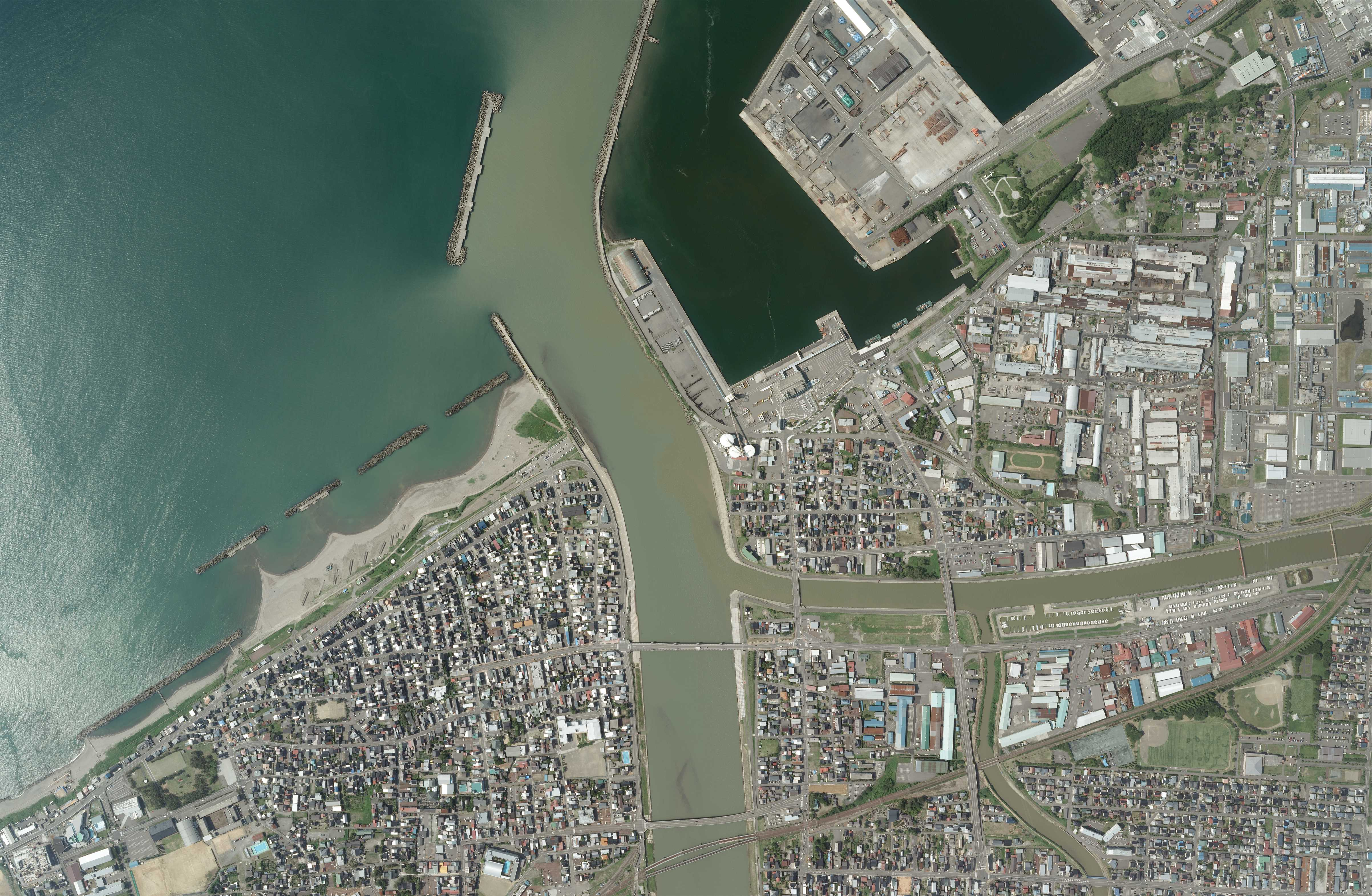
地震前（2017年）に撮影された新潟県上越市の関川河口付近の空中写真。写真左下に船見公園が見える。

気象庁機動調査班（JMA-MOT）による現地調査結果によると、津波が斜面を駆け上がった高さ（遡上高）は、新潟県上越市船見公園で5.8 mあった。また建物に残された津波の痕跡（痕跡高）は石川県能登町白丸で4.7 mが確認された。なお、地震発生後に欠測となった輪島港および珠洲市長橋の観測点付近では、津波による浸水の痕跡は認められなかった。また東京大学地震研究所の現地調査によると、志賀町の赤崎漁港から安部屋漁港にかけて津波の痕跡が確認され、このうち赤崎漁港では遡上高がおよそ4.2 mまで達していたことが推定された。能登半島に過去400年の間に押し寄せた最大級の津波は1833年の庄内沖地震で押し寄せた高さ5 m台の津波であり、2024年の地震による能登半島での津波は庄内沖地震以来の高さであると推定されている。
国土地理院が撮影した空中写真の日本地理学会による判読結果によると、津波による浸水範囲は約190 haに及んでいた。この浸水範囲は、事前に石川県が公表していた津波の浸水想定の範囲内にほぼ収まった。特に能登半島の東側にあたる珠洲市南部から能登町東部で家屋の流失・損壊が起きるなど内陸への浸水が集中し、輪島市舳倉島南部や志賀町の一部、能登町南部、穴水町、七尾市能登島でも浸水が見られた。陸上で津波が到達した標高は、輪島市の舳倉島や志賀町の赤崎漁港で5mを超えたとみられる。能登町白丸や珠洲市宝立町鵜飼では、住宅の流失や損壊が見られた。珠洲市では飯田海脚の効果により能登半島の西方から回り込んで来た津波が大きな被害をもたらしたことが分かっている。増田らによるコンピュータシミュレーションの結果でこのような状況を再現できているのはケース2のみである。富山湾では沿岸で津波が何度も反射してエネルギーを増幅させており、志賀町や金沢市方面へは第1波として能登半島西方の震源域からの津波が到達した後に第2波として能登半島東方から回り込んで来た津波が到達したことが分かっている。この地震による津波で第1波が最も高かった観測点は柏崎のみであった。一方、佐渡島では津波が水深の深い富山トラフを通って行ったため、津波が震源に近い飯田港より速く到達した。この地震による津波の特徴として、地震発生から短時間で津波が到達したことの他に、津波の屈折のために高さが最大となった津波が第1波から遅れたこと、長時間継続したこと、事前にF43で予測されていた津波ほどの高さにはならなかったことも挙げられる。京都大学防災研究所では、珠洲市の寺家・粟津地区、飯田地区、鵜飼地区、春日野地区で津波による大きな被害が発生し、特に鵜飼地区、春日野地区では地区全体が浸水して浸水が長時間継続したと考えられるほか、粟津地区では浸水時間は比較的短かかったものの複数の波の痕跡が見られたとしている。また、能登町の布浦地区・松波地区でも津波による小規模な被害があったと分析している。輪島市門前町では赤崎地区から西浦地区にかけて津波による小規模な被害が見られたほか、琴ヶ浜にも津波の痕跡が確認されたものの、津波により大きな被害を受けた地域はなかったと結論付けている。赤崎地区や西浦地区で津波の遡上高が高かったにもかかわらず津波による被害が少なかった理由に関しては、家屋が比較的標高の高い場所に建てられていたことが指摘されている。
一方、能登半島の北岸では津波による浸水が認められなかった。津波は地震が発生してから1分後に沿岸に到達したものの、隆起は断層のずれと同時に発生したため、地震発生から40秒以内、つまり津波が到達する前に隆起は終了していた。このため、隆起によって新たに陸地となった場所が自然の防波堤のような役割を果たし浸水が起きなかった可能性がある。それ以外の多くの観測点で津波の高さが予想より低くなった理由としては、当初能登半島直下の断層ではなく海底の活断層が動いたと考えられていたために海底の地殻変動が過大に見積もられていたためであるとの見方も示されている。気象庁長官の森は、このような地盤の隆起による陸地への津波の到達に対する影響を地震発生直後に速やかに予測したり把握したりし、その結果に基づいて津波に関する情報の発表の仕方を変えるようなことは2024年時点の技術では極めて難しいと述べており、津波警報が発表された場合は直ちに避難することが重要であるとの見解を示している。当然ながら、七尾市や穴水町のように地震により地盤の沈降が見られた地域では（七尾湾の複雑な地形により津波が弱まることを考慮しても）地殻変動により津波の危険性は上昇していたことに留意すべきである。京都大学防災研究所による分析では隆起したため津波の痕跡は見られたものの津波による被害はなかった場所として、珠洲市の蛸島・鉢ヶ崎・川浦・折戸・木ノ浦の各地区、隆起により津波の痕跡自体が見られなかった地域として輪島市門前町の琴ヶ浜より北の地域、同町の西海地区、それに志賀町を挙げている。
新潟県上越市の関川河口付近では付近の水深が浅いことと岬で津波が反射したことが重なったために津波が局所的に高くなり、関川と支流の保倉川が合流する付近で川沿いの住宅15棟が浸水した。津波は関川を逆流し、河口から5km付近まで押し寄せたとみられる。一方、新潟県内では柏崎市、佐渡市、新潟市、粟島浦村の4か所にしか気象庁の観測情報で発表される津波の観測所がなく、その中で今回の地震により観測された最大の津波の高さは柏崎市での37 cmであり、現地調査で推定された県内での最高の津波の高さである5.8 mと比べると10分の1にも満たなかったことから、同県の知事である花角英世は津波の観測計の増設を気象庁に対し必要に応じて要望する方針である。
| 都道府県 | 調査地点               | 津波の高さ（推定） | 種類   |
| -------- | ---------------------- | ------------------ | ------ |
| 新潟県   | 上越市柿崎漁港         | 2.9 m              | 遡上高 |
| 新潟県   | 上越市船見公園         | 5.8 m              | 遡上高 |
| 新潟県   | 上越市直江津海水浴場   | 4.5 m              | 遡上高 |
| 新潟県   | 佐渡市羽茂港           | 3.8 m              | 痕跡高 |
| 新潟県   | 佐渡市小木港           | 1.9 m              | 痕跡高 |
| 富山県   | 朝日町宮崎漁港         | 1.4 m              | 痕跡高 |
| 富山県   | 射水市海竜新町         | 1.5 m              | 遡上高 |
| 石川県   | 珠洲市飯田港           | 4.3 m              | 痕跡高 |
| 石川県   | 珠洲市鵜飼漁港         | 2.7 m              | 痕跡高 |
| 石川県   | 珠洲市見附公園         | 2.9 m              | 痕跡高 |
| 石川県   | 能登町恋路海岸         | 1.7 m              | 遡上高 |
| 石川県   | 能登町松波漁港         | 3.1 m              | 痕跡高 |
| 石川県   | 能登町内浦総合運動公園 | 4.0 m              | 痕跡高 |
| 石川県   | 能登町白丸             | 4.7 m              | 痕跡高 |
| 石川県   | 能登町九十九湾         | 2.2 m              | 痕跡高 |
| 石川県   | 能登町宇出津港         | 1.3 m              | 痕跡高 |
| 石川県   | 七尾市鵜浦漁港         | 1.8 m              | 痕跡高 |
| 石川県   | 七尾市下佐々波漁港     | 2.2 m              | 遡上高 |
| 石川県   | 輪島市舳倉島漁港       | 2.9 m              | 痕跡高 |

| 能登半島周辺で津波の現地調査が行われた地点の地図 |
| --- |
| 飯田港鵜飼漁港見附公園恋路海岸松波漁港内浦公園白丸九十九湾宇出津港鵜浦漁港下佐々波漁港舳倉島漁港海竜新町 能登半島周辺で津波の現地調査が行われた地点 |

| 新潟県周辺で津波の現地調査が行われた地点の地図                                              |
| ------------------------------------------------------------------------------------------- |
| 柿崎漁港船見公園直江津海水浴場羽茂港小木港宮崎漁港 新潟県周辺で津波の現地調査が行われた地点 |

#### 津波に関するコンピュータシミュレーション
この地震による津波について行われた増田らによるコンピュータシミュレーションでは、F43だけが動きMw7.57の地震が発生したと想定したケース1、F43とF42が一斉に動いてMw7.66の地震が発生したと想定したケース2、国土地理院による調査結果を元にMw7.49の地震が発生したと想定したケース3の3通りのケースについて計算が行われた。F43を中心にF42も加わって津波が発生したと考えると佐渡島や新潟県上越地方での観測結果と整合性が見られた。その一方で、シミュレーションの結果では柏崎における津波の高さは最も低いケース3でも89.4 cm、最も高いケース2では227.1 cmに達していることから、柏崎で観測された津波の高さはいずれの観測値を元にしたコンピュータシミュレーションから考えても低すぎると指摘されている。また、シミュレーションにおいて津波が到達したと計算された時刻は、実際に津波の第1波が観測された時刻よりほとんどの観測地点で1分から4分早かった。

#### 津波堆積物
2024年1月22日に金沢大学のロバート・ジェンキンズらの研究グループが珠洲市と九十九湾の沖合でスクーバダイビングによって海底の堆積物のコアを調査した結果では、調査を行った5か所全てでこの地震による堆積物が確認されており、その厚さは珠洲市の水深約7.5 mの地点で約1 cmに達した。堆積物の一番上の層は粘土質の泥であったが、九十九湾では最大で直径50 cmにもなる岩が見られた他、周囲からの比高が約1 mになる砂堆が形成されていた。これは堆積物が運搬され再び堆積したものであると考えられる。また、珠洲市の沖合では堆積物の一番上の層が赤褐色になっており、これは地震発生から調査前までに陸地で土砂崩れが発生した場所から流出した泥であると考えられている。2月の調査ではこの赤褐色の層は波による浸食により若干薄くなっているのが確認されたが、元に戻ることは当面見込めないと判断された。

#### 気象庁以外における津波の観測
北陸電力は2日夜、志賀原発内の機器の冷却に使う海水を取り込む取水口付近に設置した水位計において、1日17時45分から18時までの間におよそ3 mの水位の上昇を観測していたことを発表した。ただし、水位計は海面ではなく敷地内に取り込んだ海水の水槽の水位を計測しているため、上昇した水位値が直接津波の高さに対応するものではない。そのため、このデータを使って原発西側の海の水位変動を解析した結果、地震発生から約1時間半後に約3 mの津波が到達していたことが分かったと9日、発表した。

#### 津波の到達時間
今村文彦らによる分析によれば、珠洲市には地震発生から1分以内に津波が到達していたと推測される。地震発生当時、珠洲市役所近くにいた北國新聞珠洲支局記者の谷屋洸陽によれば、揺れが少し収まってきたころには海から瞬く間に波が近づいてきており、後に海岸から約100 m地点まで津波が押し寄せてきたという。
富山市の検潮所では、地震発生3分後の16時13分に津波が到達しており、地震を起こした断層からの津波としての予想より早く到達している。富山に最初に到達した津波は47.5 cmの引き波であり、最初に引き波が観測された地点は富山が唯一であった。今村文彦らの研究グループは、地震の揺れによって富山湾で海底地滑りが発生し、富山湾での津波を引き起こした可能性があると指摘している。2010年と2024年に調査した海底地形の比較では、富山市の沖合約4 kmで海底の斜面が高さ40 m前後、幅80 m前後、長さ500 m前後の規模で崩れていることが確認され、この津波に関係した可能性がある。同じような海底地滑りは2月2日から2月8日にかけて海上保安庁が行った調査で能登半島の東方約30 kmの沖合でも深さ約50 m、幅約1.1 km、全長約1.6 kmにわたって発見されており、2023年5月に同じ場所を調査した際には地滑りはなかったことからこの地震で発生し、津波をもたらしたと推定されている。さらに2月27日から28日にかけての海上保安庁の調査では南北3.5 km前後、東西1 km前後、深さ40 m前後にわたる斜面崩落が確認されている。
このように地震が発生してから非常に短い時間で到達する津波は「即時津波」と呼ばれ、日本海側で発生した地震では日本海中部地震の地震発生から8分、北海道南西沖地震の地震発生から最短3分などの例があったが、この地震による津波はそれらよりさらに短い時間で津波が到達したことになる。ただし、能登半島地震の場合、陸を駆け上がったり、防潮堤を超えたりするほどの高さの津波となったのは地震発生から約20分後であったことから、避難への時間的余裕はあったと考えられている。また、東北地方太平洋沖地震による津波と比べると波の周期は短かったため、最初に海岸に達した際の砂浜の侵食は著しかったものの、それによって津波のエネルギーはある程度奪われて陸地に入っていたことが、東北地方太平洋沖地震の際とは異なり津波によって破壊される家屋が比較的少なかったことの原因であったと考えられる。
なお、国土交通省の閉回路テレビによる調査からは、津波のパワースペクトル密度関数 (PSD)富山県入善町横山と同県南砺市田中ではいずれも16時10分から16時25分にかけて4回のピークを示しており、富山県北東部において共通する津波のパワースペクトルを示している可能性がある。横山では16時16分33秒に、田中では16時17分23秒に最高のピークを迎えているほか、いずれも16時24分45秒にもピークがあり、他の地点とは異なる傾向を示している。同県黒部市越湖では16時14分32秒と16時19分50秒の2回、富山市では16時14分55秒の1回ピークを迎えている。越湖や富山市下飯野では地震の前からノイズが確認されていることから、明確に津波によるものを分離するのは難しい可能性がある。

#### 津波からの避難
NTTドコモによるモバイル空間統計の結果では、珠洲市・輪島市・能登町・穴水町の全てで地震発生後の17時台には地震発生前の15時台に比べて内陸部では滞在人口が多く、沿岸部では滞在人口が少なくなった。中でも津波による浸水が想定されていた地域では人口が少なくなる傾向が顕著であり、浸水の深さが1 m以上に達すると想定されていた地域ではこの傾向はさらに顕著であった。標高が10 m以下の地域の滞在人口は地震直後に急激に減少し標高10 m以上の地域の滞在人口は急激に増加したことから、大津波警報に高台への避難を促す効果があったことが示唆されたが、地震に伴う基地局の被害の影響も含まれていることが否定できず、注意が必要である。また、1月3日以降は大津波警報・津波警報・津波注意報の解除に伴う帰宅や低地の避難所への移動を示唆するデータもある。
さらに、ソフトバンクによる同様の統計の結果からは、本震が発生した5分後にはすでに珠洲市の飯田地区、直地区などで避難場所となっている石川県立飯田高等学校、珠洲市立飯田小学校、珠洲市立緑丘中学校などの高台への人流が活発になっており、声掛けなどを通じて迅速に避難した者が多かったと考えられている。避難にかかった時間は東北地方太平洋沖地震時のおよそ半分であり、自治体別では、本震の直後に浸水が想定される区域内に滞在していた合計104人のうち、本震から6分後には珠洲市で、本震から7分後には能登町で避難を開始した者の割合が50 %を超えており、その割合は本震から10分後に能登町で、本震から11分後には能登町で80 %を超えた他、避難者の所在地の標高の平均値は珠洲市では本震20分後に21 m、能登町では本震5分後に17 mとなった。大津波警報の発表は本震から12分後であったので、それより前に大半の者は避難を開始していたことを意味する。
また、2023年に日本海中部地震から40周年、北海道南西沖地震から30周年を迎えたのに合わせた啓発活動が広く行われており、2022年、2023年の地震を受けて防災意識が高まっていたことも避難に繋がったと指摘されている。中には、16時6分の前震の時点で津波の危険性を察知し、高台への避難を開始していた住民もいた。津波の現地調査を行った有田守准は、東北地方太平洋沖地震の後に行った聞き取り調査の際には多くの人が津波の襲来時刻や津波の高さを答えていた（つまり、津波を見ていた）のに対し、この地震の際には津波を見ていないためにいつ津波が襲来したのか分からないと答えた者が多かったことからも、迅速に避難した人が多かったことが窺えると述べている。珠洲市狼煙地区では、住民全員の生年月日、電話番号、支援の要否などを記した名簿が作成されていたため、避難後に不在の住民をすぐに確認して救助に向かうことができ、100歳以上の3人を含め住民の6割が高齢者であったにも関わらず全員が無事であった。地震が発生した時期は刺し網漁の行われない期間であり海に出ている人が少なかったことが幸いしたという意見もある。
一方で、多くの自治体では津波からの避難を原則徒歩で行うという方針が定められているのにもかかわらず、地震後には避難する人の自動車で渋滞が発生した他、その中には本来避難の必要がない地域の住民まで含まれていたり、すでに十分な標高があるにもかかわらずより高い場所を目指して自動車が列を成す光景が見られたりした。新潟市西区の新潟西バイパスでは高台に避難して路肩に自動車を停車させた者が相次ぎ、一時280台近くが停車する事態となった。また、特定の避難場所に自動車集中したために渋滞に繋がったと考えられる事例もあり、ハザードマップの周知徹底が課題とされた。アンケート調査の結果によれば、富山県の氷見市・高岡市・射水市・富山市のそれぞれ沿岸沿いに住んでいた回答者合計91人の6割が避難に自動車を利用したと回答しており、その理由として歩くのが困難な人を連れていたこと、近くに高台がなかったこと、車での移動に慣れていることなどが挙げられた。それ以外にも、新潟県上越市港町一丁目と二丁目に暮らす260世帯で回答のあった160世帯のうち、7割が津波からの避難に自動車を利用したと回答しており、地元の町内会はその理由について普段から多くの人が自動車で移動しているためであると指摘した。珠洲市と能登町では位置情報データによる移動速度の分析から4割ないし5割程度が避難に自動車を利用したものと推定されている。自動車で避難を行った理由として、日本海中部地震以来の津波警報の発表となった山形県では気温が低かったことも理由として挙げられている。山形県内では高台に避難したものの寒さに耐えかねて津波警報が解除される前に帰宅してしまう人もいたことから、カイロや毛布を非常用の持ち出し袋の中に入れておくことや、避難場所でも寒さ対策を行うことが重要と指摘された。この他、帰省客など普段そこに暮らしているわけではない人にとって避難場所が分かりにくかったことが課題として挙げられている。能登半島では毎年秋に津波警報が発表されたという想定での避難訓練が実施されていたものの、倒壊した家屋が邪魔になって訓練で通った道を通ることができず、迂回しなければならない事態も発生し、中には避難路を探している最中に津波に巻き込まれ死亡した者もいた。日本国内で津波による犠牲者が出たのは東日本大震災以来であった。ただし、道路が塞がれており避難場所に避難することが難しくても、自宅の2階にあるベランダに垂直避難を行ったことにより助かった人もいた。
一方で、避難しても避難所が施錠されており中に入れないケースも相次いだ。新潟市と上越市では各7か所、富山市では8か所の避難所では中に入るために避難者によって窓ガラスが割られた。具体的な事例としては、避難者が並んでおり開錠すると避難者が将棋倒しになると判断したため直ちに避難所を開けるという市のガイドラインに反して避難所が開けられなかった事例、逆に非常階段の3階付近に人が殺到したことにより将棋倒しになる可能性があると判断されたためやむを得ず窓を割った事例、鍵を持っていた住民がパニックになったために窓を開けられず窓を割って入らざるを得なかった事例などが確認されている。非常時であり窓を割って中に入ったことはやむを得ない対応であったという見解を示した自治体もあったものの、窓ガラスを割る行為は怪我に繋がる危険性もある上、避難所の管理者とトラブルになる事例もあったことから、割らなくても避難所に入れるよう揺れを感知した場合は自動的に窓を開けられるようなシステムを整備する必要があるという見解も示された。
今村文彦は、浸水範囲の狭さを勘案すればすぐに指定緊急避難場所に向かえば津波から逃げ切れたと考えられるものの、逃げようとしても地震の揺れにより建物が倒壊していたため自宅から脱出できずに逃げ遅れた人がいた可能性を指摘している。実際に珠洲市宝立町には津波避難タワーなどがなく、津波が迫る中、自宅の下敷きになり逃げたくても逃げられない被災者の救助活動に難航した事例も確認されている。東日本大震災の伝承に取り組む宮城県石巻市の団体は、能登半島地震による津波で避難した者から「裸足で避難した」などの証言を集め、両地震を比較する形で石巻市で展示を行った。

### 日本国外
日本海は閉じた海であるため、津波は発生から24時間程度の間に日本列島と大陸の間を片道2時間前後、往復4時間前後で6往復行き来し、津波が長時間続くことに繋がったと考えられる。
 アメリカ合衆国
日本時間の16時21分、アメリカ海洋大気庁 (NOAA)の太平洋津波警報センター (PTWC)は日本国内の震源から300 km以内に危険な津波が押し寄せる可能性があるとして津波予報を発表し、16時50分に新潟市に津波が押し寄せると予想した。一方、アメリカ合衆国西海岸（ワシントン州、オレゴン州、カリフォルニア州）・アラスカ州・カナダのブリティッシュコロンビア州、アメリカ合衆国ハワイ州、北マリアナ諸島・グアム、アメリカ領サモアに対しては津波の危険はないとの情報を発表した。16時56分には北朝鮮・日本・ロシアの沿岸に0.3 mから1 m、韓国の沿岸に0.3 m未満の津波が押し寄せる可能性があるとの予報を発表している。20時7分には大きな津波の危機は去ったが、向こう数時間は最大で30 cm程度の海面変動の可能性があるとの情報を発表した。
 大韓民国
大韓民国（韓国）の気象庁は地震発生を受け、日本海に面する東海岸（江原特別自治道江陵・慶尚北道浦項など）で、20 - 30 cm程度の海面変動があり得るとして注意を呼び掛けた。16時23分（韓国標準時）に国外地震情報、16時35分に地震津波情報が発表され、20時35分（韓国標準時）に江原特別自治道東海市墨湖で85 cmの津波を観測したほか、慶尚北道蔚珍郡厚浦で66 cm、江原道では束草市で45 cm、三陟市臨院で33 cm、江陵市南項津で28 cmの津波を観測した。当時韓国では日本海上に風浪特報も発表されており、地震による津波と通常の高波が相まってより高い波になる恐れがあると発表された。韓国での津波の観測は、1993年7月の北海道南西沖地震以来31年ぶりで、津波注意報が発表されたのは2005年の福岡県西方沖地震以来であった（このときは津波は観測されなかった）。
 朝鮮民主主義人民共和国
朝鮮民主主義人民共和国（北朝鮮）は地震を受けて咸鏡北道に地震津波特級警報、咸鏡南道、江原道、羅先特別市に地震津波中級警報を発令した。聯合ニュースによると、咸鏡北道清津市で2.08 m、咸鏡北道鏡城郡で1.84 m、羅先特別市で1.76 mの津波が予想されるとの報道が行われた。
 ロシア
ロシアは極東の都市に津波警報を発令した。ロシア非常事態省は「対応チームは津波の起こりうる結果に対処する準備ができている」と述べた。タス通信によると、沿海地方ラゾフスキー地区プレオブラジェニエ付近で最大63 cmの津波を観測したほか、サハリン州（樺太）ホルムスキー地区ホルムスクで18 cmの津波を観測した。また、NOAAの国立環境情報センターによれば、この他に沿海地方のルドナヤプリスタニで38 cm、同じく沿海地方のソスノヴォで13 cmの津波が観測された。一方で、沿海地方ウラジオストク市は「津波は観測されなかった」と発表。沿海地方ナホトカ市も「津波はほぼ気付かれないまま終わった」とした。この他、政府間海洋学委員会のデータによれば沿海地方のポシェトでも津波が記録されている。
 中華人民共和国
中華人民共和国自然資源部は同国の沿岸に津波の影響はないと発表した。
 中華民国（台湾）
中央気象署は台湾の沿岸に津波は襲来しないと発表した。

## 地震前駆現象・宏観異常現象
京都大学大学院情報学研究科の梅野健による研究によれば、本震2時間40分前の13時30分ごろから能登半島沖上空の電離層に線形のスロープが見られるなどの異常が確認されており、さらに本震1時間40分前の14時30分ごろからは能登半島沖上空の電離層に歪曲した層が二重に連なって出現するなどの異常が見つかっている。これらの現象は電子が高い場所から低い場所に移動していることを示しており、2011年の東北地方太平洋沖地震や2023年の奥能登地震の直前にも同様の現象が発生していると梅野は指摘している。当日には太陽フレアも発生していたが、太陽フレアでは日本全国の上空で同様の異常が発生したため、明確に異なる現象であると梅野は主張している。梅野は2月14日の段階でこの現象は能登半島地震の前兆であったと結論付けているが、詳細な機構の解明に関しては今後行われる予定である。梅野はこの現象を活用して電離圏の異常があった際に警報を発出するシステムの運用も目指しており、電離層の異常に関するデータを3回にわたって公開している。3月9日には日本地震予知学会が「能登半島地震に関するデータ検討会」において、梅野も出席してこの地震の関係する電離層の異常や宏観異常現象について議論が行われた。
武蔵野学院大学特任教授の島村英紀は、2023年後半から相次いでいた石川県沿岸でのスルメイカの漁獲量の激減、全国各地でのイワシの大量死、イルカの座礁などはいずれもこの地震の前兆として起きた地電流や地磁気が海洋動物に影響を与えたものであり、この地震に伴う宏観異常現象であったと主張している他、硫黄島沖での海底火山噴火の活発化、クマによる人的な被害の増加もこの地震の前兆と関係があった可能性があると主張している。また、この地震の前々日から当日にかけて中部地方各地で通常は見かけられないような鳥の大群の移動も確認されている。

## 被害
防災ガイドの和田隆昌は、この地震は津波、火災、土砂災害など、過去に阪神・淡路大震災や東日本大震災などで発生してきた現象による被害が狭い地域で一度に発生した「特異な地震災害」であったと評している。

### 府県別の被害状況
| 都道府県 | 人的被害 (人)     | 人的被害 (人) | 人的被害 (人) | 人的被害 (人) | 人的被害 (人) | 人的被害 (人) | 住家被害 (棟) | 住家被害 (棟) | 住家被害 (棟) | 住家被害 (棟) | 住家被害 (棟) | 住家被害 (棟) | 住家被害 (棟) |
| 都道府県 | 死者 (うち関連死) | 行方不明者    | 負傷者        | 負傷者        | 負傷者        | 合計          | 全壊          | 半壊          | 床上 浸水     | 床下 浸水     | 一部 破損     | 合計          |               |
| 都道府県 | 死者 (うち関連死) | 行方不明者    | 重傷          | 軽傷          | 小計          | 合計          | 全壊          | 半壊          | 床上 浸水     | 床下 浸水     | 一部 破損     | 合計          |               |
| -------- | ----------------- | ------------- | ------------- | ------------- | ------------- | ------------- | ------------- | ------------- | ------------- | ------------- | ------------- | ------------- | ------------- |
| 秋田県   |                   |               |               |               |               |               |               |               |               |               | 1             | 1             |               |
| 福島県   |                   |               |               |               |               |               |               |               |               |               | 1             | 1             |               |
| 埼玉県   |                   |               |               |               |               |               |               |               |               |               | 2             | 2             |               |
| 新潟県   | 6 (6)             |               | 11            | 43            | 54            | 59            | 111           | 4,147         |               | 14            | 20,875        | 25,147        |               |
| 富山県   | 7 (7)             |               | 14            | 44            | 58            | 59            | 258           | 808           |               |               | 21,748        | 22,814        |               |
| 石川県   | 632 (404)         | 2             | 391           | 877           | 1,268         | 1,778         | 6,163         | 18,713        | 6             | 5             | 91,466        | 116,353       |               |
| 福井県   |                   |               |               | 6             | 6             | 6             |               | 12            |               |               | 830           | 842           |               |
| 長野県   |                   |               |               |               |               |               |               |               |               |               | 21            | 21            |               |
| 岐阜県   |                   |               |               | 1             | 1             | 1             |               |               |               |               | 2             | 2             |               |
| 愛知県   |                   |               |               | 1             | 1             | 1             |               |               |               |               |               |               |               |
| 京都府   |                   |               |               |               |               |               |               |               |               |               | 2             | 2             |               |
| 大阪府   |                   |               |               | 5             | 5             | 5             |               |               |               |               |               |               |               |
| 兵庫県   |                   |               |               | 2             | 2             | 2             |               |               |               |               | 1             | 1             |               |
| 合計     | 645 (417)         | 2             | 420           | 978           | 1,398         | 2,045         | 6,532         | 23,680        | 6             | 19            | 125,929       | 155,751       |               |

- 本表は2024年6月3日の余震による被害を含む。

### 石川県市町別の被害状況
| 市町       | 人的被害 (人)     | 人的被害 (人) | 人的被害 (人) | 人的被害 (人) | 人的被害 (人) | 人的被害 (人) |
| 市町       | 死者 (うち関連死) | 行方不明者    | 負傷者        | 負傷者        | 負傷者        | 合計          |
| 市町       | 死者 (うち関連死) | 行方不明者    | 重傷          | 軽傷          | 小計          | 合計          |
| ---------- | ----------------- | ------------- | ------------- | ------------- | ------------- | ------------- |
| 金沢市     | 1 (1)             |               |               | 9             | 9             | 10            |
| 七尾市     | 63 (58)           |               | 34            | 3             | 37            | 100           |
| 小松市     | 1 (1)             |               | 1             | 1             | 2             | 3             |
| 輪島市     | 222 (121)         | 2             | 213           | 303           | 516           | 740           |
| 珠洲市     | 180 (83)          |               | 48            | 202           | 250           | 430           |
| 加賀市     |                   |               |               |               |               |               |
| 羽咋市     | 5 (4)             |               |               | 7             | 7             | 12            |
| かほく市   |                   |               |               |               |               |               |
| 白山市     | 1 (1)             |               |               | 2             | 2             | 3             |
| 能美市     |                   |               | 1             |               | 1             | 1             |
| 野々市市   |                   |               |               | 1             | 1             | 1             |
| 川北町     |                   |               |               |               |               |               |
| 津幡町     |                   |               | 2             |               | 2             | 2             |
| 内灘町     | 6 (6)             |               | 6             |               | 6             | 12            |
| 志賀町     | 23 (21)           |               | 19            | 97            | 116           | 139           |
| 宝達志水町 |                   |               |               |               |               |               |
| 中能登町   | 3 (3)             |               | 5             | 1             | 6             | 9             |
| 穴水町     | 52 (32)           |               | 33            | 225           | 258           | 310           |
| 能登町     | 75 (73)           |               | 33            | 25            | 58            | 133           |
| 合計       | 632 (404)         | 2             | 390           | 876           | 1,271         | 1,905         |

### 人的被害
消防庁によると、2025年8月7日14時現在、死者645人（うち災害関連死417人）が確認されている。2024年3月時点で報告されていた災害関連死は15人であったが、その後災害関連死と認定された人数は増加した。また輪島市で2人が行方不明になっている。日本において100人以上の死者を出した地震は第二次世界大戦の終戦後で、熊本地震に次ぎ9回目となった。災害関連死を含めない直接死に限れば熊本地震（50人）の4倍を超えており、阪神・淡路大震災以降では東日本大震災と阪神・淡路大震災に次いで3番目に多くなった。
石川県が1月22日までに遺族の同意を得た死者114人について公表した死亡の状況によると、約9割にあたる100人が家屋倒壊で、土砂災害が8人、津波が1人、避難所で死亡が1人、自宅等で死亡が1人となっている。警察が1月31日までに検視した222人の死因は、圧死が92人（41%）、窒息・呼吸不全が49人（22%）、低体温症・凍死が32人（14%）、外傷性ショック等が28人（13%）、焼死が3人（1%）などだった。低体温症・凍死については、道路が寸断された中での救助の遅れが死亡につながった可能性がある。人口1人当たりの全壊数は輪島市で0.145棟、珠洲市で0.274棟であり阪神・淡路大震災の際の神戸市灘区や東灘区の2倍から3倍であった。そのために生き埋めの被害も多く、その理由としては珠洲市の方が築年数の長い建築物が多かったことが指摘されている。全壊した建築物1棟当たりの死者数は輪島市で0.031人、珠洲市で0.032人と阪神・淡路大震災の際の灘区や東灘区と比べると3分の1前後であった。この理由として、本震の4分前に前震があり警戒することができた上、本震でも十数秒前の2回の地震のおかげで緊急地震速報が住宅が倒壊するような激しい揺れの前に届いたために、住宅から逃げ出すことができた人がいたことが指摘されている。
輪島市の朝市通り周辺の火災（後述）現場では、10人の死亡が確認されている。穴水町では土砂崩れに住宅3棟が巻き込まれ、16人が死亡した。
志賀町徳田では、20代女性と90代男性が倒壊した建物に挟まれ、男性は21時ごろに救出されたが、意識不明の状態で搬送され、後に死亡が確認された。
アメリカ地質調査所 (USGS)は4万1000人が改正メルカリ震度階でIXの揺れ、15万人がVIIIの揺れ、117万2000人がVIIの揺れ、277万1000人がVIの揺れ、170万4000人がVの揺れ、6152万7000人がIVの揺れ、893万8000人がIからIIIの揺れに見舞われたと推計し、99 %の確率で1人以上、92 %の確率で10人以上、56 %の確率で100人以上、12 %の確率で1000人以上の犠牲者が出たと推定した。また、防災科学技術研究所は震度6強以上の揺れに見舞われたのが5万人、震度6弱以上の揺れに見舞われたのが20万人、震度5強以上の揺れに見舞われたのが100万人、震度5弱以上の揺れに見舞われたのが500万人と推計している。避難指示の対象は1月1日22時45分時点で秋田県・山形県・新潟県・石川県・福井県・兵庫県・鳥取県・福岡県・佐賀県の9県で9万7000人を超えた。輪島市では、地滑りや土砂災害への懸念から1月5日には紅葉川、鈴屋川、町野川支流沿いの河原田地区に暮らす26世帯に、1月8日には輪島野球場近くの稲舟町に住む75世帯に避難指示が発令されたが、両方とも対象となった地域の住民は発令時点で全員が避難を済ませていた。また、大規模な土砂崩れが発生した金沢市田上新町でも1月2日に32世帯に避難指示が発令されていたが、2月10日に解除された。
石川県の基準では自然災害による安否不明者に関しては親族の同意によらず氏名を公表することと定められていたが、死者に関しては遺族の感情への配慮を理由に氏名の公表には遺族の同意が必要とされていた。しかし、地震直後は被害の把握で精一杯であり同意を得る作業が進まなかったため、死者の氏名の公表は行われていなかった。その後、遺族の同意を得る作業が進み、1月15日に23人の死者の氏名が初めて公表された。さらに、2月19日までに139人の氏名が公表されている。
被災地に最も近い大学病院である金沢医科大学病院に1月1日から31日までに搬送された地震に関係する患者421人の中で最も受け入れが多かった診療科は整形外科で51人、次いで呼吸器内科が48人、以下、循環器内科が40人、腎臓内科が38人と続き、ここまでで全ての患者の49.3 %を占めた。このほか、34人が消化器内科、28人が一般外科または消化器外科、26人が老年医学科、21人が救命救急科、16人が脳神経外科、15人が糖尿病の内分泌内科、14人が血液内科または免疫内科、13人が呼吸器外科、11人が形成外科または再建外科、10人が産科または婦人科で診療を受けた。以上で全ての患者の94.4 %を占めた。入院患者に限ると消化器内科が最も多く、一般外科または消化器内科、老年医学科、救命救急科と続いた。これらの結果から、地震直後に負傷した者は大半が外傷によるものであり、過去の地震の際の傾向と一致すると指摘された。

#### 元日に発生したことの影響
この地震は元日に発生した地震としては日本で例のない大規模な地震であった。政府では「冬の夕方」など発生する季節や時間帯ごとに数通りのシナリオを作成し、それに沿った想定を行ってきたが、以下で述べるように特殊な事情を持っていた元日に発生する地震に対する想定までは行えていなかった。
過疎化や少子高齢化が進行していた震源付近にも帰省のため通常より多くの人が滞在しており、被害を拡大させた。死者の中にも帰省者が多くおり、避難所でも通常より人口が多いことから食料の不足も懸念された。その一方で、自分の子供が帰省していたおかげで助かったと考えられる事例も複数あった。ソフトバンクの子会社であるアグープ社がスマートフォンの位置情報を元に推計した情報によれば、地震が発生する直前の1月1日正午の時点で珠洲市・輪島市・能登町には6万6000人が滞在しており、年末年始ではない通常の日曜日（2023年12月3日）の同じ時刻と比較して30 %以上多かった。特に県外から訪れた人数は通常の日曜日と比較して珠洲市では6倍、能登町では10倍に達した。また、企業でも帰省のため従業員が勤務地と異なる地域に滞在している事例が多かったことから、被災したにも関わらず安否確認のメールが届かなかった事例も発生した。このような事態への対策として、位置情報を活用することなどが挙げられた。
輪島市では、母親の実家に帰省中だった富山市の中学1年生の男子生徒が地震によって倒壊した家屋の下敷きになり死亡している。6日には同じく富山市内在住の30代女性が地震当日に石川県内に帰省していたために被災し死亡したと発表された。

#### ペットへの被害
能登半島北部などこの地震で大きな被害を受けた地域では犬と猫だけで少なくとも1万のペットが飼育されていると推計されており、正確な被害は未詳だが多くのペットが地震で逃げ出したり家屋の倒壊や火災に巻き込まれたりしたと考えられている。この地震により飼育の継続が困難になったため1月21日の時点で猫が65匹、犬が49頭、鳥が15羽、ウサギが2匹の合わせて131個体のペットが動物病院に預かられていた他、石川県獣医師会や各地の動物愛護団体が動物を一時的に預かった。保護された犬や猫に関してはその写真や特徴、預かり先への連絡方法などが環境省と石川県による合同のホームページで説明され、通常かかる返還手数料は被災者に関しては減免することが決定した。この方法で能登半島北部では1月1日から2月29日までに犬12頭と猫1匹が預かられ（全てが被災した動物かどうかは不明）、そのうち犬5頭が飼い主に再び引き渡された。飼い主が一定期間経過しても現れない場合の譲渡は、通常は石川県内に在住する者を対象に行われるが、この地震では県外の在住者にも門戸が開かれる予定である。ただし、石川県から他県へのペットの移送は行わない。
一方で、ペットとの同伴避難（自宅にいる際と同じように飼い主がペットに寄り添って世話を行うことができる避難方法）を行うことの可能な避難所は非常に限られており、石川県内の避難所894か所（ペットと避難可能なのは839か所）の中では25か所のみであった。ペットと離れたくなかったがために避難所に行かずに自宅の敷地内の納屋に避難していてその納屋が全焼し死亡した飼い主や、同伴避難を行える避難所であっても動物嫌いの人に遠慮して寒い廊下で過ごさざるを得ない飼い主もいた。なお、1.5次避難所にはペットと過ごすことのできるトレーラーハウスが設置された。また、交通網の寸断のために通信販売で購入したペットフードが届かないなどの事態も起こった。ペットも人間と同様、避難生活の長期化により下痢や風邪など体調を崩す例が多く確認された。多くの動物病院も被災した中ではあるが、1月28日から獣医師会が輪島市などの避難所を巡回し無料でペットに対しレントゲン検査や血液検査、診療を行うなど、工夫してペットの健康を維持する取り組みが行われた。

#### 災害救助犬による捜索活動
この地震においては多くの災害救助犬が捜索活動で活躍した。地震発生から2時間半後に被災地に向けて出発し、捜索開始から4時間で行方不明者を発見するなど迅速に対応できた捜索隊もあった一方、地震から2日以上経過してようやく捜索を開始した災害救助犬もいるなど、効果的な運用も課題となった。家屋が倒壊しており中に入ることができずに屋根から生存者を探さざるを得ない事例も多く、そこに要救助者がいると分かっているにもかかわらず救助犬が反応しない事例もあったことから、救助犬がより細かい範囲で要救助者の居場所を特定できるように訓練させることが課題とされた。積雪のために犬の安全を確保するのが難しく、積雪や津波で水分量が多いため救助犬が手掛かりを探しにくかったことなど、冬季に発生した地震特有の困難もあった。

### 建築物等

#### 火災

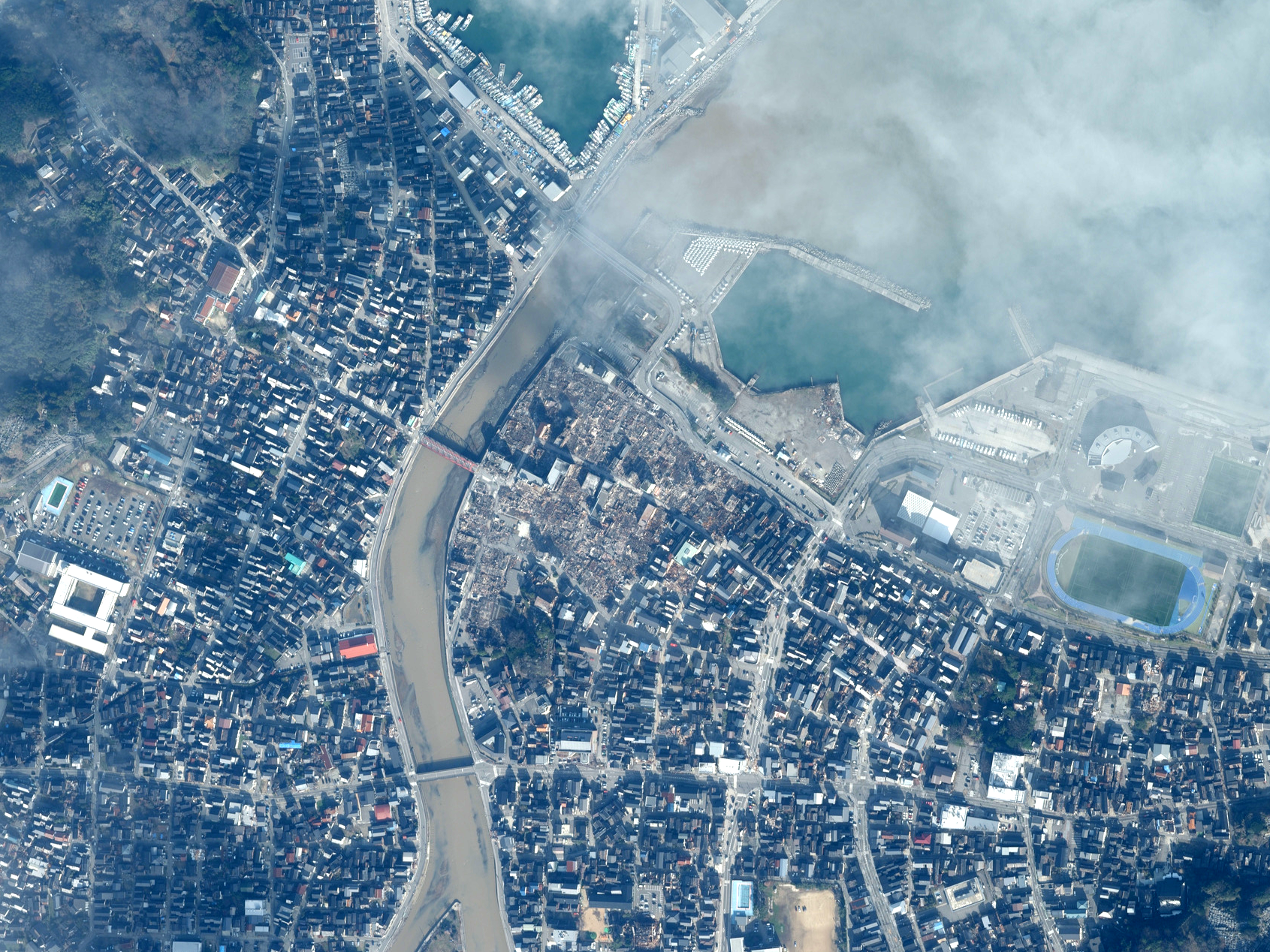
焼失した輪島朝市周辺の空中写真。。2024年1月5日10時24分32秒(JST)撮影。 (地図データを表示)

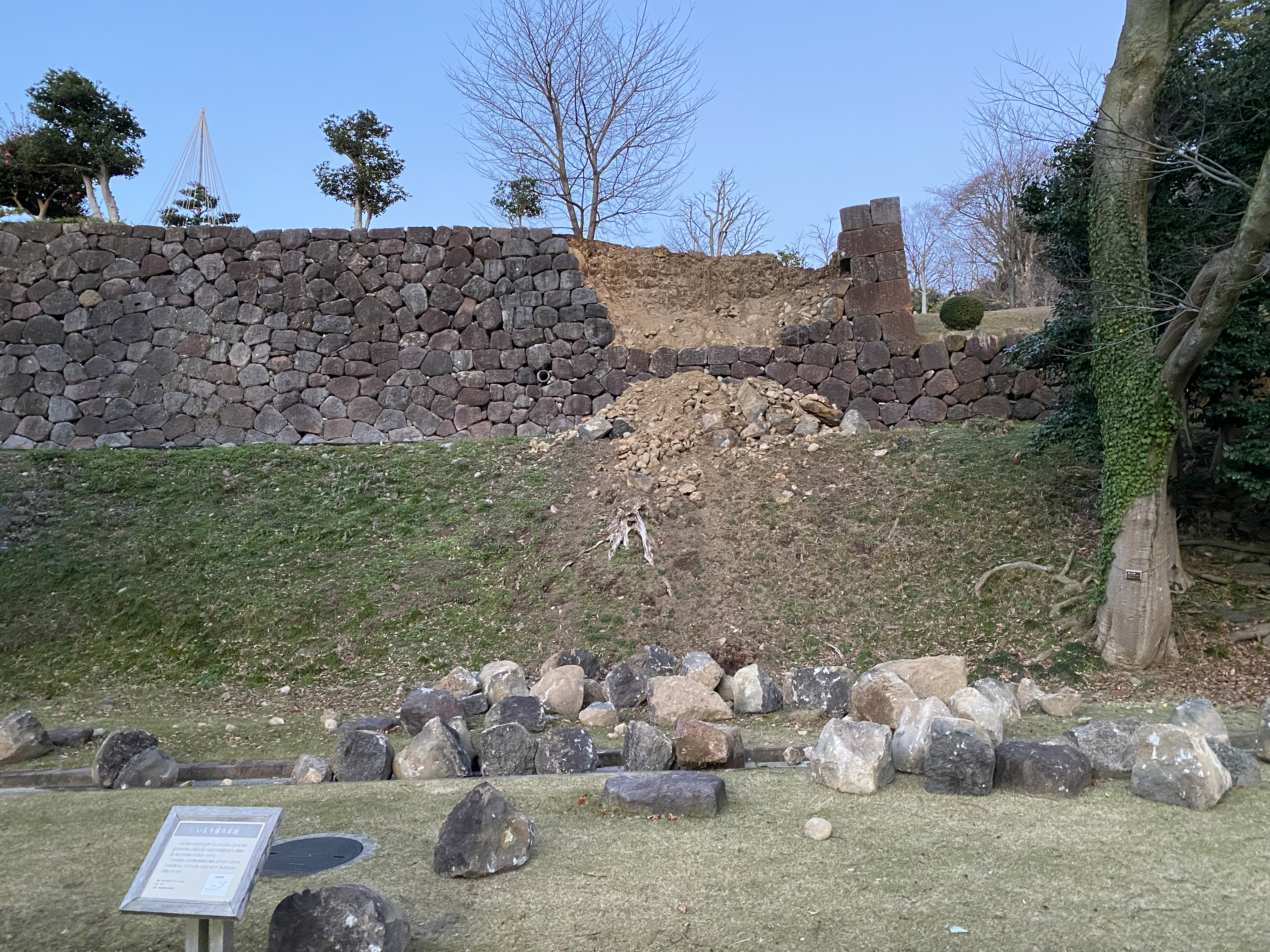
地震によって崩壊した金沢城のいもり堀石垣の様子

輪島市では、河井町の輪島朝市付近で火災が発生し、近隣の約200棟に燃え広がった。この火災の原因については、2月15日に消防庁によって地震の影響で建物内部の電線が損傷し短絡（ショート）や接触不良が起きたことによる電気火災であったと結論付けられている。しかし、近隣の道路が通行止めになった影響で、23時前の時点で現場に到着しているポンプ車は4台のみに留まり、けが人や火災の規模を把握するのが難しくなっていた。この火災が発生した当時、風はほとんど吹いておらず、延焼の方向や速度（20 m/hから40 m/h程度）にも不可解な点は見られなかったが、液化石油ガス (LPG)のボンベや外壁の開口部から延焼が広がった可能性が指摘されている。また、輪島朝市自体は津波の浸水区域外であったが、大津波警報により避難が行われていた影響で火災の把握が遅れたことも指摘されている。当時消火に当たった消防団員は、断水のため消火栓を使えず、近くの防火水槽も倒壊した建物に塞がれており使えなかったため、遠くの防火水槽や小学校のプールの水を使って放水を行ったものの、何本ものホースを繋げたために水圧が足りず、津波警報が津波注意報に切り替えられ海水を使った放水ができるようになるまでは火に対して全く歯が立たなかったと振り返っている。この火災により、永井豪記念館と輪島ドラマ記念館が焼失した。これに加え、多くの団員が現地に向かうことができず、地盤の隆起のため川から水を引くこともできないという悪条件が重なっていたが、懸命の消火活動により焼失面積を半分未満に抑えることができたと推定されている。1月15日に国土技術政策総合研究所が発表した調査結果によると、この火災による推定焼失範囲は約50,800 m2、区域内の建物数は約300棟と推定されている。また、国土地理院では1月2日撮影の空中写真の解析から火災による焼失範囲を約48,000 m2、その内部の建物の数を約300棟と推定している。この火災における消防活動については、総務省と国土交通省が合同で設置する専門家や消防団員らによる検討会で検証が行われ、今後の火災対策に役立てられる方針である。金沢市などでも火災が発生した。
以上のほかに、津波に関係する可能性がある火災も発生した。津波の浸水域内にあった珠洲市宝立町鵜飼では1月1日18時30分ごろに火災が発生した。こちらでも消火栓は使用できなかったが輪島朝市の事例と異なり防火水槽が使用でき、1月2日8時30分ごろに鎮火されたが、5棟から10棟が焼失した。この火災は津波で流された自動車や家屋が比較的浸水水深が浅い地域に集まり、その中で出火したものと考えられており、直ちに周囲の瓦礫などに引火して広がった可能性がある。同じく津波の浸水域内にあった能登町白丸でも出火時刻は不明であるが火災が発生した。こちらはどちらかというと通常の延焼火災に近かったとも推定され、消火栓・防火水槽・自然の水利などが使用できたかどうかは不明であるが、2日3時過ぎに鎮火した。この火災により20棟が全焼し、1人が死亡した。これらの火災により約5,700 m2が焼失している。
京都大学防災研究所が本地震（17件のうち14件が地震の揺れにより直接発生したと仮定した場合）と兵庫県南部地震、東北地方太平洋沖地震、熊本地震（前震と本震のそれぞれ）、北海道胆振東部地震・2022年の福島県沖地震における震動の最大速度の自然対数と人口1人当たりの火災発生率の自然対数の関係をポアソン分布で近似してグラフを作成した結果によると、この地震のグラフの傾きは東北地方太平洋沖地震を上回っており、兵庫県南部地震に次いで大きかったことから、本地震では揺れの大きさの割に火災が発生しやすかったことが理解できる。この地震による火災の発生状況は東北地方太平洋沖地震時の状況からポアソン回帰によって発生回数を予想したものと大きなずれは見られず、兵庫県南部地震や東北地方太平洋沖地震の際と比べて火災の状況に特異な点は見られないと京都大学防災研究所は結論付けている。火災の発生率自体も人口1万人につき1件と東日本大震災の約5倍になり、阪神・淡路大震災と比べると約5分の1であった。

#### 倒壊・浸水

##### ビルの倒壊

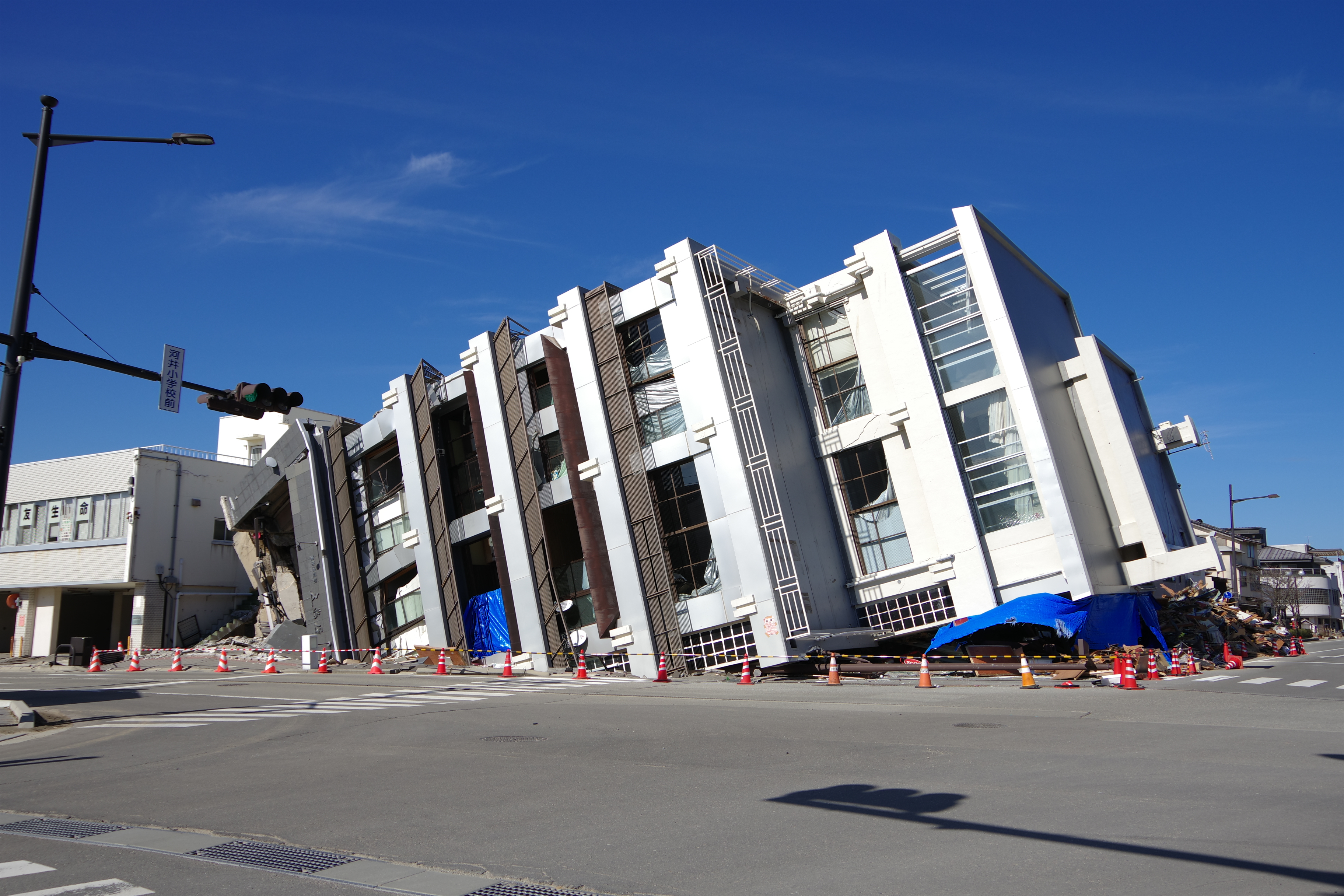
地震により横倒しになった五島屋の本社ビル。

輪島市河井町ではこのほか、漆芸の株式会社五島屋の本社ビルが横倒しになり、人が閉じ込められているとの情報が寄せられた。このビルは7階建てであり、1973年に竣工し1978年に増築されている。転倒の原因は地震の揺れで片側の杭が抜け、反対側の基礎構造に非常に大きな圧縮力が働いたためであると考えられている。阪神・淡路大震災では余震の影響でビルが横倒しになった事例があったが、このビルのように鉄筋コンクリート造の中層ビルが地震が発生した直後に転倒して周囲の住宅を巻き込み、死者を出した事例は日本では史上初めてと考えられている。

##### 公費解体・応急修理
地震によって倒壊しなかったものの今後倒壊して危害を及ぼす恐れのある建築物に関して自治体が所有者の代わりに解体を行う公費解体は、罹災証明書の発行や現地調査のために解体までに時間を要する通常の公費解体ではなく所有者の同意を得ての緊急の公費解体が輪島市で2月上旬に始まっており、能登町では2月26日までに3棟が解体された。一方で珠洲市では、緊急の公費解体を2月26日に開始したが、建築物の所有者が避難しているため不在である場合も多く、解体の優先順位の判定にも時間がかかっているため、倒壊する恐れのある50棟のうち2月26日時点で公費解体が決まっているのは1棟に留まっていた。また、穴水町では緊急の公費解体が行われる予定はないとされていたが、2月28日に通常の公費解体が開始されている。3月7日の時点では穴水町の他に金沢市、七尾市、能登町、内灘町で通常の公費解体の受け付けが始まっており、石川県内の他の自治体でも4月初めまでに受け付けを始めることが決まっている。公費解体の対象となる建築物は16市町で合計2万2000棟前後あると考えられており、1棟当たり解体には10日前後かかることから、解体が終了するのは2025年10月と見込まれている。
被災した住宅に関する応急修理に関して、新潟県は生活の再建を支援するために1月9日から災害救助法が適用されている自治体を対象に大規模半壊の場合100万円、政府の支援と合わせて最大170万円余りを独自に助成する制度を開始した。

##### その他
地震時の自動車のドライブレコーダーにはわずか40秒前後で家屋が次々と倒壊する映像が記録されていた。珠洲市では生き埋めが多数発生し、地震の揺れもしくは津波によって多くの家屋が倒壊の被害が出ていることが報じられ、市内の半数の建物は全半壊したとの見通しが示された。この地震に伴う全壊住宅の数は、2016年の熊本地震を上回っている。上越市湊町では津波により1棟に床上浸水の被害が出た他、同市の直江津海水浴場では商業用の小屋が津波によって破壊されており、大潟海岸では消波ブロックが陸上に多数打ち上げられた。日本損害保険協会は、この地震に対して珠洲市宝立町春日野・狼煙町、輪島市河井町のそれぞれ一部の地域を全損地域、この他に珠洲市・輪島市・志賀町・能登町のそれぞれ一部の地域を一部全損地域に指定し、全損地域や航空写真で全損が確認できた一部全損地域では現地調査や罹災証明書なしで自動的に全ての地震保険対象物件を全壊として認定した他、それ以外の一部全損地域も罹災証明書のみで全損として認定した。
金沢市田上新町地内では住宅地の斜面が崩れ、住宅4棟が全壊した。ダムでは珠洲市の小屋ダムで堤体天端の舗装に亀裂が入ったり、堤体の表面の被覆の形状が変化したり、管理棟近くの広場で擁壁に損傷が生じたりしているのが遠隔的に確認され、現地調査の結果ではダム自体が若干沈下しているのが確認されたほか漏水量にも多少の増加が見られたが継続的に増加し続けているわけではなく、ダムが飛び出ている場所もなかったことからダムの機能に影響を直ちに及ぼす状況ではないと判断された。ただし、余震により新たな損傷が生じる可能性が否定できなかったことから、念のためダムの水位を低下させたほか、漏水量や水温や水の濁りなどに関して継続的に監視を行っていくことが判断された。また、通信手段を確保するために衛星電話も設置され、予備発電機にも燃料が補充された。北河内ダムでも堤内部のポンプが故障したため仮設のポンプを設置したほか、ダム周辺では斜面に崩落も確認されたが、こちらもダムの機能に直ちに支障を来す状態ではないと判断されている。
富山県では最大震度5強を観測した氷見市内で建物の倒壊・損壊が相次ぎ、液状化現象や道路の亀裂や隆起などの甚大な被害が出ている。新潟県糸魚川市では家屋の擁壁などがコンクリートを後ろに入れない「空積み」と呼ばれる、耐震性の低い旧式の構造になっていたことにより、震度5強程度の揺れでも崩壊した擁壁があった。中でも大きな被害を受けた京ケ峰地区では、そもそも盛り土により形成された住宅地であり仮に住宅の再建を行ったとしても今後再び地震が発生した際の安全が保障できないために地区を離れる人も出てきている。

#### 文化財への被害
1月9日時点で確認された文化財への被害は、富山県で51か所、石川県で金沢市の兼六園など19か所、新潟県で47か所、岐阜県で2か所である。2月末の時点では輪島市を除く能登半島の8市町だけで国・石川県・市町指定の文化財1627件中842件が被害なし、202件が被害あり（能登町71件、七尾市52件、志賀町20件、珠洲市16件など）、408件は道路の寸断等によりアクセスできないため未調査と3月8日に報告されている。金沢市の金沢城では、4か所の石垣が崩壊する被害が発生した。富山城址公園でも城の石垣の中に上側に浮き出たものが確認でき、トイレも液状化現象による地盤沈下で利用できない他、随所に地割れが見られ堀の周りも崩れるなどしたことから、公園での行事の開催は4月末まで見合わせることが決定した。北前船の問屋跡として知られる輪島市の旧角海家住宅の主屋も倒壊している。
富山県では加賀藩前田家2代・前田利長の菩提寺であり、国宝でもある瑞龍寺（高岡市）で、国宝に指定されている法堂の木壁がずれる、重要文化財の壁が剥がれる、創建当時の灯籠が倒壊するなどの被害が出ている。同県南砺市では世界遺産に登録されている、越中五箇山相倉集落と南砺市相倉で屋根部分に亀裂や断裂、屋根部材の縄に緩みや断裂するなどの被害が確認された。同県射水市戸破小杉の国登録有形文化財「小杉展示館」（旧北陸銀行小杉支店）では漆喰の壁がひび割れたり、一部剥がれたりなどの被害が出た。

#### 家屋の被害原因
この地震により珠洲市で発生した住宅への被害は合計1万4770棟にのぼり、1月1日現在で珠洲市に住民登録を行っていた世帯数である1万1357を上回る異常な数字となった。過疎地域である被災地には1981年の建築基準法改正に伴い住宅に震度6強から震度7の揺れでも倒壊しないよう耐震基準が引き上げられる前に建設されたためにこの基準を満たしていない既存不適格の状態にある住宅が多く、この基準を満たしていた割合は東京都の92 %（2020年3月現在）、全国平均の87 %（2018年現在）などに対し、珠洲市では51 %（2018年度末現在）、輪島市では46 %（2022年度末現在）に留まっていた。このことが家屋の倒壊による死者が多かった原因として指摘されている。このような住宅は、強い揺れによって壁が外れたために平行四辺形の形状になろうとしていたと指摘されている。さらに、2018年時点で1970年以前に建てられた木造住宅も珠洲市で40.6 %、輪島市で34.6 %、能登町で32 %と、全国平均の7 %よりはるかに多く残っていた。2023年5月の奥能登地震の後に住宅の耐震化を始める動きもあったが、その多くはこの地震に間に合わなかった。奥能登地域で住宅の耐震化が進まなかった原因としては、若者の人口流出による高齢化で住宅の改築や耐震補強のためのインセンティブが働かなかったことが挙げられるという指摘もある。一方で、1981年以降の耐震基準を満たしている住宅でも倒壊が確認されており、その原因として金沢大学の村田晶は2020年以降の群発地震に伴い壁に亀裂が入ったり金具の強度が下がったりして耐震性が低下していたことを指摘している。これ以外にも、柱の腐敗やシロアリの侵入により耐震性が低下した事例が確認されている。ただし、新耐震基準を満たしている住宅の中でも、2007年の能登半島地震後に建て替えられた住宅のように、2000年の建築基準法改正により新築の建築物に対して施されるべき地震対策がより明確になったいわゆる「新・新耐震基準」が制定された後に建てられた住宅では被害が軽微であった。さらに、本震で震度6弱以上を観測した地域で住友ゴム工業が開発した制震構造のダンパー「MIRAIE」を使用していた約300棟の住宅には大きな損傷が全くなかった。
木造以外でも鉄筋コンクリート構造の住宅に不同沈下が発生したり、鉄骨構造の住宅に外壁の落下が発生したりした。また、3階建て以上（中層建築物・高層建築物）の木造建築物や鉄筋コンクリート構造の建築物を対象として建築基準法で定められる地震地域係数が今回の地震で被害を受けた石川県の輪島市や珠洲市、富山県の魚津市・滑川市・黒部市・下新川郡、それに新潟県の全域では0.9に設定されていた。これは石川県・富山県の他の地域や三大都市圏のように1.0に設定されている地域と比べると、建築物を建設する際に想定する地震の揺れの大きさを0.9倍として計算するという意味であり、熊本地震や北海道胆振東部地震の被災地でも1.0未満の地震地域係数が設定されていたことを考慮すると地震地域係数にも見直しが必要であるという意見が出た。その上、今回の地震では震度5強以上の強い余震が繰り返し発生したため、本震では損傷が蓄積されたものの辛うじて倒れずに耐えていた建築物が余震によって限界を迎え倒壊していたことも指摘されている。
ガリーニは木造住宅が倒壊した過程について3つのパターンに分けられると指摘しており、最も多かったパターンは1階を支える柱が強い揺れによって切断され屋根から落ちたことにより倒壊したもので、次に多かったパターンは柱との接合が弱かった部分から重い屋根が強い揺れによって前方に弾き飛ばされてそのまま住宅全体がバランスを失って崩れ落ちたものであったという。この他、以上の2つほどには多くないが2階建ての住宅が地震によって強い慣性力を受け、2階と1階とでその大きさが異なったためにバランスを失って2階から崩れ落ちたパターンもあった。大きな被害を受けた地域の木造住宅の屋根には台風対策のために1個につき4 kgほどもある重い屋根瓦が使用されている場合があり、このために屋根の固有周期が長くなって大きな被害をもたらしたとも考えられている。実際に大きな被害を受けた住宅には、屋根が瓦のままのものが多かった一方で、ガルバリウム鋼板などでできた軽い屋根を使用している住宅では被害が少なかった。

#### エレベーター
この地震により、北陸地方・関東地方・近畿地方・中国地方の合わせて21府県で合計1万6000台前後のエレベーターが停止した。この大半は地震の揺れを検知して自動的に停止したもので、1月5日までには保守会社による点検を経て90 %以上が復旧した。ただし、石川県で7台、愛知県と大阪府で各2台、群馬県と新潟県、富山県で各1台の合わせて14台のエレベーターで乗客が内部に閉じ込められる事態が発生した。

### 歴史資料
地震が発生した当日に石川県内外の自治体や大学、博物館などの有志によって「能登半島地震被災資料対応ワーキンググループ」が結成され、被災した資料に関する情報の収集に努めた。神戸市の歴史資料ネットワーク（史料ネット）はこの地震の発生により1月8日から緊急事務局体制に入り、歴史資料の被害に関係する情報の提供を呼び掛け、被災した資料の処理に関する問い合わせにも応えた。史料ネットや新潟市の新潟歴史資料救済ネットワークを含む支援団体は過去の地震では古文書が発掘されても廃棄されてしまう事例が相次いだことから、郷土史の貴重な記録である可能性のあるものはゴミのように見えたとしても安易に処分することは控えるよう呼び掛けた。また、のと里山里海ミュージアムは古物商に買取や引き取りを依頼しないようにも呼び掛けた。新潟市文書館、羽咋市歴史民俗資料館、富山県西部の高岡市立博物館や氷見市立博物館など各地の博物館が倒壊した家屋などから取り出された主に江戸時代から昭和時代にかけての歴史資料を取り出し、災害廃棄物などとして処分されないように避難させる古文書レスキューが行われた。比較的近年の自治会などの資料であっても将来は古文書として貴重な記録となる可能性があることから積極的に保存が行われた他、金沢市などでは博物館や教育委員会の担当者向けに被災した古文書などの泥や汚れを落とす方法などを指導する講習会も開催された。古文書の復旧に当たっては文化庁も国立文化財機構に委託して実施することが決まっている。

### 生態系
ジェンキンズらの調査によれば、地震後の1月下旬には九十九湾の海底でナマコの生息数が減少しているのが確認されている。ただし、2月の調査では数は回復しつつある他、エビやゴカイなどが巣穴を作っているのも確認でき、ジェンキンズは早期の生態系の回復に期待が持てると述べた。一方、フジニュースネットワーク (FNN)が独自に水中ドローンを用いて調査を行った結果によれば、富山湾の水深300 mほどの海底では地震前に生息していたウニが確認できなかった。また、海底地滑りのあった海底にはウニやクモヒトデなどの底生生物はほとんど見られなかった。

### 経済損失
内閣府は、1月25日に発表した月例経済報告の中で、地震による建築物や社会資本などのストックの被害額について、市町村ごとの震度による機械的な推計により石川県・富山県・新潟県の合計で1.1 - 2.6兆円（住宅が0.4 - 0.9兆円、住宅以外の建築物等が0.2 - 0.4兆円、社会資本が0.5 - 1.3兆円）であったとする試算を公表した。県別では、石川県が0.9兆円から1.3兆円、富山県が0.1兆円から0.5兆円、新潟県が0.1兆円から0.9兆円と計算された。これらの金額は各県の固定資産の総額である146兆円の1 %から2 %に相当する。日本総合研究所ではこの地震に伴う生産活動や観光需要の減少による日本の国内総生産 (GDP)への損失が日本のGDP全体の0.02 %に相当する974億円に達すると試算した。USGSではこの地震における経済的な被害の総額として、1000万ドル以上であった確率が99 %、1億ドル以上であった確率が91 %、10億ドル以上であった確率が64 %、100億ドル以上であった確率が26 %、1000億ドル以上であった確率が5 %などと推定している。
2024年1月に内閣府が実施した景気ウォッチャー調査では、能登半島地震の被害を受けた北陸地方（富山県・石川県・福井県）で2023年12月から景気動向指数 (DI)が9.1低下し41.3となり、全国の12地域で最大の減少となった他、全国平均でも4か月ぶりに低下し50.2となった。ただし、全国の景気に関しては「緩やかな回復基調が続いているものの、一服感がみられる」という判断を据え置いた。この低下は東日本大震災時ほどの惨状ではなかったが、甲信越地方でも約1割の回答者が地震について言及した他、近畿地方でも地震に関連して売り上げが減少したとの意見が目立った。一方で、北陸地方においても被害に遭った製品の買い替えや災害支援に従事する者の宿泊などの需要（震災特需）が存在するため、景気について「良くなっている」と回答した者も一部にいた。北陸財務局が発表した2月の北陸3県に対する景気の判断も、個人消費や生産の項目で地震の影響を受けて下方修正され、総括判断も2年ぶりに下方修正され「弱含んでいる」と発表された。2月の景気ウォッチャー調査ではDIは回復に転じ全国平均で51.3となったが、全国の景気判断に「能登半島地震の影響もみられる」との表現は残った。3月12日に発表された1月から3月分の財務省北陸財務局による法人企業景気予測調査の結果では、回答を得た335社のうち、景気が前の3か月と比べて上昇していると答えた企業の割合から下降していると答えた企業の割合を減じた指数はこの地震の影響により-10.4ポイントまで落ち込み、4期ぶりにマイナスの数字となった。特に、農林水産業と医療・教育の分野は全ての企業が下降していると答えたことを意味する-100ポイントであった。一方、北陸応援割の実施等により4月から6月分の先行きに対してはプラス7.6ポイントが見込まれた。

### 産業

#### 伝統産業

##### 伝統工芸品
伝統産業の輪島塗について、前述の火災に伴い朝市通りに所在する12業者の仕事場が焼失したほか、ほぼすべての工房・事務所が全壊・半壊など甚大な被害を受けた。36歳の輪島塗職人が安否不明となり、2月に死亡が確認されるなど、人的な被害もあった。このような被害を受けた業者の大半は休業を余儀なくされたが、輪島塗の職人の多くは個人経営であるため失業給付を受けることができない上、雇用に関係する統計でも失業者としては反映されない。輪島塗に関しては文化庁が金沢市内で主宰するプロジェクトチームで石川県立輪島漆芸技術研修所の早期再開や輪島塗の制作に必要な漆の調達など復興について議論される方針となっている。一方で、工房の一部の機能を別の地域に移すことで制作の継続を試みる業者もあった。3月11日までに軽く地震に強い紙管でできた仮設工房が建築家の坂茂の協力により完成し、4月から作業が再開することが決定しているなど、復興に向けた動きも出てきている。3月14日には工房の修理が終了した箸の職人が輪島市内で製作を再開した。

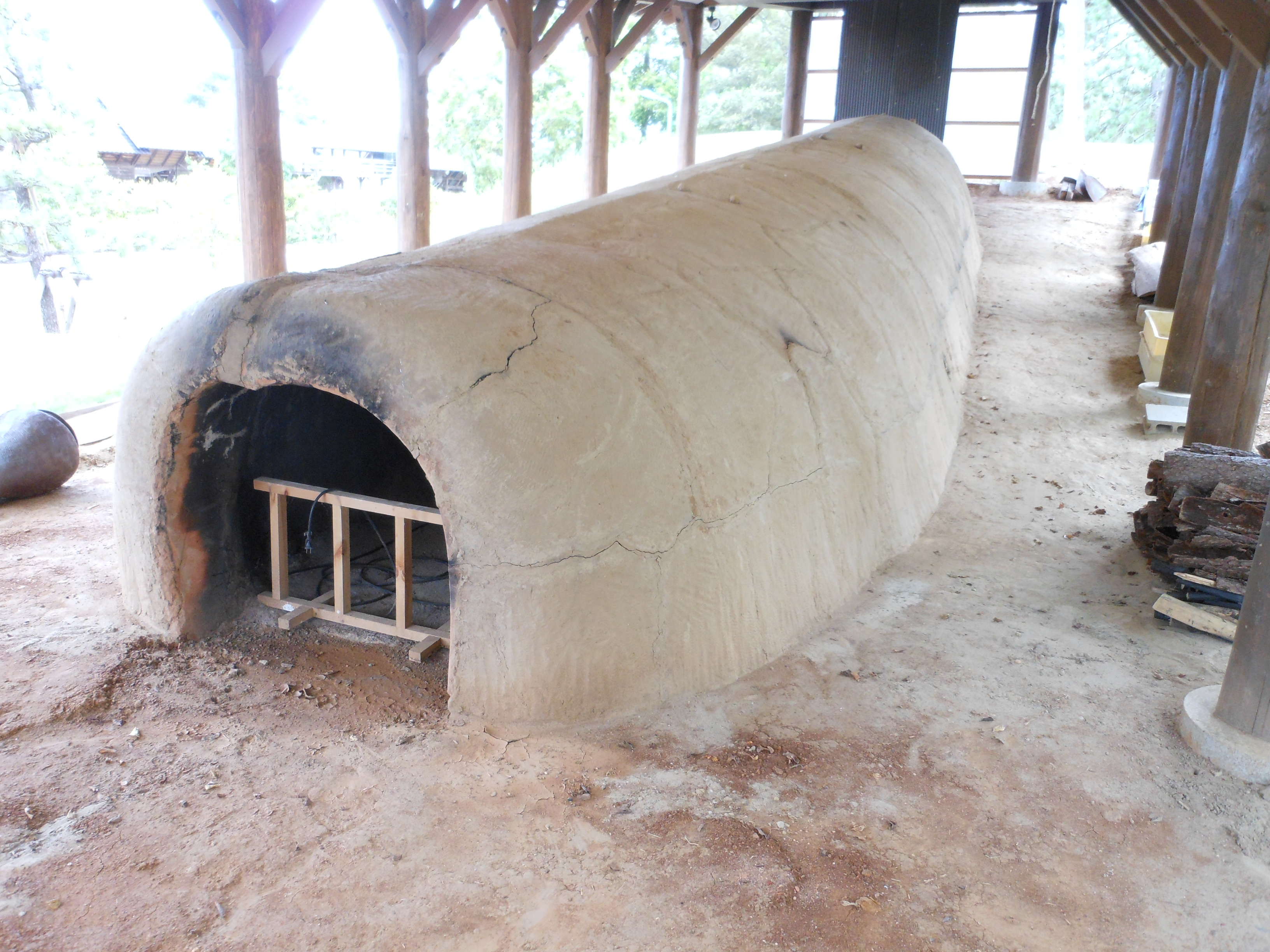
珠洲焼の窯の例。煉瓦を積み上げただけの構造であるため、地震の際には倒壊しやすい。

珠洲市の伝統工芸である珠洲焼の製造に使われる窯も、市外にある窯を含め20か所全てが被害を受け、市内にある18か所は全てが全壊した。中には2023年の奥能登地震で被災し、再建したものの再び火を入れることなく再び倒壊した窯もあった。珠洲焼の窯は煉瓦を積み上げて作られるため、耐震性には欠けている。羽咋市にある能登上布の工房も被害を受けたが、1月11日には稼働を再開している。珪藻土を使った七輪や煉瓦は珠洲市の特産品でもあるが、これを製造するための設備や製造中の品物にも大きな被害が出て、中には2022年6月の地震、2023年の奥能登地震、そしてこの地震と3年連続で大きな被害を受けた施設もあった。
これらのような状況の中でも2月14日から16日には東京都千代田区の東京国際フォーラムで「いしかわ伝統工芸フェア」が開催されており、輪島塗では9店、珠洲焼では1店が作品を出品し、被災者に対する支援の後押しになったが、地震の影響で出品を中止した店もあった。この他にも、地震の揺れや火災による被害を免れた輪島塗を被災地から運び出し展示したり販売したりする取り組みも行われた。
石川県内で和蝋燭を販売している唯一の業者である七尾市の高澤ろうそく店は、工場に大きな被害はなく、生産自体は1月中に再開できたものの、国の登録有形文化財に登録されている店舗が軒先が崩れたために全壊して販売を行えない状態になり、母屋も傾いた。一方で、社長や社員は出席できなかったものの、無事であった商品は1月18日から5日間、フランスのパリ郊外で開催された展覧会「メゾン・エ・オブジェに出品され、注目商品に選出されるなど高い評価を受けた。3月14日には元の店舗から数百 m離れた場所に仮店舗を設けて営業を再開し、元の店舗も今後再建される見込みである。東京都府中市はどちらも令制国（七尾市は能登国、府中市は武蔵国）の国府の所在地であったことにちなんだ能登半島地震の支援事業の一環として、4月21日に府中の森芸術劇場で開催される市制施行70周年記念式典において記念品として招待者に配布するための和蝋燭およそ1500本を高澤ろうそく店に注文し、同店はこれを受注した。被災により同店側での包装が不可能な状況であるため、包装紙もそのままの状態で発送され、現地で包装してもらうことが決まっている。
九谷焼では、小松市・能美町などにある石川県陶磁器商工業協同組合に加盟する63の事業者のうち、調査に対して回答した26の事業者全てが地震による被害を受けた。九谷焼への自然災害による被害としては過去最も甚大なものとなり、100万円以上の商品が割れたり一つの店で250万円以上の損害を出した事業者もあり、その被害総額は5000万円を超え、被害件数は合計1000件を超えた。47の事業者が能美市の窓口に被災証明書を申請したほか、風評被害も懸念された。ただし、1月5日に制作を再開でき、1月中に個展を開催することができた事業者もあったほか、洋菓子製造業者が九谷焼をイメージさせるデザインの包装に入ったチョコレートを販売するなど、支援の動きも見られた。

##### 食文化
奥能登2市2町に所在する酒蔵について、建物の全半壊や一部損壊の被害を受け、11社全てで当該期の酒造りを断念する事態となった。一方で、被災した業者から日本酒の原料であるもろみのうち被害を受けなかったものを預かり、別の地域で代わりに醸造を行う取り組みも行われた。これ以外にも、被災地の業者とそれ以外の地域の業者が共同で醸造を行うなど、地震の被害を受けた中でも酒造りを絶やさないための様々な工夫が凝らされている。また、酒造を応援するための「青い酒募金」と呼ばれる活動も行われ、愛媛県の団体が日本酒を販売してその収益を被害を受けた酒造に寄付した。しかし、被災した業者自身も、松波酒造を始めとする3社は小松市など別の場所にある酒造で醸造を再開すべく、もろみや米などの原料を搬出している。

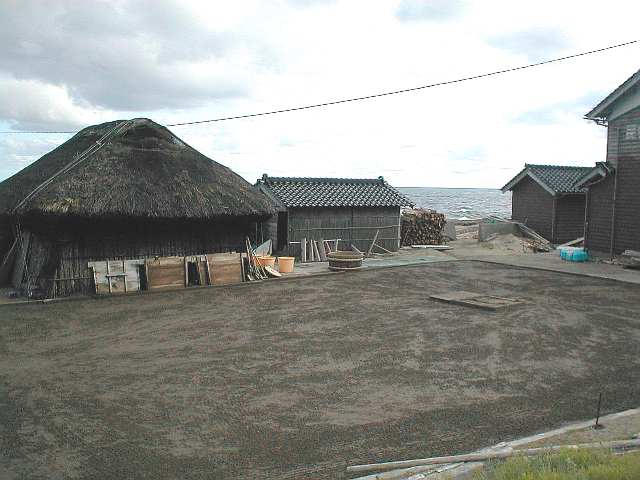
珠洲市で伝統的に行われている揚げ浜式の製塩。

日本国内では珠洲市のみに残り、国の重要無形民俗文化財に指定されている「揚げ浜式」と呼ばれる方法、つまり塩田に砂を敷き詰め、そこに海水を入れて乾燥させることで塩を作っている業者は、地震に伴い設備が破損したことだけでなく、地盤の隆起に伴い海岸線が海側に後退したことで塩田に海水が届かなくなったことによっても大きな被害を受け、製塩が不可能な状態となった。2月9日には揚げ浜式製塩が盛んな珠洲市大谷地区で初めて、珠洲製塩が製塩を再開した。同社では地震の後1か月で2023年の1年間を上回る注文が寄せられており、被災地を応援しようと考える人が多いと同社は考えている。一方で、従業員が避難していることや交通状況が悪い状態が続いていることから、製塩の再開の目途が立っていない業者もあり、廃業を選ばざるを得ない業者が出ることも危惧されている。
能登半島で伝統的に生産されていたが、地震前の段階で業者は能登町に残り1軒を残すのみとなっていた米飴は、この地震でその唯一の業者が被災し、釜の土台が崩れて生産が不可能な状態となった。しかし、能登町から給水が行われるようになったこと、モルタルを用いて応急的に亀裂の復旧が行えたことにより、2月には生産を再開した。奥能登地域の特産品であり、製造技術が国の登録無形民俗文化財に登録されているいしる（いしり）の生産量の7割を占めるヤマサ商事は、貯蔵するタンクが大きな被害を受けたために2024年中の休業を決めた。いしるの生産には2月ごろから1年以上にわたりイカやイワシを塩漬けしなければならず、2月初めの時点で2024年中の再開の目途が立っている業者はなくなった。能登町にある貯蔵タンクの4割が故障しており、原料の搬入や貯蔵タンクへの移動に使用する道路が使用できないことも影響を与えている。業者の中には当面仕込みの再開が見込めないため、地震前に仕込みを終えていたいしるを出荷する以外に商品を売れる見通しが立たなくなった事例もあった。また、七尾市では全ての料理にいしりを使用していた飲食店が再建困難であるとして2月29日限りでの閉店を余儀なくされた。ただし、いしりを製造する工房自体は被害が比較的少なかったために閉じないことにしている。能登町では3月中旬に入ると道路網の復旧に伴いいしりの製造・出荷を再開する業者も出始めた。

##### その他の伝統産業
七尾市の和倉温泉は、建物などに大きな被害を受け、1月19日現在全ての旅館が休業している。和倉温泉にある旅館である加賀屋と和倉温泉にあるそのグループ企業は、休業期間を利用して従業員をグループ内の他の企業に出向させ、能力を磨く機会にさせる対応を取った。ただし、源泉自体は無事であり、湯の汲み上げは1月16日に再開されている。
佐渡金山では相川金銀山遺跡の斜面に落石が発生したほか、西三川砂金山跡付近の道路の横にある斜面が崩落するなどの被害が発生した。金山と合わせて「佐渡島の金山」として世界文化遺産への登録を目指している佐渡奉行所跡地でも外壁に亀裂が入るなどの被害があったが、重大な被害ではなく十分に修復が可能なものであり、佐渡市では世界遺産への登録に影響はないと判断された。調査結果を受けて1月15日に実施された専門家会議でも、早急な対応を要する被害箇所はないと結論付けられた。

#### 漁業

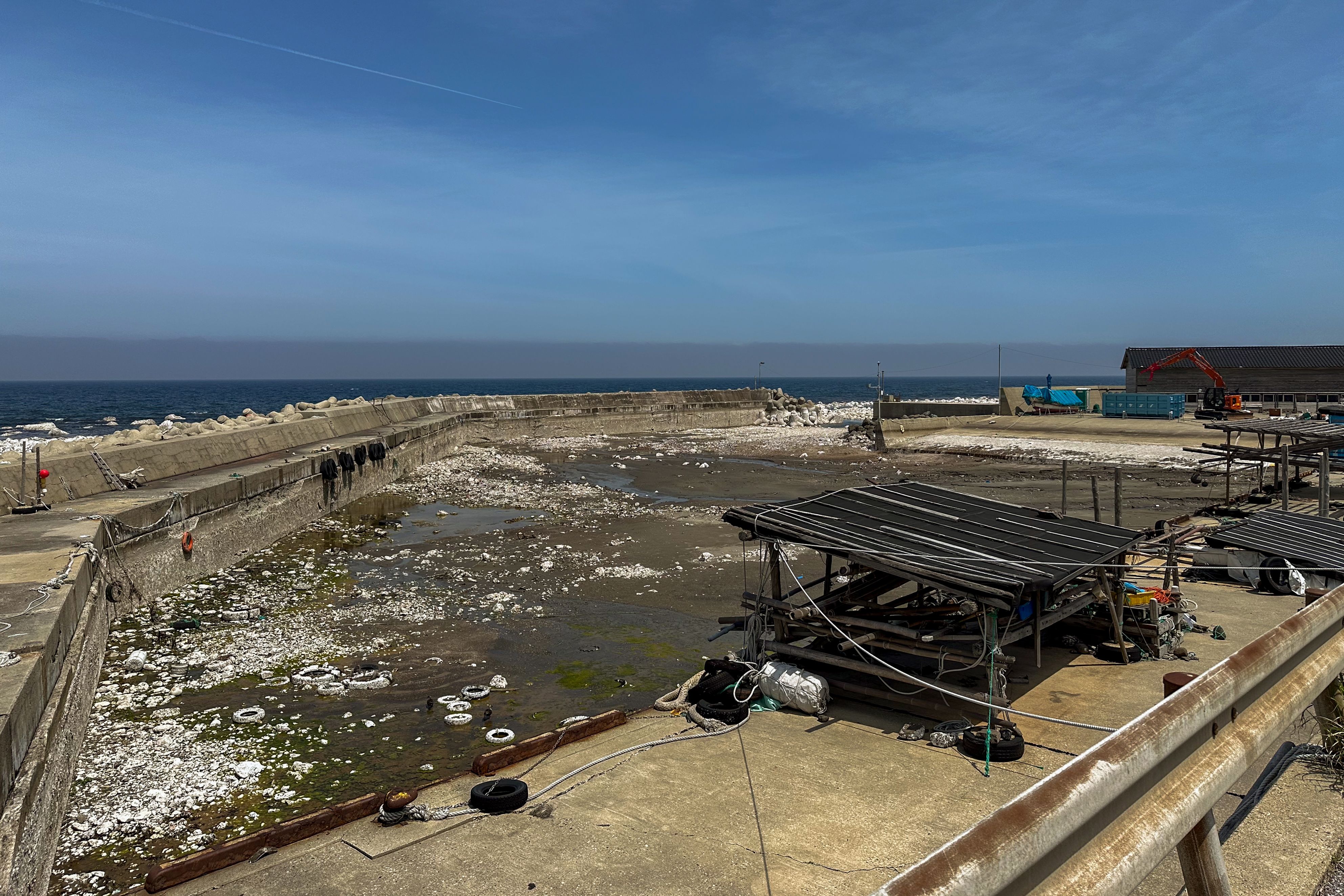
地盤が隆起し海底が露出した石川県珠洲市・長橋漁港

1月23日時点で、石川県内の60か所の漁港に被害が出ており、漁港の共同利用施設26箇所が被害を受けている。被害を受けた漁船の数は少なくとも233隻に上り、内訳は転覆または沈没したものが146隻、流失したものが27隻であった。広い範囲で地盤が数メートル隆起したため、志賀町、輪島市から珠洲市の外浦海域の21の漁港で海底が露出したり水深が不足したりしている。輪島市門前町の黒島漁港では、地盤の隆起に伴い漁港内が陸地となったため漁船の出航ができない状態となった。東北地方太平洋沖地震の際に発生したような地盤の沈下であれば相対的に海が深くなっただけであるために津波で損壊した港湾施設を修復した上で岸壁を高くすれば再び漁に出られるようになるのに対し、隆起が起これば港全体が使用できない状態になるため、漁業としてはこちらの方が深刻であるという意見もあった。石川県漁業組合もこのような事態は想定できなかったと述べている。
地盤が隆起したことだけではなく、海水汲み取り機などの機械も被害を受けたこと、漁の拠点の一つである舳倉島が津波により大きな被害を受けたこと、従事者が避難していること、地震による地殻変動に伴い海底の地形が変化したことなどが重なり、国の重要無形民俗文化財にも指定されている、輪島市海士町を中心とした能登半島の海人（男性は海士、女性は海女）による素潜り漁は行えなくなり、再開できる見通しが立たないために海人は全員が失業状態となっている。生活がやっとの状態であり、多くの漁師が漁船の建造費などを工面するために行っていた借金を返済することはままならなくなった。被災した漁港のうち金沢港以外では燃料や氷を十分に供給できず寄港を受け入れることもできなくなったため、他県を拠点とする漁にも大きな影響が出ている。
その一方で、同じく素潜り漁が盛んな三重県志摩市やNHK連続テレビ小説『あまちゃん』の舞台となった岩手県久慈市、同じ「海士町」（ただし、読みは石川県の海士町が「あままち」、島根県の海士町は「あまちょう」で異なる）のよしみで島根県隠岐郡海士町などから支援が寄せられている。また、東北地方太平洋沖地震の際とは異なり沖に出ようとして津波に飲み込まれて遭難した漁師はおらず、これは地震による海底の隆起で港における津波の高さが低くなったためであるとみられている。
海底の隆起に伴い漁船が出港できない状態となった輪島港では海底の土砂を取り除いて浚渫し、2.5 mから3 mの深さを確保して出港できる状態にする工事が2月16日から国土交通省北陸地方整備局によって始まった。これは大規模な災害が発生した場合の特例により本来運営者である石川県が行うべき作業を国が代行して行うものであるが、このような工事は前例がなかったために難工事となっている。また、岸壁のすぐそばまで浚渫すると岸壁が崩れる可能性があるために船を出すことができるギリギリの場所までしか浚渫は行われない。また、輪島港の近くには山が多いため、岩盤などの障害物がないかを事前に確認する必要があった。さらに、冬の日本海側ではうねりが入りやすいために通常はこのような工事は行われず、実際に作業が行えない日も多くあった。さらに、3月16日には岸壁と平行な向きに長さ34 m、幅4.2 mの仮設の桟橋が設置され、一部の船が接岸して乗降を行えるようになった。漁港の復旧方法に関してはこのように最低限の航路を掘削する方法や被害を受けた漁港の沖合に桟橋を設ける方法のほかに、使用できなくなった漁港の沖合に船揚げ場を設置する方法や、接岸できる場所に全く新しい漁港を開港させる方法が提案されている。後に述べた方法になるほど漁港が元通りの機能を取り戻しやすくなる一方で、かかる時間や費用は大きくなる。
また、珠洲市でも合計で100隻以上の漁船が沈没や転覆した。特に東部の沿岸にある飯田港では津波の被害が大きく、日常的にこの港を使用していた30隻のうち25隻が沈没したり漂流したり転覆したりした。さらに消波ブロックも沈没したり転覆したりしたため支援物資や復旧工事に必要となる資材を円滑に搬入したり、災害廃棄物を搬出したりすることが難しくなったことから、北陸地方整備局は2月27日から4月末までに完了させる予定で漁船の引き揚げ作業を開始した。クレーン船による引き揚げは3月15日までに20隻が完了している。
通常、津波が押し寄せる可能性のある大地震が発生した場合には漁船が津波によって転覆させられる事態を防ぐために漁船は沖合に退避させられるが、この地震の場合、16時6分の前震を受けてすぐに港に向かい船を出航させた漁師は退避が間に合ったものの、16時10分の本震が発生してから港に向かった漁師は、すでに海底が隆起していたために船を出すことができなかったという。前震を受けて退避を試みていた船の中にも隆起により座礁してしまったものがあった。その後津波が押し寄せると一時的に水深が深くなり、そのタイミングを狙って船を退避させることができた漁師もいたが、全ての漁師がそれに成功したわけではなく、立ち往生した船もあった。
卸売市場での競りも被災地各地で中止を余儀なくされたが、富山県氷見市で1月6日に、七尾市で2月1日に、能登町で3月1日に競りを再開した。ただし、能登町で競りが行われた海産物は3月7日の時点で地震前の20分の1ほどに留まっている。

#### 農業
農業用施設への被害に関して、農林水産大臣の坂本哲志は農地やため池に500か所以上の被害が出ていることを1月12日の記者会見で明らかにしている。2月22日時点では石川県内で農地142件、農道328件、水路289件など合計で1284件の農業被害が確認されていたが、穴水町の2件を除いた奥能登地域では調査がまだ行われていなかったため実際にはこれより被害が大きいと考えられていた。実際に、調査が進んだ3月12日時点では農地761件、農道841件、水路1145件など合計3363件の被害が確認されており、そのうち奥能登が珠洲市で268件、能登町で188件輪島市で70件など7割を占め、石川県内での農業の総被害額は630億円になったと発表されている。さらに、能登半島を離れて避難している農家も多いために、地震前から問題となっていた能登半島の農家の減少に拍車がかかることも懸念された。珠洲市などではイネの種まきを行う時期になっても稲作を再開できる目途が立っていないため、作業を開始するのを躊躇っている農家もいる。このような事情から、1月末に調査が行われた米の作付面積に関する意向調査の対象に石川県は含まれなかった。新潟市内では用水路や排水路が液状化により沈下したことや地中のパイプラインが逸脱したことなどに伴い少なくとも132件、4億9100万円相当の被害が2月末の時点で確認されている。酪農でも断水により牛舎に水を人の手で運ばなければならない農家が出るなど、被害が拡大した。
以上のような被害に伴い能登半島の過疎化が20年早まってしまうのではないかという意見もあり、石川県は農家が農業を再開できるような支援とそれに伴うコミュニティの維持に地域社会ぐるみで取り組んでいる集落に対し2024年4月から総額2000万円の補助金を支給する事業を開始するほか、農村のコミュニティ維持のために、県庁で募集しているボランティアの一部を農業を含む第一次産業に特化したボランティアとして募集する方針を決めている。

#### 林業
また、地震による土砂崩れや製材所の倒壊により林業も打撃を受けた。1月16日の時点で木材加工・流通施設19か所、林地荒廃30か所、キノコの栽培等に用いられる特用林産施設84か所などに被害が確認されている。3月12日時点の発表では、地震に伴う石川県内の森林への被害額は370億円と計算されている。林野庁は珠洲市と輪島市の民有林の合計7か所で、国の直轄により災害復旧と二次災害防止の応急工事を行うことを決めている。

#### 製造業
能登半島に多く存在している電子部品や繊維の工場も大きな被害を受けた。能登半島に工場を持つ主要な企業26社のうち、1月15日時点で10社が従業員が被災したり、工場が被害を受けたりして、停電の影響もあり生産再開の目途が立っていないと回答している。村田製作所は穴水町の工場が5月中旬まで再開できない見込みとなった他、東芝の加賀東芝エレクトロニクスやサンケン電気、ジャパンディスプレイ、EIZOなどの工場も一時操業を停止したが、その後操業を再開している。多くの企業では従業員に人的な被害はなかったが、村田製作所では地震に伴い1月17日までに従業員1名の死亡が確認された。サンケン電気は地震に伴い業績の予測が困難になったなどとして2023年度分の業績予想を取り下げている。トヨタ自動車のように被災地に工場がなかったため直接の被害は受けなかったものの、部品などを生産する下請け企業が被害を受けたために製造が滞った企業もあった。

#### 第三次産業
金融機関も北陸銀行や北國銀行が一部の支店で休業していたが、北陸銀行は1月15日から全ての支店の営業を再開している。北國銀行の輪島支店と珠洲支店も1月17日から営業を再開したが、営業時間の短縮や営業日の削減などの影響が続いた。また、この地震による保険金請求の総額は210億円から900億円と推計されており、熊本地震の3620億円や大阪府北部地震の1030億円と比べると少なくなる見込みである。
コンビニエンスストアでは、地震後に最大でセブン-イレブン150店舗前後、ローソン80店舗前後、ファミリーマート200店舗前後が休業した。しかし、コンビニエンスストアが開店している風景は被災者にとって日常の象徴になるほか、開店していることで治安の悪化を防ぐことにも繋がることから、復旧が急がれた。セブンイレブンは1月6日に全ての店舗が営業を再開したものの、1月12日の段階でローソンは七尾市にある1店舗が休業を続けており（移動販売のみ実施）、3社で唯一能登半島の七尾市より北に店舗を持つファミリーマート（旧サークルKサンクス）は従業員の被災や輸送路の不通などが原因で14店舗が休業したままであった。ファミリーマートはその後、1月31日に輪島市、2月14日に珠洲市のそれぞれ一部の店舗で営業を再開している。ローソンでは避難訓練を定期的に実施し避難指示が出た場合にはすぐに避難することを徹底していたほか、津波などによる被害はなく、従業員の安否を確認し、オーナーやクルー全員が安全な状態であることが確かめられた後に直ちに復旧作業に入ることができた。当時対応に当たった担当者は、停電に関しては想定していたもののこの地震ほどの広範囲に及ぶ断水に関しては想定していなかったと振り返っている。移動販売を実施した店舗ではボディーシートを買い求める客が多かったという。
イオンは一部の店舗で休業したが1月2日に全店舗で営業を再開した。ドラッグストアのゲンキーは1月2日から奥能登地域を含め全ての店舗で予定通り新年の営業を開始し、非常口のガラスをハンマーで割って店内に入ったり、レジが停電で使えないために大雑把な価格で販売したりと、多くの苦労がありながらも被災直後の住民の暮らしを支えた。輪島市には本来元日は休業であるものの地震を受けて臨時に営業したスーパーマーケットもあった。

### ライフライン

#### 電力

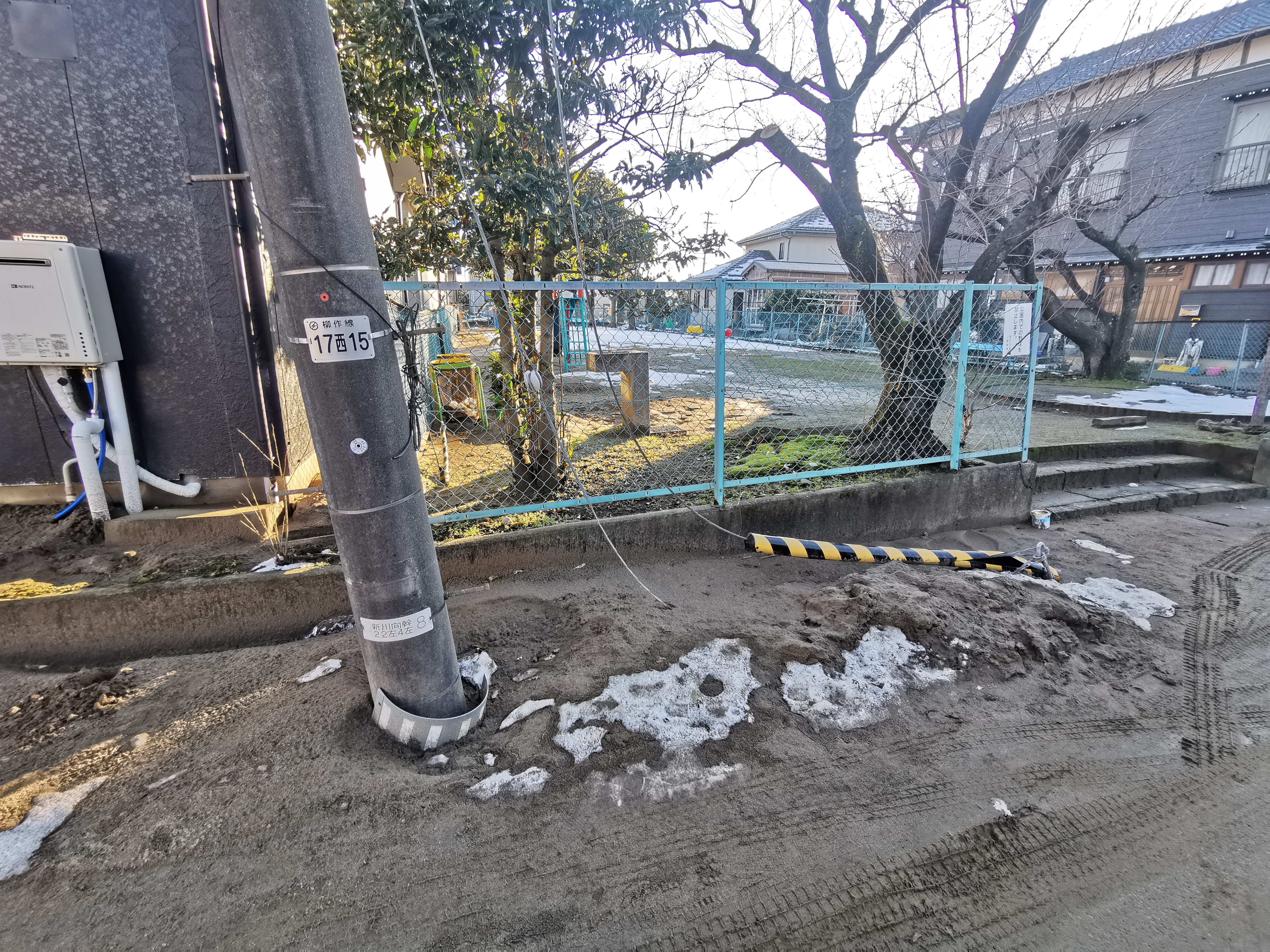
液状化現象で沈降した電柱

北陸電力管内では、最大約4万戸で停電が発生し、新潟県内では約1,500戸の停電が発生した。北陸電力は1月31日、早期復旧が困難な一部地域の約2,500戸を除いておおむね停電は復旧したと発表した。3月15日には設備の復旧が完了し、被災地の全ての地域で通電が可能な状態となったことを北陸電力は発表した。ただし、輪島市の330戸前後、珠洲市の70戸前後、能登町宇出津山分と同町当目の合計10戸前後、七尾市中島町河内と同市中島町別所の合計10個未満の全て合わせて420戸前後では、屋内の配線に不具合が発生しており、そのまま通電すると漏電が発生する危険性があることから、外部の設備が復旧してもすっぐに実際の通電は再開せずに、契約者と連絡を取り個別に訪問して妥当な安全対策を行ってから実際に住戸への送電を再開することが発表されている。
石川県の七尾大田火力発電所では稼働中の1号機・2号機が停止、新潟県の糸魚川火力発電所でも地震から約6時間後に運転を停止したほか、富山県の富山新港火力発電所では1号機・2号機で出力の低下が発生した。水力発電所では新潟県妙高市にある東北電力の関川発電所が停止した。太陽光発電所では七尾市と能登町にある3か所の発電所で被害が判明しており、経済産業省が感電を防ぐために壊れた太陽光パネルに近づかないよう注意を呼び掛けた。風力発電所では地震が発生した際に稼働していた石川県内の73基（全てが能登地方にあった）全てが地震に伴う安全装置の作動や停電により停止し、志賀町や珠洲市ではブレードが破損したり地上に落下したりするなど、過去の地震ではほとんど見られなかった被害も確認された。2月中に再開できたのは9基のみで、過半数で3月10日時点でも発電を再開できる見込みが立っていない。七尾市には基礎部分で地割れが発生した風車もあった。
北陸電力、北陸電力送配電、東北電力、東北電力ネットワーク、東京電力エナジーパートナー、東京電力パワーグリッドは、災害救助法の適用された市町村並びにそれに隣接する市町村に対し、特例処置として電気料金の支払期限を延長することなどを認めるよう経済産業省に申請し、1月5日に認可された。
北陸電力が2024年4月30日に発表した2024年3月期連結決算によると、本地震による設備被害を約610億円と算出し、修繕費として451億円の特別損失を計上したとしている。
一方で、停電した地域では電気自動車が活用される事例もあり、テスラはこの地震を受けて1月3日から9日まで、同社が新潟県・富山県・石川県・福井県に設置している電気スタンド（急速充電器）を同社の自動車に対し無料で開放した。eモビリティパワーも石川県内の12か所で急速充電器を無料で開放したほか、日産自動車と三菱自動車工業もそれぞれの拠点で急速充電器を無料で利用できるようにしている。また、停電中に使用できる蓄電池として電気自動車やプラグインハイブリッドカーを自治体の要請を受けて貸与したメーカーも相次いだ。

##### 原子力発電所
地震を受けて16時19分には志賀原子力発電所に関する原子力規制委員会・内閣府事故合同警戒本部が、16時26分には同所に関する原子力規制委員会・内閣府事故合同現地警戒本部が設置された。16時52分には万が一の場合の住民防護に備え関係自治体に連絡体制の確立が要請された。17時19分には国際原子力機関 (IAEA) に対し第1報の通報が行われ、高度被ばく医療支援センター及び指定連絡機関との連絡も取られた。18時30分までには両本部の要員11人のうち6人の参集が完了した。これらの対応は、原子力発電所の立地する自治体で震度6弱以上を観測し「警戒事態」と判断されたことに伴い設置されたものであったが、本震の際は設置からおよそ5時間半で廃止された。石川県は国からの指示がなかったためなどとして、原子力発電所から半径5 km圏内に住む高齢者や妊婦に対する避難準備を自治体に本来求めるべきであったにもかかわらず求めなかった。
震央から約70 kmの位置にあり、地下2階で震度5強、最大加速度399.3 Galの揺れを観測した石川県の志賀原子力発電所では、運転停止中の1号機・2号機で変圧器内の絶縁油の漏洩や、使用済み燃料貯蔵プール水の飛散が確認されたが、いずれも安全上問題となる被害や外部への影響はないとしている。また消火設備が動作したものの、火災の発生は確認されていない。また、敷地内の状況を改めて確認したところ、1号機の海側に設置している高さおよそ4メートルの防潮壁が、数センチ傾いているのが発見された。周辺の空間放射線量を測定するモニタリングポストが、15カ所で測定不可能な状態になった。このうち氷見市にあるモニタリングポストでは可搬型の測定器を用いて復旧したが、交通網の寸断もあり他のモニタリングポストでは測定が難しい状況となった。ただし、稼働していたモニタリングポストの数値に異常は確認されなかった。これらの他に、地震直後には核燃料プールを冷却・浄化するためのポンプが一時的に停止し、30分後に復旧した他、配管からは純水が漏洩している。1号機の変圧器に関しては2月に仮復旧したが、送電線は1系統2回線を使用できない状態が原発が地震後初めて報道陣に公開された3月7日現在でも続いている。志賀原発は今回の地震をきっかけにして得られた情報も基にして敷地内の断層が地震を起こす可能性があるかどうか検討するため、再稼働がさらに数年遅れる見込みとなった。新潟県刈羽村の柏崎刈羽原子力発電所、福井県敦賀市の敦賀原子力発電所、同県美浜町の美浜原子力発電所、同県おおい町の大飯原子力発電所、同県高浜町の高浜原子力発電所、敦賀市のもんじゅ・ふげんなど他の原子力発電所に異常は確認されなかった。一方で、柏崎刈羽原発ではこの地震を根拠に運転差し止めを求める訴訟の根拠に非常時の避難の困難さが追加されるなど、影響が出ている。
また、原子力発電所が事故を起こした際に気圧を調整することで放射性物質から人を防護する施設が石川県内には20か所あったが、そのうち14か所がこの地震で被害を受け、放射線からの防護が難しくなった施設が6か所、避難者を全く受け入れることができなくなった施設が志賀町に2か所あった上、避難に使用される11通りの経路のうち7通りが寸断され通行不可能な状態になった。これを受けて、自然災害と原子力発電所の事故が同時に発生する複合災害の際の対応について検討すべきとの意見も出ているが、原子力規制委員会はそのような検討は行っていない。
2月に中日新聞を含む20社の合同で行われたアンケートでは、今後の原子力発電所に関する政策として「すぐにでも全国的に廃炉とすべきだ」または「積極的に廃炉とし、脱原発を急ぐべきだ」と答えた回答者の割合が前年より8.4ポイント増えて合計44.1 %となった他、「運転延長は控え、基数を減らしながら活用を」「運転延長を含め、原子力規制委員会の審査を通過した既存の原発は維持」「増設や建て替えなど積極的に原発を推進」と答えた回答者の割合が前年より8.6ポイント減って合計48.0 %となっており、この地震による影響が及んでいると分析された。
一方で、この地震で大きな被害を受けた珠洲市にはかつて珠洲原子力発電所を建設する計画があったが、2003年に計画は凍結された。同市高屋の原発が設置される予定であった場所の付近ではこの地震に伴い地盤が2 m前後隆起しており、仮に原発が設置されていた場合この地震により重大事故を起こし、避難もままならない状態になった可能性があったと珠洲原発の設置経緯を熟知している地元住民は語っている。元福井地方裁判所裁判長で2014年に大飯原発の運転を認めない判決を下した樋口英明は1月13日に茨城県つくば市で講演し、珠洲原発への反対運動に関係した住民に感謝の気持ちを示した。当時反対運動の中心に立っていた塚本真如も東京新聞の取材に対し「本当に珠洲原発を止めて良かった」と語った。

#### 水道
地震当初に断水が発生したのは10万戸弱であり、人口が少なかったため東日本大震災や熊本地震の際と比べると3分の1から4分の1の数であった。石川県内では1月7日時点で14の市と町のあわせて66,000戸余りで断水が続いていた。特に輪島市・珠洲市・七尾市・穴水町・能登町・志賀町・中能登町では、ほぼ全域で断水している。石川県では、珠洲市の宝立浄水場や輪島市の2か所の浄水場が水を入れる場所などに被害を受け使用できなくなったことや、配水管が広範囲で損傷したことにより断水が長引いており、2月2日時点で約40,070戸で断水が続いている。浄水場の構造物の激しい損傷による浄水機能の停止は阪神・淡路大震災でも見られなかった非常に珍しい出来事であった。また、奥能登では網の目のように水道管が張り巡らされている都市部とは異なり太い水道管から細い水道管が次々に枝分かれしているために太い水道管を修繕しないと細い水道管の漏水を検査することができず、尺取虫のように作業を進めざるを得ないことも復旧が遅れる原因として指摘されている。さらに、漏水を検査するにしても被災者への応急的な給水を優先しなければならないため使用できる水の量も限られており、復旧作業が迅速に行えなかった。被害を受けた水道管の多くは継ぎ目に水の漏洩を防止する機能がない非耐震型のものか、周囲の地盤の状況から耐震設備が不要と判断された耐震適合型に分類され、最新式の耐震型水道管には被害が出なかった。水道管に占める耐震型または耐震適合型の割合は石川県では36.8 %と全国平均の41.2 %より低かった。1 km当たりの水道管の損傷の個数の平均で見ても、能登町で2.66か所、輪島市で2.63か所と、東日本大震災の際に最も高かった宮城県涌谷町の0.36か所と比べると7倍以上になった他、阪神・淡路大震災の際に最も高かった兵庫県芦屋市の1.61か所、熊本地震の際に最も高かった熊本県西原村の0.43か所も大きく上回った。地震の発生から1週間程度は断水戸数が急速に減少していたものの、地震から15日が経過してもピーク時の断水戸数と比較して48.3 %の戸数で断水が続いており、これも他の地震（東日本大震災で19.2 %、熊本地震で2.9 %）の際より高かった。
断水を背景に、被災地にある被害を免れた銭湯の一部では無料で営業する動きも出ている。
富山県氷見市でも1月7日時点で5,100戸が断水していたが、1月21日までに完全復旧した。新潟市内でも断水の被害があった。
これ以外にも、地震により配水管など水道設備の被害を受けた住戸は石川県・新潟県・富山県・新潟県・長野県・岐阜県・福井県で13万5640戸に達した。2月14日時点でも輪島市と珠洲市のほぼ全域を含む石川県内の約30,620戸が断水していた。一方で、穴水町では町外からも支援を得たため予定より1か月近く早く3月1日に、奥能登地域の自治体として初めて上水道・下水道ともに完全に復旧した。珠洲市では3月10日に珠洲市役所や珠洲市総合病院を含む中心部の約110戸で上水道・下水道とともに復旧した。各自治体の中心部で都市部のように網の目状のネットワークを構築することができたことにより復旧の速度が速まったとされている。一方で、通水が可能になった住宅でも地震の影響でパイプに亀裂が入るなどして水漏れが発生したために蛇口から水が出にくい状態が続いた事例もあり、水道業者が修理に当たった。
珠洲市では3月初めの段階で断水に伴い市内にある消火栓608か所のうち北部の一部を除く570か所、率にしておよそ93 %が使用できない状態になっており、火災予防運動を積極的に実施していた。他にも3月6日時点で輪島市で8割以上、能登町で5割前後、七尾市で2割前後の消火栓が使用できなくなっており、断水から復旧しても建物の倒壊により塞がれているため使用できない消火栓もある。断水が長期化したことから、珠洲市には自宅にある井戸を使って生活用水を確保した者もいた他、大阪府の地質調査業者であるメーサイが行ったように輪島市や穴水町などでは生活用水のために新しく井戸を掘削した事例もあった。被災地にある8つの自治体では金沢市を含め全国の約4分の1の自治体が定めているような災害時の井戸の利用に関する計画は定めておらず、災害時に利用可能な井戸は事前には行政に把握されていなかったが、羽咋市では地震後になって使用可能な井戸を募りホームページで公表した他、自主的に井戸を開放した事例もあった。
下水道に関しては、石川県輪島市など6市町の下水管延長計685 kmのうち、52%にあたる359 kmが被災した。特に珠洲市では94％が機能喪失に至る甚大な被害を受けた。いずれも東日本大震災の1%、阪神・淡路大震災の2%（兵庫県内）、2016年熊本地震の13％（上益城郡益城町）、新潟県中越地震の22%（北魚沼郡川口町〔現在の長岡市〕）と比べても突出している。一方で、下水処理場やポンプ場は耐震設計が行われていたことから大きな被害は確認できず、機能の復旧を短期間で終えることができた。また、被災地では多くの住宅で下水道ではなく浄化槽が使われており、この地震では浄化槽も地面に浮き上がったり配管が壊れたりし、断水から復旧しても水を使うことができない事例が確認されている。このため、被災者の自己負担なしで浄化槽を修理する方針が決定している他、環境省は2月16日から浄化槽に関する相談を受け付けるフリーダイヤルを設置した。

#### ガス
都市ガスでは金沢市内の金沢エナジーにより供給されている地域で供給支障が121件、富山県内の日本海ガスにより供給されている地域で供給支障が27件とガス漏れが131件、北陸ガスにより供給されている地域でガス漏れが297件確認されたが、いずれも1月5日までに復旧している。北陸ガスは災害救助法が適用された自治体において2023年12月検針分のうち支払期限が2024年1月1日以降であった分・2024年1月と2月の検針分全ての支払期限を1か月延長し、2024年3月31日までの間被災によりガスを使用できなくなった使用者の応急復旧処置にかかる費用を全て北陸ガスが負担すること、被災から6か月間に関してはガスを全く使用しなかった月に関して料金を免除することを盛り込んだ特別処置の申請を経済産業省の関東経済産業局に対して行い、同局は1月5日にこれを認可した。また、日本海ガスと高岡ガスもこれと同様（ただし応急復旧処置にかかる費用を事業者が全額負担する起源は2024年2月29日）の処置を経済産業省中部経済産業局電力・ガス事業北陸支局に申請し、1月11日に認可された。
ガソリンスタンドも大きな被害を受けており、1月3日15時時点で新潟県・富山県・石川県・福井県で合わせて68か所がガソリンを輸送したり、給油したりすることが不可能になったために休業を余儀なくされていた。営業していたガソリンスタンドでも、ガソリンが不足しており物資を輸送するトラックなどへの給油を優先したため、一般の車両への給油は制限される店舗もあったほか、レギュラーガソリンの給油はできず、ハイオクガソリンや軽油のみ給油できたり、「1台2000円まで」などと給油できる量の制限を設けたりする店舗もあった。給油できないために車中泊を行っていた者の中にはガス欠で自宅に帰れなくなった者もいた。一部の店舗では自動車の行列もできたが、経済産業大臣の齋藤健は1月5日の記者会見で、数日内に行列が解消されるとの見通しを示した。幹線道路の応急的な復旧が完了したことにより同日からガソリンなどを運ぶ大型のタンクローリーが奥能登地域に迎えるようになったため、営業を再開した店舗が増え、同日朝の段階では能登半島北部にあるガソリンスタンドの4割前後が再開していたものの、従業員が避難していることに加え停電が続いていること、ガソリンスタンド自体の設備にも破損が見られたことなどによりこの段階でも営業を再開できなかった店舗も多々見受けられた。1月10日になると能登半島北部のガソリンスタンドの7割は再開し、自動車の行列や給油制限もほぼ解消した。一方、通常通りの営業を再開したガソリンスタンドでも従業員が金沢市などに流出する可能性があったり、店長が店舗に泊まり込まざるを得ず十分な休息を取れていないなど、先行きを見通せない状態にある店舗もある。

#### 通信サービス
1月3日までに携帯電話の基地局はNTTドコモ・KDDI・ソフトバンク・Y!モバイルを合わせて839局が電波を送信できない状態になった。固定通信サービスでは、1月6日時点でNTT西日本とソフトバンクにおいて設備故障などの影響で石川県内の一部で障害が発生していた。このほかNTT西日本では3日頃から、通信設備において商用電源の未復旧と非常用電源の枯渇により、能登地方の一部で回線の利用ができなくなる地域が発生している。また非常用電源によるサービス提供を行っているエリアについて、枯渇による影響範囲が拡大する可能性があるとしている。携帯電話通信サービスでは、NTTドコモ、KDDI、ソフトバンク、楽天モバイルの通信大手4社で、停電などの影響により能登地方を中心として石川県や新潟県での障害が発生していると発表した。3日時点においても、能登地方や新潟県の一部で障害が継続した。通常の通話の通じやすさに関しては通信事業者間で差があったが、LINEに関してはどの通信事業者に関しても比較的安定して通信を行うことができたという被災者の証言もある。2月21日時点でも輪島市の一部で固定電話370回線などが引き続き利用不可能な状態となっている。2月27日には、大手4社で初めてソフトバンクが、使用できない基地局が残っているものの初めて被災地全域での衛星通信などを利用した応急的な復旧を完了した。
通信各社は被災地の住民の通信料金に対し、支払期限の延長や減免、使用限度量の増量などの応急処置を講じた。

#### 公共放送・防災無線
石川県の一部で中継局への燃料供給が途絶え、かつ非常用バッテリーが枯渇したために地上波テレビ、ラジオが放送停止した。それに伴い、NHKは9日18時より、BS衛星放送の空きチャンネル（BS103）を使用して地上波のニュース番組や地震関連情報の放送を開始した。なお、NHKにおいては被災地周辺で稼働できるヘリがなく、かつ東京拠点のヘリはエンジントラブルで現地で空撮ができず、視聴者の投稿映像頼みとなっていた。多くの放送局は石川県では金沢市にしか本拠地がなく被災地に向かうことが難しかった上、能登半島に本拠地を置いていた地元の放送局も施設自体が被災したことから、報道は難しい状況となった。
一方、珠洲市では津波によって防災行政無線のスピーカー2か所が被害を受けて使えなくなった他、スピーカー自体に被害がなかった場合でも3か所中自家発電機を備えた施設を除いた2か所の無線中継局が停電により機能を停止し、非常用電源も電池切れとなったためにスピーカーが情報を受信できなくなった。このため、1月3日以降ほとんどのスピーカーが防災行政無線を伝えることができなくなった。避難や支援に関する情報を伝えることができなくなるなどの影響が出た。珠洲市以外にも大きな被害を受けた4つの自治体で大半のスピーカーが使えなくなり、防災行政無線が機能しなくなった。

#### 消防
奥能登広域圏事務組合の消防本部に設置された指令センターはこの地震で大きな被害を受けた輪島市・珠洲市・能登町・穴水町を管轄しており、地震直後から119番通報が鳴りやまない事態となったが、地震の揺れに伴い消防署との間を結ぶ回線に異常が生じたことから消防署・分署にパソコンを使った出動指令を出すことができなくなった。このため、都度の架電により指令を出さざるを得なくなり、1月1日中の400件以上の119番通報（平時の約20倍）の約半数に応じることができなかった。場合によってはA5判用紙に通報内容を手書きすることもあった。一方で、津波からの避難誘導、道路の復旧、防犯パトロール、住宅からの被災者の救助などに輪島市と珠洲市を合わせて600人程度の消防団員が活躍したため、消防団の重要性を再認識した政府は全国の自治体に対し消防団員の確保を求めた。

### 交通

#### 鉄道

##### 新幹線

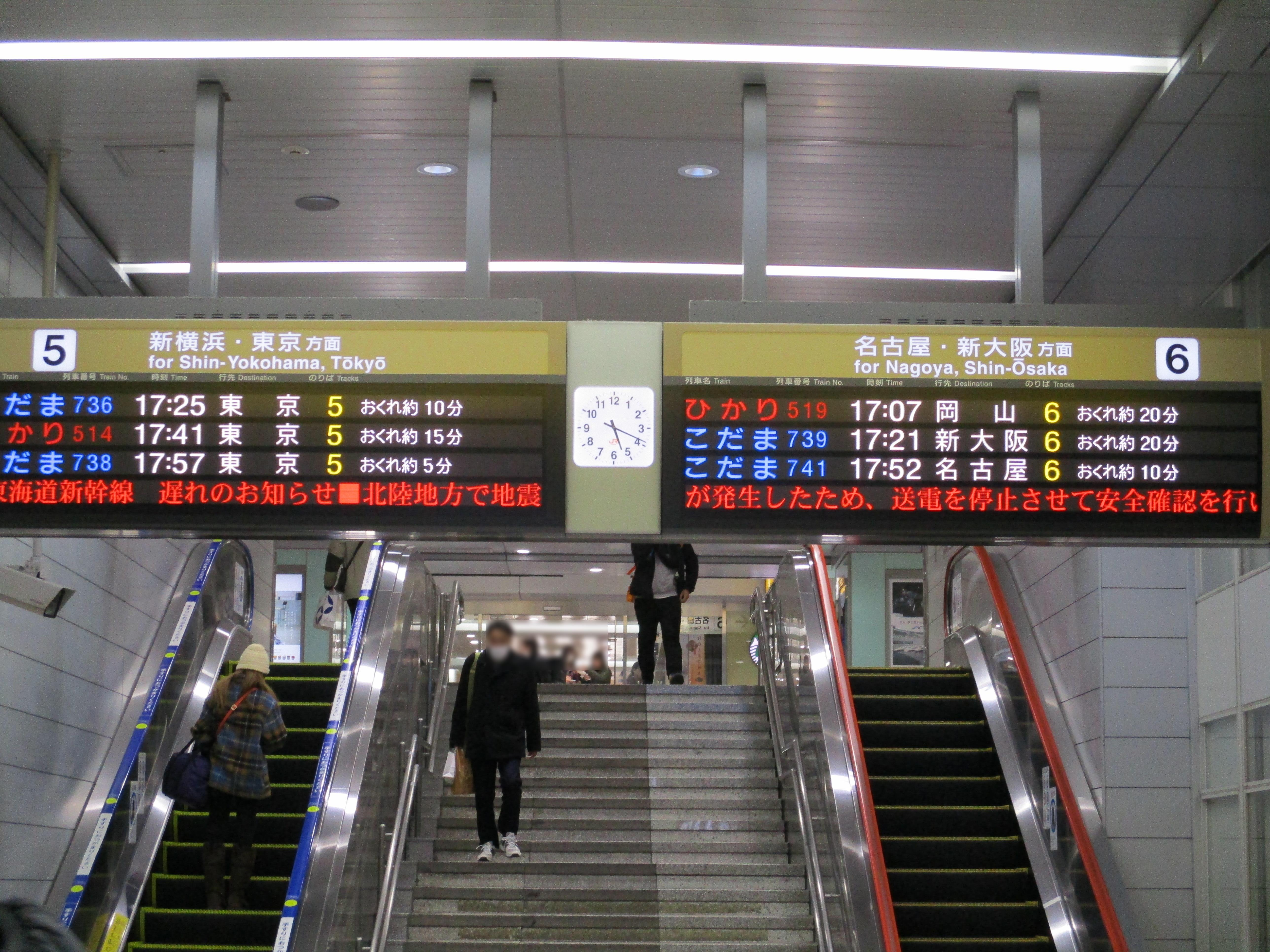
地震により運転見合わせと遅れが生じた東海道新幹線（静岡駅）

東北・北海道・山形・秋田・北陸・上越の各新幹線全区間と、東海道新幹線の東京駅 - 小田原駅間と豊橋駅 - 新大阪駅間、山陽新幹線の新大阪駅 - 新神戸駅間で一時運転を見合わせた。このうち北陸新幹線の長野駅 - 金沢駅間、上越新幹線の越後湯沢駅 - 新潟駅間は終日運転を見合わせ、それ以外の区間は同日中に運転を再開した。北陸新幹線では富山駅 - 金沢駅間で4本の列車が立ち往生し、翌日未明になって動き出した後、列車ホテルとして開放された。地震発生翌日の1月2日、上越新幹線の越後湯沢駅 - 新潟駅間の下り線が13時47分頃に、同区間の上り線は14時38分頃に、北陸新幹線の富山駅 - 長野駅間は上下線共に15時20分頃に、それぞれ運転を再開した。
一方で、2024年春のダイヤ改正時に延伸開業を控え2023年11月から完了検査が進められていた北陸新幹線の金沢駅 - 敦賀駅間の施設に被害はなく、1月26日に完了検査への合格が認定されたため予定通りに開業することが決まり、3月16日に開業した。延伸された北陸新幹線には、この地震からの復興を後押しする役割が期待された。金沢発敦賀行きの一番列車であるつるぎ1号の開業初日の乗務員として、運転士には金沢新幹線列車区から珠洲市出身の人物、車掌には同じく金沢新幹線列車区から中能登町出身の人物といずれも被災地にゆかりのある人物が選ばれ、取材に対し「新幹線を通じて能登半島の被災者を励ましたい」と語った。

##### JR在来線

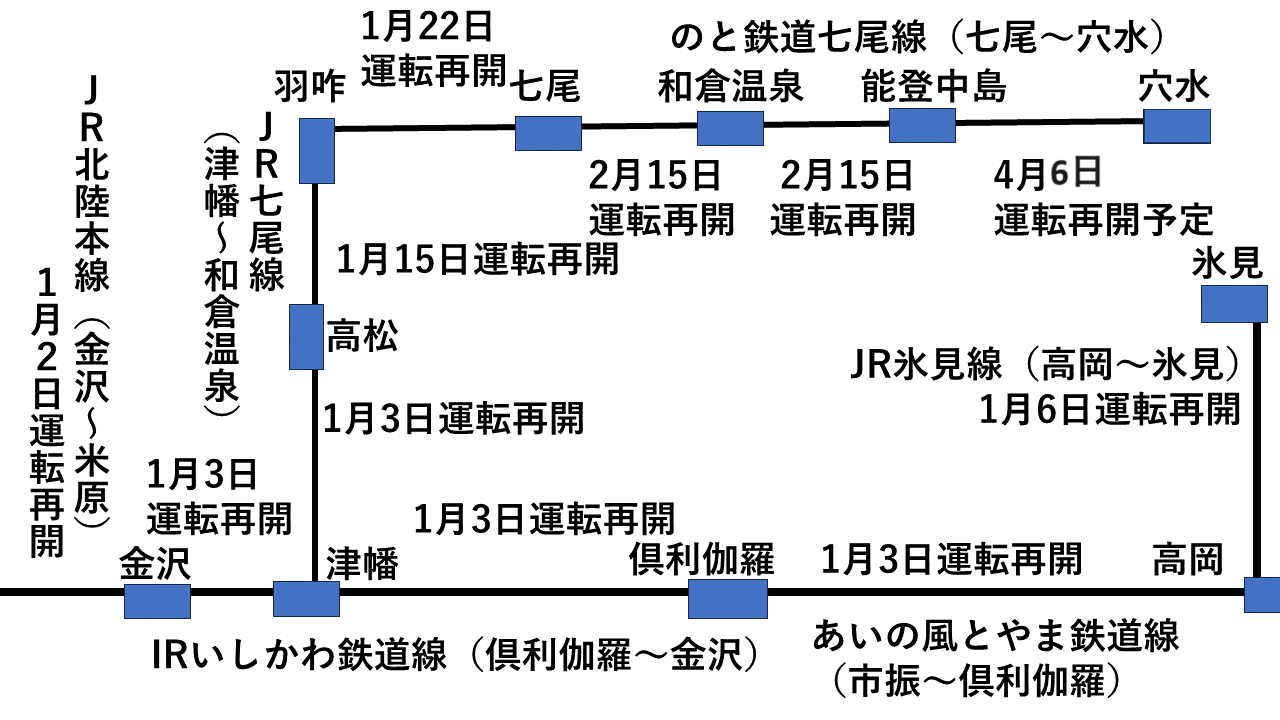
能登半島近辺の主な在来線の復旧状況を示した地図。

JR東日本の在来線では、大糸線（松本駅 - 南小谷駅間）、羽越本線、信越本線（篠ノ井駅 - 長野駅間、直江津駅 - 新潟駅間)、上越線、篠ノ井線、中央東線、白新線、磐越西線、飯山線、越後線、小海線、只見線、弥彦線、米坂線が、JR西日本の在来線では、城端線、北陸本線、高山本線（猪谷駅 - 富山駅間）、七尾線、小浜線、越美北線（九頭竜線）、大糸線（南小谷駅 - 糸魚川駅間）、氷見線などにれぞれ運転見合わせや遅れなどの影響が出た。弥彦線の弥彦駅では弥彦神社へ列車で初詣に訪れていた者など合わせて60人程度が駅構内または列車内で地震により帰宅困難者となったため、弥彦村ではバスを手配して帰宅困難者を避難所に移動させて宿泊場所を確保し、翌朝に燕三条駅、内野駅、新潟駅のいずれかまで移動させた。JR東海も高山線の杉原駅 - 猪谷駅間で一時運転を見合わせた。
JR西日本の特急サンダーバード、しらさぎ、ダイナスターは2日午前中まで運休した。JR東海の特急ひだも一部列車が高山駅 - 富山駅間で運転を中止した。
このうち、JR東日本管内では越後線の内野駅 - 新潟大学前駅間で線路の道床が陥没し、同年1月5日まで関屋駅 - 越後赤塚駅間で運転を見合わせた。なお、代行輸送は行わないと発表された。その他の区間は1月3日に運転を再開する予定とされた。
JR西日本の七尾線では、回送列車のパンタグラフと架線が揺れにより破損したため復旧の見通しが立たなくなった。この列車は特急「能登かがり火」5号として終点の和倉温泉駅に到着した後、七尾駅構内の車両基地に回送される途中であった。

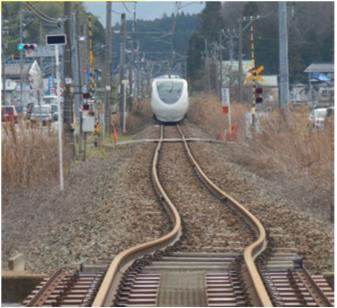
JR七尾線の橋梁損傷と取り残された回送列車（七尾駅 - 和倉温泉駅間）
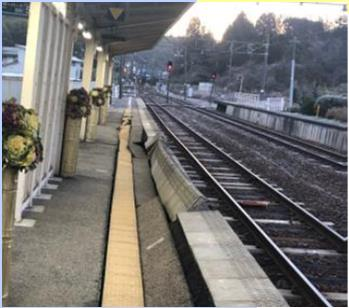
和倉温泉駅構内のホーム損傷

##### 私鉄・第三セクター
北陸鉄道は1日夜以降、鉄道線（石川線、浅野川線）、路線バス、高速バスの運行を取りやめ、翌2日は全便運休となった。富山地方鉄道は鉄道線（本線、立山線、不二越・上滝線）を2日まで全線終日運休、富山港線及び環状線を含む市内電車については点検が完了する2日10時まで運休とした。
第三セクター鉄道ではのと鉄道の七尾線、IRいしかわ鉄道線、あいの風とやま鉄道線、万葉線、えちごトキめき鉄道の日本海ひすいラインと妙高はねうまライン、北越急行のほくほく線、しなの鉄道の北しなの線としなの鉄道線で、それぞれ運転見合わせや大幅な遅れなどの影響が発生した。
黒部峡谷鉄道の本線では、猫又駅 -
鐘釣駅間の鐘釣橋で落石により枕木の一部落下や橋桁の鉄骨のゆがみ等の被害が発生した。3月7日、富山県は融雪後の4月末から復旧工事を開始するため、同線の復旧は10月初旬になることを発表した。当初は4月25日 - 9月30日の期間中に宇奈月駅 - 猫又駅での折り返し運転が行われる予定であったが、鐘釣橋と周辺の斜面の工事に時間がかかることに加えて、欅平駅の周辺でも被害が確認されており、周辺の災害対策などによる工期の延長が見込まれることから、同年5月27日に本年の全線開通は行わない事が発表された。これにより、本路線を含み同年6月30日に運用を開始する予定であった『黒部宇奈月キャニオンルート』も、本年度の開放は行われないことになった。その後、追加の修復工事が必要になった事などから、全線が復旧するのは早くても2026年9月 - 10月頃になる見通しである。

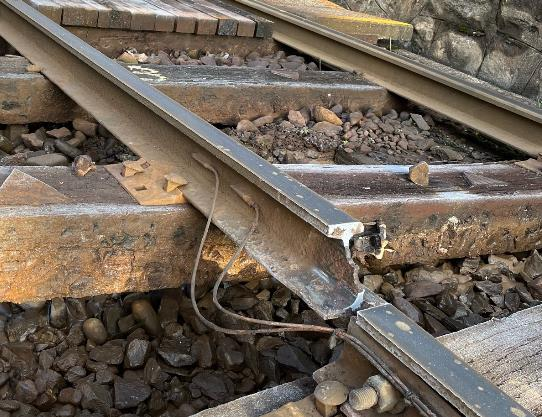
のと鉄道 穴水駅構内のレール損傷
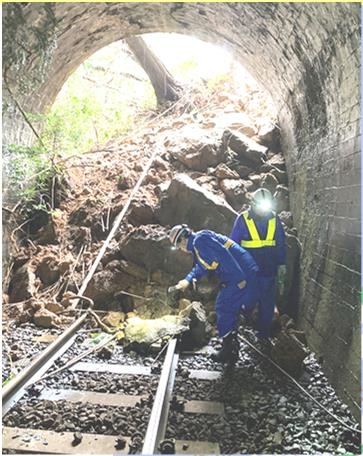
のと鉄道 能登鹿島駅・穴水駅間におけるトンネルへの土砂流入

##### 長期不通と代行輸送
1月6日始発の時点では、のと鉄道七尾線の全線、JR七尾線の高松駅 - 和倉温泉駅間で運休が続いていた。JR七尾線の高松駅 - 羽咋駅間は1月15日に本数を減らして運転を再開し、羽咋駅 - 七尾駅間は1月22日に運転を再開した。この段階で普通列車は通常通りの本数であったが、一部の特急は運休した他、地震の影響が大きかった敷浪駅 - 羽咋駅間は速度を落としての運転となった。一方、のと鉄道区間に関しては被害が大きく、1月9日から10日にかけて鉄道建設・運輸施設整備支援機構の鉄道災害調査隊が被害の状況を調査した。
2月15日、JR七尾線の七尾駅 - 和倉温泉駅間、のと鉄道七尾線の七尾駅 - 能登中島駅が運転を再開し、七尾線は全線が復旧した。のと鉄道七尾線では1月29日から全線でバスによる代行輸送を実施していたが、一部区間の復旧に伴い、2月15日以降は区間を能登中島駅 - 穴水駅間に短縮した。特急列車もこの段階で和倉温泉駅までの運行が再開されたが、この時点では七尾駅 - 和倉温泉駅間の普通列車の本数が少なかったため、この区間内での相互利用に限り定期券を含む乗車券のみで特急列車の普通車自由席を利用できる特例が導入された。ただし、この区間からはみ出す場合は全区間の特急券を購入する必要があると定められた。
4月6日、最後まで運休が続いていたのと鉄道七尾線の能登中島駅 - 穴水駅間が本数を減らして運転を再開し、同時に代行バスの運行も終了した。これと同時に、七尾駅 - 和倉温泉駅間で導入されていた特例も終了された。これに先立ち、穴水駅の窓口は3月25日より営業を再開している。なお、のと鉄道で3月16日に実施されたダイヤ改正は、当時運転を再開していた七尾駅 - 能登中島駅間が対象とされたが、これにあわせて代行バスの時刻変更も行われた。
鉄道ジャーナリストの小林拓矢は、過去に自然災害で鉄道が被害を受けた際に比べて復旧工事が速く進んだのは鉄道災害調査隊が被災後の早い時期に調査を行ったこと、JR西日本とのと鉄道の連携が取れていたこと、被災した区間が比較的短かったことが原因であると指摘している。

##### 貨物鉄道
JR貨物では新湊線が1月5日まで運休した。日本海縦貫線（北陸本線、IRいしかわ鉄道線、あいの風とやま鉄道線、えちごトキめき鉄道日本海ひすいライン、信越本線、羽越本線、奥羽本線）の貨物列車は地震時は年末年始のため運休中であり、1月4日から予定通り2024年の運行を開始した。

#### 道路

##### 高速道路
高速道路は、最大で日本海東北道の新潟中央JCT - 荒川胎内IC間の上下線およびあつみ温泉IC - 鶴岡西ICの上り線、北陸道の丸岡IC - 新潟中央JCT間、関越道の小出IC（現・魚沼IC） - 長岡JCT間、上信越道の信濃町IC - 上越JCT間、東海北陸道の小矢部砺波JCT - 白川郷IC間、能越道の開通済み区間全線、のと里山海道全線、磐越道の津川IC - 新潟中央IC間の8路線で通行止めとなった。
- のと里山海道では、複数の箇所で道路の陥没や土砂崩れなどが発生した[619]。2007年の能登半島地震後に排水対策などを行った上で復旧した箇所は被害が少なかったのに対し、2007年の地震で被災しなかった箇所が今回の地震で大きな被害を受ける傾向も見られた[620]。3月15日には越の原IC - 穴水IC間の輪島方面のみが40 km/hの速度規制付きで復旧し、能越自動車道、のと里山海道を通って輪島方面に向かうルートが全て通行できるようになった[621]。7月17日には対面交互通行の能登大橋付近を除いて全線で対面通行が可能となり、残る能登大橋も9月10日から対面通行が可能となった[622]。
- 能越道でも穴水IC - のと三井IC間での道路崩壊等をはじめ多数の被害が生じた[616]。穴水IC - のと三井IC間以外の区間は1月10日10時までに通行止めが解除された[616]。7月17日に全線で対面通行可能となった[623]。
- 残り6路線では北陸道と磐越道で複数箇所に段差、クラック、陥没などの被害が生じた[616][624]が、1月2日21時までに点検や補修を終えて通行止めが解除された[616]。この時点で被災地の全ての市役所・町役場へのアクセスが確保された[625]。

##### 一般道路
一般国道のうち直轄国道では、国道8号が新潟県上越市茶屋ケ原での土砂崩れに伴い1月27日10時まで通行止めとなったほか、路面の段差により国道8号柏崎市内、国道116号新潟西バイパスにおいて新潟市西区の新通IC - 亀貝IC間で、国道160号において石川県東浜で一時通行止めが発生した。上越市茶屋ヶ原での国道8号通行止め期間中は、当該区間と並行する北陸道および上信越道の一部区間を代替路として通行無料とする措置が取られた。
補助国道では、国道249号が石川県内の多くの区間において通行止めとなり、国道359号の富山県小矢部市から石川県金沢市へ向かう区間で地震による道路の崩落が発生し、同区間が通行止めとなった（同年6月11日に通行止めを解除）。このほか、国道415号が羽咋市で、国道471号が富山県小矢部市および富山市八尾町栃折で通行止めが発生した。
都道府県道は、新潟県・富山県・石川県・長野県の4県で一部路線が通行止めとなった。
能登島へつながる能登島大橋と中能登農道橋（ツインブリッジのと）が通行止めとなった影響で、2日午前に能登島大橋の通行規制が解除されるまで同島内で約800人が孤立状態となった。橋梁では、兵庫県南部地震以降に建造された施設には大きな被害がない場合が多かった一方、古い施設では耐震補強が十分に行われておらず大きな被害が出る傾向にあった。この他、橋が液状化により沈下した事例もあった。能登空港では、周辺の道路が寸断されたことから2日午後まで約500人が孤立した。
このように道路事情が極めて厳しくなったため、1月3日から4日にかけて珠洲市から穴水町へ移動した北國新聞の記者は移動に10時間かかったと述べている。マンホールが道路から浮き上がる被害も確認されており、車が乗り上げるのを防止するために蛍光色のスプレーで着色するなどの工夫も行われた。被災地におけるインフラストラクチャーの寸断のため、支援活動に向かう場合は現地で宿泊するのが難しく金沢市などに宿泊し毎日自動車で能登半島まで往復せざるを得なかったこともこの状況に拍車をかけた。輪島市上河内地区のように、2023年12月の大雪で孤立してから1か月も経たないうちに地震によって再び孤立した地域もあった。能登半島の山がちな地形だけではなく、能登半島の自治体では災害時の道路啓開計画が定められていなかったことが道路の復旧の遅れに繋がったという指摘もある。

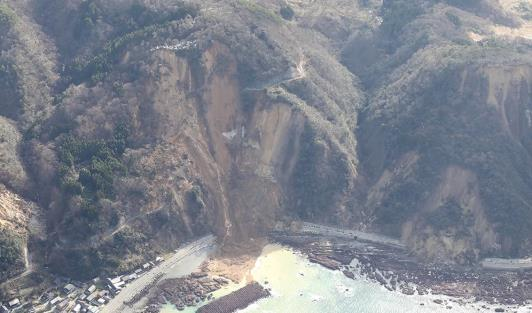
国道249号で発生した法面崩壊（珠洲市）
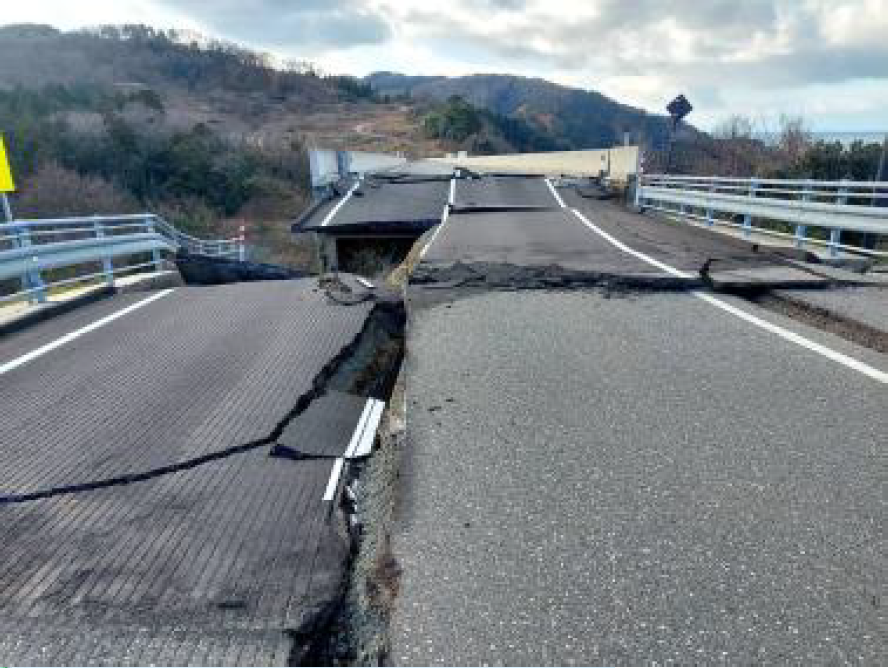
国道249号 大谷ループ橋の損傷状況
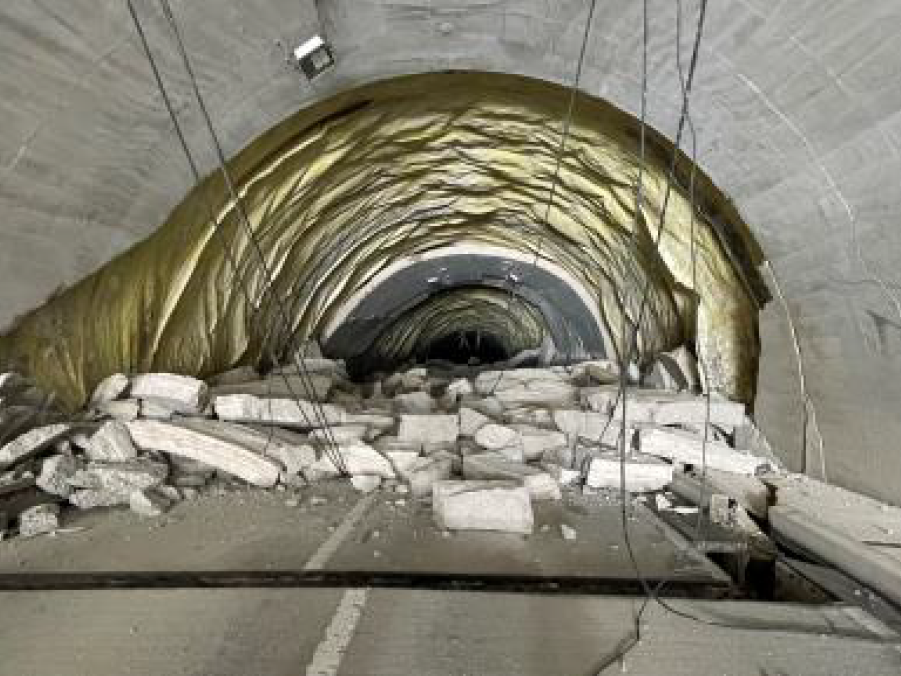
国道249号 大谷トンネルの損傷状況。約100 mにわたり覆工コンクリートが崩壊した[640]。
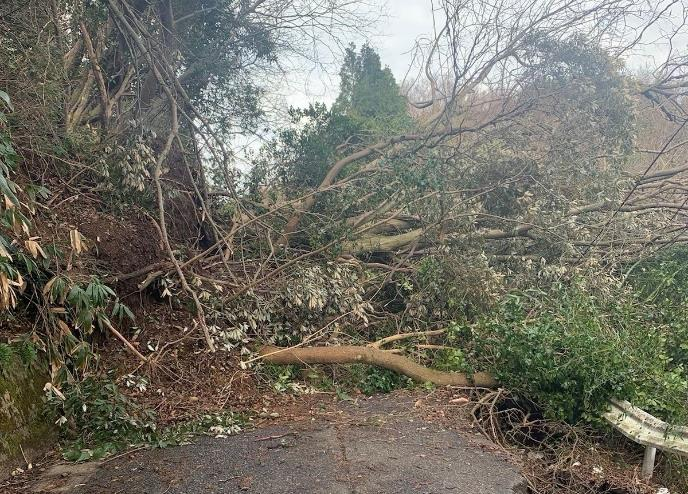
石川県道266号の土砂崩れ
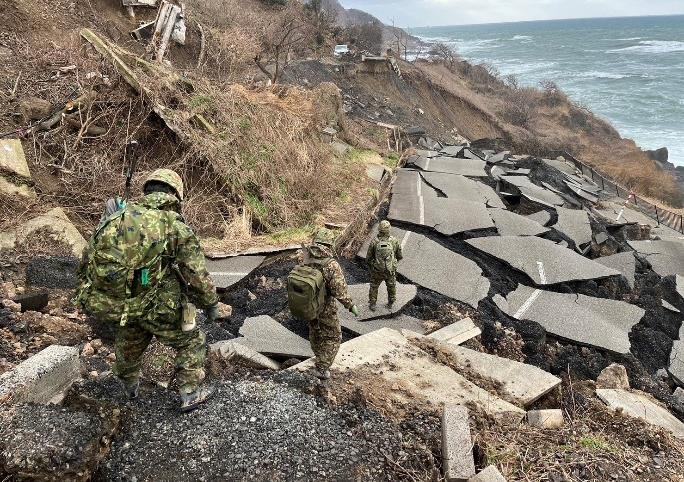
崩壊した道路と被害状況を確認する自衛隊員

以上のように多くの道路が通行できなくなったことから、トヨタ自動車は、地震発生の当日から公式ホームページ上の「通れた道マップ」上で、T-Connect（旧・G-BOOK）システムを搭載した同社の自動車や道路交通情報通信システム (VICS)などから得られた最新の交通情報を参照して通行可能な道路の表示を開始した。開設後はアクセスが集中し、繋がりにくい状態になる可能性があったため、必要としない者のアクセスは控えるよう呼びかけられた。
道の駅では、七尾市にある能登食祭市場が液状化などによる被害を受けて休業を余儀なくされた。この他、氷見市の道の駅なども被害を受けた一方、被災地にある道の駅の一部は災害の復旧・復興支援に関係する活動の拠点としても活動した。

#### バス・タクシー
この地震に伴い、輪島市を拠点とするタクシー業者7社のうち5社が2月26日時点で休業を続けており、1社が廃業を決めたほか、営業を継続している1社も売り上げが大幅に減少している。珠洲市では2社ある業者のうち1社が休業しており、能登町でも営業していた2社の業者のうち1社が休業を余儀なくされた。
このような事態になった原因として、事務所が被害を受けたり従業員が避難して不在になったりしただけではなく、道路状態が悪い状況が続いている上に住民も多くが避難を続けており、営業を行ったとしても乗客が見込めないことが挙げられている。津波でタクシーが流出し、使用できなくなった業者もあった。地震に伴い燃料を確保することも難しくなったが、自力で移動できる交通手段を持たない高齢者にとってはタクシーは貴重な交通手段であるため、移動距離に制限を設けつつ地震の翌日から営業を再開し、燃料の確保が可能となる見込みが立った後に距離を制限せずに全面的に営業を再開した事業者もあった。一方、被災地に対する支援でタクシーが多く利用されたことから、金沢市内では営業しているタクシーのほとんどが能登半島に向かってしまい、市内など比較的近距離での利用が難しくなる事態も発生した。
能登町が運営していた乗合タクシーは地震による道路の破損に伴い運休していたが、2月20日から便数を減らして再開した。無料の珠洲市営バスは2月13日から本数を減らした上で大部分の路線で運行を再開し、臨時で避難所を通る路線も運行した。輪島市では2月5日から無料の市営バスが運行されており、能登町の路線バスも2月13日に再開している。
国土交通省は貸切のバス・タクシーについて、2024年1月17日から4月11日までに石川県・富山県・新潟県・福井県を出発地または目的地として運行される場合は、特例として営業区域外の乗客の輸送を届け出なしで行えるようにする処置を取った。

#### 航空
新潟空港は1月1日中の全ての便が欠航した。この他能登空港、富山空港、小松空港、庄内空港などを発着する便に欠航や出発の見合わせが発生した。
能登空港では滑走路に深さ約10センチメートル、長さ10メートル超の亀裂が4 - 5カ所発生した。誘導路付近には長さ37 m前後、深さ12 cm前後の亀裂が生じた。当初は滑走路の使用を1月4日まで停止するとしていたが、その後救援物資を輸送するヘリコプターの運航を除き1月24日までの閉鎖が決定した。1月11日、仮復旧が完了し同日より自衛隊輸送機の発着が可能になり、1月27日には定期航空便の運航が再開された。3月9日には能登空港ターミナル西側の敷地内に被災地への支援を行う者が一度にプレハブタイプ119人、コンテナタイプ15人の合計で134人まで宿泊できる仮設のホテルが同月末の完成予定で着工した。

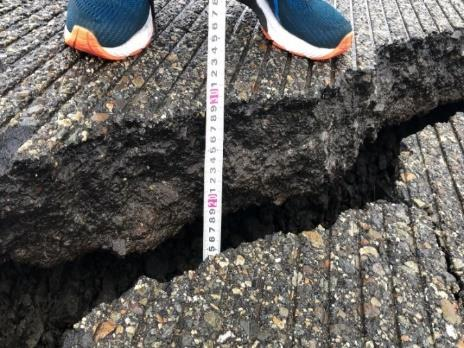
能登空港の滑走路に生じた段差10cm以上のひび割れ
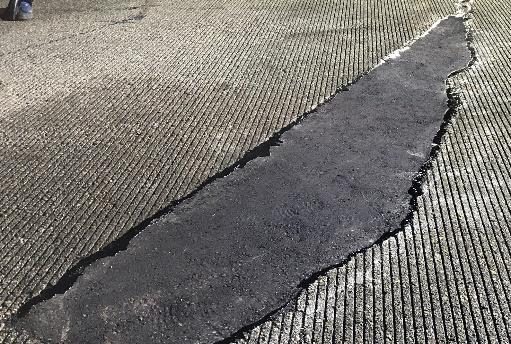
仮復旧された能登空港の滑走路

#### 航路

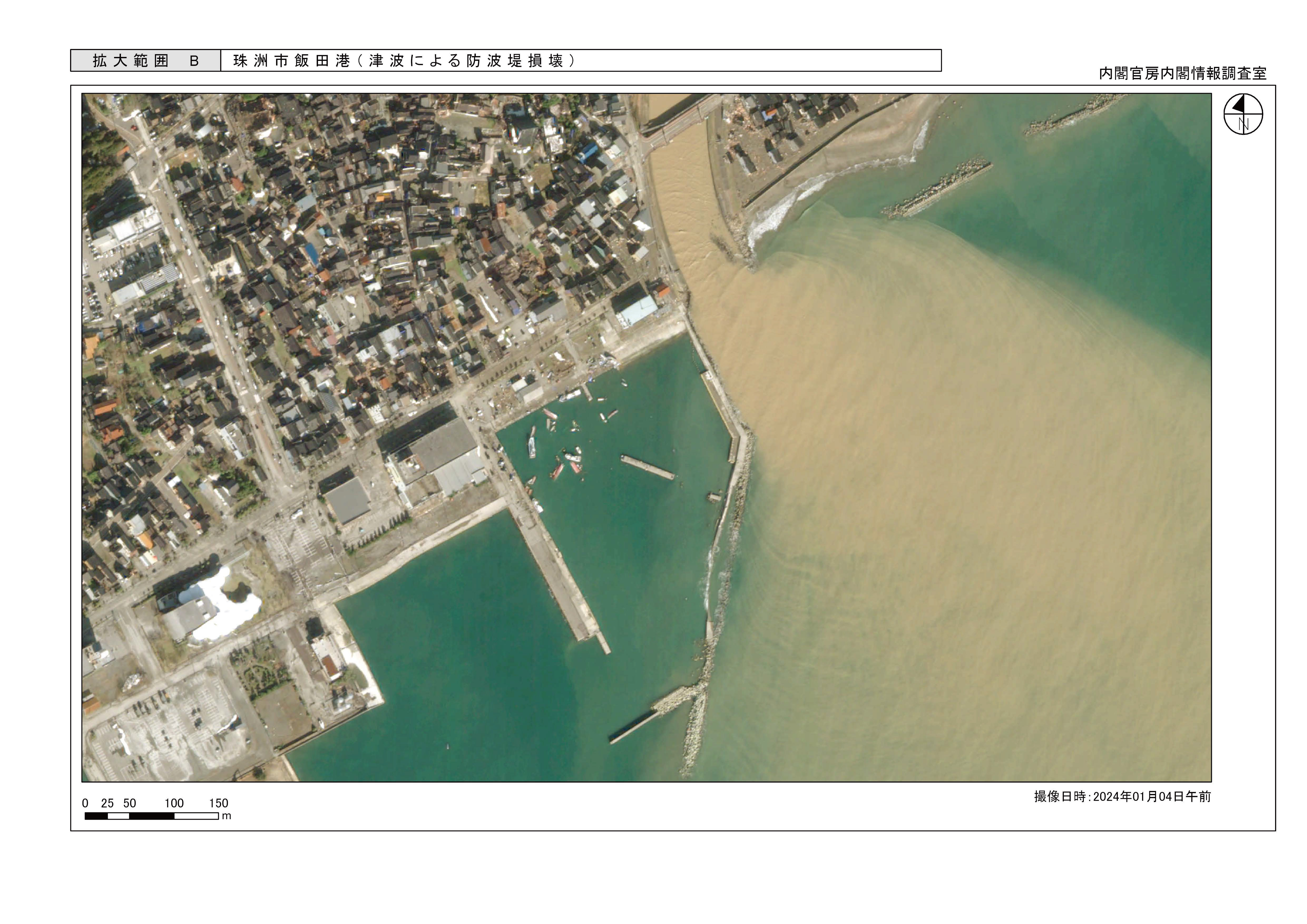
珠洲市飯田港では津波によって防波堤が損壊した（情報収集衛星による1月4日の画像）

佐渡汽船は、津波警報・注意報発表の影響により、2日午前中まで新潟港 - 両津港便を欠航した。粟島汽船も、2日に岩船港 - 粟島漁港の便で欠航が発生した。また、津軽海峡フェリーは青森港と函館港を結ぶ1月1日の4便を、青函フェリーは同じ区間を結ぶ1月1日から2日にかけての6便を、川崎近海汽船は苫小牧港と八戸港を結ぶ2便を欠航または運航を見合わせた。また、川崎近海汽船は八戸港発の3便を津波注意報が解除されるまで苫小牧港の沖合で待機させた。ハートランドフェリーは1月2日に江差港と奥尻港を結ぶ全ての便を欠航した。舳倉島と輪島港を結ぶフェリーは輪島港の隆起や舳倉島を襲った津波の影響で休航が続いており、復旧の見通しは立っていない。地震発生時に舳倉島には電気設備の点検を行っていた作業員2名と海女が1名の合わせて3名が滞在しており、人数としては正月で帰省している人が多かったために通常より少なかったが、以上のような被害状況のため1月14日に自衛隊のヘリコプターが救助に向かうまで3名が島を出ることはできなかった。

##### 灯台
航路標識も被害を受けており、富山県の岩崎ノ鼻灯台、石川県の能登島指向灯、同禄剛埼灯台がそれぞれ消灯し、石川県の能登鞍埼灯台が傾斜するなど、艦船の安全な運航に支障が出ている。輪島市の猿山岬灯台はこの地震に伴い1°から2°傾き、光達距離が若干ではあるが短くなった可能性が否定できない。
灯台は、石川県では10基、富山県では1基、新潟県では1基の計12基が消灯した。

##### 港
貿易港では金沢港の戸水埠頭で岸壁が海側へずれた上に物揚場が50 cm前後沈下したために大型の船が接岸できず、建機やセメントの積み込みを別の埠頭で行ったり、別の港から陸上で輸送したりして通常より作業にかかる時間が増加する事態になっているほか、御供田埠頭でも被害が出ている。七尾港でも大田埠頭の一部が被害を受けて船が接岸できない状態となったため別の埠頭を用いている。被害が大規模であることから、復旧工事が完了するまでには1年以上かかると見積もられている。

### デジタルデータ・家電製品
この地震ではパソコンやハードディスクドライブ (HDD) などの記録媒体の上に地震で落ちた物が倒れてきたり、津波を被って浸水したり、地震による火災の被害を受けたりしたために故障し、中に保存されていたデジタルデータが読み込めない状態になる事態が相次いだ。このような事態は東日本大震災の際にもみられたが、東日本大震災の際と比べると個人・法人ともに普及スマートフォンの復旧依頼が増加した他、ソリッドステートドライブ (SSD) に対する依頼も目立つようになった。さらに、東日本大震災当時と比べると記録媒体の容量が格段に増加した上、多くの記憶媒体が暗号化技術としてBitLockerやFileVaultなどを標準で設定するようになったことから、データ復旧の難易度はかなり上がった。東京都のAOSデータ株式会社は被災した記憶媒体に対し、個人に対しては1台目は無料（送料のみ実費）、2台目は通常の半額で、法人に対しては通常の半額でデータの復旧サービスを提供した。デジタルデータソリューション (DDS) は富山県高岡市の富山銀行本店で3月5日から7日まで無償で被災した記録媒体内のデータを復旧するサービスを富山銀行と共同で行い、石川県内からは7人が利用した。データの復旧には技術者2人が対応したが、期間内に復旧して所有者に返還できたのは2台のみであり、それ以外は東京都内のDDS本社に持ち帰って作業が継続されることが決まった。また、富山銀行本店にはクリーンルームがないため、箱で代用された。
ソニー、シャープ、パナソニックホールディングスなどのメーカーは、災害救助法が適用された地域に在住する者の所有する家電製品が地震の被害を受けて故障した場合、保証書の有無や保証期間内であるかにかかわらず、修理にかかる料金に特別料金を適用すると発表したほか、象印マホービンは修理にかかる料金を無料とし送料のみの負担で地震により破損した製品の修理を受け付けると発表した。さらに任天堂はすでに修理の受け付けを終了している製品を除き、送料も含め依頼者の負担なしでゲーム機などの修理を受け付けると発表した。ビックカメラは被災地に建設される仮設住宅などにテレビや冷蔵庫などの家電を提供した。破損した家電に関しては個別に回収する取り組みも行われた。

### 土砂災害

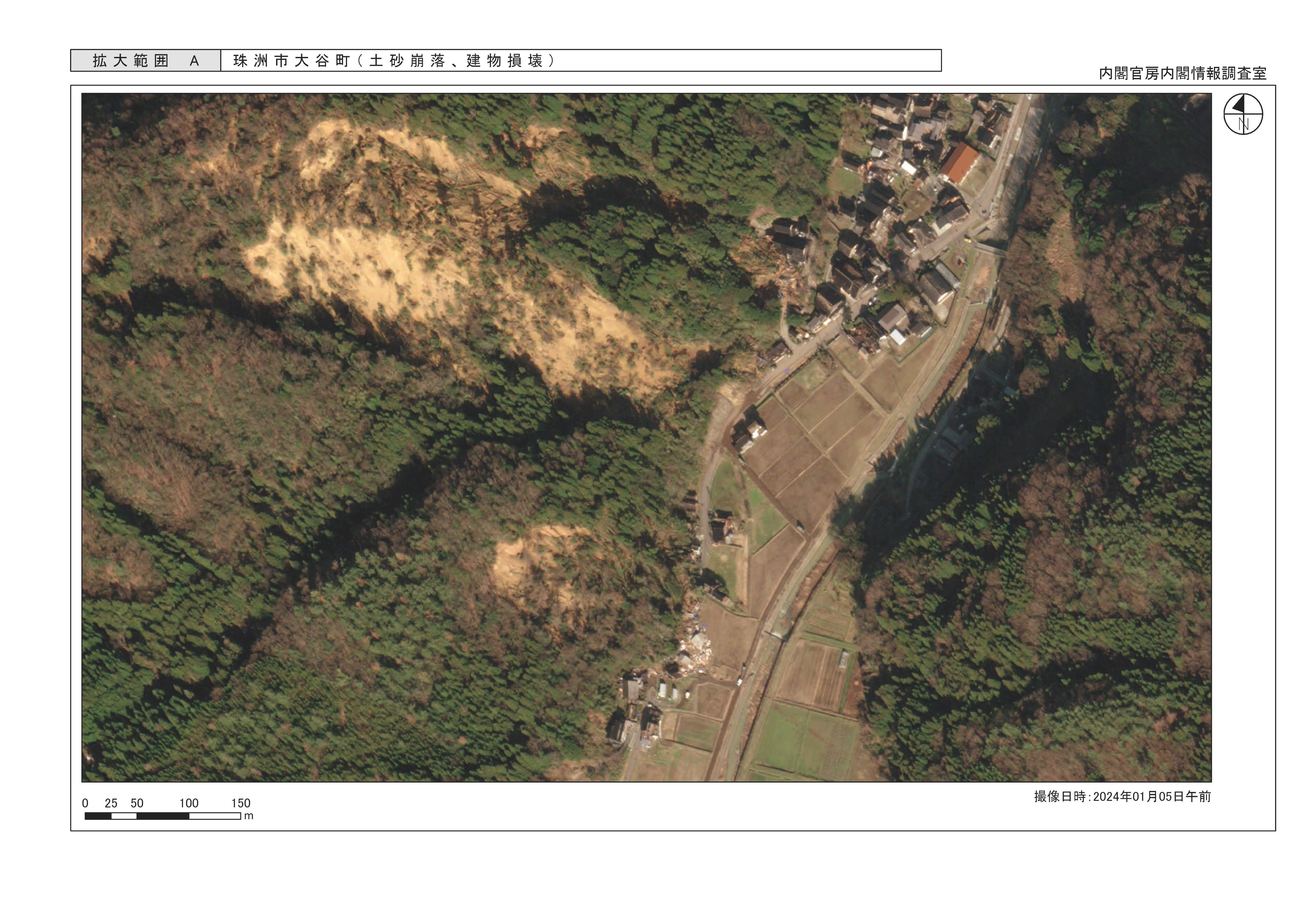
珠洲市大谷町で起きた土砂の崩落

国土交通省によれば、土砂災害の件数は3月12日時点で440件が確認されている。このうち石川県で409件、新潟県で18件、富山県で13件発生しており、全てを合計すると2023年の1年間に日本国内で発生した全ての土砂崩れの件数の3割前後にのぼった。地震直後は現地調査が進んでいなかったためにこれより少ない件数が発表されていたが、3月中旬になって発表されたこの件数はほぼ網羅的なものだと考えられている。このほか、土砂災害によるものだけで全壊64棟、半壊33棟、一部損壊18棟の被害が出た。
USGSでは地すべりの被害を受けた面積が32.28 km2から146.51 km2に及び、影響を受けた人数が1522人から6181人と推計している。神戸大学のクリストファー・ゴメスは航空写真の分析から地震に伴う地すべりが少なくとも930か所発生しており、その長さの平均値は132 m、中央値は94 m、面積の平均値は5,353 m2、幅の平均値は66 m、周長の平均値は395 mであると算出している。また、各要素が最大のものは面積が373,962 m2、幅が868 m、長さが1,078 m、周長が3,701 mであった。大規模な地すべりより小規模な地すべりの場合に、長さが幅の2倍を超える割合が高かったことも明らかになっている。

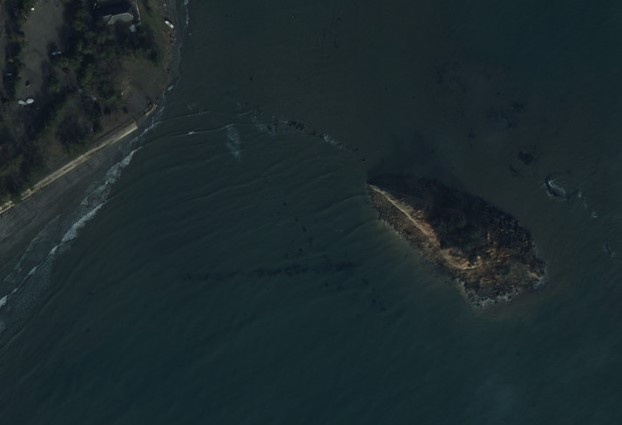
地震後の見附島の航空写真

珠洲市にある見附島（軍艦島）では、2022年（令和4年）6月の地震と2023年（令和5年）5月の奥能登地震で島の土砂が大きく崩れていたが、今回の地震でさらに大きく崩れ、本土の海岸から対面して見える島の北西部分の両縁が崩れた土砂で覆われる形となった。また、輪島市にある剱地権現岩（つるぎじごんげんいわ、通称トトロ岩）でも左耳部分にあたる部分が崩落した。
能登半島はもとより地形が山がちであることに加えて、冬は降水量が多く土壌中の水分量も多くなるため、地盤が柔らかくなり土砂災害が起きやすい地域であった。さらに、2023年末から2024年初めにかけては暖かい日が続き、それより前に降った雪が解けたため、例年よりさらに水分量が多く土砂災害が起きやすい状態になっていた。
遠田は、この地震による能登半島北部での土砂災害は地形、地質、震源となった断層からの位置関係、震源となった断層の全長などがよく似ている1993年の北海道南西沖地震での奥尻島の様子と類似していることを指摘している。なお、土砂が崩落した箇所は2,300か所以上に上っており、土砂災害によって被害を受けた建築物の85 %は土砂災害警戒区域にあったことから、本来大雨に対する対策として指定されたものである土砂災害警戒区域が地震の際にも役に立ったと考えられる。
地質調査総合センターの分析では、斜面崩壊が起きた場所の32.3 %が新生代新第三紀中新世に形成されたデイサイト・流紋岩質の場所であり、1 km2あたり5.8か所の割合で発生している他、19.4 %が新生代古第三紀漸新世から同新第三紀中新世までに形成された安山岩質または玄武岩質安山岩質の場所で、14.0 %が同じく漸新世から中新世までに形成された砂岩または泥岩質の場所で発生している。デイサイト・流紋岩質の場所の中でも、宝立山層のデイサイト火砕岩質の場所で特に多く発生しており、単位面積当たりの発生個所数は溶岩質の場所と比べて1.2倍から1.4倍に上っている。さらに、斜面崩壊は傾斜の急な場所で多く発生していることも判明した。
ゴメスによる研究では震央からの距離が7 km以上10 km以下の範囲にある宝立山層や中新世の飯塚層（珠洲市）などに地すべりの被害が集中しており、最も規模の大きな地すべりもこの地域で発生していることが指摘されている。また、この地震に伴う地すべりは過去の地震で地すべりが発生したことのない場所で発生している可能性が高いこと、沿岸部で発生した地すべりの長さは長くても300 mから400 mにすぎず、海岸沿いの道路を塞いだ事例は全体の1.7 %に当たる16例に過ぎないことも明らかになっている。海岸沿いの道路が塞がれた事例に関して、道路が寸断された延長は平均して179 mで、全体としては17 - 566 mであった。
輪島市の河原田川、紅葉川、寺地川、鈴屋川、金蔵川、能登町の山田川の6つの河川の合わせて14か所で、土砂ダム（河道閉塞）が確認された。これらは地震に伴う土砂崩れにより発生したもので、土砂ダムの下流が浸水するのを防ぐために土嚢を積み上げるなどの対応を行った箇所もあるが、地震後の降水などにより決壊の危険のある状態が続いている。ただし、3月11日に行われた現地調査では差し迫った危険はないと判断されている。

### 地盤の隆起による被害

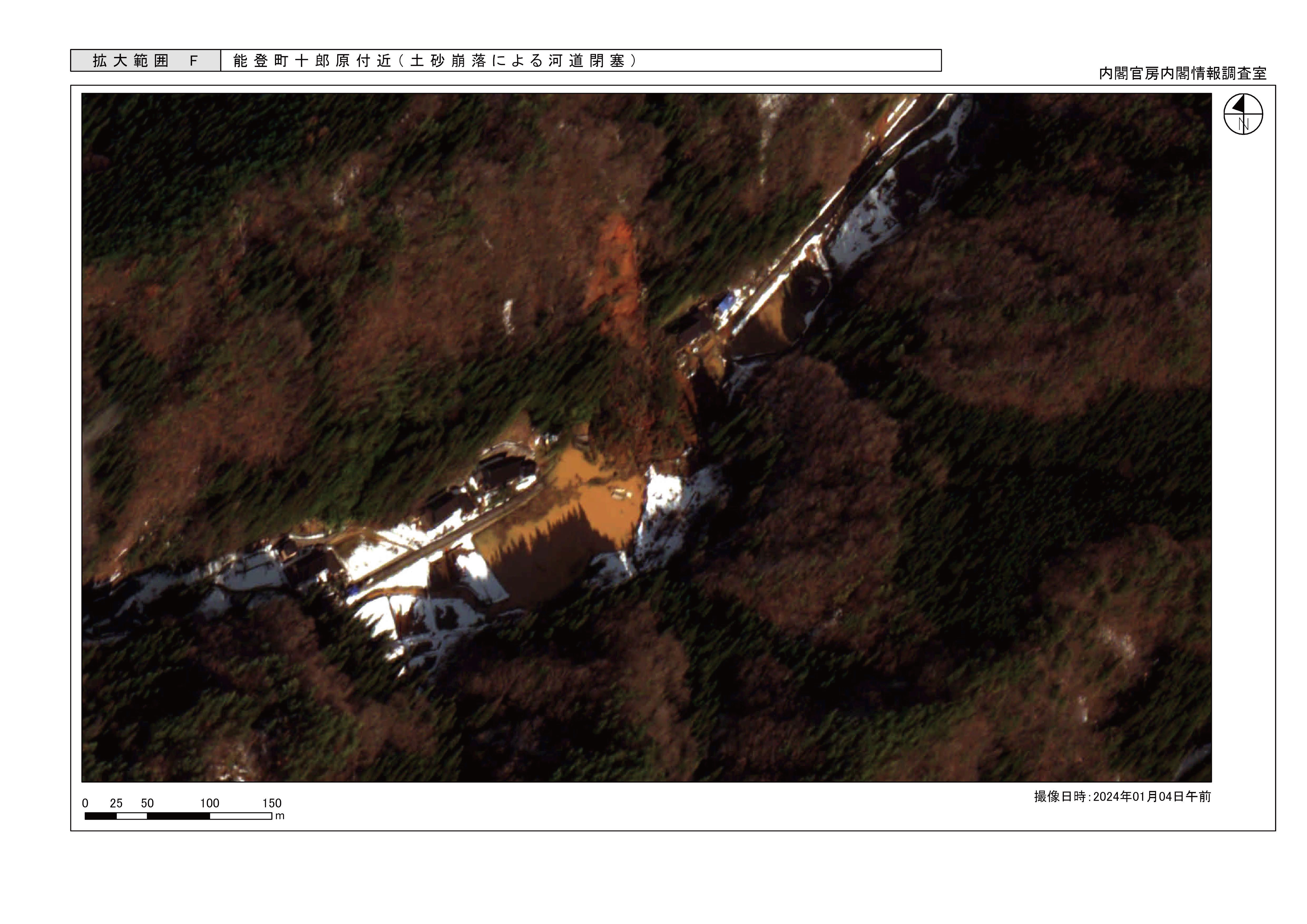
地震によって能登町で発生した土砂崩れ

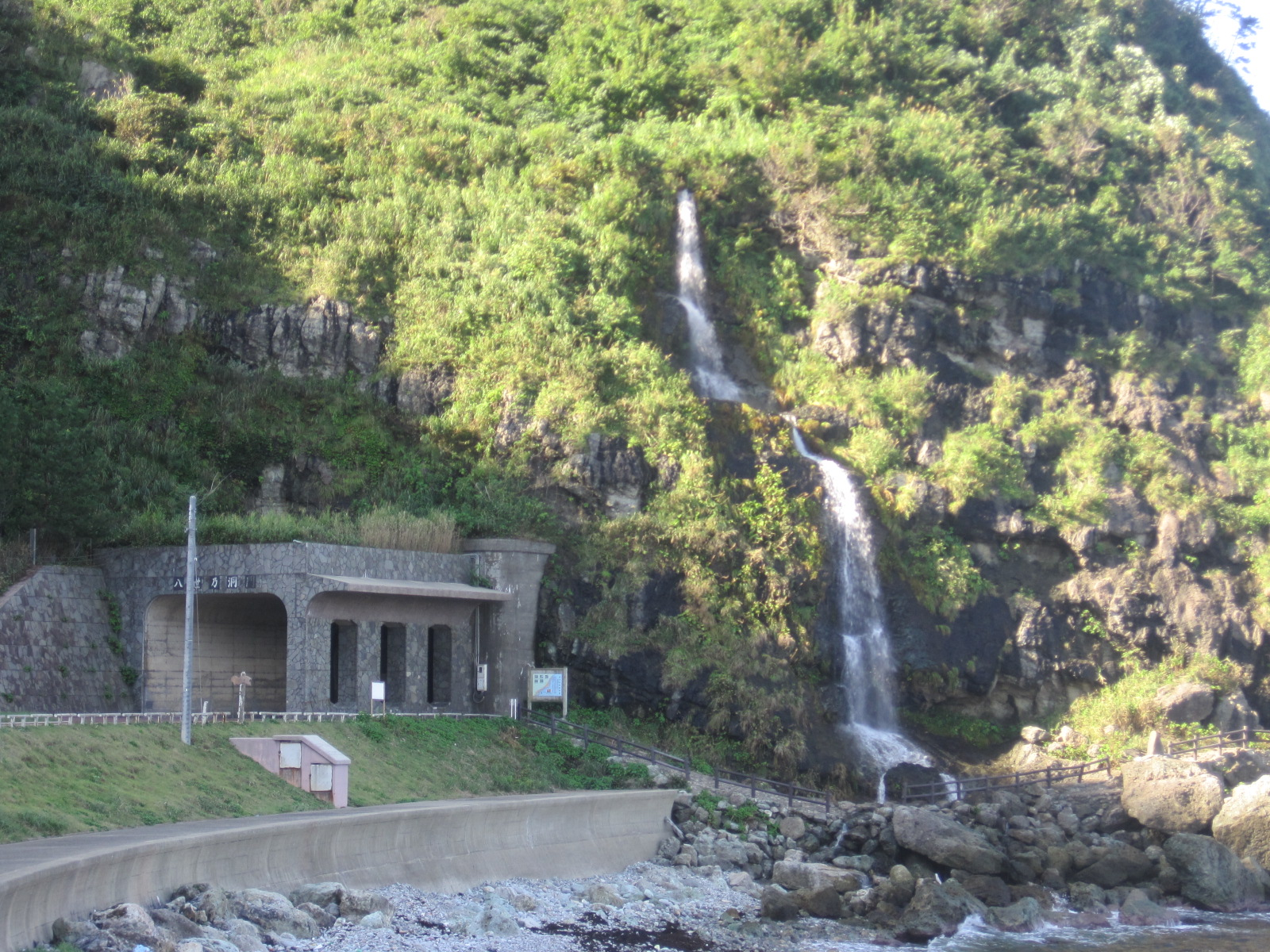
2011年に撮影された垂水の滝

珠洲市では、地震による大規模な地殻変動で地盤が隆起して海底が露出したために設置している津波観測点「珠洲市長橋」からの潮位の観測データを入手できない状態となった。また、輪島市の西部で最大4メートル程度隆起するなど、大規模な地殻変動が能登半島の広範囲で起きたことが国土地理院の衛星などを使った観測で分かった。珠洲市と輪島市の市境付近にある曽々木海岸の垂水の滝はこの地震に伴う曽々木海岸の海底の隆起により滝壺から海岸までが遠くなり、強風が吹いた際に滝の水が上空に巻き上げられる「逆さ滝」も見られなくなるなど風景が一変したほか、海底にあって陸地に打ち上げられた岩場は白く変色し、そこに生息していた海藻は乾燥し、ところどころに残った海水からは異臭が立ち込め、さらには滝の見物客のために整備された遊歩道まで破壊され辛うじて歩行が可能な程度の状態になるなど、大きな被害が出た。

### 液状化現象

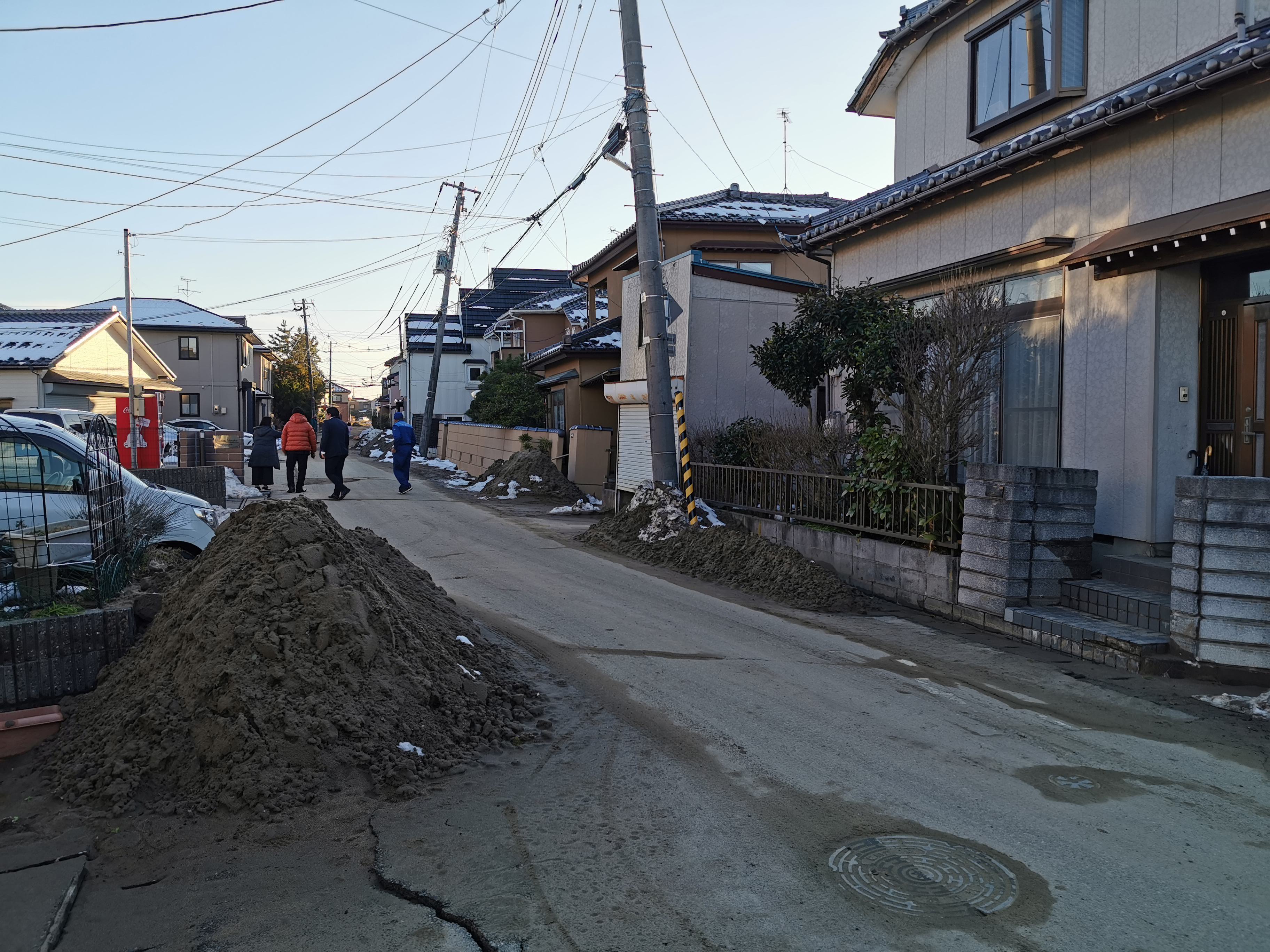
液状化現象で破壊された新潟市の住宅街

この地震により発生した液状化現象は、特定の建物や宅地に留まらず、「街ごと液状化」と形容されるような地盤全体の動きによる字単位などの広大な範囲での被害を特徴とする。
石川県河北郡内灘町では、液状化により甚大な被害を受け、12 mほど移動した住宅もあった。新潟市内でも液状化現象などの被害があり、同市西区の新潟西郵便局では駐車場が液状化し自動車5台が水中に沈んだため復旧作業に追われた。新潟日報社の調査によれば、中でも新潟市西区寺尾地区と同区黒埼地区では敷地に隣接する道路が陥没したり隆起したりしている住宅が全体のおよそ半数となったほか、1300棟前後の住宅のうちおよそ300棟で外壁への亀裂や建物の傾きなどの被害が見られるなど甚大な被害となった。
2月中旬の時点で住宅への被害件数は1万件を超えると推定されたが、3月1日には国土交通省が新潟県で9500件前後、石川県で3500件前後、富山県で2000件前後の合わせて1万5000件前後が液状化の被害に遭ったという推定を公表している。USGSでは液状化の範囲が737 km2から818 km2の間の範囲に及び、680,781人から732,823人に影響があったと推計している。液状化の範囲は東は新潟市中央区から西は福井県坂井市の320 km前後に及び、揺れが長時間続いたことから通常ではあまり液状化は発生しない震度4程度の揺れしかなかった地域でも液状化が発生した。また、季節風の影響を受けにくいために軟弱な土（沖積層の地盤）が残っている砂丘の陸側で液状化が大きかった。金沢大学教授の塚脇真二は、今回の地震で液状化の被害が大きかった場所では大きくゆっくりとした揺れが襲ったことに加え、地下水の水位が高く地面に近い場所まで水が湧き出していること、地中の砂の大きさがほぼ均一であることなど、液状化が起きやすい条件が重なっていたと指摘している。また、塚脇は住宅地の造成の際に盛り土を北西側で高く、南東側で低くしたことも、盛り土がそのまま南東に動くことで砂丘の陸側での被害を大きくしたと述べている。復旧に関しても、今回のような側方流動の場合は東北地方太平洋沖地震の際に起こった不同沈下のように下からジャッキで押し上げれば片付くというわけではないため、東北地方太平洋沖地震の場合より被害が深刻であったとする見解もある。
防災科学技術研究所の3月5日時点での発表によれば、液状化が発生した地点数は航空写真やSNSからの情報に基づいた2月までの現地調査が終了した場所だけで石川・富山・福井・新潟の各県の合計32の市町村で1724か所（マンホールの設置に伴う砂の噴出は除く）に達した。この際、液状化した場所の周囲250 mの範囲内の別の場所で液状化が発生した場合は合わせて1か所として数えた。まだ調査が行われていない場所を含めると2000か所を超えると推定されている。2000か所を超えれば、東北地方太平洋沖地震での8680か所には及ばないものの、阪神・淡路大震災の1266か所はもちろん熊本地震の1890か所をも上回ることになる。自治体別では、七尾市が343か所、珠洲市が213か所、輪島市が134か所など、能登半島北部の地域で被害が大きかった他、被害の4分の1が砂丘または砂州で発生していた。
液状化によって被害を受けた住宅の場合、罹災証明書の判定結果について外観のみから判定する一次調査での判定結果に不服があれば住宅内も調査して判定する二次調査を依頼することができたが、二次調査で逆に判定結果が下がってしまう（例えば、一次調査で半壊と判定された住宅が二次調査では一部損壊と判定される）可能性もあったため、二次調査を断念する事例もあった。集落に住む260世帯前後のうち70世帯前後で液状化の被害が確認された富山市東蓮町地区では3月3日に十分な支援を求め「東蓮町地震被災者の会」が結成されている。さらに、自宅が液状化の被害を受けて傾いた被災者の中には資金の不足などによりすぐに復旧工事を行うことができず、介護などの理由で引っ越しを行うことも難しいために傾いた住宅の中で生活を続けることを余儀なくされる事例もある。そのような被災者の中には、平衡感覚が崩れたことにより不眠症になったりめまいを起こして倒れたりするなど体調を崩す者もおり、建築士はビー玉を転がすなどしてどの方向に傾いているのかきちんと把握してそれをビニールテープなどを用いて矢印で明示したり、平衡感覚を崩しやすい身体の横向きの傾きが少なくなるように家具の配置を工夫したり、ベッドや布団は高くなっている方を頭側にしたりするなどの工夫を行うよう呼び掛けた。

### 被害状況の記録・可視化の動き
東京都はデジタルツイン実現プロジェクトの一環として、この地震による被害状況に関係する地理空間情報を東京都デジタルツイン3Dビューア上で公開し、高精細な3Dデータで地震前後の被災地の姿を比較できるようにした。石川県は避難所に関する情報を可視化したアプリケーションを、国土交通省は道路の復旧状況を可視化したウェブサイトをそれぞれ公開した他、ウェザーニューズも被災地の声を届けるための「被害リポートマップ」を公開した。
北國新聞社は2月15日に、中日新聞社は2月20日にこの地震による被害状況をまとめた報道写真集を宅配や書店などで発売し、中日新聞社は売り上げの一部を被災地に寄付することにしている。中日新聞の報道写真集は初刷で1万部を印刷した後、1万2000部を増刷している。北國新聞の報道写真集には専門家による地震のメカニズムや被害状況に関する解説や記者によるルポルタージュ、特別号外なども掲載されている。また、この地震と東日本大震災の報道写真を展示し、教訓に繋げてもらうための催しが茨城県牛久市で3月7日から10日まで、東京都品川区（城南信用金庫本店）では3月1日から4月1日まで開催された。輪島市で発行されている季刊の情報誌『能登』は冬号を休刊し、春号で地震を特集する。2005年に廃線となったのと鉄道能登線の正院駅跡地にある駅ノートには、この地震で死亡した父を思う言葉やこの地震で多くの人が死亡したことに辛いという感情を表明する言葉が記載されていた。小中学生向けの月刊誌ジュニアエラも4月増大号でこの地震のメカニズムや被害について、基礎的な地震学の知識も織り交ぜつつ解説したほか、能登半島を含む北陸地方の歴史や文化についても触れた。

## 影響

### 行政・皇室
宮内庁は1月1日23時55分、天皇・皇后の意向により、1月2日に皇居にて執り行う予定であった「新年宮中一般参賀」の中止を発表した。宮内庁によれば自然災害の発生により宮中一般参賀を取り止めることとなったのは異例としている。政治学者の原武史は、天皇が新年の平安を祈念する四方拝を早朝に行った当日の災害であったことを指摘した上で、一般参賀で公表する予定だった「新年のお言葉」に載せるべき震災に関する気持ちを思いつかなかったことが中止の理由にあるとの考えを示している。
内閣総理大臣の岸田文雄は、後続地震への警戒のため、1月4日に三重県伊勢市で予定していた伊勢神宮への参拝を延期した。これに伴い、伊勢神宮で予定していた年頭記者会見の開催地を首相官邸に変更した。
富山県内では、小矢部市で1月3日、氷見市と高岡市で1月7日に予定していた20歳を祝う行事の延期を決定した。石川県内でも1月5日、石川県教育委員会が県内19市町のうち12市町が20歳の門出を祝う記念式典を中止すると発表した。
防衛省は、2024年1月20日に航空自衛隊入間基地にて開催を予定していた、令和5年度入間航空祭を災害派遣活動に専念するため、中止すると発表した。この航空祭の観覧席の一部は狭山市と入間市へのふるさと納税への返礼品として用意されていたが、中止に伴い代替として各市の名産品が返礼品となることが決定した。
2024年1月は各自治体が能登半島地震の対応に追われたため、石川県では1月の時間外労働が過労死ラインと考えられている100時間を超えた職員が総職員約3000人のうち、平常時は30人前後であるところ730人に達し、特に危機管理に関係する部署が多く属している土木部で過労死ラインを超える長時間労働を行った職員の割合が高かった。これを受けて同県知事の馳は部下の健康への配慮を指示した他、定期的な休暇の取得を呼び掛けた。各市町でも、道路事情により支援物資の到着が深夜まで遅れる事態が相次いだことや、避難所の運営や安否確認などで24時間を通じて業務に追われたことなどを理由に通常ほとんどいない100時間以上の時間外労働を行った職員が1月には相次ぎ、その割合は穴水町で8割から9割、輪島市では正規の事務職員で約77 %、七尾市で約27 %、能登町でも多数に上った。珠洲市でも地震発生から1月中旬までに休みを取れた者はほとんどいなかったが、2月は避難所の縮小や応援職員の確保により各自治体で時間外労働は減少した。一方、珠洲市・穴水町・能登町・輪島市・志賀町の5つの自治体の職員に対してはJ-SPEEDと呼ばれるシステムを用いた疲労状態の自己評価をスマートフォンやパソコン上で行わせ、その結果に応じて体調不良への対策を講じる取り組みも行われ、1月14日から2月9日までにこのシステムを利用した1255人のうち疲労度が極めて高いと判定されたのは26.7 %に上った。
自衛隊統合幕僚長（制服組トップ）の吉田圭秀はこの地震への対応などに伴う過労のため、2月15日に東京都の自衛隊中央病院に入院した。2月27日に退院し、体調が回復した3月11日から公務に復帰した。

### 政界
自由民主党は地震の当日に緊急対策室を立ち上げ、公明党や立憲民主党、日本維新の会、日本共産党、社会民主党は当日に災害対策本部を立ち上げた。国民民主党は常設の災害対策本部で対応を行った。翌日には自由民主党も対策本部を設置した他、日本共産党は本地震を踏まえた原発の廃炉を求めた。1月5日には自由民主党・公明党・日本維新の会・立憲民主党・国民民主党・日本共産党の6政党の党首による会談が実施され、自由民主党総裁の岸田文雄が対応に対する協力を要請した。
本地震で1月10日14時までに死者が確認されていた地域は全域が衆議院議員総選挙の小選挙区において石川県第3区に属しており、当時の当選挙区の議員であった自由民主党の西田昭二と、当選挙区で第49回衆議院議員総選挙にて落選したが比例代表で復活当選した立憲民主党の近藤和也が政策の違いを超えて協力する場面も見られた。自由民主党・日本共産党・社会民主党は街頭などで被災者に対する義援金を募った。
自民党は政治資金パーティー収入の裏金問題により議員が受け取ったキックバック（還流資金）に相当する金額の、すでに使用された分を含めた全額をこの地震による被災地の支援のために寄付する計画を立て、脱税に相当するという批判を回避する意図もあるとされているが、自民党の石川県連では被災者の感情を逆なでする可能性があるという批判も出ているほか、高額のキックバックを受け取った議員からは反発も予想されている。

### 財務
この地震では避難所での食料の調達や暖房の燃料にかかる諸経費を地元の自治会が負担するケースがあった。この費用は県が負担し、最終的には災害救助法に基づき政府が負担することになっているが、立て替えの状況を行政が把握しきれていないために実際に補填が行われるかどうかは不透明となり、補填が十分に行われなかった場合のことも考慮し支出を抑えざるを得なかった自治会もあった。また、石川県輪島市、珠洲市、穴水町、能登町、志賀町、内灘町、七尾市、かほく市、富山県射水市の9自治体には国土交通省が試験的に導入している早期確認型査定と呼ばれる災害査定方式が適用され、災害復旧への着手と査定申請をより早急に行うために災害査定官が現地調査の結果から技術的な助言を行ったり、申請時に費用の見積もりを行わなくても構わないこととしたりする対応が取られた。

### 法務
特許庁による商標、実用新案、特許、意匠の出願の受け付けに関しては地震後も通常通り続けられたが、被災の影響で関係する手続きが行えなくなった者に関しては、手続きが行えなかった理由を記入することにより、手続きが行えるようになってから14日以内（一部手続きに関しては2か月以内または6か月以内）に手続きを行えば当初の期限が過ぎていても有効と認める処置が取られた。その後、この地震が特定非常災害特別措置法の適用対象となったことで、同法第3条第3項の規定により手続きの期限は6月30日まで延長された。また、複数の国際機関や、中華民国（台湾）の台湾智慧財産局を始めとする各国・地域の知的財産権当局も救済措置を取る考えを示した。
また、特定非常災害特別措置法に基づき、法務省は本地震に関する民事調停にかかる手数料を本震当日に災害救助法が適用された区域内に在住・在勤していた者を対象に2026年12月31日までの間免除することを決定した他、本震当日に同じ区域内に在住していた者に対し相続の熟慮期間を2024年9月30日まで延長することを決定した。さらに、この地震を理由とする登記の不履行を2024年4月30日まで免責すること、地図証明書に関しては地震前の座標であることを明記することが決定している。
一方、運転免許証に関しては災害救助法の適用地域に居住しておりかつ有効期限が2023年12月29日から2024年6月29日までの者は2024年6月30日まで有効期限が延長された他、再発行にかかる手数料が免除された。そして、能登半島には運転免許証の再交付を臨時で受け付ける窓口も設置された。国民年金保険料の納付に関しては、財産の半分以上に対する損害を受けた者を対象に2023年11月分から2026年6月分までを免除する処置が取られた。雇用保険に関しては、地震の影響により失業の認定日に公共職業安定所（職安、ハローワーク）に来所できない場合に来所可能な日に失業日を変更できること、居住地を管轄するハローワークへの来所が不可能な場合はそれ以外のハローワークでも諸手続きを行うことができること、災害による事業所の休止等の場合に雇用保険を受給できることなどが特例として認められた。固定資産税は本来1月1日時点で存在している固定資産の所有者に対して課されるが、地震により1月1日中に滅失した場合は課税が行われない処置が取られたほか、2日以降に滅失した場合でも自治体が被災者の様相に鑑みて減免することを呼び掛ける通知を総務省は発出している。
パスポート（旅券）の発行手数料に関しては、災害救助法が適用された自治体に居住しておりかつ罹災証明書を提出した場合には減免を申請できることが決定した。しかし、能登空港で行われていたパスポートの発行手続きは地震によって行えなくなったため、輪島市の住民は金沢市など別の場所にあるパスポートセンターで手続きを行うことを余儀なくされた。マイナンバーカードに関しては罹災証明書のオンライン申請などで使用が可能となった一方、避難所の運営での活用に際しては被災者の所有率が4割から5割に留まっていた上にカードリーダーを確保できなかったために断念され、代替としてICカードのSuicaが利用された。
経済産業省では情報処理技術者試験のうちITパスポート試験・情報セキュリティマネジメント試験・基本情報技術者試験、中小企業診断士試験、電気工事士試験・電気主任技術者試験などの国家試験について、災害救助法が適用された自治体に居住する者を対象に、振替受験を認めるなど救済処置を講じた。厚生労働省は医師や歯科医師など医療に関連する職種の国家試験、並びに薬剤師国家試験に関して、地震の影響により出願期間中に出願が行えない場合は出願期間後の出願を認めたり、受験票が受領できなくても受験を認めたり、受験地の変更を認めたりするなどの処置を講じた。

### 気象庁

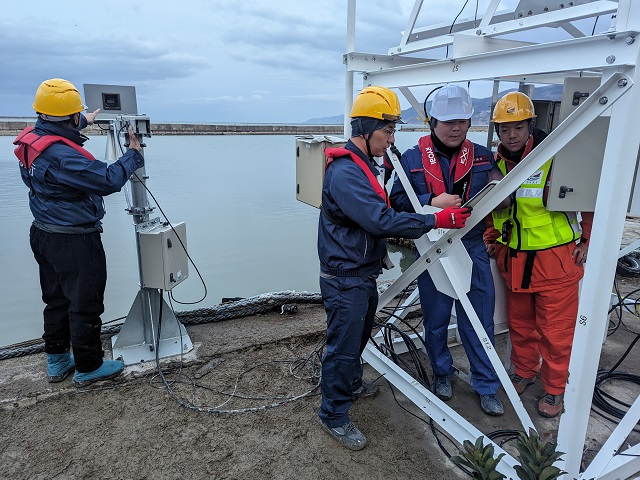
地震による隆起により観測できなくなった珠洲市長橋の観測点の代替となる津波観測点を珠洲市飯田港に設置している様子。この観測点は2024年2月9日から観測を開始した。

気象庁によると石川県珠洲市に設置している地震計が、2日から揺れを観測できなくなっていることが判明した。珠洲市付近で地震が起きた場合、離れたところにあるほかの地震計で揺れを検知することになるため、緊急地震速報の発表が最大で6秒程度遅れる可能性があると発表した。さらに気象庁は、4日午後の時点で珠洲市三崎町、能登町松波、能登町柳田、輪島市門前町走出、宝達志水町今浜、志賀町香能の6地点の地震計と、輪島市輪島、輪島市輪島港、珠洲市長橋の3地点の潮位計からのデータが届かなくなっていると発表した。このうち珠洲市長橋の潮位計では、海底の隆起により観測不可能になった（前述）。ただし、気象庁の津波に関する情報は潮位計ではなく地震計で観測された情報から初報が発表されるため、これによる津波警報等の発表に影響は出ない。地震計のうち、11日時点で七尾市中島町中島、中能登町井田、羽咋市旭町の3観測点で震度計台の傾きや周辺地盤のひび割れといった異常が確認されたことから、これらの観測点の地震情報への活用を停止した。
2023年12月22日に内閣が承認していた気象庁長官を大林正典から森隆志へと交代させる辞令は2024年1月10日に発令される予定であったが、本地震への対処を優先するため、国土交通省は1月9日に発動を延期することを発表した。この段階では辞令の発動がいつまで延期されるのかは未定であるとされたが、1月17日に発令することが1月16日に発表された。この理由について国土交通大臣の斉藤鉄夫は16日の記者会見で余震の回数が減少していることを挙げた。
気象庁の発表する災害情報などを発信するX（旧Twitter）のアカウント「特務機関NERV」が、地震発生直後地震や津波に関係する情報を多数回発信したため、前年から規制が強化されていたAPI使用回数の上限に達し、一時自動投稿ができなくなる事態が発生した。これに対し特務機関NERV側はアプリのダウンロードで対応するよう告知していたが、本社からPublic Utilities App（公共アプリ）としての指定を受けたため1日中に上限が緩和された。
金沢地方気象台の管轄する輪島特別地域観測所（旧・輪島測候所）ではこの地震による障害が発生したため、1月1日の本震直後から降水量が欠測となり、19時以降は全ての観測データが欠測となった。1月2日15時から観測は再開されたが、現在天気と降水量に関しては3日11時まで欠測が続いた。その後も1月4日まで気圧（海面・現地）、気温、露点温度、蒸気圧、相対湿度、視程などが断続的に欠測となったり、資料不足値や準平常値になったりした。高層気象観測に関しては地震の後ラジオゾンデを使用した観測を中止していたが、輪島は上空の寒気を観測するのに適した場所であり観測データは重要であることから、1月4日には観測を再開した。アメダスでは輪島市の門前観測所（降水量のみ観測）が1月2日から18日まで欠測した他、珠洲観測所（気温・降水量・風・日照時間を観測）では1月6日から19日まで気温・降水量・風の観測データに断続的に欠測や資料不足が生じた。舳倉島観測所（降水量のみ観測）では1月2日から欠測が続いている。

### 交通
格安航空会社のジェットスター・ジャパンは、労働組合が2023年12月22日より行っており、1月7日まで継続される予定であったストライキについて、地震の影響で臨時便を運航するために乗務員の確保が必要であることから前倒しして2日から中止し、当初欠航を予定していた2日の8便のうち羽田と新千歳を結ぶ2便を除く6便は運航することを明らかにした。

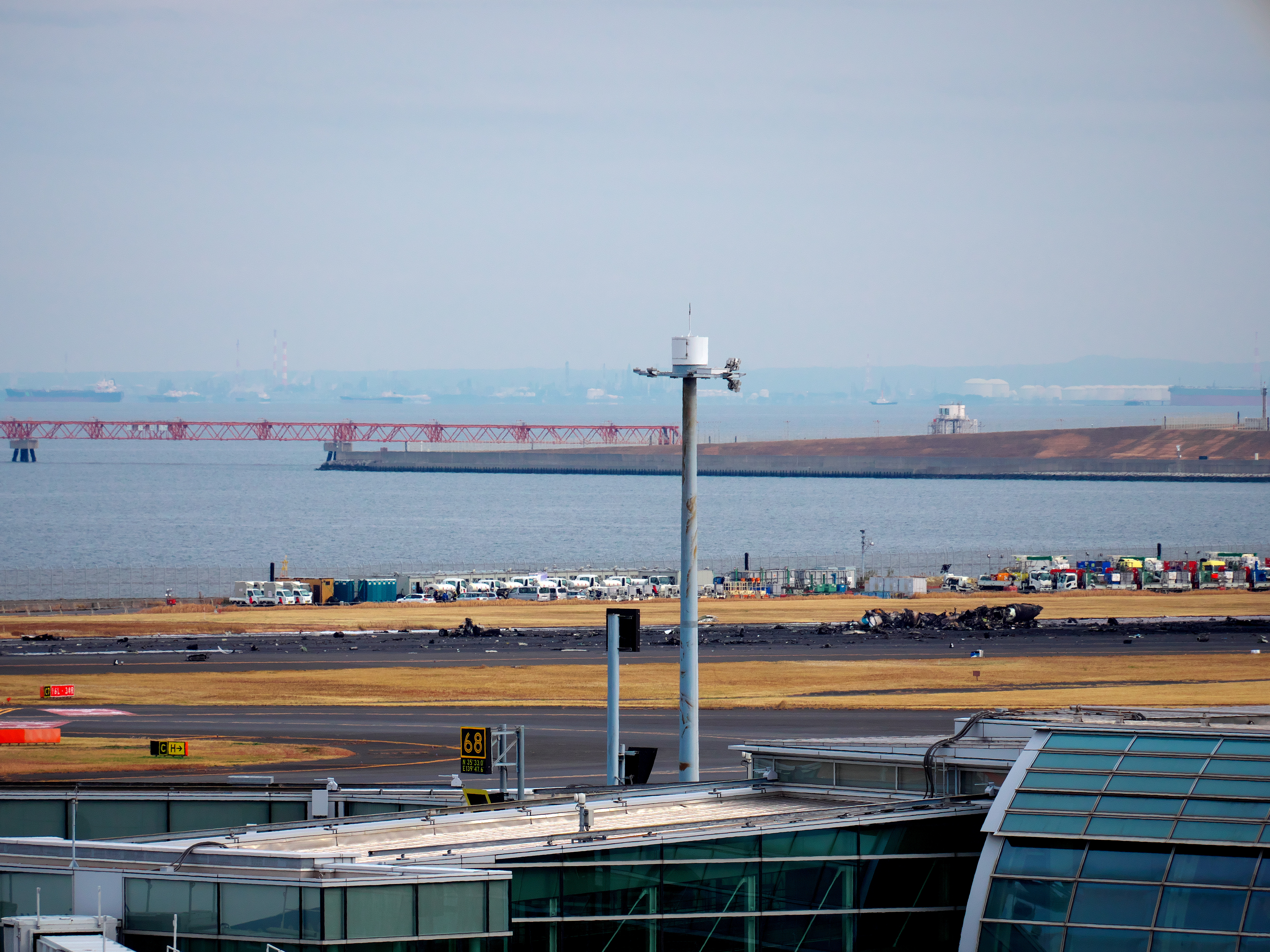
被災地に向けて物資を運ぶ予定だった海上保安庁の機体の残骸

1月2日17時47分頃、東京国際空港（羽田空港）C滑走路上において、本地震への対応のため新潟航空基地へ物資を輸送する途中だった海上保安庁の固定翼機「みずなぎ1号」（デ・ハビランド・カナダ DHC-8）と、着陸直後の日本航空の航空機（新千歳空港発羽田空港行き、エアバスA350-941）が衝突・炎上する事故が発生した。この事故で、海上保安庁機の乗員6人のうち、機長以外の5人が死亡し、機長も重傷を負った。一方の日本航空機側は、子供8人を含む乗客乗員379人全員が脱出した。
一般道路が寸断されていたこともあり、被災地へ向かう車がのと里山海道に集中したため、渋滞が発生。災害復旧車両や緊急車両の通行にも深刻な影響が発生した。これを受けて、石川県は1月7日から、のと里山海道の県立看護大学IC - 徳田大津IC間の下り線および石川県道3号田鶴浜堀松線の徳田大津IC - 大津交差点間の穴水町方面を災害関係車両を除き通行止めとした。

### 郵便・宅配便
郵便では地震後、新潟県・富山県・石川県・福井県の全域と北海道・山形県・兵庫県の一部地域で郵便物・荷物・ゆうパックの配達に著しい遅延が生じた。1月3日には翌日と翌々日の珠洲市・輪島市・七尾市・志賀町・穴水町・能登町・中能登町にある合わせて100余りの郵便局において窓口業務の休止を日本郵便が発表した。1月9日時点でも97の郵便局で窓口業務が休止されていた。珠洲市・輪島市・穴水町・能登町の郵便局においては1月23日には地震前に受け付けた郵便物や荷物の引き渡しが再開され、1月31日には新たな郵便物やゆうパックの受付が再開された。2月15日にはこれらの市や町を宛先とする荷物の一部の受付が再開され、27日には珠洲市の大部分と能登町の全域で郵便物の各戸への配達が再開された。そして、3月5日に穴水町の穴水郵便局、輪島市の輪島郵便局・門前郵便局・町野郵便局で戸別配達が再開されたことで、被災地の全域で郵便物の戸別配達が再開された。ゆうパック・ゆうパケット・ゆうメールの戸別配達に関しても3月8日に輪島市の一部と穴水町の全域で再開されている。
宅配便ではヤマト運輸が石川県全域で、佐川急便が石川県七尾市・輪島市・珠洲市・中能登町・能登町・穴水町・志賀町で荷物の預かりを停止した他、佐川急便では北海道、ヤマト運輸ではこれに加えて新潟県・富山県・福井県に関係する荷物の配達が遅延した。1月31日の段階でも佐川急便が輪島市・珠洲市・穴水町で、ヤマト運輸がこれに加えて能登町で荷物の扱いを停止していた。

### 医療
この地震で大きな被害を受けた輪島市・珠洲市・能登町・穴水町は石川県の能登北部医療圏に、七尾市・羽咋市・志賀町・中能登町・宝達志水町は同県の能登中部医療圏に属していた。
被災地の病院では医療の継続が困難となったため、1月5日までに、被災地の病院患者28人が自衛隊機や富山県のドクターヘリ経由にて、富山県立中央病院や富山市立富山市民病院など富山県内の公立病院に転院した。富山県によると、2020年に同県の他石川・福井・長野・岐阜・静岡・愛知・三重の合計8県が締結した大規模災害時におけるドクターヘリの広域連携に関する基本協定が初めて適用された例となる。治療の優先順位を決めるためのトリアージも行われた。発災当日に輪島市で大動脈解離（スタンフォードA型）を発症した患者は、能登北部医療圏・能登中部医療圏のいずれでも循環器の救急医療を提供できない（能登北部には元からなく、能登中部では地震の影響により使えなくなった）ため、トリアージにおいては「回復の見込みがない」ことを示す黒タグを付ける事態となった。
3月1日までに輪島市・珠洲市・能登町・穴水町の合計35の診療所のうち26か所が再開した。人手不足の他内視鏡やレントゲン撮影などの機器が故障していることから多くの診療所で診療が制限されたままとなっているが、医療体制は着実に地震前に戻りつつあったため3月9日には珠洲市に設置されていた臨時の救護所も閉鎖された。この他珠洲市総合病院では住民の避難等による外来患者の減少も顕著で、地震前と比べるとおよそ半減し2023年度は赤字となる見通しとなった。その一方で、七尾市の恵寿総合病院のように、本棟が免震構造であったために建物への被害が出ず関係者全員を本棟に退避させることができ、地震後も医療活動を続けて1月4日には地震前の予定通り新年の一般外来の受け付けを開始することができた医療機関もあった。
さらに、奥能登地域にある4か所の公立病院で合計60人を超える看護師、全体の15 %前後に相当する人数が3月初めの時点ですでに辞職したか、辞職の意向を示している。一部の病院では2割の看護師が辞職している。その一方で、石川県看護協会が行った、奥能登地域での業務の募集では全国から40人を超える応募が寄せられた他、奥能登地域の看護師3人が金沢市などの病院へ在籍出向するなど離職防止の取り組みも行われている。
医療的ケアが必要な子供に対しては大阪市立総合医療センター小児青年てんかん診療センターが避難所からのオンライン診療（遠隔診療）を開始し、処方箋も郵送で提出できるようにされた。また、厚生労働省はデイサービス施設や学校、避難所など自宅以外の施設からもオンライン診療の受診を容認した。
なお、2024年1月1日に厚生労働省が発出した事務連絡により、この地震で被災したことや避難したことが原因で公的医療保険制度の被保険者証を提示できない被保険者については、氏名・生年月日・電話番号・被用者保険の被保険者は事業所名・国民健康保険もしくは後期高齢者医療制度の被保険者は住所・国民健康保険組合の被保険者については住所と組合名を窓口で述べることにより保険適用での診療が受けられる特例処置が取られている。
歯科医院も多くが被災したために休診を余儀なくされ、特に珠洲市では3月に入っても5か所ある診療所全てで休診が続いている。そのため、石川県歯科医師会は2月5日から道の駅すずなりにおいて福井県歯科医師会から提供された歯科診療車を用いて臨時の歯科医院を開設しており、歯科医師や歯科衛生士が無料で応急処置に当たっている。

#### 避難先等での疾病の発生
この地震に伴い北海道・秋田県・山形県・新潟県・富山県・石川県・福井県・京都府・兵庫県・鳥取県・島根県に1月2日7時の時点で合計1327か所の避難所が開設され、合わせて51,605人が避難した。能登半島では特に高齢者はマスクを着用して会話を控え、消毒液で手指を消毒し、換気も行いワクチンの接種も済ませるなど、新型コロナウイルス感染症をきっかけとした感染症対策に関する意識は高かったとされる。しかし、避難所では人と人との間のソーシャルディスタンスが50 cmほどしか確保されておらず、感染症には脆弱な環境であった。新型コロナウイルス感染症の感染が初めて日本国内で確認されて以降、令和2年7月豪雨などの発生を通して避難所での感染症の流行のリスクに関しては各所で指摘されてきたが、この地震で一気に顕在化したとも言える。輪島市や珠洲市、志賀町など石川県内の避難所では新型コロナウイルス感染症やインフルエンザ、ノロウイルス感染症などの感染症の疑いがある症状のある患者が出ており、その患者数は石川県内だけで1月10日から連日100人を超えた。避難所には患者の隔離を行うための部屋がないため、パーテーションで区切られた中で療養を行わざるを得なかった。中には新型コロナウイルス感染症で死亡した者もいた。検査器具がなく病名を特定できない場合もあり、医療救護チームも避難所内での感染対策を徹底してほしいと呼び掛けている。感染症を予防するため、避難所内での予防接種の必要性も指摘された。しかし、体調が悪くなったり発熱したりした人を検査の可能な避難所に追い出し、追い出された人が検査を受けられる避難所に向かうと元の避難所に戻るように言われ、元の避難所に戻っても受け入れてもらえない、というように感染リスクを気にされるあまり行き場がなくなってしまい、結局自宅に帰るほかに方法がなくなった避難者もいたため、専門家から何をする必要があるのか、何をする必要がないのかについての具体的なアドバイスが必要であったという指摘も出ている。
他方で、このような感染のリスクを回避するなどの理由からライフラインが復旧していなくとも敢えて避難所に行かず在宅避難を選択する者もおり、2月末の時点で石川県内だけで4557人が在宅避難者として登録していたが、在宅避難者に対し食料を届けるなどの支援は縮小されつつあり、災害関連死に繋がることが危惧された。一方で、市町村の作成する住民基本台帳を基に被災者台帳を作成し、それに市町村の作成する避難所名簿や石川県の作成する二次避難所の名簿や避難所以外の登録者に関する名簿の情報を加えることで氏名・住所・連絡先・被災の状況・配慮が必要な点などを網羅した被災者データベースを作成し、広域避難者についてもきちんと把握した上でそれを元に支援を行うことで災害関連死を防止する取り組みも行われた。しかし、全ての被災者が避難所に身を寄せた場合を想定すると到底避難所の運営は成り立たず、このような在宅避難者がいたからこそ避難所の運営は成り立っていたとの指摘もある。

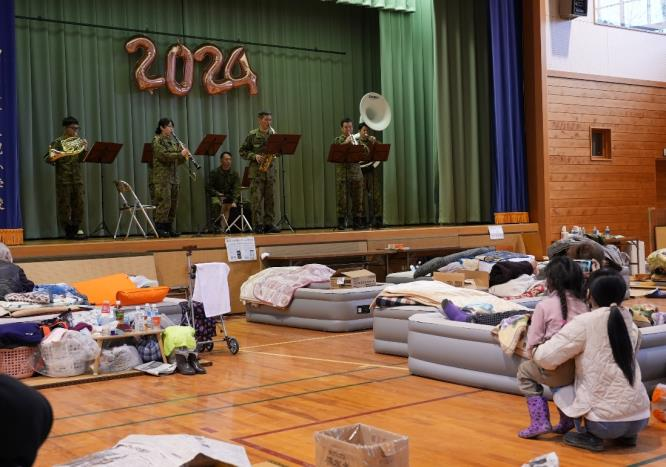
今回の地震の避難所の様子

また、冬季に寒冷地で発生した地震であり、避難所では毛布などの防寒具やストーブの燃料が不足していたため、特に気温が0 ℃前後まで下がった夜間に冷え込みが激しくなり多くの人が寒さを感じた。雪の降る日もあり、乳幼児や高齢者を中心に低体温症の危険性も高まった。特に、避難所として多く使われた体育館は板張りになっており、一部の場所に体育用のマットが敷かれていたとしてもそれ以外の場所では冷気が直に伝わってくる状況であった。実際に体温が25 ℃まで下がって低体温症と見られる症状で死亡した者もいる。避難所における低体温症の予防方法として、直接床の上で過ごすのではなく段ボールを敷くなどして身体に直接冷気が伝わることを避けること、重ね着をすること、ペットボトルに湯を入れて湯たんぽを作って暖めること、温かいものを食べたり高カロリーの食物を摂取したりすることが呼びかけられた。この他車中泊によるエコノミークラス症候群や一酸化炭素中毒、口腔ケアが不可能であることによる誤嚥性肺炎、トイレの事情が悪いために水分を控えることによる脱水症状、下敷きになったことによるクラッシュ症候群、高血圧や糖尿病などの慢性疾患の悪化、人工透析ができなくなることで患者が生命の危険に晒されることなどが懸念された。さらに、厚生労働省は食物アレルギーなどのアレルギーのある者に対する配慮を避難所などに呼び掛け、事故防止を徹底するよう求める通知を被災した県に対して1月4日までに出した。災害関連死を防止するための支援に関しては、福島県立医科大学主任教授の坪倉正治は2025年3月ないし4月ごろまで必要であると指摘している。
国立感染症研究所によるリスクアセスメントでは、被災地においてインフルエンザ・新型コロナウイルス感染症を含む急性の呼吸器感染症、ノロウイルス・ロタウイルスなどによる感染性胃腸炎・急性下痢症、破傷風、劇症型溶血性レンサ球菌感染症などの創傷関連皮膚・軟部組織感染症、咽頭結膜熱、麻疹（はしか）のリスクが高いと評価された他、黄色ブドウ球菌・サルモネラ・カンピロバクター・腸管出血性大腸菌 (EHEC)などによる細菌性腸管感染症、レジオネラ症、流行性角結膜炎、水痘（水疱瘡）、百日咳、肺炎球菌感染症などのリスクも中程度あると評価された。また、国立感染症研究所はボランティアに対し、マスクや手指衛生などの基本的な感染症対策の他、野外作業時は肌がなるべく露出しないようにすること、COVID-19ワクチンやインフルエンザワクチンなどのワクチンの接種を受けてから向かうことなどを呼びかけた。
以上のようなリスクを軽減するため、避難所を離れて能登半島外の旅館などの落ち着ける場所への二次避難も進められているが、能登半島には人柄の温かい人が多く離れたくない、知らない人と一緒に暮らしたくないなどの理由で渋る人が多く、実際に二次避難を行った者は1月下旬の時点で避難者の2割にも満たない。避難生活が長期化する中で地震前には要介護度が2から3であり、補助があれば入浴や食事を行えていた高齢者が地震から2週間程度で寝たきりの状態になるなど廃用症候群（生活不活発病）と思われる症状が徐々に深刻となったため、高齢者に対し日中に毛布を畳んだり散歩を行ったりするなどの運動を行わせることでこれを予防する取り組みも行われた。金沢医科大学に搬送された患者に関する研究でも、地震の直後よりやや落ち着いてきた時期の方が呼吸器内科や循環器内科の患者は多かったと報告されている。

### 女性・子供
内閣府男女共同参画局総務課は1月1日に、男女共同参画の観点から女性の視点にも立って災害への対応を行ったり避難所を運営したりするよう、新潟県・富山県・石川県・福井県・岐阜県・新潟県の6県と新潟市の男女共同参画主管部局長宛てに事務連絡を行った。しかし、今回の地震で大きな被害を受けた珠洲市・輪島市・七尾市・中能登町などでは防災担当職員に女性が一人もおらず、他の市町でも1人しかいなかった他、防災担当部署における女性の管理職に至っては県内に一人もいなかった。避難所においては生理用品は確保されていたものの、下着が不足し、男性用の下着を着用することを強いられた女性もいた他、ほとんどの避難所で女性用の下着を干す場所や更衣室も確保されていなかった。また、過去の地震の際に避難所で性被害に遭った女性もいたことから、トイレに行く際や夜間に行動する際には単独での行動を避けるよう呼びかける活動も行われた。育児中の被災者にとって重要な乳幼児向けのおむつも不足した。
一方で、珠洲市立飯田小学校など一部の避難所では女性も運営に加わり、おむつやお尻拭きなどが並べられた。穴水町の避難所の2割や能登町の避難所の大半でも女性が運営に関係した。パックを開けて加熱せずに飲ませることのできる液体ミルクも注目された。子供の遊び場が避難所となったことから子供が遊ぶことができる場所が少なくなりストレスの増加が懸念された一方、普段通り遊べるような行事も企画された。他方で、家事は女性がするものという固定観念から女性ばかりが炊き出しや掃除などを行いがちであった避難所もあり、ホワイトボードに必要な作業を書き出すなどして性別に関係なくこれらのような作業に参画できるような工夫が行われた。

### 在日外国人
2022年12月時点で石川県内にはベトナム人4580人や中国人3643人、ブラジル人1355人、フィリピン人1287人、韓国人1201人をはじめ16,598人の在日外国人が暮らしており、在日外国人も被害を受けたが、2024年1月9日時点で石川県が発表していた安否不明者の名簿の中に在日外国人であると思われる氏名は東北大学災害科学国際研究所では確認できなかった。その一方で、2022年10月31日時点で石川県内では11,450人の外国人労働者がおり、能登半島だけでも3200人を超える。日本政府は特例として外国人技能実習制度の実習生に対し登録された分野以外での就労を認める処置を取ったものの、実際には日本語を話せないなどの理由から副業をすることは困難な者が多かった。出入国在留管理庁と石川県国際交流協会などはこのような状況に遭った外国人に対して無料で相談に応じたものの、必ずしも周知されているとは言えない状況であった。また、被災した在日外国人は避難所に避難しても言語の壁や宗教上の理由で食べることのできないものなどの問題があり、数日で帰宅してしまう事例が多かった。
福岡県では津波注意報の発表が外国人にほとんど把握されていなかったことが問題となった。また、外国人留学生などの中には地震のほとんど起こらない地域から来た者もおり、中にはこの地震が生まれて初めて経験する地震であった者もいた。そのような者の場合、日本で生まれ育った人であれば当然に知っているような「沿岸で大きな地震の揺れがあった場合は津波が襲来する可能性があるので避難しなければならない」「大きな地震があった場合は避難所が開設されるので（自宅が危険な場合には）そこに逃げる」などといった地震に関する一般的な知識を持っていない事例があったほか、大きな被害に遭った能登半島の技能実習生の多くは地震前の数年間に訪日したため地域との接点がまだ十分ではなく地域の人からそのような知識を事後に得ることもできなかったことが指摘されている。行政が多言語によるホームページを開設していても、そもそもそこにたどり着くことができない外国人も多かった。一方で、一部の避難所では被害状況などを英語で手書きして壁に貼り付けるなどの取り組みも行われた。
出入国在留管理庁は6月30日までに在留期限を迎える外国籍の者がこの地震で被災した場合、手続きを行わなくても自動的に6月30日まで在留期限を延長する特例処置を講じた。また、出入国管理及び難民認定法並びに同法施行規則、日本国との平和条約に基づき日本の国籍を離脱した者等の出入国管理に関する特例法に定められた在留カードや特別永住者証明書に関する手続きなど合計20項目の責務に関して、この地震の影響により期限までに履行することができなかった場合はその期限を2024年4月30日まで延長し、当初の期限を遵守できなかったことについて不利益な扱いは行わないことを決定した。また、被災に伴う移動や避難により滞在先が変更になった者に関しては、変更先の地方出入国在留管理局で滞在先変更の申請を行うことを認めた。

### 福祉

#### 高齢者福祉・障害者福祉
施設自体の被災などが原因で、輪島市・珠洲市・能登町・穴水町で指定されていた39か所の高齢者や障害者向けの福祉避難所のうち6割以上が2月7日時点で開設されておらず、開設された避難所でも人手が足りずに実質的に機能しなくなっている事例も見られた。また、訪問介護やデイサービスなどでも多くの事業所でサービスを停止したり、安全上の理由から複数人でサービスを行うようにした結果各住宅を訪問できる回数が減少したりしており、家族の負担の増加に繋がった。高齢者施設などでは入浴ができない、暖房がないなどの理由で利用者の体調悪化も懸念されており、被害を受けていない施設に移送する試みも行われたが、要介護度の高い利用者は移送するのが難しく、仮に移送できたとしても移送先の環境に慣れるのが難しいという課題もあった。移送された人数は合わせて1000人前後になった。能登半島の6つの自治体で運営されている施設の数は、地震前には高齢者施設が85か所、障害者施設が47か所であったのに対し、地震後の2月5日にはそれぞれ59か所、29か所と大きく減少しているが、3月に入ってからは避難先の施設から元の施設に戻る動きも徐々にではあるが出てきている一方、職員が次々に職場を離れていることも課題となっている。

#### 児童福祉
保育所や認定こども園、児童養護施設などの児童福祉施設は2月1日時点で石川県・新潟県・富山県の合計281施設において被災が確認されており、石川県の珠洲市・輪島市・穴水町・能登町では全ての施設が被災した上、2月上旬の時点でもその大半は再開できていなかった。これらの自治体では保育士も多くが被災し避難するなどしたため3月7日の時点で保育士の3割が出勤できない状況が続いており、4市町の23施設のうち約4割に当たる9施設が3月4日時点でも保育を再開できていない。再開された施設には再開されていない施設からの職員も応援に入り、避難していない児童に対する保育の機会を確保している他、避難した児童に対しても避難先の自治体の施設で転園の手続きや利用人数の制限なしで受け入れが行われた。このためにこども家庭庁によって保育士の配置基準の緩和や定員の弾力化などの処置が図られた他、学童保育についても災害救助法が適用された自治体に住む家庭を対象に利用料の減免を行う処置が取られた。これら以外にも、被災地の児童に対する支援のために保育に関係する有志の団体で「オールこども石川」が結成されたり、保育所に臨床心理士が派遣されたりするなど、各地で様々な取り組みが行われた。

### 経済

#### 金融
1月4日、2024年最初の取引となった東京証券取引所では、地震による消費や企業活動への影響を懸念した売り注文が多く出されたこともあり、日経平均株価は前年末（2023年12月29日）終値と比べて取引時間中に一時750円を超える下げ幅となり、終値でも175円88銭安い3万3,288円29銭となった。また、同日に東京証券取引所で行われた大発会では恒例となっている打鐘を自粛した。一方で、復興の過程や地震後の地質調査などで需要の見込める北陸電気工事やキタックなどの建設会社や災害用品の需要が見込める繊維メーカーの萩原工業のように4日の取引でも株価が上昇した企業もあった。また、翌5日以降は地震の影響で金融緩和が続くとの見方が広まったことを理由の一つとして日経平均株価は上昇し、1月19日には一時3万6000円を超えている。また、円相場に関しては日本時間1月2日未明のシドニー市場で一時的に円高・ドル安となったものの、その後すぐに復興活動に伴うマイナス金利の維持を期待した円安・ドル高が進むなど、一面的な円高・ドル安が続いた阪神・淡路大震災、東日本大震災、熊本地震などとは異なる値動きを示した。この原因として、かつては安全資産と考えられていた日本円の地位が数年来の円安の影響により低下しており、自然災害の際に円が売られやすくなっていることが指摘されている。円は地震発生前の2022年以降すでに一部の両替所で他の通貨との交換が不可能となるなど弱体化が進んでいた。スイス・フランは2024年現在も安全資産としての価値が維持されている。
北陸財務局と日本銀行金沢支店は1月2日に、災害救助法が適用された区域の被災者に関して、預金証書や預金通帳などを紛失した場合でも他の方法によって確認して預金の払い戻しを受け付けること、印鑑を紛失した場合は拇印での代用を認めること、被災のため行えなくなった各種支払等に関して柔軟な対応を取ることなどを各金融機関、証券会社、生命保険会社、損害保険会社、少額短期保険業者、電子債権記録機関に対して要請した。1月4日には北陸農政局も新潟県・石川県・福井県の信用農業協同組合連合会、農林中央金庫富山支店、全国共済農業協同組合連合会の新潟県・富山県・石川県・福井県の各本部、新潟県・富山県・石川県・福井県の各農業協同組合中央会に対して同様の要請を行った。

#### 旅行
地震の影響で北陸地方の宿泊施設では宿泊予約の取り消し（キャンセル）が相次いだ。折しも新型コロナウイルス感染症 (COVID-19)が2023年5月に五類感染症に移行しており、宿泊業への影響も落ち着きつつあった矢先での被害となった。このような風評被害が発生した原因として、地震による被害が比較的軽微だった石川県加賀地域や福井県への訪問も控える動きが強まったことが挙げられている。地震に伴い石川県などは「能登半島への不要不急の来訪を控えるように」という呼びかけを行ったが、これに対して「（金沢市などの加賀地方を含め）石川県には来てください」という呼びかけも行われたため、混乱する向きもあった。そのため、石川県は公式のXにおいて名取祐一郎による地図付きの投稿を引用して、同じ県内でも被害状況は異なっており「能登半島に来ないでください」は決して「石川県（加賀地方）に来ないでください」という意味ではないことを広報した。この他に、店舗が通常通りの営業を再開しているような地域であっても行くことが不謹慎だと主張する、いわゆる「自粛警察」の言論が風評被害に影響したという指摘もある。風評被害に対しては政府や行政による支援を求める声も上がっている。また、このような過剰な自粛の呼びかけがボランティア活動のような必要かつ緊急な被災地への訪問までをもSNS等での批判を恐れて委縮することに繋がり、被災地に災害ボランティアとして赴いた人の数が阪神・淡路大震災や東日本大震災よりかなり少なくなる原因になったとの指摘もある。
この地震では能登半島を観光していた訪日外国人も被害に遭い、危うく脱出できなくなりそうになったグループもあり、そのことが大きく日本国外で報道されたことから、日本への旅行を委縮する外国人が増加することも懸念された。しかし、観光庁長官の髙橋一郎はこの地震を受けて（1月17日の段階で）東アジアや東南アジアから若干のキャンセルは確認されているものの、日本への観光に対する注意喚起や渡航制限を行っている国や地域は確認できないと述べている。1月全体の訪日外国人は268万人とCOVID-19の流行が始まる前であった2019年の同じ月とほぼ同じ水準となり、外国人観光客全体に占める地震の影響は限定的とされた。
九州経済調査協会がスマートフォンの位置情報を元にしたデジタル観光統計を用いて分析した結果によれば、2024年1月の観光を主要な目的とする訪問者が多い土・日・祝日に北陸地方を訪れた人の数は富山県・石川県で前の年の同じ時期を下回った一方、災害復旧を主要な目的として多くの人が訪問したと考えられる平日には富山県・石川県ともに前の年の同じ時期を上回り、その増加率も全国平均より高くなった。休日について市区町村別に比較すると、能登半島の大きな観光地を抱える自治体で減少幅が大きくなった一方、災害復旧工事などで入る人が多い上に交通機関が不便であるために土日を通じて滞在する者が多い珠洲市では2倍を超える増加となった。2月に入ると北陸新幹線の敦賀開業を控えて知名度が上がったために南関東からの訪問が増加したこともあり福井県では休日の訪問者が前年同月比で増加を続け、富山県でも増加に転じた。金沢市でも減少幅は縮小したが、七尾市など能登半島の自治体では大幅な減少を続けている。

#### 企業
1月26日、射水市新湊地区の「カモン新湊ショッピングセンター」のキーテナントである食品館と衣料品店が、地震によって来店客の減少に拍車がかかったことで経営を続けることが困難になったため、閉店した。このショッピングセンターを運営していた新湊商業開発が1月31日に富山地方裁判所高岡支部より破産開始の決定を受け、本地震の影響で倒産した最初の企業となった。負債の総額は約2億9000万円に達していた。
また、石川労働局や新潟労働局管内の企業では2024年4月から入社する予定であった新卒者の内定を取り消した事例も確認されており、その人数は新潟労働局管内でごく少数、石川労働局管内で1人と発表されている。興能信用金庫が1月下旬から2月上旬にかけて輪島市と珠洲市の合計1637の事業者に行った調査では、調査時点で回答した事業者の約60 %が休業したままであることが明らかになっている。従業員の多くが避難しているために再開の見込みが立っていない企業も多い。2024年の春闘でも製造業を中心にこの地震による業績悪化への懸念から賃上げに慎重な姿勢を示される労働組合があり、連合富山もこの地震による経済被害を念頭に置いて交渉を行うよう各労働組合に求めている。その一方で、地震の影響により十分な人数の新卒者を採用できるか見通せなくなった企業もあり、復興に協力できる企業であることを会社説明会などで就活生にアピールするなどの工夫が重ねられている。
新潟県は2月22日までの時点で県内の中小企業の被害件数が1201件、被害総額は32億6800万円に達すると発表している他、北陸4県の合計では1月下旬の時点で中小企業への被害額が数千億円に上ると報じられている。日本国内の証券取引所に株式を上場している企業のうち、この地震に伴う適時開示情報を1月4日までに公表したのは29社で、そのうち5社は影響がないと発表し、24社は影響が出ていると発表した。この24社のうち、16社は工場や店舗などの建物に、13社は生産ラインや設備などに、6社はインフラストラクチャーやライフラインに、5社は商品または製造品に被害が出ていると回答した。業種別では小売業の6社が最も多く、次いでサービス業の4社、電気機器と卸売業の各3社、陸運業の2社、ガラス・土石製品、機械、化学、証券・商品先物取引業、情報・通信業、電気・ガス業が各1社などとなった。
東京商工リサーチが2月1日から2月8日にインターネット上で企業を対象に行い、4872社から有効な回答を得たアンケートではこの地震によるマイナスの影響（以下単に影響と表記）があると回答した割合が「大いに」の3.09 %と「少し」の18.88 %を合わせた21.97 %であったのに対し、ないと回答した割合が「あまり」の49.54 %と「全く」の28.46 %を合わせた78.00 %（四捨五入の関係で合計は100 %にならない）となった。中小企業より大企業で影響があると回答した企業の割合が高く、業種別では影響があると回答した企業の割合が大きい方から順に宿泊業の40.90 %、その他の生活関連サービス業が38.09 %、機械等修理業が37.50 %などとなった。影響の具体的な内容を見ると、取引先が被災したと答えた企業の割合が高く、自社の拠点などが直接被害を受けたという企業の割合は比較的低かった。企業の所在する都道府県別で影響があると回答した企業の割合を見ると、地震で大きな被害を受けた石川県で65.38 %、富山県で61.81 %、福井県で46.66 %、新潟県で35.03 %などと非常に高かったほか、それに隣接する近畿や東海・甲信などの地域でも比較的高かった。最も低い長崎県でも3.12 %が影響を受けたと回答した。

### 教育

#### 被災地での教育活動
地震が発生したのが冬休み中であったこともあり学校管理下における人的被害の報告はなかったが、新潟県・富山県・石川県・福井県・長野県・岐阜県・愛知県・滋賀県・京都府・大阪府・兵庫県で幼稚園から大学までを合わせて公立学校886校、国立学校32校、私立学校99校の施設が被害に遭った。ただし、校舎自体が倒壊した学校はなかった。教員も避難しているために石川県内では自宅から通勤できない者が2月8日時点で150人に達した。石川県輪島市では、1月9日に始業式を予定していた市内の公立の小学校9校と中学校3校について、1月12日まで臨時休校にすることを決めた。同日以降の対応については状況をみながら検討するとしていた。2月6日には輪島市の公立小中学校が石川県立輪島高等学校の校舎を間借りして授業を再開し、石川県内での公立小中学校の休校は解消した。石川県内では3学期の始業日を延期した公立高校が1校、公立小中学校が28校、1月9日時点で未定であった公立高校が17校、公立小中学校が37校、県立特別支援学校が2分校あった。また、GIGAスクール構想が進められていたことからGoogle Classroom上で安否確認を行う学校もあった他、一部の学校ではオンライン授業も実施された。民間の学習塾でも被災者向けに無料でオンライン授業を行う動きがあった。また、この地震を受け奥能登地域では2月26日時点で小中学生の約5 %に相当する134人、県立高校の生徒のうち8人、特別支援学校の生徒のうち1人が転校した他、小中学生の約37 %に相当する979人、県立高校の生徒のうち333人、特別支援学校の生徒のうち17人が籍を元の学校に残したまま二次避難を行った。新潟県内でも校舎が傾くなどして使用できなくなったために仮設の校舎が完成するまで複数の場所に生徒を分けて授業を行わざるを得なくなった学校もあった。
東北大学災害科学国際研究所は、学校教育に関する支援や児童・生徒の心のケアを即応的かつ継続的に行う観点から、「学校教育支援プロジェクト」のウェブサイトを1月2日に立ち上げ、この地震に対する教育への影響に関して集約して情報発信を行った。珠洲市・輪島市・能登町には被災した児童・生徒の心のケアに当たるため1月26日から22の道府県の合わせて65人のスクールカウンセラーが文部科学省によって派遣されており、3月4日までに小学生482人と中学生182人の合計664人の児童・生徒、それに59人の教員（いずれも延べ人数）と面談を行い、頭痛や不眠症、注意散漫、ストレスなどの症状を訴える児童・生徒・教員も相次いでいる。スクールカウンセラーはチェックシートで児童・生徒に自身の心身の状況を自己確認させるなどの活動も行っている。
石川県輪島市にある日本航空高等学校石川と日本航空大学校は校舎などが被災したことから、一時的に同じ学校法人（日本航空学園）が運営している山梨県甲斐市の日本航空高等学校の敷地内に移転することを9日に発表した。両校では卒業式も山梨県内での実施となった。また、両校は仮校舎の建設に相当な資金を要することから、4月上旬から避難先を2015年以降使用されていなかった東京都青梅市の明星学苑青梅校へと変更し、1年から3年間使用するほか、日本航空大学校の学生の一部は北海道などのキャンパスに移転することが決まっている。なお、明星学苑は無償で校地を提供することになっている。
学校再開後も調理設備が復旧しなかったため通常の給食が提供できなかった学校も多く、被災した自治体ではボランティア団体が調理した弁当を提供したり、ペットボトルの水と支援物資を用いて調理を行ったりするなどの対応を余儀なくされた。珠洲市は被災者支援を目的に2024年度について全ての小中学校・義務教育学校での給食費を無償とすることを決めている。
3月1日に石川県内のほとんどの公立高校で行われた卒業式でも、飯田高校や輪島高校では校舎が被災したため別の場所で開催された。また、卒業式を行うため避難所を狭くせざるを得ない学校や、体育館が避難所として使用されたままであったために校内で卒業式を行えてもランチルームなど別の教室で式を実施した学校もあった。輪島市の小学校は体育館が避難所として使われ続けていることから、9校のうち6校が輪島消防署で合同で卒業式を実施した。新潟市内の公立中学校では被害状況によらず全ての学校で1月14日までの部活動が見合わされていたが、1月15日に再開された。
石川県はこの地震に伴い自宅が損壊した世帯、または地震の影響で年収が590万円未満（4人家族の場合）となった世帯に対し高校の授業料を減免し、小中学校の学用品の購入費を補助する方針を決めている。学用品の支援に関しては石川県が支援を求めることのできるホームページを開設したほか、富山県滑川市のリユースラボがランドセルの寄付を募った。また、二次避難を行ったことで通う学校が替わった児童・生徒のために、転校先の学校の制服や体育着のリユース品を無償で提供する取り組みも行われた。

#### 入学試験への影響
大学入試センター理事長の山口宏樹並びに文部科学省は、1月13日・14日に予定されていた大学入学共通テスト（旧・大学入試センター試験）について、予定通り実施する方針を1月3日に発表した。また同月27日・28日に予定している追試験について、石川県の被災受験者の受験を認める特例措置を決定し、会場も当初予定の東京都と京都府の2会場ではなく、追加会場として県内の金沢大学角間キャンパスを設定した。また新潟県、富山県、福井県など他地域の被災者についても、地震被害を理由とする追試験受験を認めた。このほか、地震の被害による受験票の紛失や調査書の未入手などの場合における出願の方法についても、大学側に柔軟な対応を求めた。国公立大学の二次試験に関しては石川県内の大学においても出願者の前年と比べた減少は石川県立大学で3割前後に達したほかは2割以下となり、河合塾の研究員はこの地震の影響は限定的であったという見解を示している。
3月6日・7日に行われる予定の石川県の公立高等学校入学試験も、校舎が被災したために試験の実施が難しい羽咋高校は羽松高校、田鶴浜高校は七尾城北高校、穴水高校は町立穴水中学校に会場を変更して実施される他、田鶴浜高校、穴水高校、能登高校、輪島高校、飯田高校は面接試験を、七尾特別支援学校の珠洲分校、輪島分校は筆記試験を中止することを決定した。また、珠洲市、輪島市、穴水町、能登町からの避難者は金沢市の石川県教員総合研修センターでの受験も認められることが決定した。当日は92人が同センターで入学試験を受験し、集団避難先から臨時にバスが手配されて受験生を会場へ輸送した。輪島高校を受験する生徒は76人中51人が同センターを利用した。奥能登地域にある輪島・穴水・能登・飯田・門前の5公立高校は、避難先に志望校を変更したなどの理由でいずれも志願者が減少した。特に輪島高校では、初日の出願者数が2023年の85人に対し0人となった。私立高校でも会場変更や受験生の所属中学校での受験などの対応が行われた。
金沢大学では被災した受験生に対し入学試験の受験料や入学後の授業料を免除する。また、1月6日には「能登半島地震避難者受入基金」が設立されており、被災のために学業の継続が困難となった生徒や学生を対象に奨学金を給付する。この他、金沢工業大学、名古屋大学、上智大学、立命館大学も被災者の受験料を免除する他、金城大学は被災者の宿泊費や交通費も補助する。また、被災地の大学の一部では入学試験中の余震に備え新たな指針を制定した。

### 環境
この地震により石川県では損壊した住宅の解体や被害を受けた家具などの廃棄に伴い244万トンの災害廃棄物が出ると推計されており、これは石川県全域での平常時のごみ排出量に換算すれば7年分に相当する。特に市町別で最も多い珠洲市だけで57万6000トンに達し、同市全域での平時のごみ排出量の132年分に相当する。また、珠洲市・輪島市・能登町・穴水町の奥能登地域全体では151万3000トンで石川県全体の約6割を占め、奥能登地域全体での平時のごみ排出量に直すと59年分になる。ごみの種類別では可燃物・不燃物・木材が合計で124万トン、金属が120万トンと見込まれる。富山県でも4万4000トンの災害廃棄物が出ているが、これは同県の年間のごみ排出量と比べると1割に過ぎなかった。石川県は広域処理を活用するなどして、災害廃棄物の処理を2026年3月までに完了させることを目標としている。2月24日には廃棄物のうち120万トンをリサイクルし、38万トンは海路も利用し新潟県・富山県・福井県に輸送し現地の業者に処理を委託する計画が決定している。この地震では早い時期から被災した自治体に廃棄物処理に関する支援が行われ、住民への周知も早期に行われたことから、過去の地震の教訓が生かされているという評価もある。なお、処理にかかる費用は特定非常災害の場合に通常政府が負担する97.5 %に上乗せして、自治体の財政状況などに応じて最大で合計99.7 %までを政府が負担することが、3月1日の閣議で決定している。市町村が設置する災害廃棄物の仮置き場に関しては石川県内の11の自治体に合わせて18か所が設置されている。一方で、この地震の被災地には山間部が多いため、十分な数の仮置き場を確保するのは難しいという指摘も出ている。
また、日本保健衛生協会などは住宅内の片付けをする際などにアスベストに注意するよう呼び掛けた。

### スポーツ・ボードゲーム
バスケットボール・B3リーグは、金沢武士団の七尾市の練習拠点や選手・スタッフの自宅などが被災し、試合を行える状況ではないとして、1月中に開催予定だった同チームの公式戦第13節 - 第16節の全8試合の中止を発表。2月3日（第17節）から公式戦への参加を復帰。なお、第18節に志賀町総合体育館で行う予定だった東京八王子ビートレインズ戦は同体育館が使用不能のため愛知県内で行った。
地方競馬の金沢競馬場は1か月程度、場外発売や払戻しを中止することを発表した。日本中央競馬会（JRA）も、J-PLACE金沢での中央競馬の勝馬投票券発売や払い戻しを休止することを発表した。
卓球・Tリーグは、1月13日・14日に石川県小松市の小松総合体育館で開催予定だった金沢ポート対木下マイスター東京と金沢ポート対T.T彩たまの男子公式戦を中止することを発表した。
1月26日、日本高等学校野球連盟（高野連）は同年春の第96回選抜高等学校野球大会の出場校を決定し、石川県勢としては星稜高等学校と日本航空高等学校石川の2校が北信越ブロックの代表として出場することが決定した。星稜高校野球部はこの地震でグラウンドが使えなくなる被害を受け、屋内練習場での不便な練習を余儀なくされていたが、復旧工事が完了した2月10日から同校グラウンドでの練習が再開された。一方日本航空高校石川の野球部は、練習に使用しているグラウンドが陥没する被害を受けたほか、学校自体が地震の影響で山梨県に一時的に移転を開始したため、移転先から自動車で30分前後離れた山梨県立増穂商業高等学校跡地のグラウンドに練習場所を移すことが決まった。ただ、雪が多いために冬季は練習できない石川県とは異なり山梨県では冬季でも練習を行えるために1月19日から練習を再開した他。3月4日から9日までの合宿に関しては支援を申し出た徳島県阿南市での開催となった。選抜高校野球大会では開会式当日に黙祷が捧げられることが決定しているほか、試合開催日の最初の試合の開始1時間前（初日のみ開会式の開始1時間前）から最終試合の5回裏が終了するまでの間、阪神電鉄甲子園駅の駅前広場で被災地に送られる義援金が募られることが発表されている。
地震が発生した際に開催期間中であった第102回全国高等学校サッカー選手権大会では1月2日に3回戦が行われ、船橋市立船橋高等学校と被災地の星稜高等学校が対戦した。星稜高校の応援団は地震の影響により会場となった千葉県柏市に向かうことができなかったため、船橋市立高校の後援会が野球部から星稜高校のシンボルカラーと同じ緑色のメガホン350本を借り、星稜高校の選手団に貸し出した。試合では船橋市立高校が被災地を応援する横断幕も掲げた。なお、試合自体は船橋市立高校が4対1で勝利した。
3月12日、日本相撲協会が両国国技館で4月16日14時より横綱の土俵入りや幕内の十番勝負などを内容とする「令和6年能登半島地震復興支援勧進大相撲」を実施することを発表した。勧進相撲が開催されるのは1962年に四天王寺の復興のために行われて以来62年ぶりで、1人3000円から1万円の入場券による収入は全額が復興支援のために被災地へ義援金として寄付されることが決定している。なお、この勧進相撲は4月6日に石川県七尾市で実施される予定であった春巡業が地震の影響により中止されたため、その代替案を検討した結果として企画されたものである。
この地震により七尾市にあり約700人が利用していたスポーツクラブ「スポーツギャザー770」が液状化現象や浄化槽の隆起などにより営業できない状態となり、多くの選手を輩出した実績のあるプールも傾いたため使用不可能な状態になり、復旧の目途が立たなくなった。しかし、クラウドファンディングなどによって復旧に向けた資金が募られている。
将棋では2月24日に金沢市で行われた第49期棋王戦五番勝負の第2局、藤井聡太対伊藤匠の対局で地震により倒壊した珠洲市内の家屋に残されていた駒が使われた。この駒は毎年棋王戦の際に日本将棋連盟石川県支部連合会理事の塩井一仁によって用意されていた駒であり、地震の際に将棋盤は壊れたが包装材の付いていた駒はがれきの下に埋もれていたものの無事だった。藤井はこの対局に勝利し、この駒に関して、特別な駒であり良い対局にしたいと思ったという感想を述べている。

### 文化

#### 芸術・歴史
金沢21世紀美術館は、開館予定だった1月2日を臨時休館とし、2日には施設被害のため当面の間休館とする事を発表した。その後、2月6日には無料で入館できる一部の区画に限って営業を再開した。金沢市の国立工芸館は2日から5日を臨時休館、富山市ガラス美術館は8日まで臨時休館、大阪中之島美術館は3日を臨時休館とした。小松市の日本自動車博物館も臨時休館した。
金沢城と兼六園では、安全確認が取れるまで2日から臨時休園とした（うち兼六園は1月5日に再開）。さらに実施中の夜間開園及びライトアップは中止された。
映画館ではTOHOシネマズやイオンシネマ、コロナシネマワールド、ユナイテッド・シネマなど新潟県・富山県・石川県・福井県の4県の映画館に休館が出たが、安全確認が終了した館から順次営業を再開した。営業が再開した館でも一部のスクリーンが再開できない事例もあった。2月9日にイオンシネマ新潟西が再開し、全ての映画館が営業を再開した。
能登半島で伝統的に節分（2024年は2月3日）に行われている伝統行事「あまめはぎ」は、多くの家が被災したため例年実施されている能登町の4つの集落全てで中止された。また、能登半島の農家が伝統的に行っている豊作を祈る行事で国際連合教育科学文化機関（UNESCO）の無形文化遺産に登録され、日本政府の重要無形民俗文化財にも指定されているアエノコトのうち、例年2月9日に行われる田の神を田に送り出す行事も、家屋が倒壊などの被害を受けただけでなく断水が続くなど復興が進んでいないため延期や中止、あるいは簡略化を余儀なくされる地域が相次いだ。能登半島の各地で祭りに使われる灯篭であるキリコも、地震によって破壊されたり津波に流されて失われたりしたため、春に輪島市で行われている曳山祭は中止されることが決定した。輪島市の伝統芸能で石川県の無形民俗文化財に指定されている御陣乗太鼓も、太鼓が保管されている事業所が被災したため例年1月2日に白山神社で行われている打ち初めができなくなった。その後、太鼓は白山市の浅野太鼓楽器店によって同市に運び出され、2月7日にその浅野太鼓楽器店のスタジオで保存会に所属する5人による演奏の練習が再開された。3月3日には白山市の白山比咩神社で打ち初めを行うことができたが、保存会に所属する者もほとんどが避難生活を強いられており、先行きは不透明な状態が続いた。

#### 科学
のとじま臨海公園水族館では、地震の影響で水槽の濾過設備が止まる被害が発生したため、飼育していた生物をいしかわ動物園や越前松島水族館、富山市ファミリーパークに順次移送した。しかし、飼育されているジンベエザメ2頭のうちの1頭、「ハチベエ」の死亡が1月9日昼前に確認された。翌1月10日には残る一頭の「ハク」の死亡も確認された。
岐阜県飛騨市の神岡鉱山跡地の地下にある重力波望遠鏡「KAGRA」のある坑内は、この地震に伴い震度3を記録し、強い振動がかかった上に重力波とは大きく異なるその振動を防振装置でも抑えることができず、数多くの機器に損傷が生じて観測が行えない状態となった。遠隔での調査のほか、余震の回数が減少してから行われた現地調査の結果では、鏡の振動を抑える装置20台のうち9台が故障し、遠隔での操作を行うことが不可能となったほか、冷却装置も停止し、防振装置も接触不良を起こしたことが確認された。このような状況から手動で復旧を行う以外に策はなくなったが、-188 ℃の超低温で真空という環境に置かれていた装置をいったん常温常圧の状態にしてから修理を行い、終了したら再度真空・超低温の状態にするという手順を踏む必要があるため再び観測を行える状態にするまでには少なくとも数か月の時間がかかり、2024年3月末に開始される予定であったLIGO-Virgo-KAGRA第4期観測運転（後半）の開始に復旧を間に合わせることは不可能とされた。そのため、同運転（後半）が終了する2025年1月までの復旧を目標としている。
天文施設では能登町の星の観察館満天星が天文台にある望遠鏡や赤道儀のほかプラネタリウムなどにも被害を受けて営業できない状態となった。道路状態が悪く断水が続いていることから少なくとも3月中は再開できないことが決定している。ただし、当日は休館日であったことから施設における人的な被害は発生しなかった。その一方で、能登町立松波小学校の卒業式の際には卒業生が前日の3月14日に特別にプラネタリウムに呼ばれ、児童が生まれた日と卒業式当日（3月15日）の星空が映し出された。金沢市にある銀河の里キゴ山の天体観察センターでは、プラネタリウムや展示品などに大きな被害は確認されず、床のコーティングにひびが入る程度であったものの、施設が避難所として使用されることが決まったことから3月末までは通常の営業を再開できなくなった。羽咋市のコスモアイル羽咋は建物自体に被害はなく、展示品に若干の被害が確認されたのみであった。修繕と点検、安全の確認が完了した1月24日から営業を再開し、2月10日からドームシアターも再開された。富山県の富山市科学博物館、黒部市吉田科学館、石川県小松市のサイエンスヒルズこまつと金沢市のいしかわ子ども交流センターなどの天文施設には被害はないかあったとしても営業に支障を及ぼすようなものではなく、通常通りの営業を続けた。

#### 図書館
阪神・淡路大震災や東日本大震災の際に個人から数多くの書籍を届けられても整理する人員がいなかったり読者の需要に合わなかったりして廃棄せざるを得なくなった事例が相次いだことから、日本図書館協会は1月11日、被災地の図書館に書籍を送らないようホームページ上で呼びかけた。1月9日までの時点では、県立図書館では石川県立図書館、大学図書館では金沢大学附属図書館、北陸先端科学技術大学院大学附属図書館、北陸大学図書館、新潟大学附属図書館、市町村立図書館では石川県の金沢市図書館、七尾市立図書館、かほく市立中央図書館、志賀町立図書館・志賀町立富来図書館、中能登町立図書館、珠洲市民図書館、内灘町立図書館、宝達志水町立図書館、富山県の黒部市立図書館、富山市立図書館、氷見市立図書館、小矢部市民図書館、福井県のあわら市立図書館、新潟県の糸魚川市民図書館が地震の影響で開館を取り止めたか、取り止めることを決めていた。新潟県立図書館は開館していたものの、本棚が倒れ本が損傷したために書庫が利用できなくなった。しかし、各図書館の運営者は読書機会の提供のため復旧を急ぎ、富山市立図書館が地震により損傷した資料や防災に関係する資料を展示するコーナーを設けた上で1月17日に復旧し、珠洲市民図書館も1月9日に復旧した。2月6日の時点では休館を続けている図書館は石川県の七尾市立図書館、穴水町立図書館、輪島市立図書館（門前図書館と町野分館を含む）のみとなっていた。その後、3月1日に七尾市立図書館が、7月10日に穴水町立図書館が再開している。
また、京都市図書館は七尾市立図書館の休館が続いていた2月に、同館が提供する電子書籍のサービスの対象を京都市の在住・在学・在勤者の他に、同市が関西広域連合の支援において分担することが決まった七尾市の在住者にも拡大した他、児童書を予約なしで読み放題にするなど、避難所でも読書を味わえる工夫も凝らされた。東京都内の図書館では初めて、立川市図書館は輪島市の小中学生と教員を対象に読書機会の確保を目的として3月12日から同図書館の電子書籍の貸し出しサービスを利用できるようにする処置を取った。

### 音楽イベント
以下のものが中止もしくは延期された。
- 1月3日のNGT48新春特別公演（新潟市・NGT48劇場）延期[1021]
- 1月7日のDragon Ash公演（金沢市・金沢Eight Hall）延期[1022]
- 1月13日・14日のTravis Japan公演（新潟市・朱鷺メッセ）中止[1023]
- 1月13日のバンダイナムコエンターテインメント「THE IDOLM@STER CINDERELLA GIRLS UNIT LIVE TOUR ConnecTrip!」（『アイドルマスター シンデレラガールズ』のライブツアーの一つ）石川公演（金沢市・本多の森北電ホール）延期[1024]

### 人口
石川県が3月1日に発表した2月1日現在の住民基本台帳に基づく県内の推計人口のまとめでは、1月の市町別の転出者数は輪島市で前年の同じ月の6倍、前月の3倍を超え、穴水町では前年の同じ月の3倍、前月の2倍を超えた。両自治体の担当者は地震の影響と考えており、輪島市の担当者は死亡も例年より多い印象があると語っている。奥能登の輪島市・珠洲市・能登町・穴水町の合計では397人と前年の同じ月の4倍以上の人数が転出し、総人口は1年前と比べて4 %減少し5万4655人にまで落ち込んだ。避難時に住民票も移した者も多いと考えられている。石川県全体でも転出者数が転入者数を540人上回り、この差は1月としては1971年4月に統計を取り始めてから最大となった他、転出者の絶対数である2992人も1月としては統計を取り始めて以来5位の多さとなった。石川県全体における死亡者数と死亡超過数（死亡者数と出生者数の差）も過去最大となった。石川県内で人口の減少率が大きい自治体は上位から順に輪島市、珠洲市、穴水町、能登町などとなり、大きな被害を受けた地域が上位となった。珠洲市では2月にも118人が転出したと見込まれている。地震の影響で人口が急減している背景として、水道などインフラストラクチャーの復旧が進んでいないことも挙げられた。その一方で、被災前と同じ自治体に住み続けたいと考えている被災者が84 %に達しており、石川県内の別の自治体に住むのでも構わないと考えている被災者は3 %に留まるという、NHKなどによる2月中旬から下旬にかけてのアンケートの結果も出ている。
富山県でも地震の被害が大きかった氷見市や高岡市、それに南砺市、魚津市、上市町では2024年1月中の人口の社会減が過去10年間で最大を記録している。特に、液状化の被害が大きかった氷見市栄町の新道地区では被害を受けた39世帯のうちおよそ8割に相当する30世帯が市内の別の地区などに転出する意向であると町内会が行ったアンケート調査で回答している。

### 暴力団
山口組の傘下の組員が個人的に炊き出し、物資輸送などのボランティアに加わった。

### 問題行動・事件

#### 窃盗等の犯罪
警察庁によると、1月13日までに、災害に便乗したとみられる空き巣や避難所での置き引きなどの窃盗の被害が石川県内で21件発生し、この数は3月5日までに51件に増えた。輪島市では避難していたために誰もいなかった住宅2件に入り被害額6万円に相当する指輪などを盗んだため石川県外在住（または住所不定）の10代の男女3人が3月5日に逮捕された。同じく輪島市では被災した住宅に侵入しミカン6個を盗んだ大学生に対し執行猶予の付いた有罪判決が言い渡されている。
この他、名古屋市科学館や京都市の寺院では募金箱に寄せられた義援金が盗難の被害に遭っている。2024年1月に石川県内でこの地震に関連した犯罪は窃盗が空き巣10件や出店荒らし（店員が避難しており不在である隙を狙って店から商品を盗む）5件など30件、建造物侵入や器物損壊など他の種類が5件の合わせて35件あり、3人が検挙されている。

#### 自動販売機の破壊

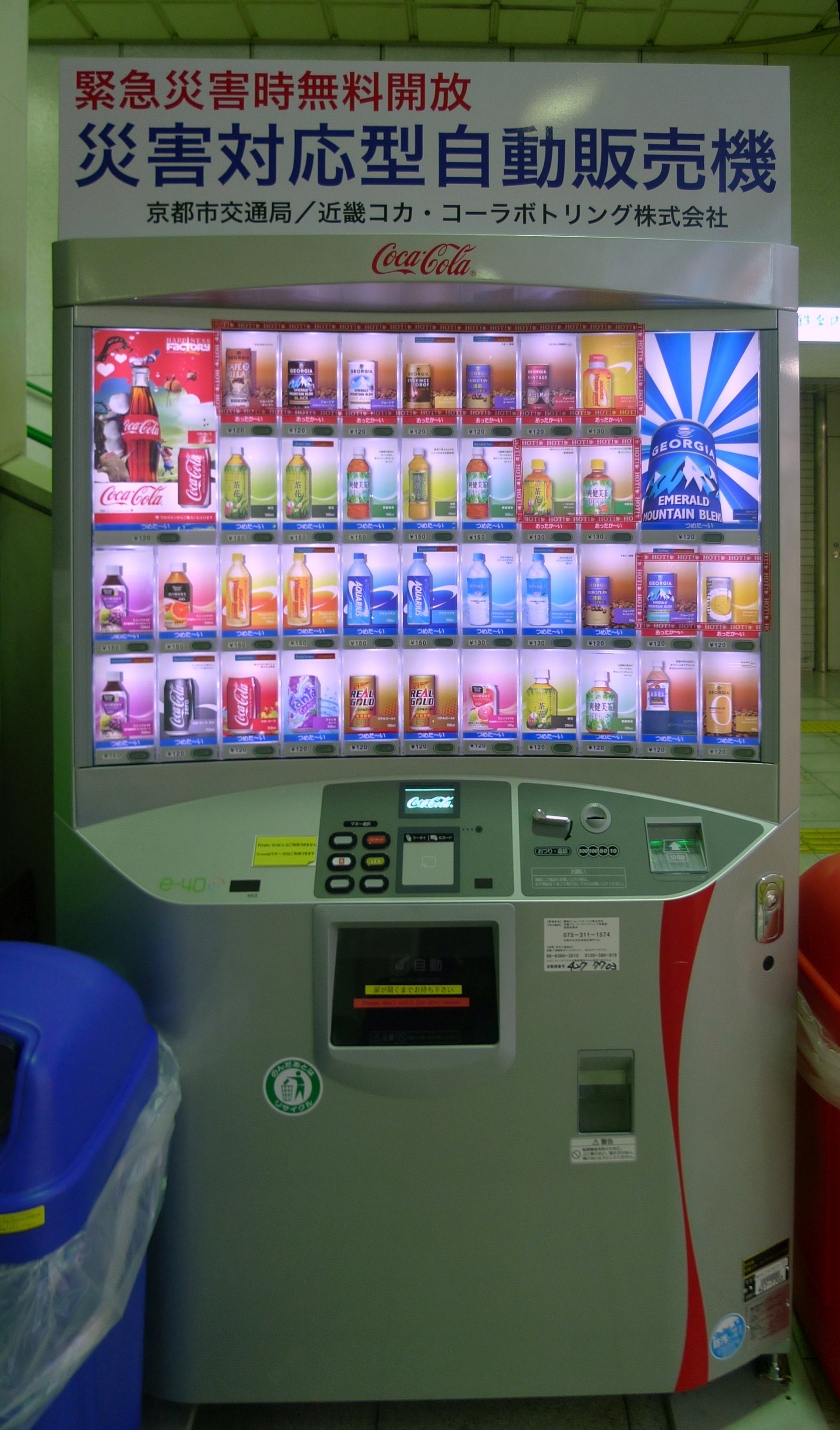
災害対応自動販売機の例（今回の地震で破壊されたものとは異なる）

1月1日20時ごろ、この地震で避難者が集まっていた（公式な避難所ではなかった）石川県立穴水高等学校校舎1階にある事務室の近くで、北陸コカ・コーラボトリング、明治、雪印メグミルクの管理する（後2者はサンデン・リテールシステム社製）自動販売機合計3台が学校の関係者や自動販売機の管理者の許可を得ることなく、「緊急だから」と言った男女4、5人によって硬貨や紙幣を保管する場所を含めて電動式の工具で壊され、中から飲み物が取り出されて周囲の避難者に配布された。被害額は1台につき約40万円であった。この自動販売機は災害支援型で、鍵で扉を開ければ無料で飲み物を取り出すことができたが、この当時は停電中であったため鍵で扉を開けることも不可能であった上、そもそも当日は元日であったために鍵を管理している教職員が不在であった。また、穴水高校は公式な避難所ではなかったため食料や水の備蓄はなかった。避難者の一人は他の避難者が飲み物を確保するために「自販機を壊そう」と話し合っているのを聞き、壊された自動販売機から取り出されたジュースを受け取った際には嬉しい気持ちになったと証言している。北陸コカ・コーラボトリングは1月18日に被害届を提出しており、石川県警察は器物損壊罪に該当する可能性があるため関係者から事情聴取を実施していた。弁護士の永井幸寿や近畿大学教授の辻本典央からは管理者への連絡などの代替手段があったために緊急避難に当たる可能性も低く、壊された自動販売機から取り出された飲み物を受け取った人も罪に問われる可能性があるとの見解が示されていた。1月22日になって自動販売機の破壊に関係した女性から北陸コカ・コーラボトリングに対し謝罪と被害の弁済の申し出があったが、事情に鑑みて北陸コカ・コーラボトリングからは弁済を求めないとの返答があった。被害届に関しては経理上の観点から取り下げられなかった。一方で、北陸コカ・コーラボトリングは自身や周囲の人の怪我防止の観点からもこのような破壊行為は行わないよう求め、この一件を受けて停電時でも作動できるような自動販売機を順次設置することを検討した。他の2社は1月23日時点で被害状況を確認中である。

#### 不審なメール・勧誘
トビラシステムズによると、災害に便乗し1日に数百件、多い時で数千件のショートメッセージサービス (SMS)等を利用した不審なメールが届いていることを検知している。不審なメールは返信しないように同社は注意喚起している。
また、石川県によると、住民が屋根の修理やブルーシートの設置などを巡り高額な代金を請求されたケースが1月9日時点で9件あった。また、市役所を騙り寄付金を集めているとの不審な電話も確認されており、実際に詐欺の被害に遭った事例も確認されている。3月13日には、この地震で国から点検を行うよう説明を受けたという虚偽の説明を行い、製造者や販売の担当者の氏名が記入されていないなど記載に不備のある契約書類を交付して訪問販売で火災報知器を高額で売り付けたとして特定商取引法違反で3人の男が逮捕されたことが報じられた。

#### 能登半島への不要不急の訪問
地震後、石川県が能登方面への移動自粛を呼び掛けており、個人からの救援物資が受け付けられていなかった段階でも複数の迷惑系YouTuberや参議院議員の山本太郎が被災地を訪れ、被災者のために行われた炊き出しの食料を食べるなどして問題視する意見が出た。一方で、渋滞対策として個別に訪問せずに県に登録してから県の手配したバスでボランティアを行うように呼び掛けている石川県の立場に関しては、関心を持った人が自発的に行うというボランティア本来の趣旨に反しており、実際に行ってみて何も手伝えることがなければ帰ればよいだけである、重機を操縦できるなどの特別な技能も必ずしも必要ではない、などという批判も見られた。さらに、不要不急の能登半島への訪問を控えるべき根拠として提示された「渋滞の回避」には定量的な根拠が存在しないという指摘もある。なお、金沢大学が結成した合同調査チームでは、被災地で調査を行う際には被災地に負担をかけないよう身分を明示すること、必要な物品を全て持参し自己完結型で実施すること、周囲の状況を判断して行動することなどを盛り込んだガイドラインを制定し、1月30日に災害対策本部会議で承認されている。

#### 問題のある支援物資
各地から送られてくる支援物資の中には、古着や賞味期限が切れた食品もあり、問題となっている。

#### 炊き出しへのサプリメント投入
被災地における炊き出しにおいて、被災者に知らせずに「70種類以上の植物系ミネラル」を謳うサプリメントを投入している団体があった。当該製品のウェブサイトには含まれているミネラルの種類や量は記載されておらず、注意事項には「妊婦や服薬中の方は医師などに相談」と記されていた。炊き出しの様子をSNSに投稿した人物は、ABEMA TIMESの取材に対し「どれだけ摂っても問題ない」「どういう薬理効果があるのかを全部説明できる」と主張し、「アンチする人は『無知なんだな』っていうだけです」と見解を述べた。これに対し、科学コミュニケーション専門家の左巻健男は「乳幼児、高齢者、妊婦、あるいは肝臓や腎臓の働きが弱い人。そういう人たちがもし知らずにそれを摂ってしまうと問題が起き得る」「植物系だからいいってことはない」と批判した。管理栄養士の成田崇信は、緊急時に必要性が高いのは長期的に考えた際に健康を維持するのに必要に過ぎないミネラルより水分と三大栄養素（脂質、タンパク質、炭水化物）であると指摘した上で、「腎機能障害がある人ではカリウムの過剰摂取は心機能に重大な影響を及ぼす事もあり、最悪心停止に至る事もあります。善意であっても、特定の栄養素が多く含まれている食品を添加するのは、推奨されません」と批判した。炊き出しには自治体の許可を取る必要はなく、自治体はサプリメントを投入した団体があったことを把握していなかった。

#### 支援物資のフリマサイトへの出品
珠洲市において、支援物資がフリマサイトのメルカリに出品されている疑いが生じている。メルカリのサイト上に、簡易トイレやサプリメントなどに加え、なにわ男子が被災地で配布したタオルなども出品されているのが確認されたという。これらの支援物資を出品しているアカウントは2つ存在し、いずれも発送元が石川県となっていた。被災地の住民らからは「換金は非常識な行為だ」などの怒りの声が出ている。

## メディアの動き

### テレビ
NHK総合では国立競技場で開催されたサッカー国際親善試合（TOYO TIRES CUP 2024、日本 対 タイ戦）の中継中、16時6分の前震による緊急地震速報が入電し、そのまま非常報道体制に移行。各民放テレビ局でも16時21分までに全て中止され地震に関する報道特別番組に切り替わった。元日に発生した地震のため、『芸能人格付けチェック』（朝日放送テレビ・テレビ朝日系）をはじめとした多くの正月特別番組が放送を中止した。他にも一部企業で正月に合わせたCMの放映を自粛する動きが見られた。
NHKでは地震発生直後に東京・渋谷の放送センター（ニュースセンター）で待機していた山内泉が震度の情報と津波警報を伝え、大津波警報の発表直後に中山果奈に交代して情報を伝えた。山内と中山は、津波警報と大津波警報の発表に際して「あなたに命の危険が迫っています」「テレビを見てないで逃げてください」などと大声で発し、「絶叫」とも形容される強い口調で避難を呼びかけた。NHK報道部の足立義則は、このような呼びかけ方は東日本大震災時の教訓を生かして決められたものであると、NHKによるnoteの記事を挙げて説明しており、ほぼ毎晩実施している非常報道訓練でも盛り込まれている。このような最大級の呼びかけが行われたのは、普段は冷静な口調のアナウンサーが強い口調を使うことで「自分は大丈夫」などといった正常性バイアスに陥らないようにするための試みであった。津波警報における東日本大震災の教訓を生かした呼びかけ自体は2012年12月7日の三陸沖地震などでも行われていたが、最大級の呼びかけが行われたのは今回が初めてであり、このような呼びかけを受けて避難を決断した人もいた。また、日本海中部地震や北海道南西沖地震がそうであったように、日本海側での地震では津波がすぐに到達することも強い呼びかけの背景にあった。
NHKは、インフラの寸断により被災地域の一部で地上波放送の視聴が出来なくなっていることから、BS波の再編に伴い2023年12月以降番組移設や停波の周知広報に使用しているBS103ch（旧・NHK BSプレミアム）において、9日18時より総合テレビの金沢局の地域向けニュースや全国ニュースなどを随時放送する臨時対応を行った。さらに12日4時以降、BS103chでの臨時対応の対象を、総合テレビの石川県域放送および全国放送のほぼすべての番組に拡大。本来は2024年3月で放送免許失効に伴い停波する予定だったが、臨時目的放送に切り替えた上で同年4月以降も継続。同月6月30日でBSでの被災地向け放送の対応を終了した。
独立放送局については、津波警報の対象地域であった兵庫県のサンテレビは事前収録で制作された多言語で避難を訴える映像を放送するなどいくつかの放送局が臨時編成を組んだ。このほか、編成の変更を行わなかったテレビ埼玉においても1日に放送を予定していた『埼玉政財界人チャリティ歌謡祭』の放送を延期した。
なお、元日（1月1日）の番組編成がテレビ各局において大幅に変更されたことを受けて、テレビ番組の視聴率測定を行っているビデオリサーチは地震発生以降の視聴率発表は行わない異例の措置が取られた。1月1日から7日までの期間は視聴率上位10番組のうち6番組をニュースが占め、翌週も2位と3位に地震に関する報道番組がランクインした。

### ラジオ
この地震では停電のためにテレビやインターネットが使えない状態が長期間続いたため、ラジオは情報収集の媒体として重要な役割を果たした。石川県の北陸放送では地震当日が元日であったために勤務していたアナウンサーが1人しかいなかったが、退職者や外部（フリーアナウンサーや協力会社スタッフ等）の手伝いもあり放送を行うことができた。

### 新聞
地震を受けて、読売新聞や北日本新聞では被害状況を伝える号外を連日にわたって、被災地の避難所や全国の主要な都市などで配布した。さらに、北國新聞では1日に号外を配布した他に、新聞休刊日であった2日に特別夕刊を発行した。記者の帰省などにより取材が難しい状況ではあったが、号外は1日21時現在の情報に基づいて作成され、特別夕刊は金沢市内でも購読者であるかを問わずに配布された。1月3日に通常の新聞で報道が始まってからは多くの記者も被災したという事情からルポルタージュ記事やライフラインに関する記事が中心となった。北國新聞は、過去に震災で大きな被害を受けた地域の地方紙である熊本日日新聞、河北新報、福島民報などの編集局からも助言を受けながら報道を行った。また、石川県では新聞を配達できない地域が生じたため、朝日新聞社では避難所でタブレット端末を配布し電子版の記事を読めるようにした他、北陸中日新聞では臨時の処置として紙面をインターネット上で無料で公開した。
日本新聞協会が実施した「新聞オーディエンス調査365」の2024年1月分の調査結果では、1月3日、4日に新聞（電子版、新聞社のニュースサイトを含む）を普段よりよく見たり読んだりしたと回答した者の割合が元日に次いでそれぞれ2番目、3番目に高くなっており、この地震や羽田空港での衝突事故に多くの人が関心を寄せていたことが窺えたと結論している。

### 電話・電報
地震の当日中に、NTTドコモ、KDDI、ソフトバンク、楽天モバイルは災害用伝言板の運用を、NTT東日本とNTT西日本は災害用伝言ダイヤル(171)とインターネット上の「web171」の運用をそれぞれ開始した。LINEヤフーは地震の当日にLINE内で2022年2月28日の導入以降、同年3月16日の福島県沖地震で1日のみ運用したのに続いて2回目、長期としては初となる「LINE安否確認」の運用を開始し、ワンタッチで登録している「友だち」に安否を報告できるようにした。1月16日の運用終了までに1232万3000人が利用した。この他、地震に関係するオープンチャットも190件以上開設された。また、石川県、富山県、新潟県、福井県のいずれも全域で公衆無線LANの「00000JAPAN」が無償で提供された。石川県の珠洲市、輪島市、能登町、穴水町、志賀町、七尾市、中能登町、羽昨市、宝達志水町、かほく市、津幡町、内灘町、金沢市、野々市市、白山市、川北町、能美市、小松市、加賀市では公衆電話が無償で提供されたが、かほく市、津幡町、内灘町、金沢市、野々市市、白山市、川北町、能美市、小松市、加賀市に関しては2月1日0時以降は再び有料化された。それ以外の自治体でも3月1日0時をもって無料化は終了となった。これ以外にも避難所等で特設公衆電話や衛星携帯電話の提供が行われたり、Wi-Fiスポット「DoSPOT」の接続制限を解除したり、被災により利用できなかった分の電話料金を免除したりするなどの対応が実施された。
電報についても地震後に珠洲市・輪島市・能登町・穴水町では受け付けが停止された他、石川県の受け付け停止地域以外の地域や新潟県、富山県、福井県でも配達に遅れが生じる可能性があると発表された。3月1日の時点でも輪島市・穴水町で電報の受け付けの停止が続いている他、七尾市・珠洲市・志賀町・能登町・中能登町でも配達に遅れが出ている。

### インターネット
2月10日までに、東京大学先端科学技術研究センターが撮影した被災後の珠洲市の一部地域の画像が、同市の許諾を得たうえでGoogle ストリートビュー上で公開された。地震の被害により4Gや5Gへの移行が行えなくなっている利用者がいることを考慮し、ガラケーなどに使用されていたソフトバンクの3G通信のサービス終了は当初予定されていた2024年1月31日から4月15日へと延期された。3月13日、ソフトバンクは3Gのサービス終了期日を4月7日時点で石川県内に在住する利用者に限り7月31日まで再延期し、他の46都道府県に在住する利用者は予定通り4月15日で終了すると発表した。NPO法人のクライシスマッパーズ・ジャパンを率いる古橋大地は、地震の後にXでファクトチェックを実施した他、被災前の被災地の状況をオープンストリートマップ (OSM) に投稿し、インターネットに接続できないオフラインの環境でも使用できるようにするクライシスマッピングの活動を行った。被災後ではなく被災前の状況を投稿したのは、被災後の状況に関してはすでに国土地理院などによって十分なデータが提供されていること、被災後の状況と比較することで被害状況が把握しやすくなること、復興活動にも役立てやすいこと、Google マップや地理院地図などの既存の地図と相互補完を行いやすいことなどが理由であった。
SNS上においては後述するように誤情報・偽情報が拡散された反面、被災者による赤裸々な体験談を投稿した利用者も多くいた。中でも、能登町への帰省中に被災し避難所での5日間の生活の様子を綴った投稿が注目を集めた。FASTALERTによるデータでは、本震発生の5分後頃から道路陥没などの、本震発生の7分後頃から家屋倒壊などの被害報告が次々と投稿されており、SNS上のデータを分析することでピンポイントな被害の状況を把握することが可能になり、地震による元来脆弱であった交通網の寸断のため取材が困難になったマスメディアの情報を補った。東北大学災害科学国際研究所の分析においてはX上で1月1日から7日までの7日間に「地震」という言葉を含む投稿が251万1688件、1月1日16時から17時までの1時間だけでも63万7584件、「津波」という言葉を含む投稿は7日間で68万2127件、「地震」に加えて「拡散希望」という言葉も含んだ投稿は4024件あったとまとめている（本震の発生前に行われた投稿を含む）。Xを巡っては、後述する「インプレゾンビ」の他に、2016年に当時のTwitter社が初期設定でのタイムラインの表示順序を時系列順からおすすめ順に変更したことで東日本大震災時と比べ情報収集が行いにくくなったという指摘もある。住民が避難したために離れ離れになった集落においては、SNSを活用しグループチャットを開設するなどして集落の住民としての人間関係を維持する取り組みも行われた。
警察庁はこの地震を受け、石川県警が災害への対応に専念できるよう、法令の改正や啓発に関する投稿など様々な投稿が混在しているメインの「警視庁」アカウントの代わりに新たに災害状況を提供する専用のアカウントを1月9日に開設し、3月中旬までに1万5000以上のアカウントからフォローがあった。主要な対象として想定したのは被災者やその親戚、知人であり、部署横断的に投稿内容に関する検討を重ねた上で、被災地で警察官がパトロールを実施している様子の画像を公開するなど、災害に便乗した犯罪の恐怖に怯えている被災者が安心して過ごせるようになるための、被災地の現況に関する情報提供に努めた。この他にも、100万以上のアカウントからフォローされている警察庁警備部災害対策課のアカウントが、避難所で体を温めたり血行を良くしたりする方法や少ない水で行うことのできる洗濯の方法などについて情報を提供した。また、LINEヤフーの運営するYahoo!防災速報のアプリケーションでは地震が発生した数日後に災害マップが公開され、被害状況が一瞥して分かるような対応が取られた。

### 日本国外
アメリカ合衆国
CNNやウォール・ストリート・ジャーナル (WSJ)などが「多くの人々が帰省したり、初詣をしたりしている元日を直撃した」などと報じた。NBCでは『ナイトリーニュース』において、「2024年、日本は最悪のスタートを切った。マグニチュード7.6の強い地震が日本を襲い、懸命の生存者捜索が行われている」と報じた。

 イギリス
英国放送協会 (BBC)が日本時間の17時すぎに報道。停車した新幹線の車両内から撮影されたと思しき映像を取り上げ、駅構内の看板が大きく揺れる様子を放送した。1月4日には同局の特派員が輪島市に入り、被災地の様子を報告している。

 ドイツ
公共放送のドイツ公共放送連盟 (ARD)など複数のメディアが速報、有力誌シュピーゲルは周辺の原発の状況も詳しく紹介し「現在のところは異常はないとされている」と伝えた。

 ロシア
国営メディアのタス通信がサハリンやウラジオストクなど、ロシアの極東各地の都市や地域広域に津波警報を発令したことを報じた。

 大韓民国
韓国放送公社 (KBS)が地震による原子力発電所への被害について伝えたほか、韓国が旧朝鮮半島出身労働者問題（徴用工問題）により世界遺産への登録に反発している佐渡金山の被害が大きく報じられた。

 朝鮮民主主義人民共和国
国営メディアの朝鮮中央放送が国内で地震津波警報が発令されたことを報じた。

 中華人民共和国
新華社通信は、日本の北陸地方で地震が発生し広範囲で津波が観測されたことを速報で報じた。また、中国国内のニュースサイトでは、石川県で最大震度7が観測され東京でも揺れが感じられたことが報じられた。
海南省のテレビ局である海南ラジオテレビ総台の男性アナウンサーが、2023年から行われている東京電力福島第一原子力発電所のALPS処理水放出と絡めて「（地震は）日本への報いだ」などと発言したことが報じられ、中国国内で物議をかもした。同テレビ局は1月2日付けで該当アナウンサーを調査のため一時的に停職にしたことを明らかにした。新浪微博（ウェイボー）でも検索結果で上位となった。

 中華民国（台湾）
三立新聞は、商業施設の駐車場で車が至る所で衝突する映像を取り上げるとともに、ネットの声を紹介した。
自由時報は、津波の影響で路上の車が水しぶきに飲まれる画像を掲載した。また、北陸地方が電子部品産業の集積地だとし、サプライチェーンへの影響も懸念されることを指摘した。
民間全民電視公司（民視）は、1999年に台湾中部で発生した921大地震と重ね合わせ、「思い出さずにはいられない」と報道した。

## 皇室の対応
1月5日、天皇・皇后が、側近を通じてお見舞いの気持ちを石川県知事の馳浩に伝達した。能登半島は天皇も皇后も学生時代に訪ねたことのある土地であり、思い出深い地域であった。
1月12日、天皇・皇后が、石川県、新潟県及び富山県に対し金一封を寄付した。
1月15日、警視庁の創立150年記念式典に出席した天皇（地震発生後初の式典への出席）が、挨拶の中で被災者に対しお見舞いの言葉を述べた。また、被災地に派遣された特殊救助隊の隊員と面会し、倒壊した家屋から生存者を救出した状況について説明を受けた。
1月17日、秋篠宮文仁親王は同妃紀子と共に第64回交通安全国民運動中央大会に出席した際のあいさつで、「被災地の復旧・復興を、この場から願っております」と述べた。
1月20日、常陸宮正仁親王妃華子が日本馬術連盟の表彰式に出席し式典でのあいさつに先だち、被災者に向けお見舞いの言葉を述べた。
1月22日、佳子内親王が東京都江戸川区で開かれた「聴覚障害児を育てたお母さんをたたえる会」において、手話であいさつした中で、能登半島地震の犠牲者に哀悼の意を表し、災害への対応に携わった人々へ敬意を表し、被災した地域で救援と復旧が進むことへの希望を述べた。
1月28日、秋篠宮文仁親王は熊本市の熊本城ホールを訪れ、総裁を務める社会福祉法人・恩賜財団済生会の総会に出席した。冒頭、能登半島地震の犠牲者に黙とうが捧げられた。秋篠宮は、被災地の復旧・復興を願うと共に、災害派遣医療チーム（DMAT）として被災地に入った済生会の職員の取り組みに対し敬意を表した。
2月2日、秋篠宮妃紀子は読書感想文コンクールの表彰式に出席し、挨拶で被災者が安心して暮らせることを願う言葉を述べるとともに、被災した受賞者らと交流し励ましの言葉をかけた。
天皇誕生日である2月23日に実施された一般参賀、並びに同日の記者会見でも本地震について言及された。2月29日に宮内庁は、天皇が本地震並びに羽田空港での追突事故に際して国家元首や王妃などの要人から受け取った見舞いの電報に対し答電を行ったと発表した。3月8日には現天皇が即位して初めての公賓となったブルネイの皇太子であるアルムタデー・ビラと皇太子妃のサラ・ビンティ・サレー・アブ・ラハマンに対し、改めて能登半島地震に対する見舞いに関して感謝の意を伝えた。
また、天皇と皇后、それに愛子内親王の3人は2月6日に気象庁長官の森隆志と内閣府政策統括官（防災担当）の高橋謙司からこの地震により発生した被害やそれに伴う政府の対応について、3月8日には愛子内親王の就職が内定した日本赤十字社の社長である清家篤や同社の医師・看護師から同社の被災地における支援活動に関して、それぞれ進講を受けた。この他、天皇は2月5日に政策研究大学院大学教授の広木謙三から、秋篠宮夫妻と佳子内親王は1月22日に地震学を専門とする東京大学の名誉教授（個人名は報道されていない）からそれぞれこの地震によって発生した津波などに関する進講を受けている。
3月22日、天皇と皇后は地震で被害を受けた輪島市と珠洲市を慰問した。天皇が発生間もない自然災害の被災地を訪問するのは2019年（令和元年）の即位後2回目。
4月12日、天皇と皇后は、地震で被害を受けた穴水町と能登町を慰問した。穴水町では吉村光輝町長から、能登町では大森凡世町長から説明を受けた。両町の避難所では、災害対応にあたった消防団員や医療関係者などにもねぎらいのことばをかけた。
2025年1月1日、天皇と皇后、および愛子内親王は、地震の発生時刻の16時10分に合わせ、皇居・宮殿で黙祷をした。

## 日本政府・自治体の対応

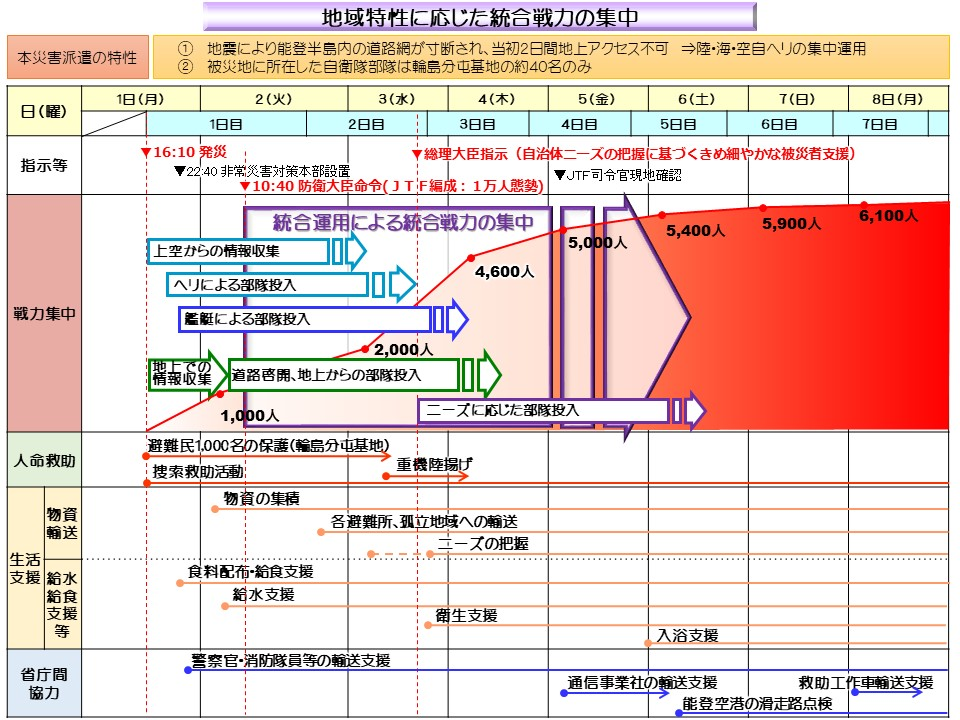
自衛隊による支援の経過

### 1月
自衛隊は13日までに救助約760名、衛生支援（診療約560名、患者輸送560名等）、輸送支援（糧食約644,400食、飲料水約723,500本、毛布約15,900枚、燃料37,600リットル等）、給食支援約31,900食、給水支援約1,570t、入浴支援約21,400名などの人員や物資を投入したほか県道1号・6号・52号・57号・266号・285号及び国道249号の一部区間を道路啓開した。

#### 1月1日

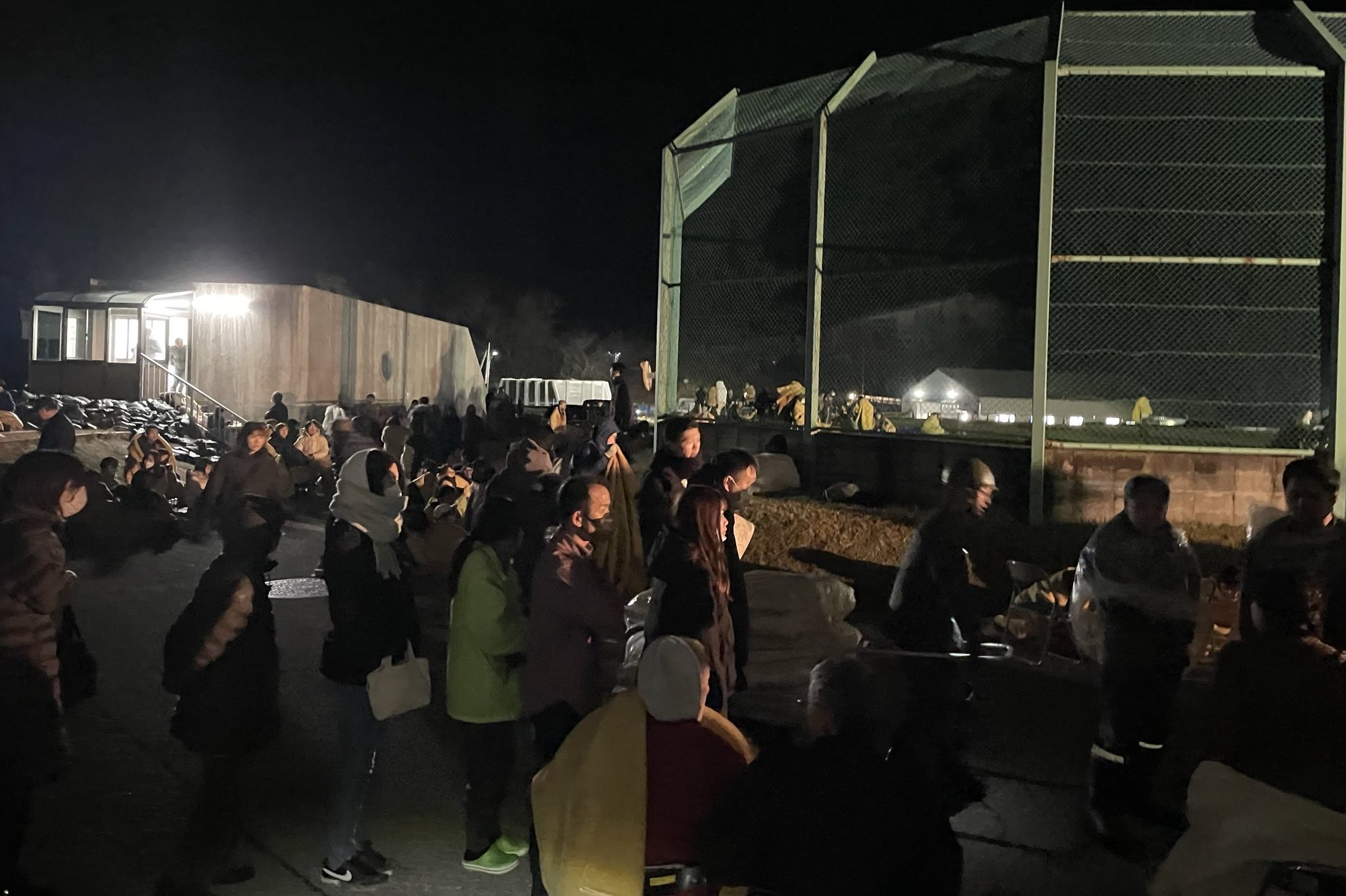
航空自衛隊の輪島分屯基地に避難した住民

16時6分頃、最大震度5強の前震が発生。16時10分、最大震度7の本震が発生。いずれに対しても緊急地震速報が発表された。
16時11分、日本国政府は総理大臣官邸危機管理センターに官邸対策室を設置した。また海上保安庁も同時刻に対策本部を設置、第二管区海上保安本部、第八管区海上保安本部、第九管区海上保安本部も同時刻にそれぞれ対策本部を設置した。消防庁と石川県は前震のあった16時6分に災害対策本部を設置した。この他、16時10分から22分にかけて山形県（9日に廃止）・新潟県・富山県（26日に廃止）・福井県（4日に廃止）・愛知県（当日中に廃止）も災害対策本部を設置した。警察庁は16時11分、警備局長の迫田裕治を本部長とする災害警備本部を設置。石川県を中心に建物への被害や人的被害の確認を進めた。
16時11分以降、海上保安庁は活動を開始し、2日11時までに巡視船および巡視艇18隻（うちヘリ搭載型2隻）を投入した。このほかに固定翼航空機2機、回転翼航空機4機を投入・待機。特殊救難隊員6名、機動救難士4名を投入した。また自治体等にリエゾンを派出し、新潟県庁・石川県庁・七尾市・佐渡市・富山県庁および福井県庁それぞれ2名を、政府現地対策本部に4名を投入した。

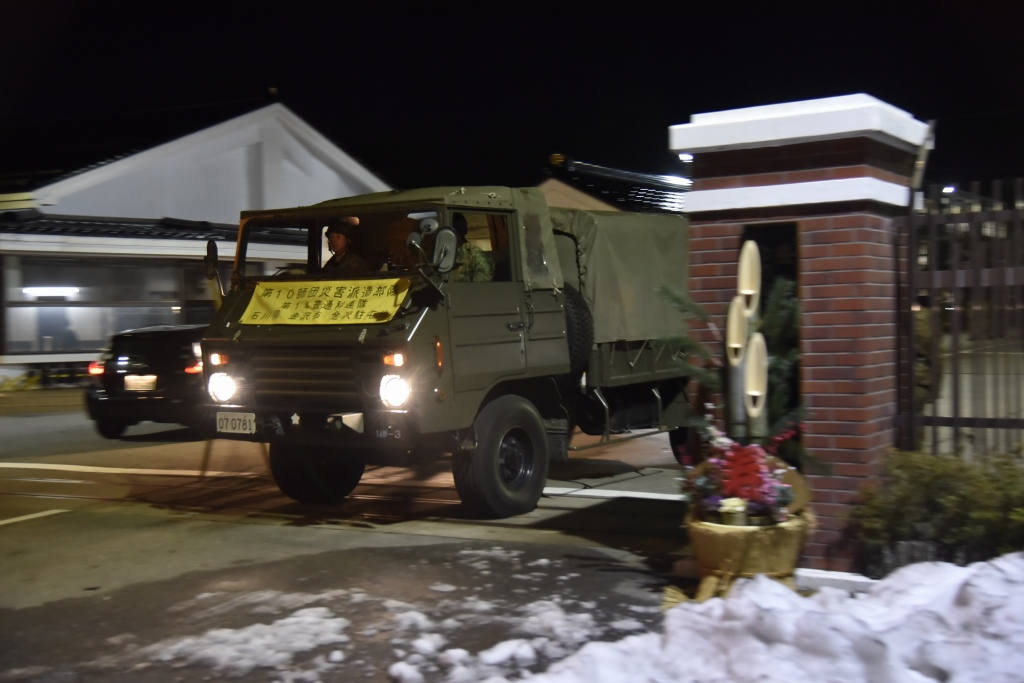
金沢駐屯地から出発する陸上自衛隊第14普通科連隊

16時30分以降、自衛隊は自主派遣による災害派遣として航空自衛隊千歳基地の第2航空団所属F-15戦闘機2機を偵察に出したのを皮切りに、陸上自衛隊木更津駐屯地の第1ヘリコプター団所属CH-47輸送ヘリコプター2機およびLR-2連絡偵察機1機、同八尾駐屯地の第3飛行隊所属UH-1多用途ヘリコプター1機、同仙台駐屯地の東北方面航空隊所属UH-1多用途ヘリコプター1機、海上自衛隊厚木基地の第4航空群所属P-1哨戒機1機、同舞鶴航空基地の第23航空隊所属SH-60K回転翼哨戒機1機、同八戸航空基地の第2航空群所属P-3C哨戒機1機、航空自衛隊新田原基地の第5航空団所属F-15戦闘機2機、同築城基地の第8航空団所属F-2戦闘機2機、同百里基地の百里救難隊所属U-125A捜索救難機1機が航空偵察を実施。加えて、陸上自衛隊立川駐屯地の東部方面航空隊所属UH-1多用途ヘリコプター1機、同八尾駐屯地の中部方面航空隊所属UH-1多用途ヘリコプター2機が映像伝送を実施した。
16時30分、消防庁長官からの緊急消防援助隊出動の要請があった。発生当日に近隣11府県の援助隊約1900人に出動を指示し派遣、以降4日までに18都府県の568隊の援助隊計2123人が随時出動した。しかしながら国道249号などは至る所で寸断され、1日は1人も現地入りできず、2日も空路からの約20人、約48時間が経過した3日に2県を加えた計1000人がそろい、1月4日までに石川県珠洲市や輪島市の被害集中地域に入り活動できた隊員が約半数にとどまった。
16時37分、富山県氷見市の倒壊現場に高岡市消防本部の特別救助隊が到着し救助活動を開始し、現場から3名を生存救出した。

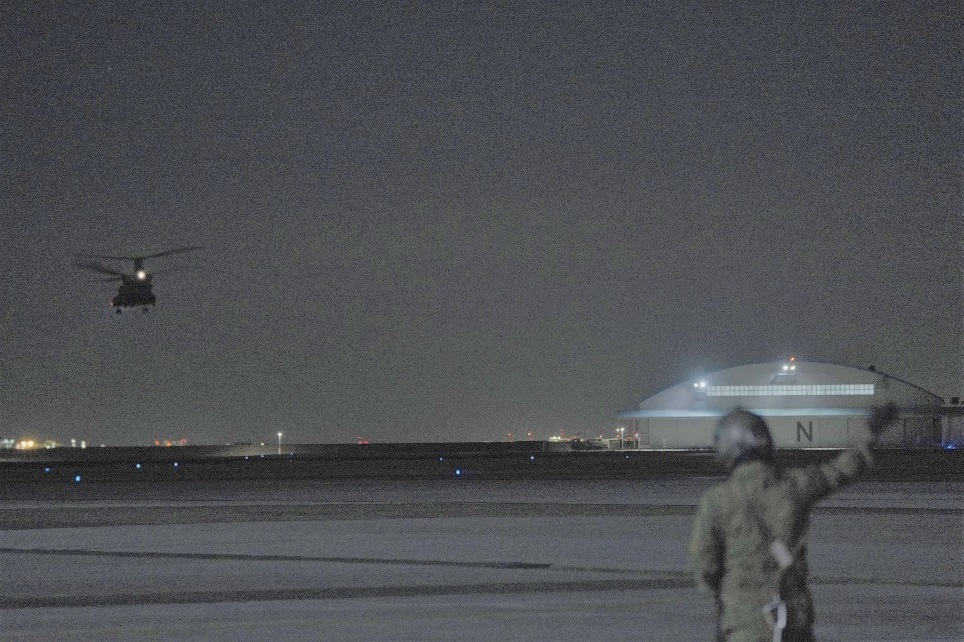
人命救助等のため、木更津を離陸して被災地に向かう陸上自衛隊第1ヘリコプター団のCH-47

16時45分頃、石川県知事の馳浩が陸上自衛隊守山駐屯地の第10師団長に災害派遣を要請したし、第10師団長は同時刻これを受理した。当時、馳は正月休みのため東京の自宅に帰省しており、公共交通機関での石川への移動が困難であると判断し、17時00分頃に首相官邸に入って情報収集にあたった。県庁での対応は副知事の西垣淳子が代行した。
17時以降、海上自衛隊舞鶴基地から順次自衛艦や航空機が派遣を開始した。その内訳は、汎用護衛艦「あさぎり」、護衛艦「せんだい」、多用途支援艦「ひうち」など5隻に加え、ヘリコプター1機などであった。自衛艦は能登半島周辺での被害状況偵察のほか、毛布、飲料水、紙おむつ、粉ミルクなどを輸送した。ヘリコプターは上空からの情報収集を実施した。また、海上自衛隊呉基地などからも、護衛艦や輸送艦など合計3隻が派遣されている。
17時30分、内閣府特命担当大臣（防災担当）の松村祥史を本部長とする特定災害対策本部が設置された。地震による被害状況を把握するため、石川県庁に内閣府副大臣の古賀篤らを派遣した。首相官邸に詰めていた馳石川県知事も同乗して、金沢駐屯地経由で石川県庁へ向かった。

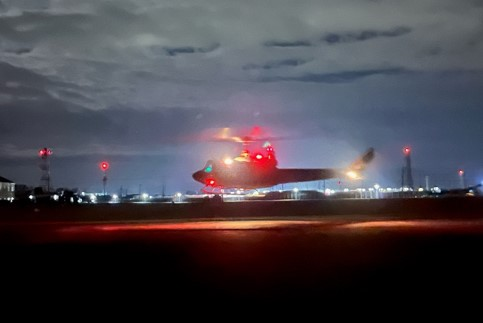
人命救助等のため、明野駐屯地を離陸する陸上自衛隊第10飛行隊ヘリコプター

17時30分、消防庁長官から次の都道府県及び市の消防に対して緊急消防援助隊出動の指示があった。統括指揮支援隊として名古屋市消防局、指揮支援隊として京都市消防局及び大阪市消防局、都道府県大隊として岐阜県、愛知県の陸上部隊、航空小隊として富山県消防防災航空隊、名古屋市消防局、京都市消防局及び大阪市消防局が出動した。
17時30分、災害警備本部が、警察庁次長の緒方禎己を本部長とする特定災害警備本部に改組された。特定災害警備本部の設置は、2022年9月に日本列島を縦断した台風14号以来のこととなった。
18時過ぎ、気象庁が会見を行った。石川県は震度5弱以上を観測した17市町に対し災害救助法の適用を申請した。
18時08分、消防庁長官から次の都道府県及び市に対して緊急消防援助隊出動の指示があった。指揮支援隊として新潟市消防局、都道府県大隊として新潟県・福井県・滋賀県・大阪府および奈良県の消防本部から陸上部隊が出動した。19時15分には都道府県大隊として群馬県・静岡県・京都府および和歌山県の消防本部の陸上部隊にも出動を指示した。19時20分には消防庁長官から東京消防庁航空隊に対して出動の指示が行われた。
19時45分、富山県が自衛隊へ災害派遣を要請した。
20時30分、石川県警からの災害派遣要請を受けて、警視庁災害対策課特殊救助隊が広域緊急援助隊として出動した。
21時、内閣府は富山県・石川県・福井県の33市町村に災害救助法を適用することを決定した。同時刻頃、富山県知事の新田八朗は災害対策本部員会議にて、災害派遣を要請したことと災害救助法が適用されることを報告した。
21時30分、警察庁特定災害警備本部は、警視庁特殊救助隊など16都府県警察から広域緊急援助隊として計数百人を石川県へ派遣した。
22時、内閣府は先の3県に続いて新潟県の14市町に災害救助法を適用することを決定した。
22時40分、災害警備本部が警察庁長官の露木康浩を本部長とする非常災害警備本部に改組された。非常災害警備本部の設置は、2021年7月に発生した熱海市伊豆山土石流災害以来となった。

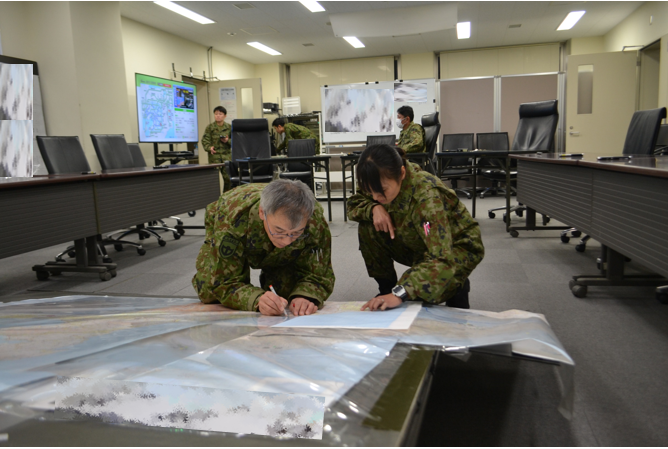
情報収集を行う中部方面後方支援隊

時系列および詳細は不明であるが、自衛隊は避難を要する住民約1,000人を航空自衛隊輪島分屯基地へ受け入れた。輪島分屯基地の隊員が、基地近傍で倒壊したビルの要救助者3人を全員救出した。内閣府調査チーム、県外等の消防および警察の応援部隊を輪島市内等へ各種航空機で輸送した。輪島市内の病院から、人工透析を必要とする患者を輸送した。
また自衛隊は、各自治体等に連絡官を派遣した。内訳は、石川県庁に石川地方協力本部から1名、陸上自衛隊金沢駐屯地第14普通科連隊から2名、海上自衛隊舞鶴地方総監部から1名、輪島市に航空自衛隊輪島分屯基地から1名、福井県庁に福井地方協力本部から1名、陸上自衛隊鯖江駐屯地第372施設中隊から2名、海上自衛隊舞鶴地方総監部から1名、富山県庁に富山地方協力本部から1名であった。その後、連絡官派遣先を11か所、投入連絡官を22名に拡大した。

#### 1月2日

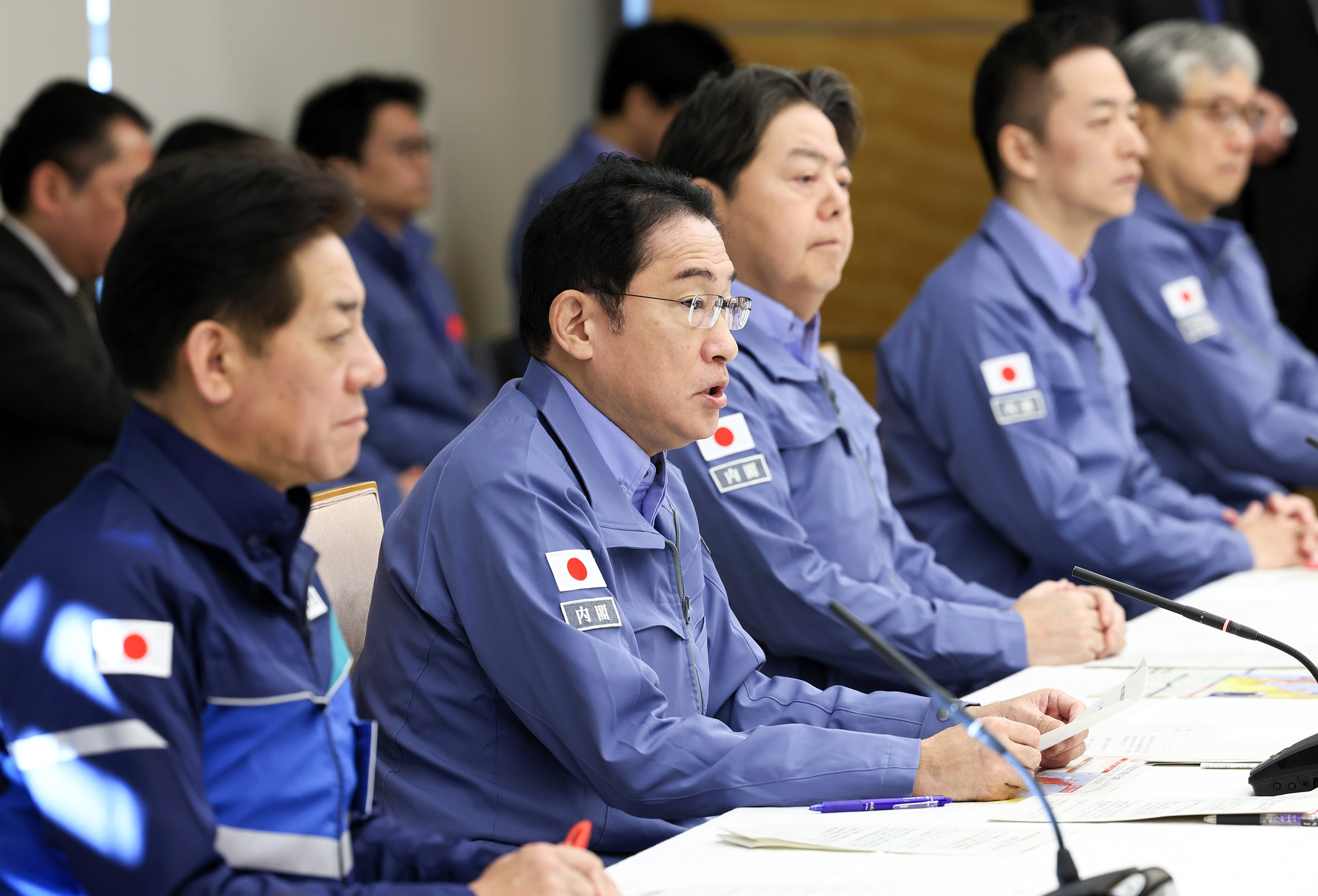
1月2日、首相官邸での非常災害対策本部会議にて

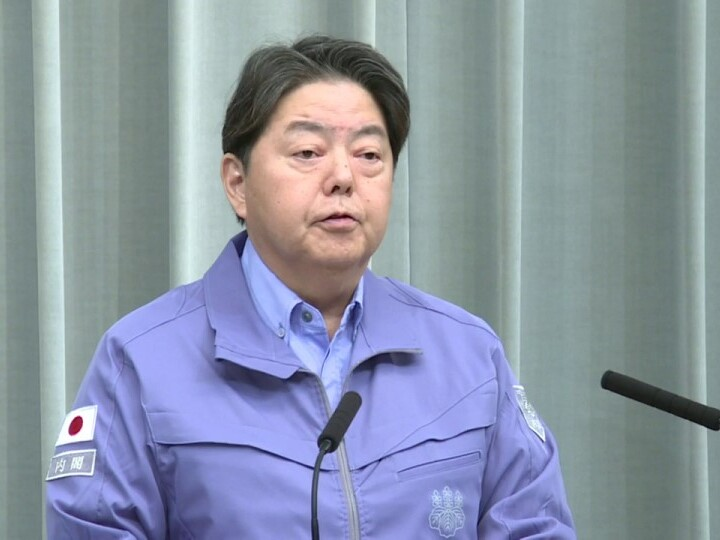
内閣官房長官・林芳正の記者会見

日本国政府は特定災害対策本部を廃止し、内閣総理大臣の岸田文雄を本部長とする非常災害対策本部に改組した。
気象庁は地震により地盤が緩んでいる可能性があることから、大雨警報・大雨注意報・土砂災害警戒情報の発表基準を石川県・富山県・新潟県・福井県の一部地域で通常の7割または8割に引き下げた。

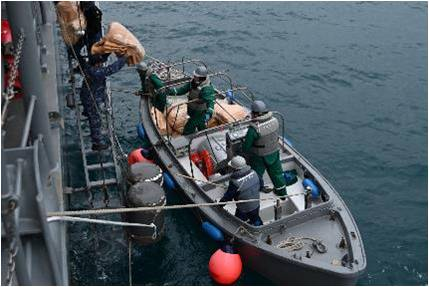
救援物資を内火艇（後述）に積み込む自衛官

海上保安庁は、新潟航空基地所属のヘリコプターにより、石川県珠洲市に簡易トイレ4,000個を輸送した。伏木海上保安部所属の巡視船「やひこ」により、北陸電力職員3名を七尾市七尾港から珠洲市飯田港へ輸送し、その後別の北陸電力職員を輪島市輪島港に輸送した。
6時27分以降、陸上自衛隊は中部方面航空隊のCH-47が小松基地から輪島分屯基地まで警察の広域応援部隊約200名を輸送した。7時50分、第14普通科連隊が穴水町城山地域において給水支援活動を実施した。9時5分には同隊が七尾市総合体育館において給水支援活動を実施した。航空自衛隊は7時48分、輪島分屯基地の隊員が基地近傍で要救助者1人を救出した。8時30分、同小松救難隊所属UH-60J救難機1機が孤立した要救助者2人を移送、12時38分には同隊のUH-60J救難機2機が孤立した要救助者48人を移送し、加えて同隊は珠洲市真浦漁港で孤立した46人を避難所である輪島市輪島中学校に移送した。海上自衛隊は9時42分、護衛艦「あさぎり」が消防の広域応援部隊約40名を輸送した。同舞鶴基地から新たに汎用護衛艦「せとぎり」、ミサイル艇「はやぶさ」を派遣し、被害情報収集のほか、毛布や飲料水、紙おむつ、粉ミルクなどを輸送した。2日時点で舞鶴基地からは1日に派遣された艦と合わせ5隻以上の自衛艦が派遣中であった。同呉基地からは、15時に輸送艦「おおすみ」が重機等輸送のために出港した。

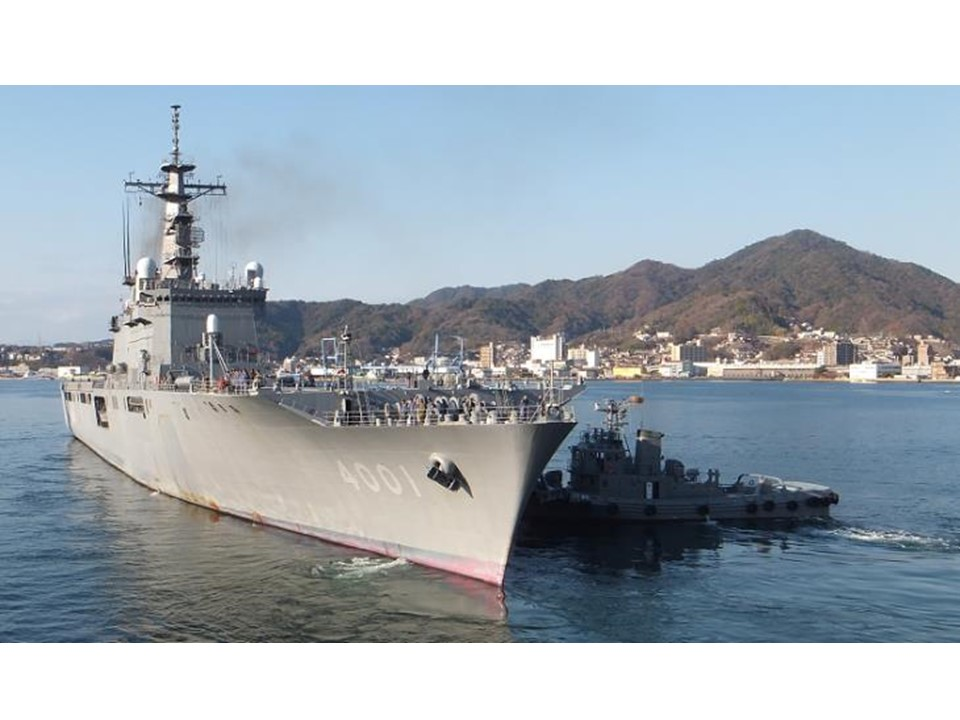
重機輸送のため呉基地を出港する輸送艦「おおすみ」

一部自衛艦については派遣対象の港湾に到着したものの、輪島港は岸壁の損傷、飯田港は岸壁の損傷、浮遊物、防波堤の損傷に起因する港内のうねりにより接岸しての物資の積み下ろしが不可能であった。このため、防衛省はLCACやヘリコプター搭載護衛艦の投入を検討しつつ、現時点で投入されている自衛艦については内火艇（ないかてい）に積み替えて物資を揚陸するなどした。
10時40分過ぎ、防衛省自衛隊は陸上自衛隊中部方面総監を長とする統合任務部隊を編成した。部隊規模は陸海空合わせて約10,000名であった。2日時点で航空機22機、艦艇8隻を投入し人命救助活動等を実施中であった。
12時19分、国土交通省航空局は能登空港から半径25ノーティカルマイルの範囲で、高度5,000フィート以下のエリアに対して、有視界飛行を行う航空機への飛行自粛区域を設定した。ただし、警察用航空機、海上保安庁用航空機、緊急用務で飛行する航空機（消防防災及び救難航空機、ドクターヘリ、自衛隊機など）、その他必要があり事前に飛行要請を行った航空機は飛行可能である。また同日、被災地に緊急用務空域が設定され、その中における無人航空機（ドローン）やラジコンの無許可飛行が禁止された。自衛隊はドローンを用いた捜索を実施している。
日本赤十字社滋賀県支部が、現地に医師ら9人を派遣した（その後5日にも医師や看護師・薬剤師など10人を派遣）。

#### 1月3日

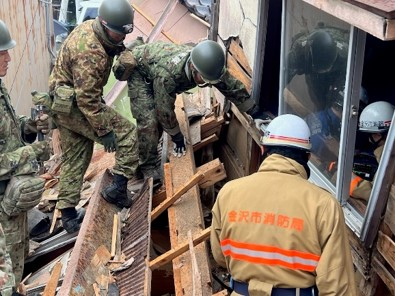
金沢市消防局と連携し救出活動を行う第10師団の隊員

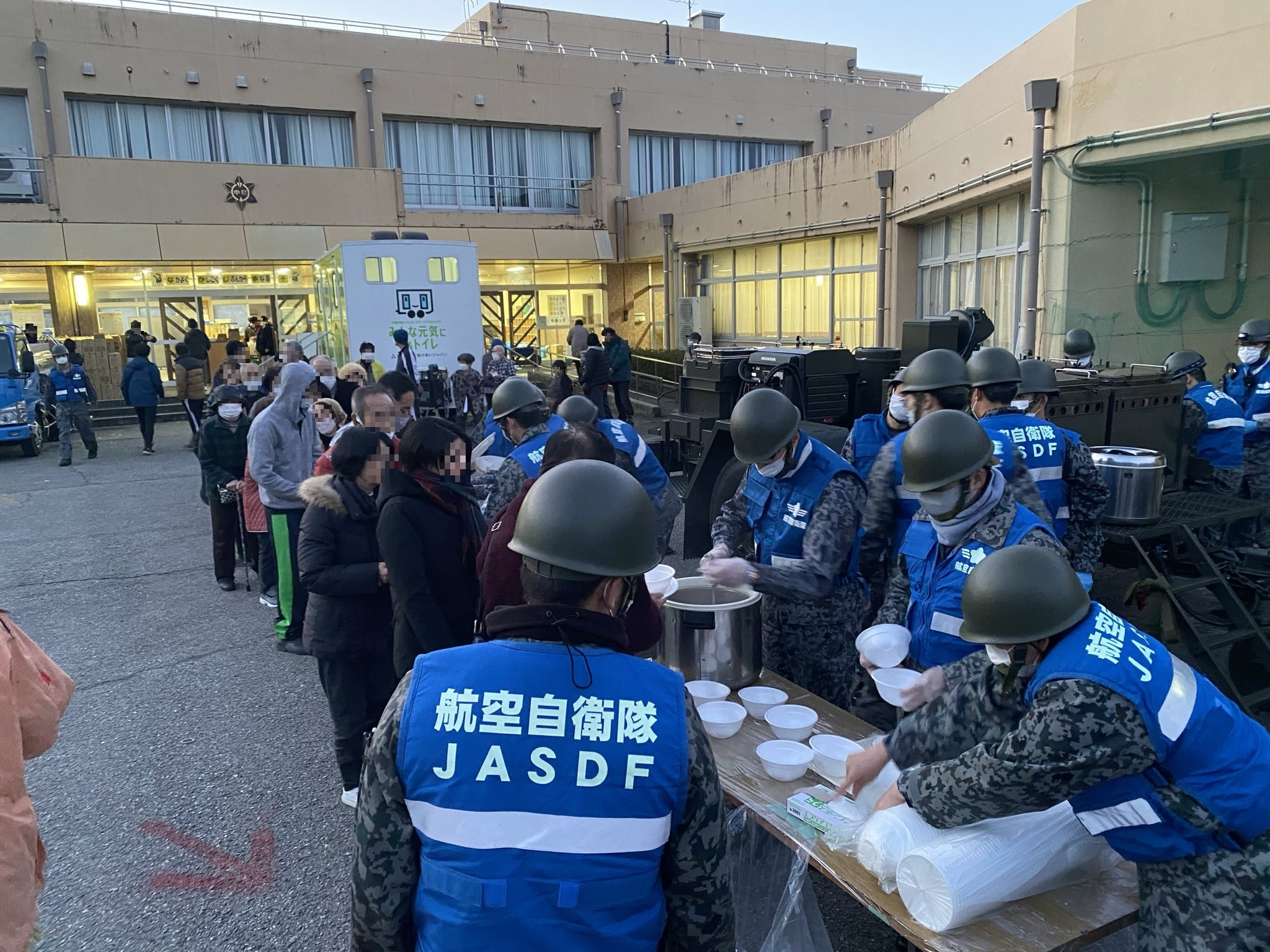
七尾市立中島小学校において給食支援を行う統合任務部隊（航空自衛隊第6航空団）

海上保安庁は、伏木海上保安部所属の巡視船「やひこ」により、愛知、岐阜、石川県職員計23名を七尾市七尾港から珠洲市飯田港へ輸送した。また、金沢海上保安部所属の巡視船「のと」により、大阪、奈良の消防職員計47名は金沢港から輪島市輪島港に輸送された。舞鶴海上保安部所属の巡視船「だいせん」が飯田港へ、新潟海上保安部所属の巡視船「さど」が輪島港へ食料、飲料水、毛布などの救援物資を輸送した。
詳細が公表されているものとして、

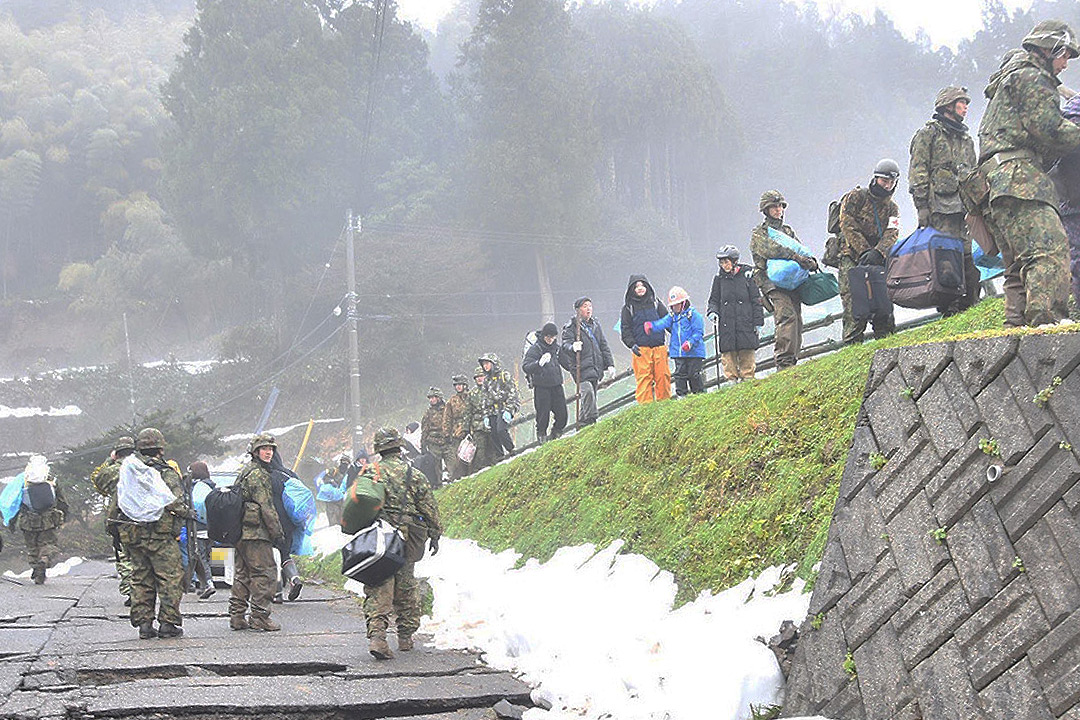
輪島市門前町において、孤立住民の避難支援を行う陸上自衛隊第35普通科連隊

- 陸自第14普通科連隊が珠洲市狼煙町にて2名を救助し珠洲病院へ搬送し、同中部方面総監部が珠洲市若山町において1名を救助し珠洲病院へ搬送し、同第35普通科連隊が中屋一帯の孤立住民7名中2名を航空機で、4名を高機動車で搬送し、同中部方面航空隊のUH-1多用途ヘリコプター1機により輪島市役所へ水175リットルを輸送した。
- 海自汎用護衛艦「すずなみ」搭載のSH-60回転翼哨戒機1機により毛布140枚、ポリタンク9個を輸送し、同汎用護衛艦「あさぎり」が狼煙港及び高屋港へパン25箱、水10箱を輸送、同艦搭載のSH-60回転翼哨戒機1機により消防官約40名を野々江総合公園へ輸送し、同輸送艦「おおすみ」が舞鶴基地に入港し、重機等を搭載の後出港した[1181]。
- 空自人員捜索犬4頭が捜索活動を実施し、同新潟救難隊のUH-60救難ヘリコプター1機が患者等6名を金沢駐屯地へ搬送した。
- 陸自第14普通科連隊、同第35普通科連隊、空自第6航空団が珠洲市で給水支援、陸自第35普通科連隊が志賀町で給水支援、陸自第14普通科連隊、同第35普通科連隊が能登町と穴水町で給水支援、空自第6航空団、同高射教導群が七尾市において給水支援をそれぞれ実施した。 陸自第14普通科連隊が県道1号・52号及び57号において人命救助に資する道路啓開を実施した。
- 海自第3航空隊のP-1哨戒機1機により被害情報の収集が行われた。

国土交通省のドラグサクション浚渫兼油回収船「海翔丸」が米飯1,400食、カップ麺230食、子供用おむつ1,300枚、2リットルペットボトルの水1,000本などを搭載し、16時頃に北九州港を出港し、5日に輪島港へ到着予定であると発表された。

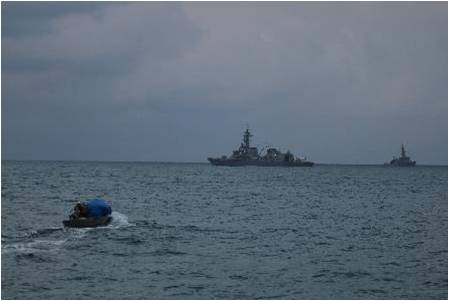
震災被害で大型船接岸不能のため、沖合に待機した自衛艦との間でピストン輸送を行う内火艇

#### 1月4日

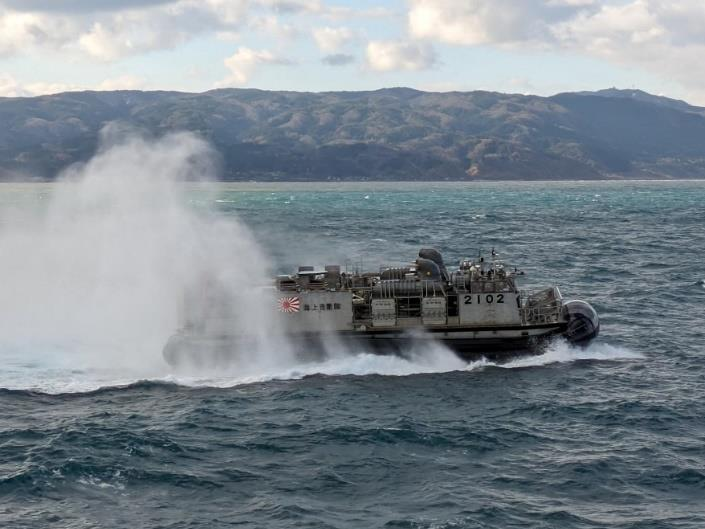
海上自衛隊のLCACによる物資輸送

この日は生存確率が急激に下がると考えられている「発生から72時間」を夕方に控えた一日でもあり、自衛隊などは救助活動を急いだ。
9時以降、能登半島沖に停泊する海自輸送艦「おおすみ」からLCACを使用して輪島市大川浜へ重機や救援物資が輸送された。
多数の崩落や陥没等で通行不能であった国道249号、珠洲道路、石川県道303号柏木穴水線、石川県道1号七尾輪島線について、北陸地方整備局と日本建設業連合会会員の一般建設業者による道路啓開作業が完了し大型車の通行が可能となった。

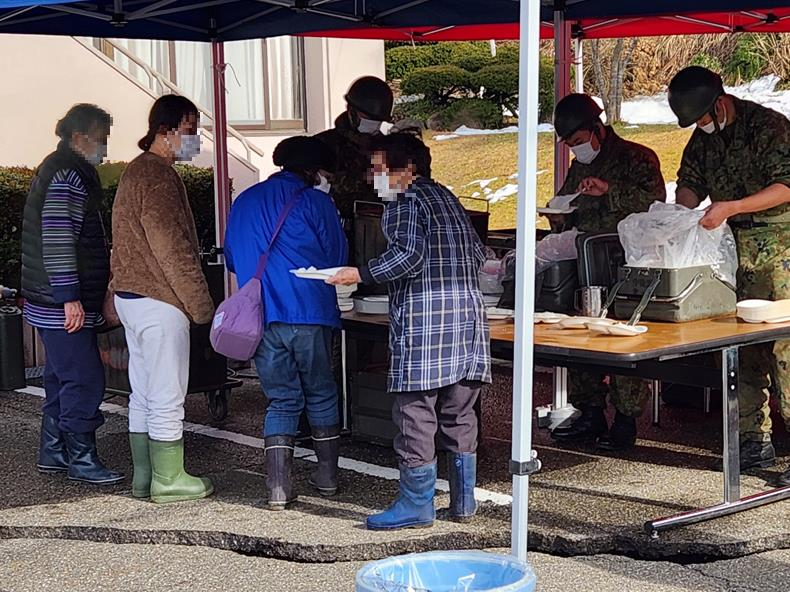
陸自中部方面後方支援隊による給食支援（三井公民館）

舞鶴市は被災地支援のため石川県珠洲市に、緊急消防援助隊京都府大隊として消防隊員延べ79人を派遣した。ほかに職員9人を被災家屋の応急危険度判定業務や給水業務、避難所運営の支援で送っている。
また、この日から七尾市で罹災証明書の発行が始まっている。

#### 1月5日

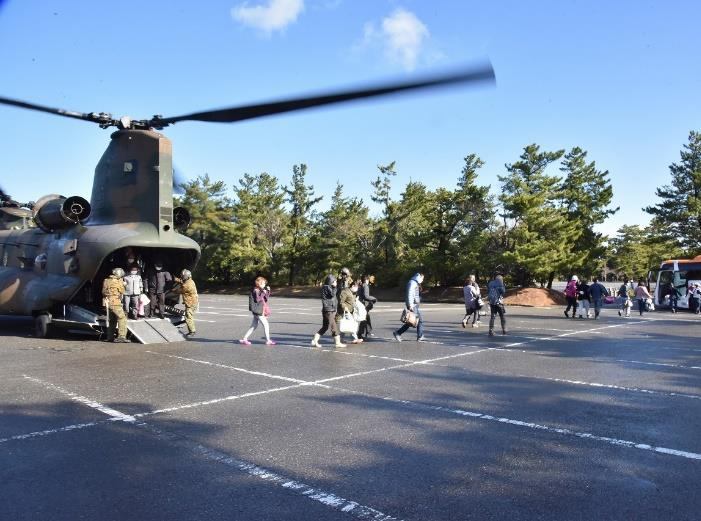
輸送支援を行う陸自中部方面航空隊

輸送艦「おおすみ」は大川浜への重機および物資陸揚げ完了後、能登半島付近の洋上において、海上基地（シーベーシング）としてヘリコプター及びLCACを使用した物資輸送拠点の任務に従事した。

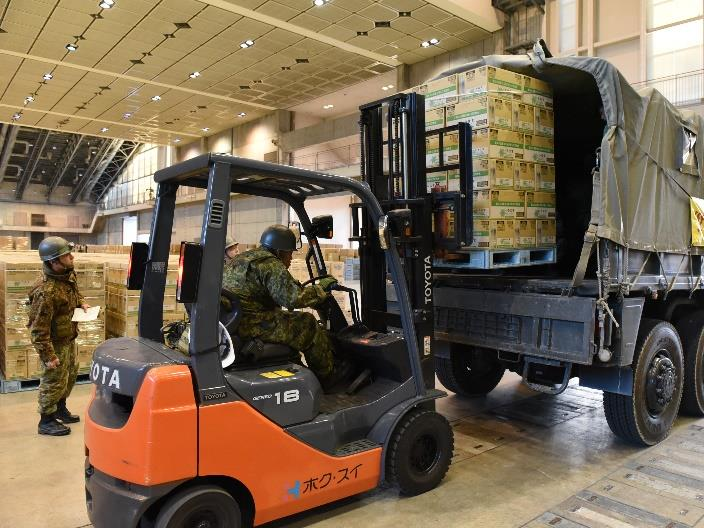
プッシュ型支援の物資を搬入する自衛隊

5日夕方に行われた石川県の災害対策本部会議で、馳浩石川県知事が当月12日にも輪島市と珠洲市で仮設住宅の着工を目指していることを明らかにした。1月中の完成を見込む。
復旧支援のため、国土交通省近畿地方整備局の緊急災害対策派遣隊「TEC-FORCE」が派遣された。金沢市内にある北陸地方整備局の事務所に向かい、その後、被害状況の調査や全国から届いている救援物資の配分などにあたる。
国土交通省航空局は19時付けで新たに「令和5年度緊急用務空域 公示第6号」を指定した。これは1月2日に指定された緊急用務空域（公示第5号）を改訂するものであり、七尾市・志賀町・中能登町に限り、地上から30m未満の空域が緊急用務空域から除外された。

#### 1月6日

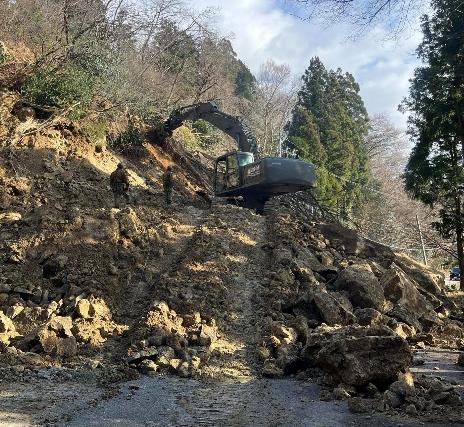
土砂崩れが起きた道路の啓開を行う航空自衛隊員

石川県はこの日、能登半島地震についてこれまでにない未曽有の大災害だとして、県庁としての非常事態を宣言した。
秋田県は、石川県に災害派遣医療チーム（DMAT）を派遣すると発表した。派遣期間は8日から9日までで、被災地の病院や避難所の支援を行うことが決定した。
仙台市立病院は、被災地支援のため、9日までの期間、能登町にDMAT（１次隊）を派遣した。

#### 1月7日

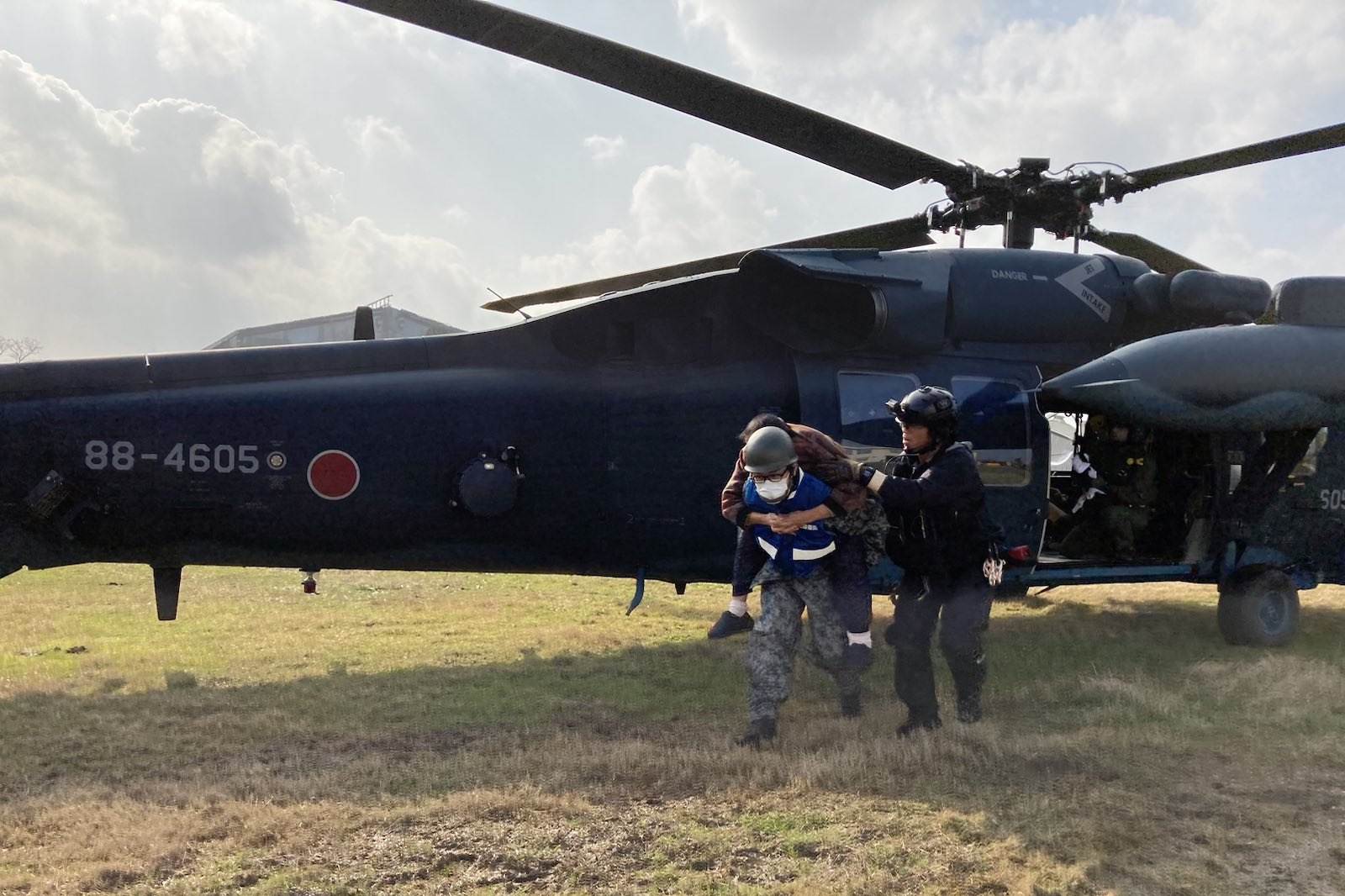
空自ヘリによる避難者の搬送

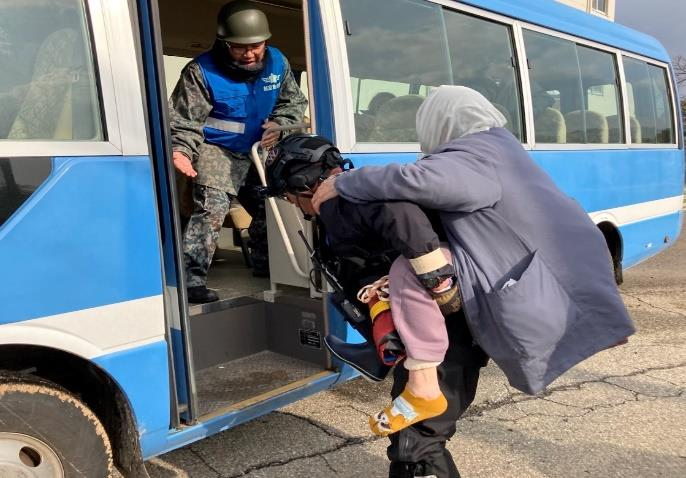
マイクロバスによる避難者の搬送

内閣総理大臣の岸田文雄はこの地震を特定非常災害の被害者の権利利益の保全等を図るための特別措置に関する法律に基づく特定非常災害に指定する考えを明らかにした。
福島県警は石川県に、被災地で救出・救助や行方不明者の捜索などに当たる広域緊急援助隊を派遣した（隊員26人、現場広報班2人、情報通信班2人の計30人）。
総務省消防庁は7日午前中の時点で18都道府県の消防本部から緊急消防援助隊2,111名が派遣中で、石川県内の消防機関と合わせて296人を救助したと発表した。
神奈川県は、被災地支援のためにDMATのロジスティックチームとして阿南英明理事ら4人を派遣したと発表した。
宮城県立精神医療センターの災害派遣精神医療チーム（DPAT）として医師や看護師ら4人が派遣された。七尾市の総合病院に入り被害状況を確認した後、避難所などで活動することが決定した。
7日の時点で、全国各地の自治体が所有しているトイレトレーラー（3つから4つの水洗トイレが搭載され、1台でおよそ1,500回利用できる）計8台が能登町、七尾市、輪島市の避難所など石川県内に届けられた。
佐賀県警察の広域緊急援助隊が被災地に派遣された（その後隊員約20人は石川県輪島市に派遣され孤立した地域などで安否確認にあたり、携帯電話が通じない中、地元住民から情報を集めながら3日間約80世帯をまわった）。

#### 1月8日

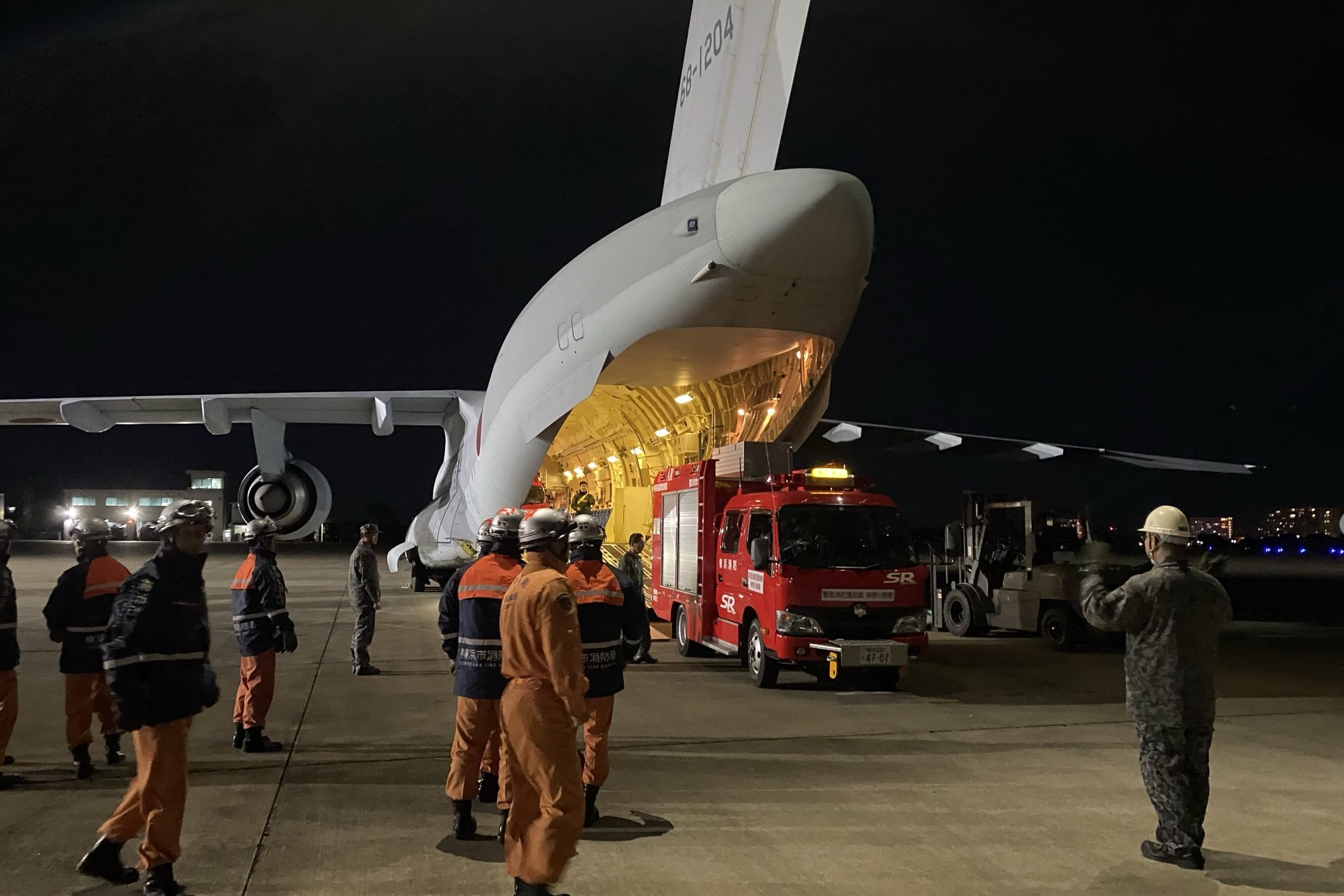
C-2輸送機による消防高度救助車の輸送

総務省消防庁は7日までに消防機関として307名を救出したと発表。また、8時00分、消防庁長官から次の都道府県の消防に対して緊急消防援助隊出動の指示があった。東京都・神奈川県・富山県・山梨県・長野県・三重県及び鳥取県の消防本部から陸上部隊を石川県に派遣した。東京消防庁の消防救助機動部隊と横浜市消防局特別高度救助部隊および特別救助隊は入間基地より航空自衛隊のC-130に車両を積載し派遣した
兵庫県と神戸市は珠洲市の避難所の支援のため、職員計14人を派遣した。また、京都府も珠洲市に保健師と事務職員計4人を派遣、避難所で健康支援業務にあたるほか、在宅で支援を必要としている人の健康状態のチェックなどもすると発表した。

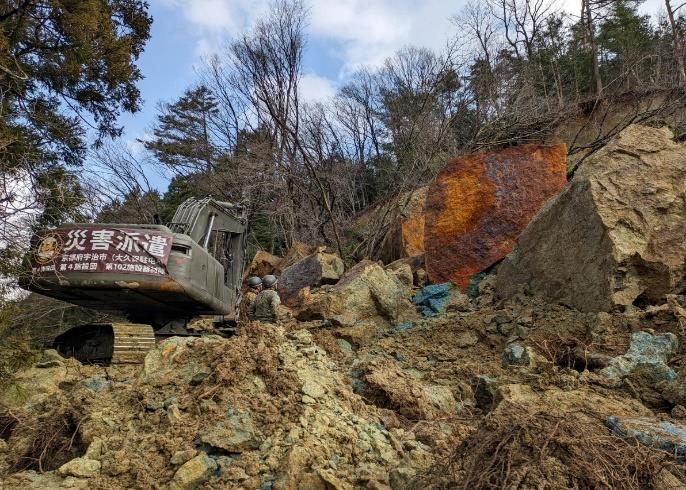
道路の復旧作業を行う自衛隊

陸上自衛隊は、宮古島沖陸自ヘリ航空事故を受けて駐屯地における訓練飛行のみに運用を制限していたUH-60JAについて、本地震の災害派遣に投入することを発表した。当初より、災害派遣等の必要があれば投入する旨は発表されていたが、実際に投入されるのは事故後初となった。陸自は「道路網等の寸断、被災地域が沿岸部に集中している特性から、航空輸送等の任務において狭い地域にも着陸ができる中型ヘリコプターの運用が必要な状況であり、連続航続時間や積載重量が大きいUH-60JAは、輸送艦を活用した海上からの物資輸送において適切と判断した」旨を説明した。この決定を受け、同機は明野駐屯地から小松基地まで移動した。早ければ9日以降、シーべーシング中の輸送艦「おおすみ」に展開し、災害派遣任務に投入されることが発表された。

#### 1月9日

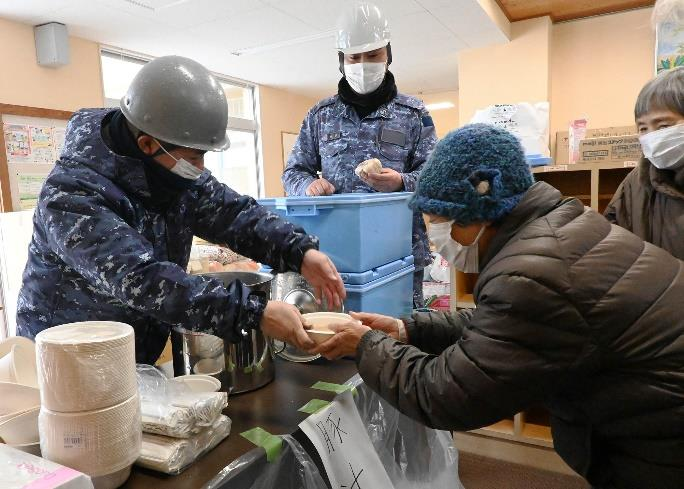
海上自衛隊による炊き出し

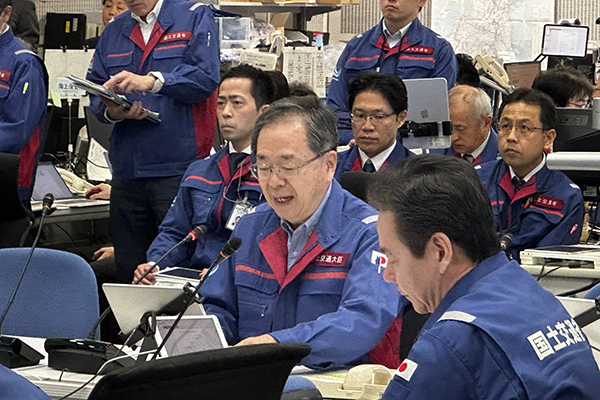
国土交通省の非常災害対策本部会議で発言する斉藤鉄夫大臣

政府は、被災者支援のため、令和5年度の予備費から47億3790万円を支出することを閣議決定した。被災地の要請を待たずに積極的に物資を送り出す「プッシュ型支援」に活用することが決定した。5年度の一般予備費は4,618億円が残っており、今後も順次地震対応に活用していくこととした。また、総務省は新潟県・富山県・石川県・福井県の4県と、これらの県内の47市町村に対し、本来3月に公布される予定であった地方交付税の一部、総額211億1300万円を繰り上げて1月12日に交付することに決定した。豪雪以外でこのような対応が取られるのは阪神・淡路大震災以来であった。
札幌市は、石川県羽咋郡宝達志水町の災害対策本部に、市の危機管理局の職員4人を派遣すると発表した。10日に札幌を出発し災害対策本部で業務や情報収集などの支援にあたることが決定した。
予備自衛官最大約100人を災害派遣に投入するため招集を行ったところ、400人以上から応じる連絡があった。
神奈川県は、消防庁からの指示に基づき緊急消防援助隊県大隊として計78隊283人を石川県輪島市へ派遣した。10日から15日にかけては、DPATを石川県内に派遣するとしている。

#### 1月10日

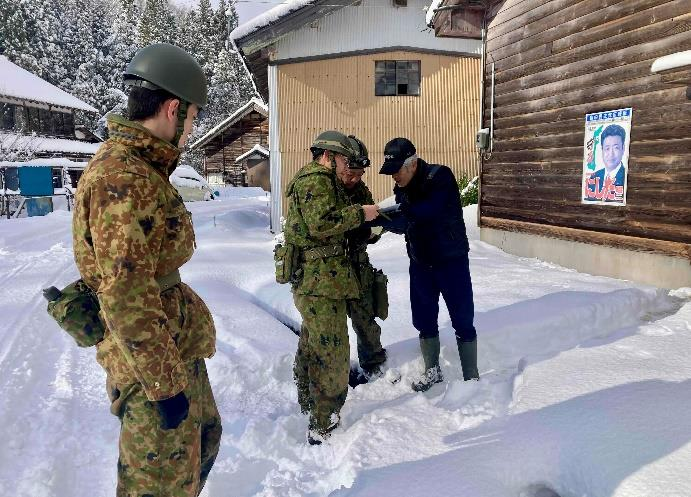
雪の積もる中ニーズ確認を行う自衛隊

総務省消防庁は9日までに被災地の消防本部と石川県内消防応援隊および他都府県からの緊急消防援助隊により337人を救助したと発表。
京都府が災害派遣精神医療チーム（DPAT）として、府立洛南病院の医師や看護師ら6人を派遣した。
緊急消防援助隊として被災地に向かう最中の山梨県の大月市消防本部の車両が金沢市内ののと里山海道で追突事故を起こし、現地から引き返した。この事故で1名が大けが、2名が体調不良を訴えた。
国土交通省が10日時点でまとめたところ、被災者向けに提供される公営住宅について、全都道府県で計約6,500戸の空き室が確保されていることがわかった。いずれも提供元の各自治体に申請し入居する。家賃は免除され、光熱費は自己負担になるケースが多い。

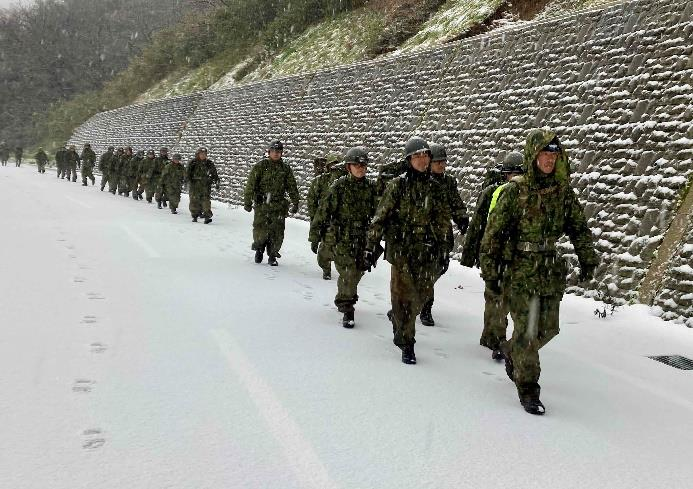
雪の降る中徒歩で物資を運ぶ自衛隊

大阪府は、府内の市町村とともに10日から１か月間、石川県輪島市に職員計1,500人（1日最大48人）を交替で派遣することを決めた。派遣された職員は支援物資の仕分けや避難所の運営を担う方針となった。

#### 1月11日

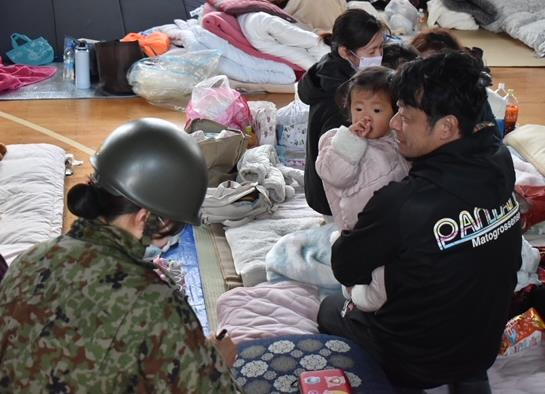
陸上自衛隊によるニーズの聞き取り（1月6日公開の画像）

自衛隊は被災者のニーズに応える「ニーズ把握隊」を編成し、各避難所にて聞き取りを行った上でそれを反映した支援を開始した。これはプッシュ型支援の欠点を補うもので、自衛隊として初の試みであった。
災害派遣中の陸上自衛隊第3師団第3後方支援連隊が自ら使用するテント内にある灯油ストーブに給油中に出火させ、テント屋根部分やベッドなどが燃えるボヤが起きた。
日本国政府は今回の地震を激甚災害に対処するための特別の財政援助等に関する法律に基づき「激甚災害」に指定し、その中でもこの地震は対象地域を限定しない「本激」として位置づけられることが決定した。これに伴い、林芳正官房長官は被害を受けた観光業などにも支援（災害救助法の適用を受けた中小企業に対する計8億4000万円の資金繰り保証や、日本政策金融公庫による災害復旧貸し付けの金利の1.2%から0.3%への引き下げ）を行うことを明らかにした。また地震に伴って事業活動を縮小した全国の事業主を対象に、雇用調整助成金の申請要件を緩和する措置を、地震が起きた1月1日にさかのぼって適用することとした。

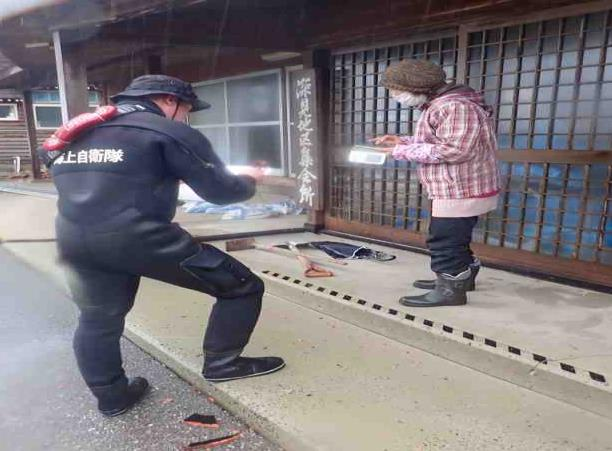
海上自衛隊によるニーズの聞き取り（1月13日公開の画像）

能登空港が仮復旧し、ヘリコプターに加えて自衛隊の固定翼輸送機が離着陸できるようになった。
広島大学病院の医師や看護師、薬剤師、放射線技師のあわせて5人のチームが、災害派遣医療チーム（DMAT）として派遣された。
石川県珠洲市と友好都市協定を結ぶ北海道の江差町が11日、被災地に職員3人を派遣した。避難所での運営スタッフとして活動する予定となった。

#### 1月12日

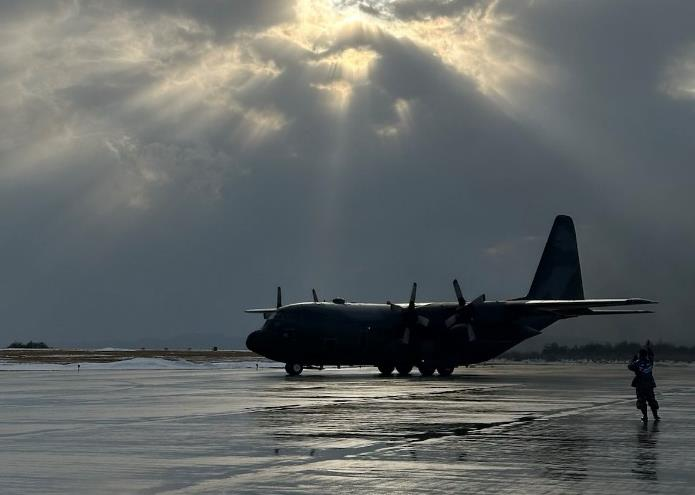
能登空港に着陸した自衛隊のC-130

迷彩服姿の偽自衛官が被災地に出没しており、地元自治体や自衛隊が注意を呼び掛けているとの報道があった。
秋田県大仙市のトイレトレーラーが石川県に向かった。
予備自衛官ら10人が、被災地の支援のため兵庫県伊丹市から出発した。

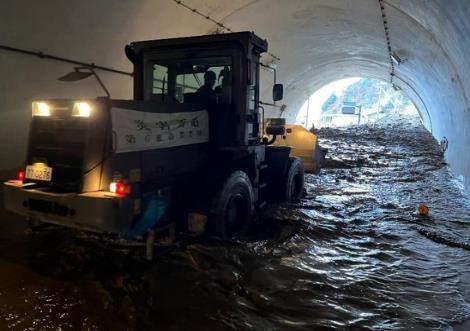
浸水した道路の復旧作業

前日に仮復旧した能登空港に、航空自衛隊のC-130輸送機が小牧基地から、C-2輸送機が美保基地から到着した。二次避難所への移動や物資輸送への拠点として活用するため、自衛隊による準備が継続されることとなった。
沖縄県が、被災者の県内への受け入れ方針を決めた。仮設住宅が完成するまでなどの短期間を想定し、避難にかかる宿泊費や交通費を支援する方針となった。被災者受け入れ支援事業では、被災証明書などを有する約300人を対象に、県外から那覇空港までの往復航空運賃の全額と1日当たり3食付きの宿泊費を7千円を上限に支援、支援期間は30日以内とした。

#### 1月13日

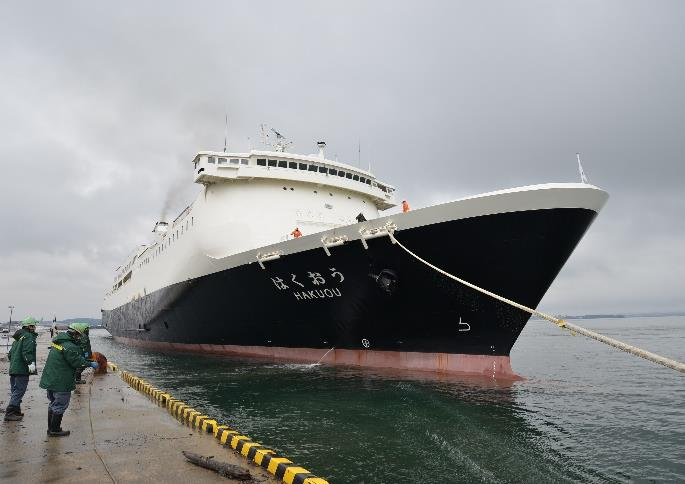
七尾港に入港した「はくおう」

七尾港に、防衛省がPFI運用（保有・保守は民間企業、運用はその社員である予備自衛官が実施、それらを防衛省が包括契約）する貨客船「はくおう」（最大300人が宿泊可能）が入港した。14日から避難者の受け入れを開始する予定とされた。ただし、避難所ごとに事前申し込みをした被災者のみが利用可能とされた。当面は最大200人までだが、状況に応じ受け入れを増やす。利用は1泊2日のみと決められた。
岸田文雄首相は二次避難について事実と異なる偽情報（後述）が出回っていることに関して自身のXにおいて注意喚起を行った。

#### 1月14日

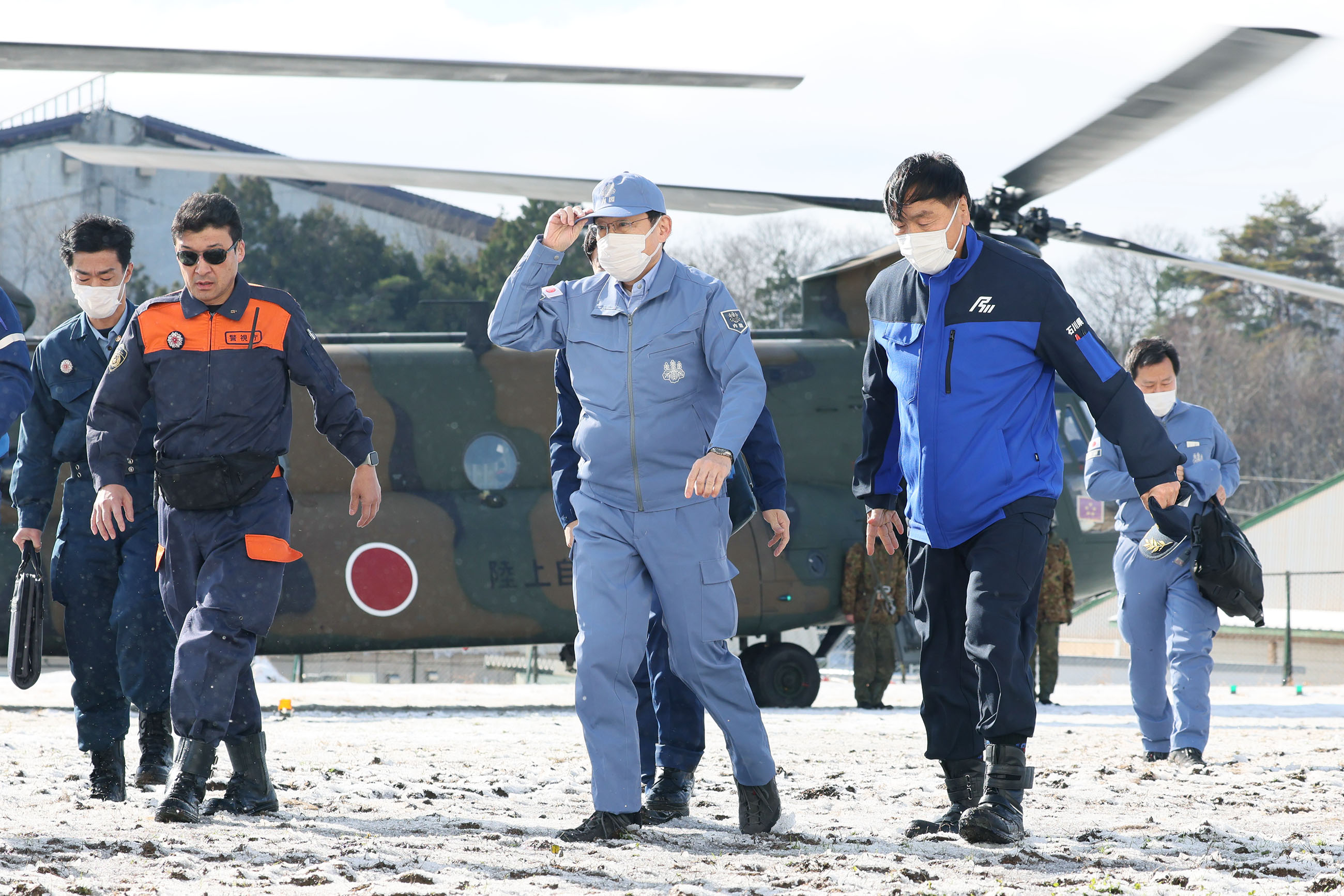
陸上自衛隊ヘリコプターで現地入りする岸田首相

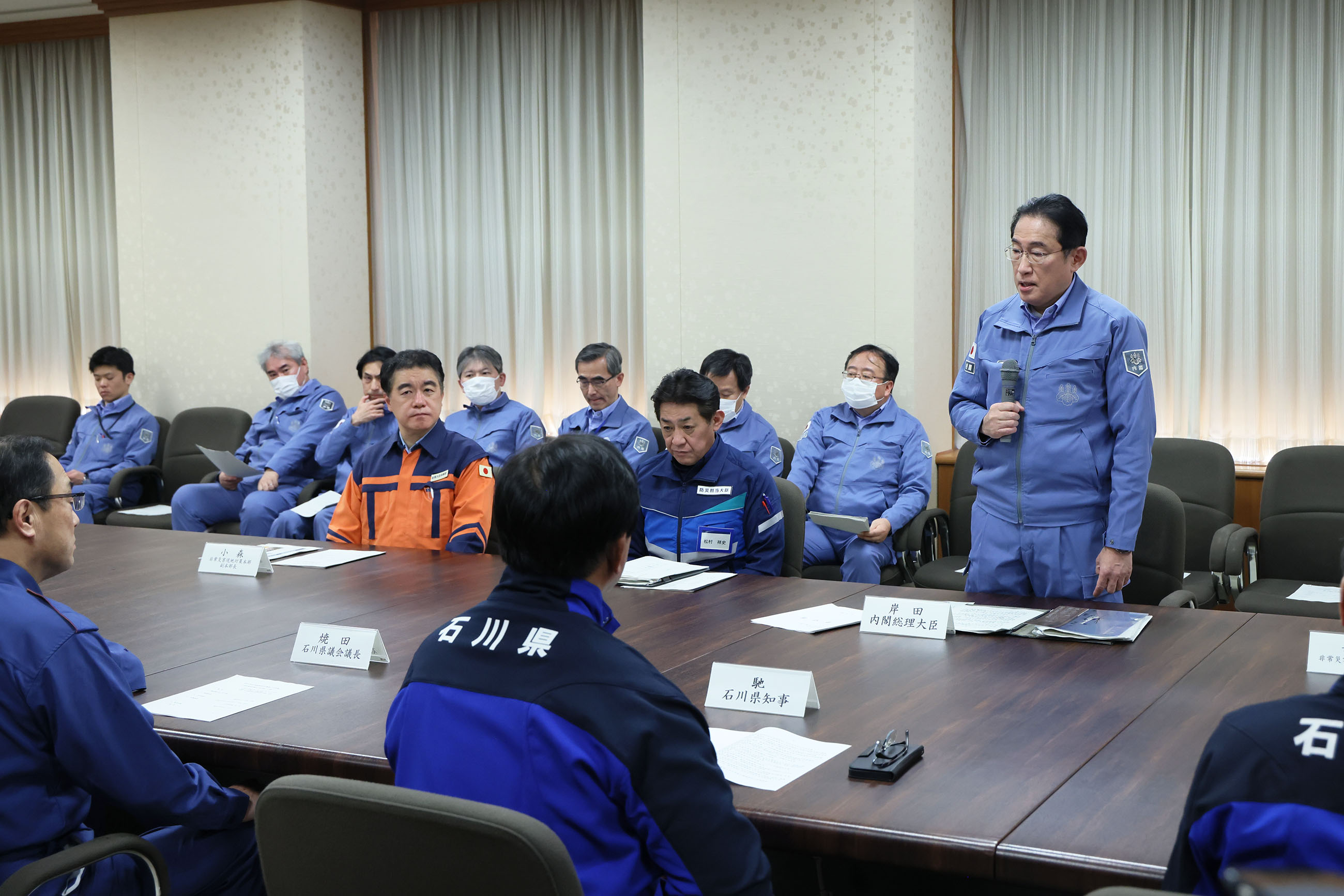
現地にて馳石川県知事と意見交換を行う岸田首相

岸田文雄首相が能登半島の被災地を訪れた。同時に、被災者支援に充てるため、2023年度予算の予備費から新たに1,000億円超を支出する方針を表明した。

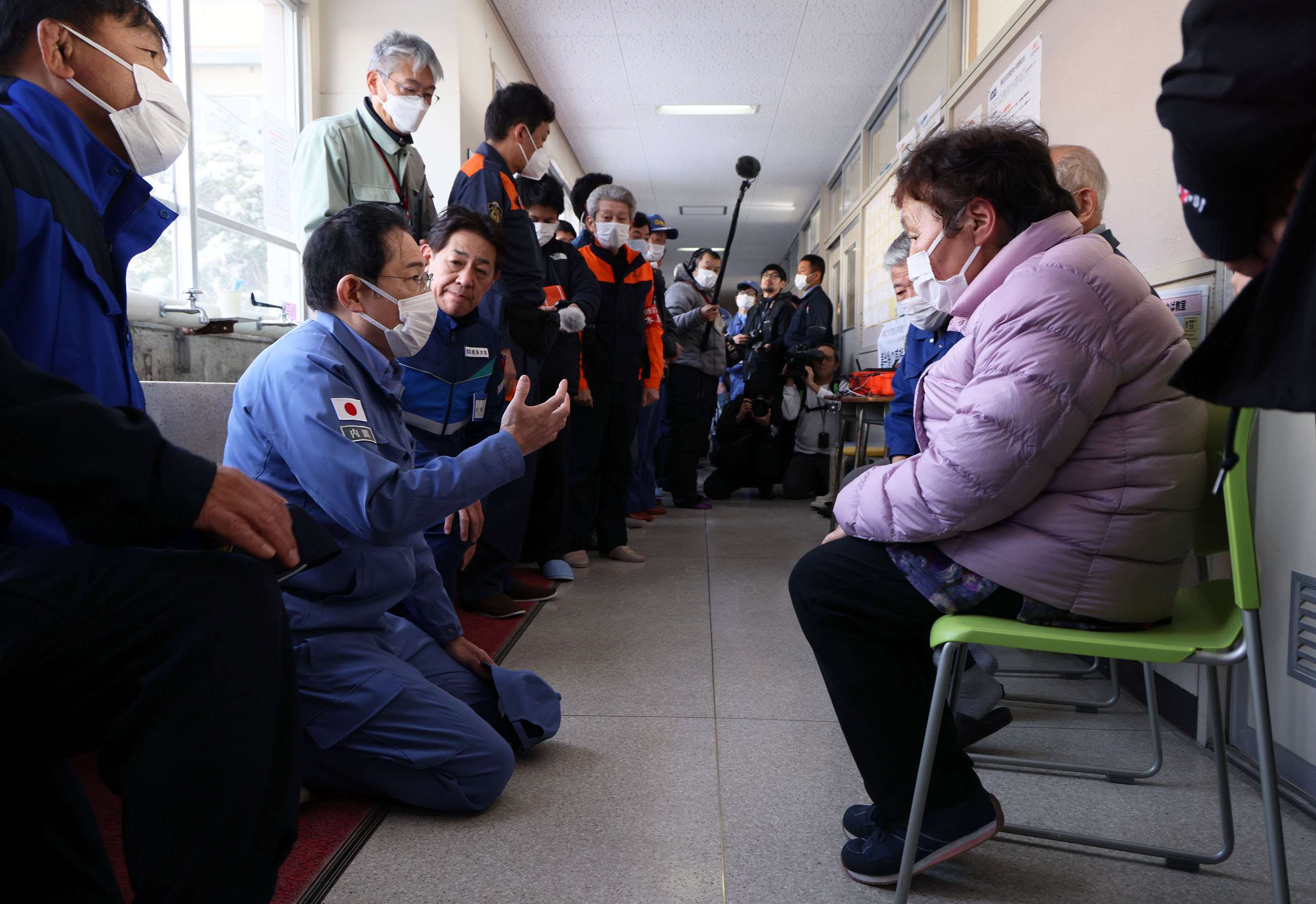
避難所を訪問し、被災者と会話する岸田首相

秋田県と秋田県医師会は、石川県へ災害医療チーム（JMAT）を派遣した。派遣されたのは、県医師会の小野崎圭助理事をはじめ医師や看護師など5人であった。1月27日まで、5つのチームを交代で石川へ派遣することが決まった。
愛知県は石川県からの要請を請け、被災した石川県輪島市の高齢者施設などの利用者12人の受け入れを実施した（2回目）。被災者らは自衛隊のヘリコプター1機で県営名古屋空港に到着した。

#### 1月15日
東京都の墨田区が、石川県輪島市に救援物資として区の防災備蓄の一部を送った。これは、災害協定の締結先である福井県福井市の仲立ちにより輪島市からの要請に応じたものであった。防災課長ら計4人の職員も派遣。米1万食や飲料水1,000本、エアマット100個、大人用おむつ約3,000枚など15品目をトラックで搬送した。トラックは一般社団法人東京都トラック協会墨田支部が運転手の派遣とともに全面協力した。
JR西日本七尾線のうち、高松駅 - 羽咋駅間が運転を再開した。
輪島市は、地震を受けて調整していた全3市立中学校の生徒の集団避難について、1月17日から輪島市を出発する日程を固めた。全生徒約400人の半数超の250人が避難に同意しており、避難期間は最大2カ月程度を見込んでいた。
消防庁長官からの要請で神戸市消防局や兵庫県内消防本部より緊急消防援助隊の兵庫県大隊が185名（うち神戸市消防局48名）が出動。神戸市消防局からは先遣隊して14日12名が出発している他、1月3日から神戸市消防局の航空機動隊が救助活動を行っている。隊員の中には阪神大震災で活動した神戸市消防局の隊員も含まれる

#### 1月16日

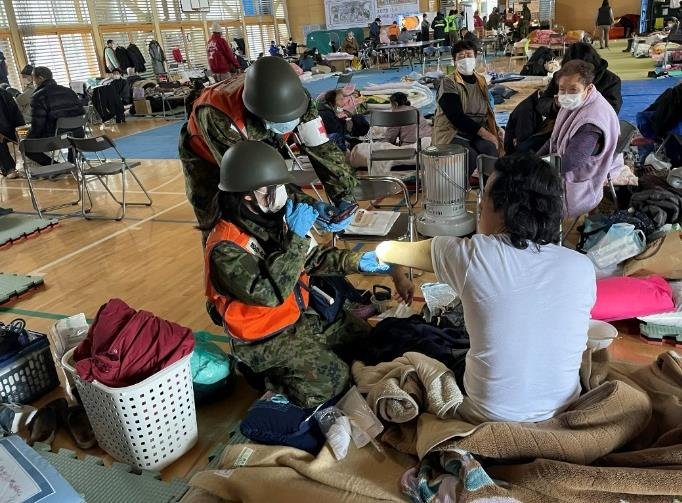
予備自衛官が避難所で行った訪問診療

松村国家公安委員長は、住民が避難している住宅への空き巣や避難所での置き引きなどの犯罪が、15日までに22件確認されたと明らかにした。「徹底して捜査をする」と述べたと共に、抑止のために被災地の避難所や街頭に防犯カメラを設置すると言及し、「まずはおよそ100台の設置を可及的速やかに進めていきたい」と述べた。
仙台市立病院は、災害医療チーム（JMATおよびDMAT〈2次隊〉）を石川県に派遣した。派遣されるのは仙台市立病院の医師や看護師ら6人で、市立輪島病院や珠洲市の医療機関で支援を行う。
政府は臨時閣議を開き、2024年度予算案について、予備費を5000億円から1兆円に倍増した新たな予算案を閣議決定した。

#### 1月17日

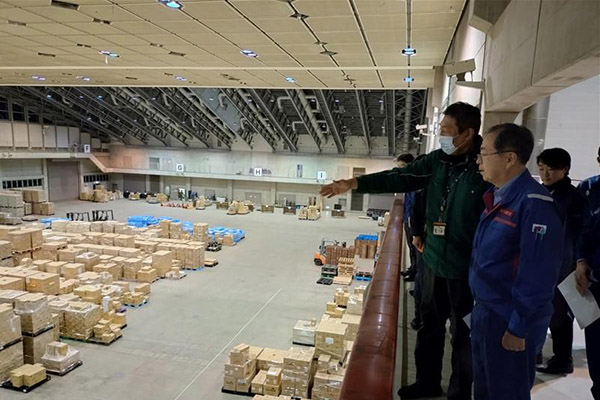
物流拠点となった石川県産業展示館を視察する斉藤国土交通大臣

自衛隊の救出活動により、道路が寸断され孤立状態が続いていた石川県能登町の集落から、住民らが救出された。石川県によると、16日時点で輪島市・珠洲市および能登町の3市町で8カ所143人が孤立していた。町によると、これで能登町内は全ての孤立集落が解消した。

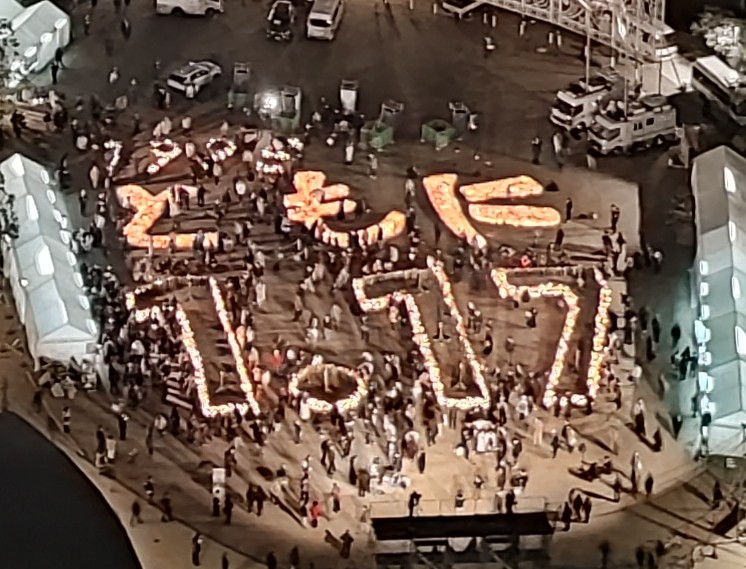
東遊園地で開催された阪神・淡路大震災29周年の記念式典。上から「1995」「ともに」「1.17」の文字が灯篭で作られている。

この日は浅い震源でのM7を超える地震により最大震度7を観測し耐震性の低い住宅が多数倒壊したこと、1月に発生し酷寒の中での避難生活を強いられたことなど、本地震との共通点が数多くあった阪神・淡路大震災から29年となる日でもあった。神戸市が阪神・淡路大震災の発生時刻と同じ5時46分に中央区の東遊園地で実施した追悼式典では、「1.17」の文字だけではなく本地震の被災地に対する思いを込めて「ともに」の文字も灯篭で作られた。阪神・淡路大震災の遺族の代表も両方の地震の犠牲者に対して追悼の念を捧げた他、会場で能登半島地震の被災地に向けた寄付金も募られた。東遊園地では能登半島地震の本震が発生したのと同じ時刻である16時10分にも、本地震への追悼の念を込めて黙祷が行われた。同日、阪神・淡路大震災で大きな被害を受けた兵庫県の緊急消防援助隊も輪島市で活動を開始し、隊員に対し当時兵庫県が受けた支援を念頭に「今度は我々が助ける番だ」との訓示が行われた。

#### 1月18日
群馬県は、石川県からの要請を請け災害支援物資としてブルーシート500枚を提供することとした。19日中に金沢市の石川県産業展示館に届ける方針と報道された。また段ボールベッド500個も提供する準備を進める。このほか群馬県に二次避難する被災者に向けて、県内にある73の旅館やホテル396室1116人分を用意し、1日3回の食事を提供するなど受け入れ準備を進めており、また県営住宅50戸を無償で提供するともした。（18日報道）

#### 1月19日

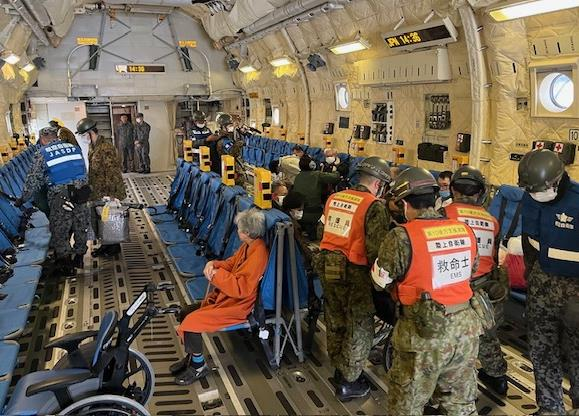
航空自衛隊C-2輸送機による2次避難支援

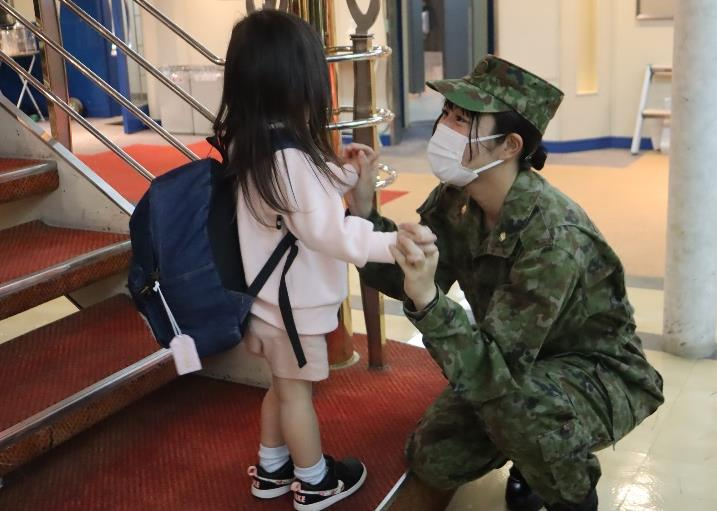
被災者と自衛官（フェリー「はくおう」内）

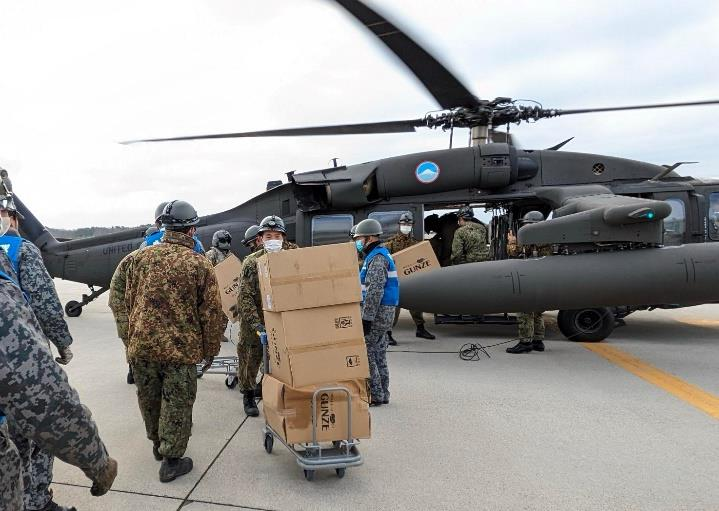
米軍と自衛隊の連携による物資輸送

政府・与党は、被災者を税制面で支援する特別立法の検討に入った。これは、自宅や家財の損害に応じて所得税や住民税を減額する「雑損控除」（地震は1月1日に起きたため本来、2024年分の所得で適用され、減税を受けるには2025年の確定申告後まで待つ必要があった）を、地震発生前の2023年分の所得で適用できるようにすることを目的とする。2023年分所得の確定申告が2月に始まるのを前に、1月26日に開会する通常国会で早期成立を目指すこととした。
岸田総理大臣は、能登半島地震を大規模災害復興法に基づく非常災害に指定した。これにより漁港や海岸、港湾等の復旧工事を国や県が代行することが可能となる。倒壊家屋を解体、撤去する費用についても国の財政支援の対象とし、被災者の自己負担をなくした、と述べた。
石川県に、全国の自治体から「対口支援（たいこうしえん）」（大規模災害で被災した自治体のパートナーとして、特定の自治体を割り当てて復興の支援をする手法）が入っている。15日の時点で、石川県の14市と町に42都道府県・政令市が職員を派遣しており、「これまでにない迅速な初動がとられた」との指摘がなされている。（19日報道）
石川県の馳知事は、県内の孤立集落が実質的に解消したと明らかにした。同日時点での孤立集落は、5地区26人となっていた。
宮崎市は被災者の健康支援のため、1月22日から2月29日石川県加賀市に医師や保健師らの保健チームを派遣するとし、第1班4人の出発式が19日行われた。
国土交通省航空局は「令和5年度緊急用務空域 公示第8号」を公示し、翌日から有効とした。これは1月5日に公示された第6号を改訂するもので、全市町村で地上から30m未満の空域が緊急用務空域から除外された。ただし、輪島消防署、輪島マリンタウン、野々江総合公園及び鉢ヶ崎総合公園の周辺に関しては引き続き地上から30m未満の空域も緊急用務空域となっている。

#### 1月20日

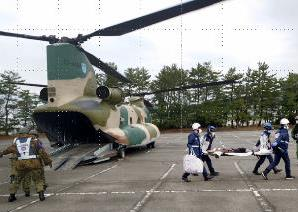
航空自衛隊による患者の輸送

東京都品川区は、被災地支援のため、石川県輪島市に物資を搬送した。区は1月4日に「被災地支援本部」を設置。輪島市からの要請を受け、同10日に下着や消毒液などトラック2台分の物品を搬送した。再び要請を受け、今回はトラック4台分で、アルファ化米1万3500食、ビスケット6,540食、飲料水1,008本、下着男女各1万8千セット、手指消毒液300本、大人用おむつ3,700枚、ブルーシート1,600枚、ペーパー歯磨き1万530回分の計8品目を搬送することを決定した。また、住宅が損壊するなど継続して居住するのが難しくなった被災地の世帯を対象に、区として公営住宅計10戸を無償提供を予定している。
石川県からの要請を受け、静岡県警の広域緊急援助隊の交通部隊24人とパトカーや標識車などが被災地に出発した。主要任務は交通整理などによって、支援物資を運ぶトラックや緊急車両がスムーズに走行できるようにすることである。

#### 1月21日

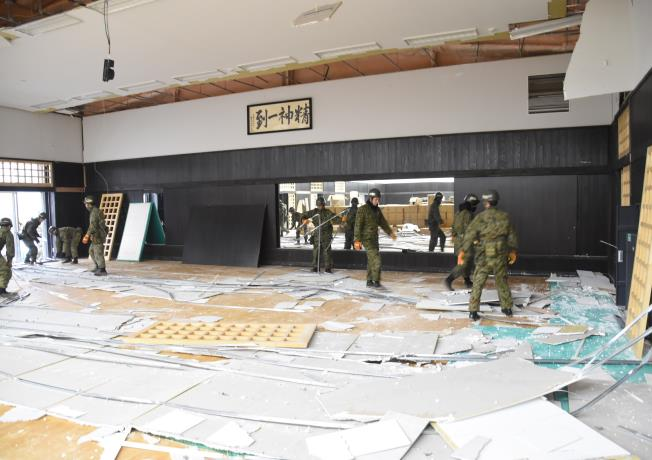
公立中学校で瓦礫を撤去する自衛隊

坂本哲志農林水産大臣が輪島市と珠洲市の被災状況を上空から視察し、その後馳石川県知事と意見交換した。
鳥取県が、ケアが必要な人たちに福祉の支援を行う災害派遣福祉チーム（DWAT）を派遣した。被災地では、社会福祉士や介護福祉士、看護師といった専門職の人材が足りず、石川県から各都道府県に専門チームDWATの派遣が要請されていた。鳥取県から派遣されるのは、専門職3人と事務局2人の5人チームで、金沢市の避難所で、ケアが必要な人の相談や二次避難所への移動、福祉ニーズの把握などに当たる。第二班以降の派遣も決まっていた。
この日、学習機会を維持する観点から輪島市に続き珠洲市と能登町でも中学生の集団避難が始まり、珠洲市から102人、能登町から39人の合計141人の生徒が金沢市の医王山スポーツセンターへバスで向かった。なお、能登町ではある程度学習環境が回復したことから予定を前倒しして2月23日で集団避難を終了し町内に帰したが、避難の継続を希望する生徒は3月8日まで残れる処置も取られた。

#### 1月22日

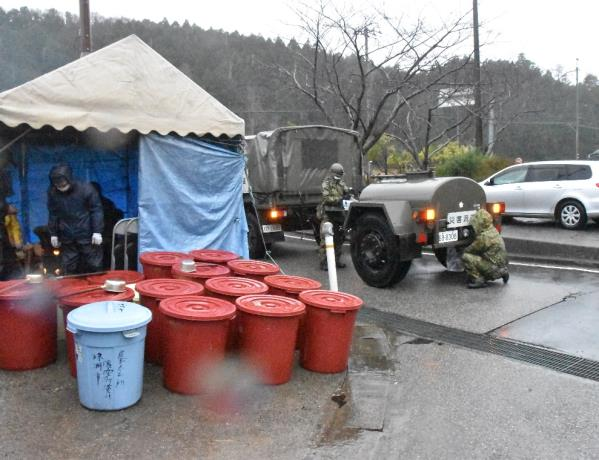
給水支援を行う自衛隊

政府の「生活と生業支援パッケージ」の案が明らかとなった。地震で被害を受けた中小の事業者、農林水産業、伝統産業などの事業継続や商店街の再生のための補助金や支援制度を盛り込み、需要が落ち込んでいる観光の支援として風評対策を行うと共に、北陸への旅行代金を割り引く「北陸応援割」を検討することとされた。被災者の生活再建に向けては、地域型の木造仮設住宅の活用や、医療費の自己負担の減免を盛り込む見通しであると報道された。
JR西日本七尾線が羽咋駅 - 七尾駅の区間で運転再開。
馳浩知事は、避難者全体を網羅して中長期的に支援する「復興生活再建支援チーム」を設けると発表した。避難所外で生活する被災者の中に物資の支給などで十分な支援を得られていない者もいる状況を考慮したもの。避難所に身を寄せる者と同様に健康管理や環境改善に向けて支援するとした。実態把握のためLINEなどで避難先や電話番号を登録してもらう窓口も設け、これに対して22日時点で計2,648件の登録があった。

#### 1月23日

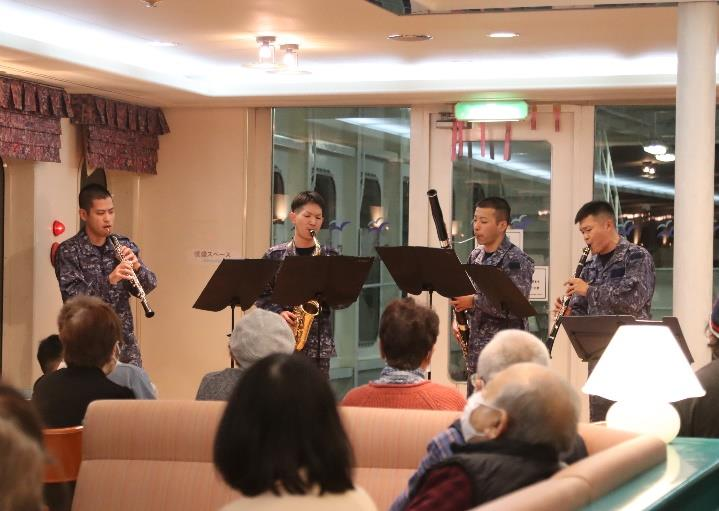
慰問演奏を行った自衛隊

政府が1月25日にもとりまとめる予定の、被災者への「生活と生業支援のためのパッケージ」の全容が判明した。「緊急対応策」として、（1）生活の再建、（2）生業（なりわい）の再建、（3）災害復旧等の3つの柱が示された。具体的には以下の通りとされた。
1. 生活の再建 - 「被災者の2次避難を促進するため、自治体がホテルなどを借り上げる際に支払う金額の上限を、1人1泊7,000円から1万円に引き上げる」「プレハブの仮設住宅だけでなく、地域の希望などを聞き取ったうえで木造の仮設住宅を建設する」「被災者生活再建支援金として最大300万円を迅速に支給する」「被災者の医療・介護等の自己負担、保険料を減免する」など
2. 生業（なりわい）の再建 - 「被害にあった施設などの復旧を金銭面で支援する」「輪島市の名産である輪島塗などを念頭に、伝統産業の事業継続に必要な道具や原材料を確保するための金銭的な支援を行う」「被災した農業用機械等の再建支援」「観光支援策として、3月から4月にかけて石川県や新潟県などの北陸地方への旅行代金をひとり1泊2万円を上限に50パーセント補助する（北陸応援割）」「被害の大きかった能登地方については、復興状況を見ながら、より手厚い『旅行需要喚起策』を検討する」「被災した事業者の雇用を守るため、雇用調整助成金の助成率を、中小企業では2/3から4/5に、大企業では1/2から2/3に引き上げ、支給できる日数も、年間100日から300日に延長する」「地震で事業所が休止した場合などに、雇用保険の失業手当を支給できる」
3. 災害復旧等 - 「医療施設や水道施設などの公共・公益施設等の復旧を進める」「水道については4月以降に引き上がる補助率の前倒し運用」「上下水道一体での早期復旧の推進」

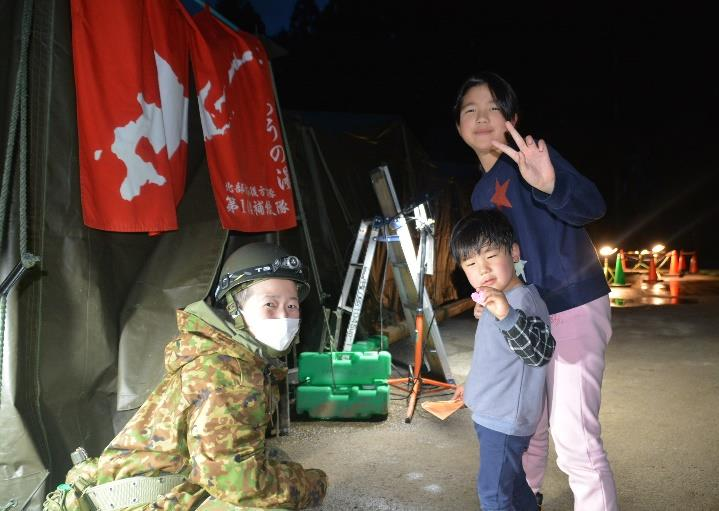
入浴支援を行う自衛隊

陸上自衛隊目達原駐屯地の隊員らが、被災地に出発した。派遣されたのは、西部方面後方支援隊に所属する隊員など27人。大型バス1台と大型トラック2台、フェリーも使って能登半島まで移動する。被災地で主に被災者の入浴支援に取り組む。目達原駐屯地は1月5日にも被災地に隊員を派遣していて、今回派遣される隊員と入れ替わることになる。
国土交通省は、地震の影響で滑走路に亀裂が入るなどの被害が出ていた能登空港の応急の復旧工事が完了したとして、25日から民間航空機の離着陸を可能にすると発表した。
石川県の馳知事は、被災地でのボランティア活動を、事前に登録している者にかぎり、1月27日から七尾市・志賀町および穴水町の3市町で受け入れると明らかにした。

#### 1月24日
政府は、能登半島地震を巡り偽情報や誤情報がSNS上で拡散する事例（「誤情報」も参照）が相次いでいるため、情報の信頼性確保につながる技術開発を支援する方針を固めた。コンテンツの発信者情報を電子的に付与するオリジネーター・プロファイル（OP）の活用が念頭にあるとされる。被災者支援の対策パッケージの関連事業として、被災自治体とOPを使った実証実験を行うことなどを想定している。プラットフォーマー（PF / SNSなどを運営するIT企業）などが偽情報や誤情報を判別しやすくするため、発信者の実在性と信頼性を確保する技術の開発を支援する。さらに、生成的人工知能 (生成AI)の技術で作成した偽動画（ディープフェイク）かどうかを判別できる技術開発を支援する。過去の災害で流布された真偽の判別が難しい情報の特徴を分析し、PFと共有する考えも示した。（1月24日報道）
多摩市は、石川県能登町に支援物資として市が備蓄していた500ミリリットルの水のペットボトル約3,000本や、アルファ米1,000食以上、レトルト食品250食をトラックで運ぶため市の職員5人を派遣した。（1月24日報道）
兵庫県警察は1月24日、警備部隊の第3陣を派遣した。広域緊急援助隊や管区機動隊などで構成される105人が大型バス3台などに乗り込み、輪島市に向けて出発した。
全国の自治体から派遣され被災地で活動中の応援職員の数は、1日当たり1,000人超で推移していることが1月24日、総務省集計で分かった。最新の23日時点では56都道府県市の1,103人で、今後1,200人程度までは増える見通し。
被災者の生活再建を急ぐため、石川県は事前登録者を対象として、県内3市町で活動するボランティアの募集を始めた。

#### 1月25日
政府は被災地復興支援策や支援パッケージを正式決定した。このパッケージの財源として26日、2023年度予算の予備費から1,553億円を拠出することを閣議決定する方針。今後も2024年度予算案の予備費を活用するなどして支援の内容を拡充していくとした。
石川県が特設サイト「令和6年能登半島地震・石川県災害ボランティア情報」を開設した。県が一括して、各市町のボランティア募集情報の発信と参加希望者の事前登録を実施。被災地の受け入れ準備が完了次第、登録者にメールで案内するとした。（1月25日報道）
農水省は1月25日、令和6年能登半島地震による農水省の「被災者の生活と生業（なりわい）支援のためのパッケージ」を公表した。

#### 1月26日
松村祥史国家公安委員長は閣議後記者会見で、石川県内の避難所や街頭に防犯カメラ約1,000台を新たに設置することを明らかにした。2023年度予算の予備費などを活用する。被災者が地元を離れることへの不安を解消し、県内外のホテル・旅館への「2次避難」を進めて災害関連死を防ぐのが狙いであった。この防犯カメラ1006台（石川県内の12の自治体の合計で、うち925台は輪島市・珠洲市・七尾市・能登町・穴水町のいずれかに設置された）は3月12日までに設置を完了したと、同月15日に発表された。
政府は閣議で、被災地の復旧・復興を支援するため、2023年度予算の予備費から約1,553億円（使い道をあらかじめ決めない一般予備費と、エネルギー対策特別会計予備費から合わせて1,552億6,996万円を支出する。）を支出する方針を決定した。25日の非常災害対策本部の会合でまとめた総合支援策を実行するために活用する方針とされた。総合支援策の名称は「被災者の生活となりわい支援のためのパッケージ」と定められた。住まいの確保や二次避難への対応に438億円、中小・小規模事業者向けに205億円、農林漁業者に75億円、観光需要を喚起する「北陸応援割」などに104億円を拠出する方針とされた。最大300万円の被災者生活再建支援金の迅速な支給も盛り込んだ。
松本剛明総務相は閣議後記者会見で、能登半島地震の被災地に全国の自治体から派遣された応援職員の宿泊施設について、被災県が独自に確保した場合、県が負担する費用の8割を特別交付税で措置する方針を明らかにした。被害が甚大な地域では応援職員らの宿泊場所が少ないため、被災県側が円滑にキャンピングカーなどを確保できるようにするための方針であった。
富山県は、1日の地震発生時から設置していた『災害対策本部』について、県内の全ての避難所が閉鎖し、応急対応が概ね完了したことから、被災者の生活再建や公共インフラの復旧などをメインとする『復旧・復興本部』に切り替えた。
ANAは臨時便にて羽田空港 - 能登空港を運航することとなった。
国土交通省航空局は「令和5年度緊急用務空域 公示第9号」を公示し、翌日から有効とした。これは1月19日に公示された第8号を改訂するもので、全市町村で地上から150m未満の空域が緊急用務空域から除外された。ただし、輪島消防署、野々江総合公園の周辺に関しては引き続き地上から150m未満の空域も緊急用務空域となっている。

#### 1月28日
陸上自衛隊八戸駐屯地から災害派遣部隊が、石川県に向けて出発した。派遣されるのは陸上自衛隊八戸駐屯地第9後方支援連隊と警務隊八戸分遣隊の隊員など23人。宮城県と石川県の駐屯地を経由したあと、1月31日に輪島市に入り、2月25日まで支援活動に取り組む。隊員は断水が続いている石川県輪島市で被災者の入浴支援などにあたる。

#### 1月29日
福島県の多目的医療用ヘリコプターが石川県知事からの要請を受け、被災地支援に派遣された。被災地では、医師など医療従事者の移動や医療活動に必要な機材の搬送などにあたることが決まった。支援は2月12日までの予定と報道された。
国土交通省関東地方整備局東京国道事務所は被災地への支援のため、緊急災害対策派遣隊（テックフォース：Technical Emergency Control Force）を石川県内に派遣した。
北茨城市は、珠洲市であんこう鍋の炊き出しを行うことを決定した。およそ1,200食を提供する。北茨城市では毎年、あんこう鍋などの料理を販売する「全国あんこうサミット」というイベントが開かれ、あんこうが特産の石川県珠洲市の事業者も参加していた。

#### 1月30日
阪神・淡路大震災当時、神戸市の職員として人命救助や生活再建などに当たった60代から80代の退職者ら8人が、一時的に職員として派遣された。8人は先遣隊として1月30日から2月3日まで石川県の珠洲市などに入り、それぞれの経験やノウハウを生かしながら、被災者の生活再建やまちの復旧・復興段階における課題とニーズを調査することが決まった。
同日招集された第213回国会で岸田は衆議院及び参議院の本会議にて施政方針演説を行い、この地震で亡くなった人々に哀悼の念を示した上で、被災地が再生するまで政府が責任感のある取り組みを行うことを強調した。

#### 1月31日
広島県は、石川県からの要請を受けて支援物資としてブルーシート2,500枚を送った。

### 2月

#### 2月1日
政府は被災者の生活再建を支援するため、高齢者世帯などに最大600万円を支給する方針を固めた。障害者がいる世帯も対象とする見込みとした。現行制度では、住宅の被害状況などに応じて被災者生活再建支援法に基づく支援金として最大300万円を支給することが定められている。この制度とは別に被災世帯が一定の要件を満たした場合、さらに最大300万円を支給できるようにする。住宅の再建費で最大200万円、家財道具の購入費などで最大100万円とする方向で調整する。ただし、日本国内では誰でも自然災害の被災者となる可能性があるにもかかわらず、能登半島地震の被災者、それも特定の年齢層等に対してのみ通常より手厚く保障を行うという方針は公平さに欠けるという批判も出た。
この日は本震の発生から1か月となる日でもあり、被災地である珠洲市や新潟市では地震の発生した16時10分に黙祷が捧げられた。

#### 2月2日
政府は閣議で、能登半島地震の被災者向けの税制支援策を決定した。住宅や家財、個人事業主の事業用資産が被害を受けた場合の所得税、住民税の軽減措置を1年前倒しすることが決定された。2023年の所得に適用し、2024年2月からの確定申告に間に合わせることができるようにする（地震は1月1日に起きたため、本来は24年の所得に適用される）ためのものである。開会中の通常国会で特別立法を成立させたい考えが示された。住宅や家財の損害に応じて減税する雑損控除や、雑損控除を受けない人の災害減免法に基づく税減免、機械や車両といった事業用資産の損失を巡る減税が対象となる。
防衛省は、能登半島地震の災害派遣に対応してきた陸海空3自衛隊の統合任務部隊（JTF）を解消し、陸上自衛隊中部方面隊を中心とする態勢に移行したと明らかにした。要員の規模はこれまでの約1万4千人から約1万人となった。木原稔防衛大臣は閣議後記者会見で、自衛隊のヘリコプターによる孤立地域の支援のめどがたち、3自衛隊ヘリの集中運用や、海自輸送艦を拠点とする活動のニーズはなくなった一方、給水、給食、入浴支援や物資輸送など生活支援を続ける必要があると説明した。
岸田総理大臣は参議院本会議で、被災者生活再建支援金とは別に、能登地域6市町を対象とする新たな交付金制度を設け、半壊以上の被災をした対象となる世帯に対し定額で50万円、被災により自動車を喪失した人が新たに自動車を購入する場合に、別途定額50万円を目安とした支援を行う方針を明らかにした。
被災した酒類業者への、政府による支援策がまとまった。国税庁は酒類の製造や販売に関わる事業者の免許に係る手続について、被災状況などを踏まえて弾力的な措置を講じる。また地震で破損・流失した酒類について、酒税相当額の救済措置を実施する。さらに、酒蔵が数多く存在する能登地域を中心とした被災酒蔵などへの技術支援を行う。（2月2日報道）
別府市と市の外郭団体ビービズリンクは、被災地を支援するため、移動式温泉施設「幻想の湯」を現地に運び、被災者に入浴サービスを提供する。別府でくみ上げた温泉の湯と、石川県内の和倉温泉を利用する。被害を受けた各自治体に支援を申し入れ、能登町と珠洲市から要請があった。2月7-20日に能登町、同22日-3月6日に珠洲市に入る。移動式施設は送風機で立ち上げるエアーハウス型で、広さ約87平方メートルである。男女別の浴槽がある。男女合わせて１日当たり約250人の利用を見込んだ（2月2日報道）。

#### 2月3日
この地震で初めて、輪島市で貯水タンク付きの仮設住宅（18世帯・55人分）への入居が始まった。

#### 2月5日
愛媛県砥部町の職員3人が避難所の運営を支援するため、石川県輪島市へ出発した。派遣されるのは、総務課危機管理室の職員3人で、2月14日まで、石川県輪島市の避難所で物資の仕分け作業や避難者の健康管理、また給水作業の補助などを行う。
鹿児島県長島町と地元の東町漁協は被災地で炊き出しを行うことを決め、川添健町長のほか、職員や漁協の関係者12人が金沢市内にある二次避難施設4か所で支援とし、特産の養殖ブリ「鰤王」の切り身や缶詰のほか赤土バレイショ、かんきつ類の「大将季」などの支援物資が、トラックに積み込まれ出発した。6日の3時ごろに現地に到着し、7日から2日間炊き出しを行う。

#### 2月16日
国土交通省北陸地方整備局は本格復旧に向けて、能越自動車道や国道249号、河原田川や地すべり対策、砂防事業の直轄事業・権限代行事業を迅速に進めるべく、七尾市の金沢河川国道事務所能登国道維持出張所庁舎内に能登復興事務所を設置する。

#### 2月24日
岸田総理は、被災地を視察するため、石川県を訪問した。被災地入りは1月14日に続き２回目。農林水産業や伝統工芸産業の関係者と意見交換し、生活再建や産業復興を後押しする考えを伝達するとしている。
岸田総理は、住宅再建支援として、従来の支援金とは別に支給する最大300万円の交付金制度の対象を拡大すると表明した。石川県が予算計上をする予定の、最大300万円の自宅再建利子助成事業などと組み合わせると、住宅半壊以上の子育て世帯は完全にカバーできると強調している。この制度について、高齢者や障がい者がいる世帯のほかに、住民税非課税世帯や仕事を失うなど家計が急変した世帯、ひとり親世帯なども支給対象となることを明らかにした。

#### 2月27日
防衛大臣の木原は衆議院予算委員会で、3月の北陸新幹線の金沢・敦賀間の延伸開業に合わせて石川県・福井県で行われるブルーインパルスによる展示飛行に合わせ、被災者に対する激励の感情を込めて能登半島上空でも飛行を行う考えを示した。これに対し被災地で取材を行っているフリージャーナリストの仁尾淳史は、混乱している被災地にブルーインパルスが勇気を与えることは難しく、断水や停電の解消などライフラインの復旧に労力を費やすべきであると批判した。政治学者の纐纈厚も、被災地の深刻な様相に思いを馳せている国民の感情からは外れていると批判した。インターネット上でも、「税金の無駄遣いである」「ブルーインパルスが飛んだら停電や断水から復旧するのか」などと批判する声が多く上がった。一方、「被災地で活動している自衛隊員に対する激励という意味もある」「何か希望になるものは必要」「多くの人は感涙を流すだろう」などと、歓迎する意見もしばしば見受けられた。航空・軍事評論家の関賢太郎は、ブルーインパルス、つまり航空自衛隊第4航空団第11飛行隊は陸上自衛隊中部方面隊と同隊第10師団が中心になって実施している能登半島での災害派遣には一切参加しておらず、離着陸にも地震で大きな被害を受けた基地は使用されないことから、ブルーインパルスによる飛行により能登半島に送るための物資が消費されたり、災害救助活動に支障を来したりすることは考えられないため、行われているような批判は的外れであると指摘した。予算に関しても、元々北陸新幹線の延伸開業を記念した飛行として組まれていた2023年度防衛予算内のブルーインパルス関係の歳出に、追加の燃料費としてせいぜい100万円程度が支出されるに過ぎず、復興や復旧に関係する2023年度補正予算や2024年度予算には影響しないと指摘している。

### 3月
熊本地震の際には1か月半ほどで自衛隊は被災地での支援活動を終了していたのに対し、この地震では3月に入ってもライフラインが完全には復旧せず、自衛隊の活動が続いている。

#### 3月1日
内閣は閣議を行い、3回目となる予備費の支出を決定した。半壊以上の被害を受けた住宅に対する補助金61億円、仮設住宅の建設費用158億円、被害を受けた漁港の調査費用、道路や水道を始めとするインフラストラクチャーや河川の復旧費用など総額1167億円となる。同日に発表された東日本大震災から13年となることを受けた岸田の談話でも、同震災の教訓を本地震に生かすことが掲げられた。この日で本震発生から2か月となり、本震の発生した16時10分に珠洲市や輪島市で黙祷が捧げられた。

#### 3月2日
能登半島地震に関係する予備費支出を含む2024年度の予算案が衆議院予算委員会・本会議で可決・成立し、参議院に送られたため、憲法の規定により2023年度内の成立が確実となった。同日の予算委員会で岸田は、この予算は新年度早々の仮設住宅引き渡しにも関係することから被災地からも早期の衆議院通過が要望されていると述べていた。

#### 3月4日
警察によって続けられてきた地震により安否不明となった7人の捜索活動について、捜査現場の安全を確保するために工事が必要となるためこの日限りで中断となり、工事が完了してから再開することとなった。消防はこの日限りで捜索活動を終了した。

#### 3月8日
集団避難を行っていた輪島市の中学3年生は、翌日の卒業式に出席するためこの日限りで集団避難先の県立白山青年の家を退所し、正午過ぎにバスで輪島市に到着した。新潟市は、罹災証明書の発行を申請したがまだ受け取っていない約4200人に対し、個別に連絡する方針を打ち出した。
防衛大臣の木原は3月16日に北陸新幹線の延伸開業記念イベントで石川県・福井県を飛行した翌日の3月17日に能登半島上空でブルーインパルスによるアクロバット飛行を実施することを記者会見で正式に発表した。

#### 3月10日
石川県知事の馳はNHKの『日曜討論』に出演し、復旧・復興を目標とした意見聴取を実行している旨を説明した上で「地に足のついたまちづくり」を目指すと述べた。内閣府副大臣の古賀も、スピード感を持って支援に取り組む姿勢を示した。珠洲市から医王山スポーツセンターに集団避難していた中学3年生12人と中学1・2年生合わせて41人が、12日の卒業式とその前日に行われる卒業式の練習への参加のため集団避難を終了し、2台のバスに分乗して珠洲市民図書館に戻った。また、地震に伴い能美市の辰口福祉会館に1月19日から集団避難を続けていた輪島市鵜入町の住民、6世帯10人も現地の停電が復旧し、道路の状況も改善してきたことから避難を終了することとなり、この日9時ごろに避難先からバスで出発し、13時過ぎに鵜入漁港に到着した。集団避難していた集落で住民がまとまって故郷に戻るのはこれが初めてであった。
翌日に東日本大震災の発生から13年となるのを前に、宮城県気仙沼市の震災遺構、宮城県気仙沼向洋高等学校の旧校舎跡地では能登半島地震への追悼の意を込めて東日本大震災が発生した日付の「3.11」と能登半島地震が発生した日付の「1.1」の両方の文字をライトアップした他、福島県双葉町ではキャンドルに書かれた能登地方へのメッセージが並べられるなど、同震災の被災地では能登半島地震の被災者にも思いを馳せるための動きが見受けられた。

#### 3月11日
この日東日本大震災の発生から13年を迎えたのに合わせて福島市で行われた記念式典に岸田が出席し、東日本大震災の教訓を能登半島地震の復興にも生かす決意を改めて示した。能登半島地震の被災地である輪島市でも市役所に半旗が掲げられ、東日本大震災の発生時刻である14時46分に黙祷が捧げられた。
石川県議会は能登半島地震からの復旧・復興に向けた費用として総額で7830億円を計上した2023年度の補正予算案と2024年度の予算案について採決を行い、可決・成立した。

#### 3月17日
この日被災者に対する激励のために能登半島上空を飛行する予定だったブルーインパルスは、13時ごろに小松基地を一旦離陸したものの、悪天候のため飛行を中止し小松基地に戻った。石川県は、18日に改めて飛行を行うと発表した。

#### 3月18日
延期されていたブルーインパルスの被災地上空での飛行が行われた。13時から14時までの間の30分程度、志賀町、輪島市、珠洲市、能登町、穴水町、七尾市の合わせて13の施設の上空を飛行した。

### 対応に関する議論・評価

#### 初動の遅れに対する批判
今回の地震では政府・自衛隊の初動の遅れが指摘された。1月5日に立憲民主党代表の泉健太は「自衛隊が逐次投入になっており、遅い」と指摘した。地震発生から4日目までには2万人を超える自衛隊員が派遣されていた熊本地震や北海道胆振東部地震と比較すると、当初の人数が1000人、5日後にようやく5400人という規模はかなり少なく感じられたことから、このような指摘が生じたと考えられる。
「地理的に不利な条件であったのは被災者から見れば言い訳に過ぎず、政府や自衛隊による評価が必要」、「そもそも政治家の危機感が感じられなかった」などという批判もある。3月12日に、政府の関係省庁はこの地震への対応に関して検証することで良かった点と悪かった点を洗い出し、課題を振り返った上で今後の災害時の対応について検討し、必要に応じてこの地震からの復興にも役に立てるためにチームを結成し、その初めての会合を開いた。同年4月に台湾花蓮地震が発生した際には台湾政府の対応が迅速だったことから、日本政府の対応の遅れを指摘する声が多く出た。
一方で、このような意見に対する反論もある。まず要因として挙げられているのは（熊本や北海道に比べると）北陸に陸上自衛隊の設備が少なく、最寄りの駐屯地が金沢駐屯地であったため初動で人員を投入しにくかったことである。また、日本海側から被災地に入ることができた東日本大震災、九州の中央部に位置するために周辺の各県から被災地に入ることができた熊本地震などとは異なり、山がちで断崖が多い上に陸路では南からしか到達できないという能登半島の地形も原因と考えられている。東日本大震災当時に内閣官房参与を務めており、陸将の経験もある山口昇は、道路の少ない能登半島に一度に陸路で7000人を投入すれば自衛隊の車両による渋滞が発生し交通が麻痺してしまうため、海路を利用したのは妥当であったと語っている。また、同じく陸将の経験がある山下裕貴は、地震発生直後には被害状況が明確ではなく、実戦で言うところの遭遇戦（敵との意図しない遭遇による戦闘）と同じような状況であり、そのような場合には逐次投入も悪くなく、実戦でも使われている手法であると指摘した上で、数だけに注目して少ないと問題視するのは短絡的であると述べた。防衛問題研究家の桜林美佐は、過去に多く人員を派遣しても現場で待つしかなかった事例が頻発していると指摘し、初動の1000人という規模は妥当であったと主張している。元宮崎県知事の東国原英夫は、地震から20分後には自衛隊に災害救助に関する部隊が発足しており、その15分後には災害派遣の命令を受けているなどとして、そもそも初動は遅れていないとの認識を示している他、統合幕僚監部参事官の田中登もそれまでにないほど迅速な対応を取ることができたと主張している。また、岸田は地震の発生が日の入りの直前であり、情報の把握が難しかったとも反論している。
陸路での接近が難しいのであれば、ヘリコプターを利用して人員を投入すべきという意見もあった。このような意見に対して山下は、平野部ではなかったために着陸できる場所が少ない上に、着陸した隊員自身が孤立してしまう危険性があると反論している。この他に、1960年代までの航空自衛隊で行われていたようにヘリコプターから物資を投下すべきという意見も見られたが、桜林は、ヘリコプターは飛行可能時間の限界まで飛行しており、空中からの投下など行う余裕はなかった上、着陸もできないような場所に物資を投下するのは非常に危険であると指摘した。また、田中は地震直後にヘリコプターを使用して救助活動を行う方針が定まっており、実際に本震から8日目までに自衛隊により救助された被災者のうち空路が利用された割合は熊本地震の7 %に対しこの地震では64 %に上ったことを指摘している。

#### 公費解体に対する批判
輪島市では、同市の副市長であった中山由紀夫の自宅に隣接する家屋の公費解体が、一般市民向けの公費解体についての相談会が行われた当日である2月12日に始まっており、26日までに解体がほぼ完了したことから、市民から副市長という立場を利用して自宅に隣接する住宅の公費解体の日程を早めさせたのではないかという批判が浮上した。中山は1月下旬に該当する住宅の所有者に解体の申請を依頼したが、批判に対し輪島市側は該当する住宅以外にも1月中に公費解体の申請を受理した事例はあると反論している。中山自身は北國新聞の取材に対し制度が始まり次第最初に解体するよう求めたが圧力はかけていないと主張し、東京新聞の取材に対しては自宅が応急危険度判定で最も危険であるという判定を受けたことから「書類が整えば、一番でもいいとも言った」と証言した。その一方で、中日新聞の取材に対し、制度を知らない市民に配慮すべきであったという反省の弁も述べている。また、2月26日に石川県知事の馳浩が開いた記者会見では本件については個別の自治体の事案への不介入を理由に回答が控えられた。

#### 事前の対策に関する批判
地元の住民の一部には、2022年と2023年にも大きな地震が発生したにもかかわらず、珠洲市長は観光業にばかり熱心で災害対策に真摯に取り組んで来なかったという批判もある。

#### 評価すべき点
地震後に気象庁長官に就任した森は、気象現象を管轄する機関と地震や火山を管轄する機関が分かれているアメリカ合衆国などと異なり、日本では気象も火山も同じ気象庁で扱っているため、とりわけこの地震が発生したような冬季の寒冷地においては救助活動において重要度が高くなる被災地の気象情報と地震情報を一体的に発表しやすくなったとの認識を示した。

#### 世論調査・アンケート調査
NHKが2024年1月12日から14日に行った世論調査では、日本政府の能登半島地震への対応を「大いに」「ある程度」評価すると回答した割合が合わせて54.6 %、「あまり」「まったく」評価しないと回答した割合が合わせて40.3 %であった。同じNHKによる翌月10日から12日の調査では、前者が55.2 %、後者が37.0 %、3月8日から10日の調査では前者が49 %、後者が43 %となった。一方で、首相が指導力を発揮しているか問うた1月27日から28日にかけての毎日新聞社の世論調査では、「思う」が20 %、「思わない」が61 %となった。1月6日から7日にJNNが行った世論調査では、政府の対応が迅速だったと「思う」という回答が57 %、「思わない」という回答が32 %となった。朝日新聞社が実施した世論調査でも、1月では政府の能登半島地震への対応を評価すると答えた回答者が評価しないと答えた回答者より多かったのが、2月には逆転しており、性別では女性で、年代別では30代と60代以上でその傾向が顕著であった。また、過去の地震では政府の対応等への期待などから直後に内閣支持率が上昇する傾向が見られたが、この地震の場合は発生後も内閣支持率は横ばいとなっており、対応を高く評価した者でも、それ自体が政権自体への積極的な支持に貢献するほど印象に残ったわけではなかった可能性が指摘されている。
また、2024年2月7日から13日に東日本大震災・福島第一原子力発電所事故の被災地の住民に対してインターネット上でNHKが実施したアンケートでは、被災地の復旧・復興のためにはライフラインの復旧が重要だとする意見が4分の3を占めた他、支援物資が届くのに時間がかかっているなど、東日本大震災の教訓が生かされていないとする意見も多くあった。ウェザーニューズが2月28日から3月3日までスマートフォンのアプリケーション上で行った「減災調査2024」でインフラの復旧状況に関してどのように考えているか尋ねた質問では、道路・水道・電気・通信ともに被災した石川県や富山県、新潟県では復旧が進んでいると考えた回答者の割合が全国平均と比べて高かったが、全国平均に関して、石川県での災害ボランティアの経験の有無によって回答の傾向に大きな差は見られなかった。

#### 震度7の誤報（1月1日23時3分の地震）
2024年1月1日23時3分に佐渡付近を震源として発生した地震について、気象庁は23時5分に石川県能登で震度7を観測したなどとする震度速報を発表した。しかし、実際には震度7を観測したという根拠となる観測データが入電していなかったことからこれは誤りであったことが判明した。23時14分に正しくは石川県能登（輪島市鳳至町）で最大震度3であったとして訂正して震源・震度速報を発表した（その後データの精査が行われており、新潟県、富山県、石川県で最大震度2に修正されている）。津波に関しては（本震に伴う）「津波警報等（大津波警報・津波警報あるいは津波注意報）を発表中」と表示され、本地震に対する固有の情報は発表されなかった。その後気象庁は翌日0時ごろより会見を開き、謝罪した。この段階では、震度速報の発表前の15秒前後の猶予の間に担当者が誤った情報を出さないように操作することができたのではないかという推測に留まっていた。その後17日の会見の中で、発表した情報は、地震システム内のメモリに残っていた1日16時10分に発生したM7.6の地震の震度速報の情報が、誤って再発表されたものであると明らかにした。本来は残っていても異常は起こらないものであり、システムの不具合（バグ）であったと推定されるが、会見時点で調査中であるとした。また、これまで効率的な情報更新のために、直近の大地震の情報を残していた運用を改め、一度ずつデータを消去することとした。メモリから消去したとしてもデータの呼び出しにかかる時間はわずかであるため、気象庁ではこの運用変更に伴い情報の発表が遅れたり、情報の質に影響が出たりすることは考えられないとしている。

## 民間の対応

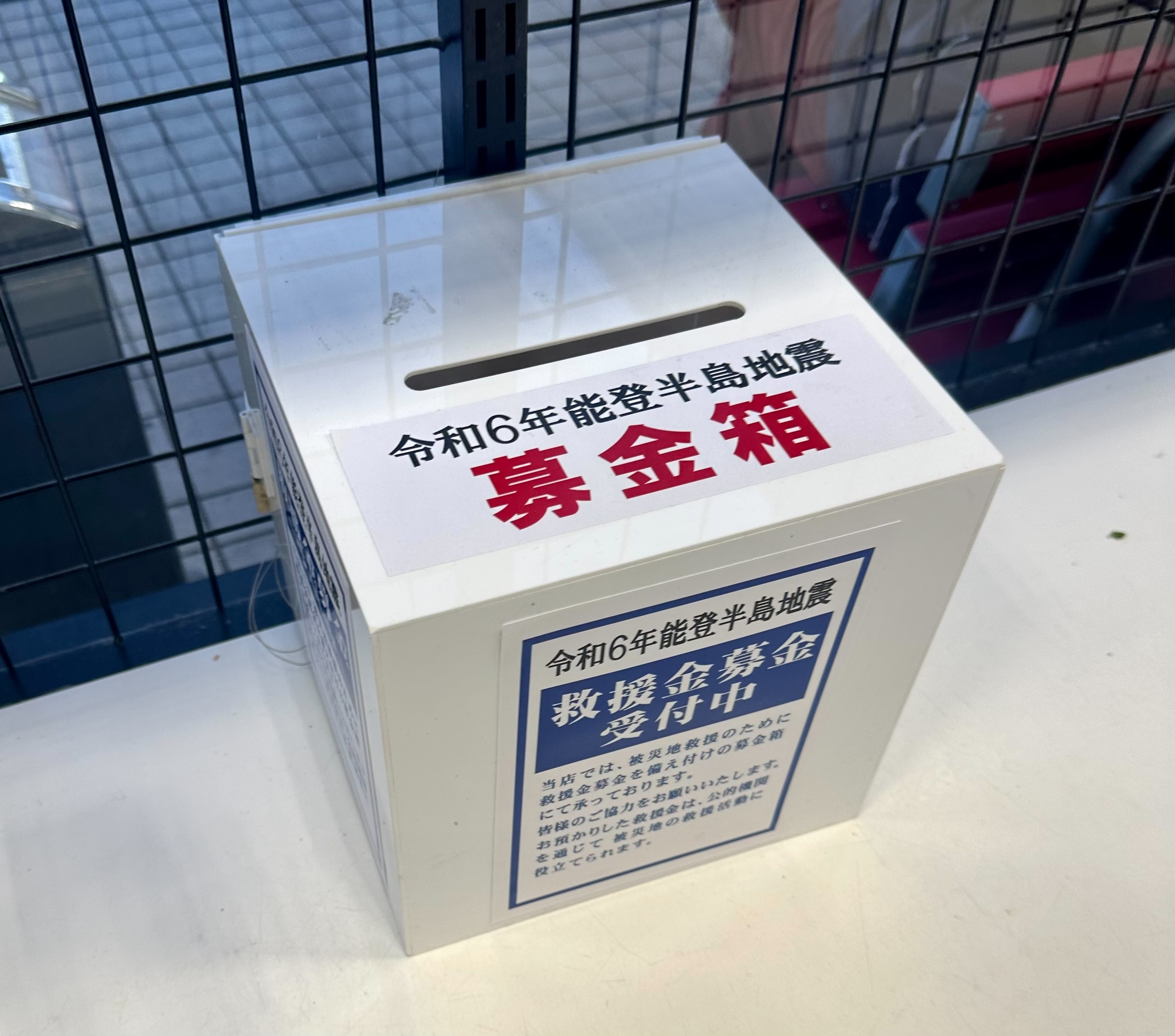
神奈川県内の商店に設置された募金箱

この地震ではクラウドファンディングによる寄付金の受け付けが広く行われ、2月27日までに3社を合わせて8億2000万円以上と2016年の熊本地震の23倍前後もの寄付金が集まった。この原因に関しては地震後に実際に現地に入って支援を行うことが難しかったこと、新型コロナウイルス感染症の流行の影響により遠隔的に行える援助手段として定着したことが挙げられている。
3月19日までに経済産業庁が関与した上で支援物資の提供を行ったのは152社である。また、複数の外食チェーンはキッチンカーを使用した炊き出しを行なった。
また、石川県は、1月27日から一部の被災地に事前に登録したボランティアを派遣しており、2月3日から珠洲市と中能登町でも始まった。珠洲市では、ボランティア15人が受け入れの窓口となる市の社会福祉協議会の職員から説明を受けたあと、被災した住宅に向かい、傷んだ家具や衣類の片付けを手伝った。

## 復興に向けた動き

### 鉄道会社・航空会社
JR東日本は2月15日から被災地を支援するために特別企画乗車券「北陸応援フリーきっぷ」（20,000円）の発売を3月15日（北陸新幹線敦賀延伸の前日）までの予定で開始した。この乗車券はJRの七尾線・氷見線・城端線・越美北線のいずれも全線、小浜線の敦賀駅と小浜駅の間、北陸本線の金沢駅と敦賀駅の間、高山本線の猪谷駅と富山駅の間、北陸新幹線の黒部宇奈月温泉駅と金沢駅の間、IRいしかわ鉄道のIRいしかわ鉄道線全線、あいの風とやま鉄道のあいの風とやま鉄道線の黒部駅と倶利伽羅駅の間の普通列車・快速列車・特別急行列車が連続する4日間乗り放題になる他、東京都区内から以上のエリアまでの北陸新幹線の往復乗車券（往路はかがやきまたははくたかの普通車指定席、復路ははくたかの普通車自由席）が付いている。また、JR東日本はツアーの売り上げの一部を日本赤十字社に寄付することを決めている。そして、JR西日本は通常2450円で発売している北陸おでかけtabiwaパスを980円に割引し、さらに通常は使用できない平日にも利用可能にする処置を取った。
全日本空輸（全日空）は2月8日から3月28日までの間、前日までに予約を行った人を対象に羽田空港と能登空港を結ぶ便の価格を片道1万円まで引き下げる「能登復旧支援割」を実施した。復旧支援や二次避難のための移動に利用されることを企図したものであり、観光目的での利用は行わないよう呼びかけられた。

### 自治体
富山県は2月20日から4月27日まで観光業支援のため「とやま応援クーポン」を発行しており、北陸応援割の開始までは対象となる宿泊施設または飲食店などで1万円以上を支払った観光客に対し3000円分のクーポンを配布している。2月26日までに県の想定を大きく上回る2万人前後がこのクーポンを受け取っている。また福井県は宿泊施設を利用した人に対して1540円分の地域通貨「ふくいはぴコイン」を贈呈する「ふくいdeお得いこーよ！キャンペーン」を1月9日から3月16日チェックアウト分まで実施した他、新潟県は北陸応援割に合わせて先着24000泊分に1泊当たり2000円相当の「北陸応援割にいがたクーポン」を進呈する。

### 北陸応援割
北陸応援割は、この地震で大きな打撃を受けた北陸地方の観光に関係する産業の復興を図るため、国内外から新潟県・富山県・石川県・福井県の4県を訪問する観光客に対し、北陸新幹線の延伸開業日である3月16日のチェックイン分から4月27日チェックアウト分までの期間内であれば回数無制限で、宿泊のみの場合は1予約・1人当たり2万円、交通機関の乗車・乗船・搭乗券が附属した旅行商品は1泊の場合同2万円で2泊以上の場合同3万円、さらにこの4県のうち少なくとも2県で宿泊する場合は同3万5000円を上限に、宿泊費または旅行商品の価格の最大で半額を助成する、日本政府の事業である。なお、「北陸応援割」という名称は福井県で行われる「ふくいdeお得キャンペーン」、富山県で行われる「とやま応援キャンペーン」、石川県で行われる「いしかわ応援旅行割」（第一弾）、新潟県で行われる「にいがた応援旅割キャンペーン」の総称である。予約受付の開始日は新潟県・富山県・福井県が3月8日、石川県が3月12日に設定された。福井市内では予約受付開始から2時間ほどで枠の8割ほどに予約が入った旅行会社もあった他、3月8日には予約の電話が殺到したため携帯電話から新潟県内の固定電話への発信が制限される事態となった。3月12日に予約を開始した石川県内でも通常の10倍以上のペースで予約を受ける宿泊施設が出るなど、盛況となっている。3月12日17時までに、富山県では252施設中89施設、石川県では約370施設の8割以上で完売となった。
一方で宿泊施設の一部からは北陸応援割に配分される予算の少なさに不満も出ているほか、一部の旅館が二次避難先になっている中で実施することに対する批判の声も上がっている。効果についても一時的で、新型コロナウイルス感染症の流行からの観光業の復興のために行われたGo To キャンペーンや全国旅行支援などと同様に、キャンペーンが終了した途端に需要が元に戻ってしまいリピーター獲得には繋がらないのではないかという懸念も出ている。さらに、予約が満杯となり通常価格での受け付けとなったために旅館などに苦情が入るケースも相次いだ。中にはヒートアップして電話越しに怒鳴ったり嫌味を言ったりし、長時間にわたって通話を続ける客もいたため、富山県は苦情を入れることを控えるよう呼びかける事態となった。

### 北陸応援割終了後の支援
石川県は2024年のゴールデンウィーク明けに予算の範囲内で「いしかわ応援旅行割」（第二弾）を実施することを決めている。また、甚大な被害を受けた能登地域に関しては適切な時期に旅行料金を7割引するなどの手厚い支援策を行うことが検討されている。

### 復興プラン
石川県は「必ず（能登半島を離れて避難している被災者を）能登へ戻す」「能登のブランドを高める創造的復興」という二つの理念を踏まえた復興プランの作成に取り組み始め、3月7日には初めての会議が開かれた。支援者と被災者のニーズの合致や、被災者からの意見聴取が重要になるとの意見が出た。

## 日本国外の対応
外務省の発表によれば、2月22日時点で、アジア・大洋州・北米・中南米・欧州・中東・アフリカの合計172の国・地域及び43の国際機関からお見舞いメッセージなどが寄せられている。メッセージを寄せた国の中には日本との国交がない台湾（中華民国）や朝鮮民主主義人民共和国（北朝鮮）、パレスチナ（パレスチナ自治政府）なども含まれている。外務大臣の上川陽子は5日の記者会見で「世界各地の100以上の国・地域や、また団体、そして個人からも、多数のお見舞いのメッセージや、また、支援の申出を受けているところでございます」と述べた。

### 東アジア
大韓民国
第20代大統領の尹錫悦は2日、岸田にお見舞いのメッセージを送り、犠牲者と遺族に哀悼の意を表し、被害の克服に向けた連帯の意志を表明した。また、被害復旧を支援する意思を伝え、被災者らが一日も早く日常に戻れることを願った。一方、韓国外交部報道官の任洙奭（イム・スソク）は2日の定例会見で、日本の気象庁が1日島根県の竹島（韓国名：独島）を含む地域に津波注意報を出したことについて「外交ルートを通じて日本側に厳重に抗議し、是正措置を求めた」と明らかにした。11日、韓国外務省は、地震による被害に対し、300万ドル（約4億4000万円）規模の人道支援を行うことを決定したと発表した。同省は「被災地の復旧と、地域住民の早急な日常復帰に役立つことを期待する」とコメントした。
 中華人民共和国
中国外交部副報道局長の汪文斌は2日の記者会見で、日本で発生した能登半島地震に関し「我々は亡くなった方々に哀悼の意を表するとともに、その家族と負傷された方々にお見舞い申し上げる」として哀悼の意を表明した。国務院総理の李強は3日、岸田にお見舞いの電報を送り「私は中国政府を代表して犠牲者に深い哀悼の意を表し、犠牲者の遺族と負傷者に心からのお見舞いを申し上げる」「中国は日本の震災救援のために必要な支援を提供する用意がある」と伝えた。外交部長の王毅も日本の外務大臣の上川陽子に慰問の電報を送った。駐日中華人民共和国大使館大使の呉江浩もXで哀悼の意を表明した。
 中華民国（台湾）
第7代総統の蔡英文は1日夜、X（旧Twitter）に「日本の石川県を震源とする強い地震が発生したことにつき、心よりお見舞い申し上げます。現地の皆さまがご無事であること、そして一日も早く日常生活を取り戻せるようお祈り申し上げます」と投稿した。また、日本台湾交流協会を通して必要な協力を提供する用意があることを日本側に伝えたことを表明した。外交部長の呉釗燮は4日、外交部として政府を代表し、被災地支援のため6,000万円を寄付すると発表した。また、衛生福利部（保健省）が地震災害支援の募金口座を開設することを併せて発表した。外交部は11日、市民からの義援金が10日までに2億5千万台湾元（約11億7千万円）を超えたと発表した。18日の時点では、総額およそ22億6000万円に上る。花蓮市は1月9日、魏嘉賢市長や職員が12万1350台湾元（約56万円）を寄付したと発表した。また、地震による被害が比較的軽微である石川県加賀地域や富山県内の宿泊施設への台湾訪日客による予約も相次いでいる。新北市淡水区では日本人留学生らが3月10日にこの地震と東日本大震災の際に寄せられた義援金に感謝する行事が行われた。台湾石川県人会の3人は支援に感謝して3月11日から16日まで台湾一周約1100 kmの道のりを自転車で巡った。
 朝鮮民主主義人民共和国
朝鮮労働党総書記（最高指導者）の金正恩は5日、国務委員長の名義で岸田にお見舞いの電報を送り「日本で不幸にも年初から地震によって多くの人命被害と物質的な損失を受けたとの知らせに接し、遺族と被害者に深い同情とお見舞いの意を表す」とした。そのうえで「被災地の人々が1日も早く地震の被害から復旧し、安定した生活を取り戻すことを願っている」と強調した。
 モンゴル
モンゴル政府は17日、10万ドルの支援を行うと発表した。日本の外務省は同日、「同国大統領のウフナーギーン・フレルスフの書簡を始め、温かいお見舞いのメッセージに加え、今般、このような措置が決定されたことは、日・モンゴルの友好協力関係を示すものであり、日本政府として歓迎するとともに、感謝します」と声明。
 香港
香港電台 (RTHK)によれば、香港政府の入境事務処は日本に滞在中の香港市民20人余りから2日17時までに支援の要請を受けた。また、日本香港人協会は1月2日から9日までの間に2,508,501香港ドルと8,399,635円（日本円で合計53,582,734円）を義援金として集め、被災地の自治体やNPO法人に送られた。

### 東南アジア
タイ
在東京タイ王国大使館は1月10日、被災者への1回目となる支援物資を送付した。同16日、2回目の支援として都内の輸入業者などと協力して、ココナツウォーター2,400本やタイのカップめん1,200個、タイ米のレトルト食品、それに薬やトイレットペーパーなど合わせて2,000キログラム分をトラックに積み込み、石川県に向けて送った。同19日には、タイ米の生産・販売を行う民間企業Wonnapobと協力し、3回目の支援活動としてタイ米など大型トラック1台分を能登半島の被災地に向けて発送した。現地ではNPO法人YOU－Iが支援を行っている。
 フィリピン
第17代大統領のボンボン・マルコスは日本への支援を表明し「元日に日本で起きた地震に深く悲しんでいる」との声明を出した。
 マレーシア
外務省は地震当日に声明を発表し、マレーシアの国民にこの地震による被害は出ていないことを伝え、被災地の国民に対し最新の情報に注意し地元当局の指示に従うよう呼び掛けた。
 シンガポール
外務省は1月2日までに日本に滞在しているシンガポール人全員の無事を確認し、被害を受けた地域への旅行を延期するよう呼び掛けた。第3代首相のリー・シェンロン（李顕竜）は1月4日に岸田に対し哀悼の意を表すると同時に手助けできることがあれば知らせるよう求める手紙を出した。
 ミャンマー
国家行政評議会は日本赤十字社に本地震に対する義援金として10万米ドルを寄付したことを3月12日に発表した。また、駐日ミャンマー大使館の大使であるソー・ハンが日本赤十字社大使の清家篤に目録を手渡したと国家行政評議会の外務省は発表している。また、クーデターで本国を追われた在日ミャンマー人も、故郷を追われた辛さは同じという思いから能登半島で活動を行った。

### 南アジア・中近東
インド
駐日インド大使館は地震の数時間後に緊急連絡室を設置した。第16代首相のナレンドラ・モディは1月4日に日本の首相である岸田文雄に手紙を書き、犠牲者に対し弔辞を述べた。
 トルコ
第12代大統領のレジェップ・タイイップ・エルドアンは2日、Xに「大地震に見舞われた日本と友好的な日本国民の迅速な復興を望んでいる」と投稿した。トルコ出身の在日クルド人は故郷を追われたのは同じという思いから能登半島で支援活動を行った。
 イスラエル
イスラエル政府は2月5日、被災地に支援物資を送った。計約100万円分の食料を積んだ車両が同日、東京都内の大使館から出発。支援物資は、被災者用のスープや魚の缶詰といった保存可能な食料に加え、被災地で活動する支援者に向けたイスラエル産のナツメヤシの実デーツやハチミツなど。現地で支援に当たるNGOが聞き取ったニーズに基づき内容を決めたという。コーヘン駐日イスラエル大使は継続的な支援にも言及した。
 イラン
元外務大臣のホセイン・アミールアブドッラーヒヤーンが1月2日に哀悼の意を表明した。

### ヨーロッパ
イギリス
第79代首相のリシ・スナクは1日「被災した全ての人に、心からお見舞いを申し上げる。日本を支援する用意があり、状況を注視している」とする声明を出した。またチャールズ国王は3日、天皇にメッセージを送り、地震の甚大な被害について「深い悲しみを覚える」と表明。「犠牲になった多くの命を悼み、愛する人を失ったすべての人に思いを寄せる」と哀悼の意を表すとともに、救助活動などに関わった人々に対して敬意を表し「イギリス政府は日本を支援する用意がある」とした。
 フランス
第25代大統領のエマニュエル・マクロンは日本との連帯を表明し「フランスの支援を頼りにしていただきたい」と述べた。
 イタリア
第68代首相のジョルジャ・メローニは日本との連帯を表明し、Xに「イタリアは、この困難な時期にある日本の人々に寄り添います。内閣総理大臣岸田文雄に、震災の犠牲者の方々に、哀悼の意を表します。私たちは、日本が必要とするあらゆる支援とサポートを提供する用意があります」と投稿した。
 モルドバ
第6代大統領のマイア・サンドゥは2日18時、Xに「西日本を襲った大地震により、深い悲しみに暮れています。私の思いは、石川県で愛する人を亡くされたご遺族と、被害に遭われたすべての方々にあります。 モルドバは日本と連帯します。岸田文雄内閣総理大臣に心よりお悔やみ申し上げます」と投稿した。
 ウクライナ
外務大臣のドミトロ・クレーバは7日に日本の外務大臣・上川陽子とキーウ（キエフ）で実施した記者会見において犠牲者に対する哀悼と日本国民との連帯の意を表明した。
 ロシア
ロシアは日本がウクライナ侵攻に対する経済制裁を発動したことにより日本を非友好国に指定しており、本地震に対する反応を示していない（見舞いのメッセージを発した171の国・地域にも入っていない）。
 スペイン
スペイン人の画家で2016年から志賀町富来地区を拠点としているタラク・アバールは、ドイツで地震の一報を受けて富来に駆け付け、拠点となる住宅も被災した中で復興への思いから被災者の思いやりなどに着想を得て制作を続けた。
 バチカン
第266代ローマ教皇（バチカンの国家元首）であるフランシスコは1月2日、教皇庁国務省長官のピエトロ・パロリンを経由して、被災者に対し連帯を約束し神の祝福を祈る内容の電報を日本に送った。翌3日に行われた一般謁見では、英語圏の巡礼者への教皇の挨拶の中で2日の羽田空港での航空機事故を含めてイタリア語で見舞いと祈りの言葉を述べ、同時に英語に通訳された。

### 北アメリカ
アメリカ合衆国
第46代合衆国大統領のジョー・バイデンは現地時間1日に「恐ろしい地震の被害を受けた日本の人びとのために祈っている。アメリカは日本の人々に必要な支援を提供する用意がある。緊密な同盟国として両国は深い友情のきずなを共有しており、この困難な時期に私たちの思いは日本と共にある」との声明を発表した。
1月17日、在日米軍のヘリコプターUH60は被災者支援のための食料品などの物資を載せて航空自衛隊の小松基地よりを出発し、能登空港に到着した。今回の地震で他国軍による支援活動は初めて。18日も同様の活動を行うとした。
 カナダ
第29代首相のジャスティン・トルドーは1日、Xに「カナダは日本の人々と共に立ち、支援の手を差し伸べる準備ができている」と投稿した。
 メキシコ
駐日メキシコ大使館には日本に親族がいる者からの問い合わせが相次いだ。駐韓メキシコ大使館も韓国での津波警報発表を受け緊急連絡先を設置した。外務省はメキシコ人にこの地震に伴う死者・行方不明者はいないと発表し、ソーシャルメディアと電話でメッセージを伝えた。外務大臣のアリシア・バルセナ・イバラは2月21日に日本の外務大臣である上川陽子と会談し、将来の減災に対して協力する旨を伝えた。

### 南アメリカ
アルゼンチン
外務省は1月2日に被災地に住むアルゼンチン人8人は全員が無事であったという声明を発表し、負傷者の早期の回復を祈った。日本の外務大臣である上川は1月26日に外務大臣のディアナ・モンディーノに対して電話で見舞いに関する謝意を伝えた。
 チリ
駐日チリ大使館は危険な場所に近づかないこと、当局の指示に従うことを現地の住民に呼びかけた。

### オセアニア
オーストラリア
第31代首相のアンソニー・アルバニージーは2日、Xに「豪州人の思いは日本の人々とともにある。地震による破壊と人命の損失を見て、私たちは悲しんでいる」と投稿。日本に必要な援助を提供する用意があると強調した。

### 国際機関
国際通貨基金 (IMF)
専務理事のクリスタリナ・ゲオルギエバは1日、Xで「日本を思い、祈っている」との見舞いのメッセージを投稿し「ショックを受けやすくなっている世界において、必要とされる（社会の）回復力に資金を投じることへの貴重な教訓を示している」と指摘した。
 国際連合
国連の報道官は2日、第9代事務総長のアントニオ・グテーレスのコメントとして「地震によって人命が失われ、被害が出たことを深く悲しんでいる。犠牲者の家族に哀悼の意を表すると共に、負傷した人たちの一日も早い回復を祈っている」と話し、また羽田空港での航空機事故についても触れ「被災者に救援物資を届けようとしていた航空機の事故に心を痛めている」と述べた。
東南アジア諸国連合 (ASEAN)
1月4日に外相声明を発表し、見舞いや哀悼の念を示すと共に日本への救助活動を支援することを表明した。
 欧州連合 (EU)
外務・安全保障政策上級代表で欧州委員会副委員長のジョセップ・ボレルと危機管理担当欧州委員のヤネス・レナルチッチは1月3日にベルギーのブリュッセルで声明を発表し、本地震と羽田空港での航空機事故に関して深い悲しみを感じていると表明すると共に、必要な支援を提供できると明かした。
 経済協力開発機構 (OECD)
事務総長のマティアス・コーマンが見舞いのメッセージを送り、1月11日に日本の外務副大臣・辻清人が謝意を示した。OECDの教育・スキル局長であるアンドレアス・シュライヒャーは3月10日から日本を訪問し、11日に県立輪島高校と七尾特別支援学校輪島分校を訪問し輪島高校の校長から同校の現状について聴取したほか、子供が地元の復興活動に参加することに関してOECDとして支援を行う意向を示した。シュライヒャーは輪島高校の授業風景も視察し、教員への支援が手薄であり教員の孤立を防ぐ支援が必要であるという考えを示した上で、被災地の子供に対し国際社会との関係を持つ機会を提供していくことに意欲を示した。一方で、3月14日に行われたNHKのインタビューでは輪島高校の教員が生徒の心のケアに尽力し、生徒を包括的に支えてきたことは評価でき、専門的な人材を投入すると教員への負担の軽減に繋がると指摘した。

## インターネット上の誤情報・偽情報
インターネット上、X（旧Twitter）などのソーシャル・ネットワーキング・サービス (SNS)上において誤情報が相次いで拡散され、問題となった。
誤情報の中には政治家や芸能人など、影響力の大きい人物から発信されたものもあった（後述）。その一方で、ITジャーナリストの井上トシユキは、過去の災害の際に流れた「黒い雨が降る（東日本大震災原発事故）」「動物園からライオンが逃げた（熊本地震）」といったセンセーショナルな誤情報は確認できず、拡散されたデマに関しても過去の震災時ほどの影響力は持っていなかったと指摘しており、旧Twitterが日本語での提供を開始して16年以上が経過していた中で災害時の作法が定着しつつあると評した。
経済学者の山口真一は、災害に関係するデマを「災害規模や被害に関するデマ」「犯罪行為に関するデマ」「偽の救助要請」「不正な寄付の呼びかけ」「陰謀論」の5種類に分類し、この地震においてはその全てのデマが確認できたと指摘している。

### 他の災害に関連する画像・映像を本地震によるものと偽った情報
地震や津波に関連して、SNS上では東北地方太平洋沖地震における津波や2016年の熊本地震、2023年11月のインドネシアでの海底地震、2021年に静岡県熱海市で発生した土砂災害などの映像を本地震によるものであると偽ったものや、本地震の原因は「人工地震」であるという根拠不明な偽情報、地震直後の原子力発電所の状況に関する偽情報、さらに虚偽の救助要請を訴えるものなど、デマや陰謀論、自らの政治的主張を結びつけるような投稿が相次いだほか、募金を装ったサイトに誘導して個人情報等を盗み取る（フィッシング詐欺）など悪質な投稿も確認された。これを受け、内閣総理大臣の岸田文雄などが偽情報の投稿への非難・自制を呼びかける事態となった。内閣官房長官の林芳正は、該当する偽情報の削除を事業者に要請したことを明らかにした。一方で、本地震の映像も2月14日に京都府で発生した地震の映像だと偽って拡散された。

### 「インプレゾンビ」の影響
特にX（旧：Twitter）で偽情報の投稿が多数確認されていることについて、Xにおいてはアカウントのフォロワー数やインプレッション数（投稿の表示回数）に応じた広告収益の分配システムが導入されていることから、災害に伴って大きな注目を集める投稿を行う事が収益の獲得につながっていることが背景の一つにあると指摘されている。これによって元の投稿が分かりにくくなる弊害もあった。これらの収益狙いの投稿は「インプ稼ぎ」、そうした投稿を行うユーザは「インプレゾンビ」と称され、それらの多くはアラビア語やウルドゥー語による南アジアや中東地域といった日本国外からの投稿であった。
そもそもXでは自然災害を利用して収益を得ようとする行為は禁止されているが、このような地域からの偽情報の投稿が多い背景として、パキスタンなどでの就職難により多くの若者がSNSを利用して収入を得ようと考えていることも指摘されている。
このようなアテンション・エコノミー（関心経済）により経済的価値を交換財にするという概念は、以前からYouTubeなどの収益化で見られていたが、Xでの投稿はYouTubeでのそれに比べるとはるかに手軽に行うことができるため、この地震においてデマを拡散する動機づけになりやすかったと指摘されている。このようにXがイーロン・マスクによる買収を機に公共性重視から収益性重視へとその性質を変化させている上に人員の削減も進めていることから、情報発信の手段をXだけに依存するべきではなく、他のサービスと上手に使い分けるべきであるとの見方も示されている。

### 虚偽の救援要請
Xでは、珠洲市の同じ住所を挙げ、その場所とは関係ない動画や画像などを添付した上で救助を求める偽の投稿が30件以上確認された。また、「#助けて」「#能登地震」というハッシュタグを付けた「親友が家のドアが壊れて外に出られません」という投稿もあったが、これも偽情報で、2019年に別のアカウントによって投稿された関係ない画像を流用したものであった。さらには、実際には怪我一つしていない元気な人物に対して「夫は亡くなった」などと同情を煽る投稿や、「石川県川永市」などという架空の住所を使った投稿まであった。また、実際に行われた救助要請を別のアカウントがコピー&ペーストするなどして、「救助」などのキーワードで検索を行ってもどれが本物の救助要請なのか分かりにくくなり、ハッシュタグとしての用を成さなくなった。実際に偽情報を拡散された人物の中にも遺憾の意を示したり、不謹慎で迷惑であると考えたりする者もおり、SNSの運営会社にも責任があると考える者もいる。また、公的機関が地震に関して行った投稿の返信欄もこのような投稿で埋め尽くされ、救助活動を妨害する結果となった。本当に救助を求めているアカウントまで凍結される可能性を心配する意見も出た。なお、防災に関する技術の開発を行っているスペクティ (Spectee)の最高経営責任者 (CEO)である村上建治郎の分析によれば、実際に救助を求めていると確認できた投稿は10件前後であったという。情報通信研究機構の災害情報要約システム「D-SUMM」のデータによれば、地震発生後24時間の間にXで行われた救助要請でD-SUMMが収集した1091件のうち254件に矛盾した内容があり、そのうち104件は偽情報と断定可能な投稿であった。熊本地震では偽情報は573件の救助要請中1件だけであったので、偽情報の投稿はおよそ100倍に急増したことになる。
実在する他人の住所を示して「息子が挟まって動けない　助けて」という虚偽の投稿が行われた事例では、実際にはこの投稿を行った者の家は崩れておらず、この投稿を行った者にはそもそも息子も居なかったが、通報が寄せられたことで警察が動く事態となった。無人の倉庫の住所を示した偽の救助要請の投稿を見た人が119番に通報し消防が出動したために必要な救助に向かうことができなくなる可能性も生じた。
2024年7月24日、地震発生直後の1月1日19時頃にSNSを使用して虚偽の救助要請をした埼玉県八潮市在住の男性会社員が石川県警察に偽計業務妨害の容疑で逮捕された。投稿された情報を基に石川県警察の機動隊が輪島市内に向かったが、被害は確認されなかった。容疑者は「震災に便乗して自分の投稿に注目を集めたかった」と供述している。輪島区検察庁が同罪で男を略式起訴し、輪島簡易裁判所は10月9日付で罰金20万円の略式命令を出した。

### 地震の原因に関する誤情報
地震発生後、Xでは今回の地震が人為的に引き起こされた「人工地震」であると主張する誤情報が拡散した。NHKによると、2日17時半の段階で、否定するものも含めて「人工地震」に関して、およそ25万件の投稿があった。このうち、1つは850万回近く閲覧されていた。中には、2016年の北朝鮮による核実験の際に行われた気象庁の記者会見の映像など、全く関係ない情報を添付して人工地震を主張する投稿もあった。なお、東北大学災害科学国際研究所のまとめではX上に1月1日から7日までに「人工地震」という語の入った投稿が76,803件あったと指摘されている。
これに対し、京都大学防災研究所の西村卓也は、「今回の地震が人工地震であることは考えられない。地震波や地震に伴う地殻変動を見ても一般的な自然の地震と何ら変わらない特徴を持っている。地震は深さは15キロぐらいで起こっているが、例えばその深さまで人間が例えば穴を掘って何かをするのは到底難しく、マグニチュードからみても人間が作り出せるエネルギー量ではない。人工地震では無いと断言できる」と述べている。
なお、地震の前日である2023年12月31日には能登町での変電所で爆発音が発生し周辺で停電が発生しており、これを変電所のトラブルによるものであるとした記事が削除されていることを人工地震である根拠とした投稿もXでは拡散され、Yahoo!知恵袋でも「爆発音のニュースが表沙汰になると困る原因があると推測されます」などと人工地震の可能性を仄めかす投稿があったが、実際には変電所のトラブルではなく樹木が接触したことにより発生した音・停電であることが判明したために削除されたものである。
この他に、海洋研究開発機構 (JAMSTEC)の掘削船である「ちきゅう」が2023年に震源付近で作業を行っていたことと本地震を結びつける偽情報や、地震後に現れた雲が「地震雲」であるとするデマも見られた。

### 志賀原発に関する誤情報
1月2日21時36分、元内閣総理大臣の鳩山由紀夫（鳩山友紀夫）は自身のXで「気になるのは志賀原発で、爆発音がして変圧器の配管が破損して3500ℓの油が漏れて火災が起きた。それでも大きな異常なしと言えるのか。被害を過小に言うのは原発を再稼働させたいからだろう」と投稿した。当初は政府によって「変圧器で火災が発生していた」と報道されていたが、北陸電力は同月2日午前の記者会見にて、油漏れと変圧器の一部破損によるものを作業員が誤認したものであり、火災などの異常は発生していなかったと訂正した。また、その旨は同日中に複数のメディアから報じられていた。
同月4日、鳩山の長男である鳩山紀一郎はXにて、由紀夫へ投稿の削除を求めたことを明らかにした。しかし、由紀夫は投稿を削除せず、同日22時ごろには「火災がないに越したことはないが、作業員が何を火災と間違えたのか。では火もないのに消火済みとは？怪しさは消えず」と投稿を重ね、誤りであることを認めず謝罪も行わなかったために批判を浴びた。
他にも、志賀原発に関してはNHKのロゴを無断で利用し、あたかもNHKが発表したものであるかのように見せかけた誤情報や、19,600 L（実際には6 L）の油が海上に流出したとする誤情報なども拡散された。また、津波が高さ4 mの防潮堤を超えるまであと1 mの場所まで迫った（実際には防潮堤自体が標高11 mの地点にあり、その上端の標高は15 mになるので3 mの津波が到来してもあと10 m以上の余裕があった）、志賀原発の耐震基準が一般のハウスメーカーの定めている基準より低かった（原発の耐震基準として使われている岩盤の加速度を通常の住宅の耐震基準として使われており岩盤の加速度よりはるかに大きくなる表層地盤の加速度と混同した、または設備の揺れと地盤の揺れを混同したもの）、地震により志賀原発の全電源が喪失した、燃料を冷やすことができなくなるほどの水が核燃料プールから漏れた（実際には水位の低下は1号機・2号機とも1 mm程度で特に問題のない水準であった）という誤情報もあった。

### 予備費に対する誤解
1月4日、岸田総理大臣が地震に対応するため40億円規模の予備費の使用を9日に閣議決定することを記者会見で表明したことに対して、SNSを中心に「少なすぎる」との批判が起こった。これに対して、これまでの地震の例からこの金額はプッシュ型支援（被災地の自治体からの具体的な要請を待たず、食料や仮設トイレといった必需の物資を緊急輸送する支援）に係った経費分のみと見られ能登半島地震にかかる費用の総額ではない、との指摘がなされた。9日、「日本政府・自治体の対応」で既述のとおり、プッシュ型支援のための予備費47億3790万円の支出が閣議決定された。
誤解に基づく同様の発言は一部の政治家からも行われた。特に立憲民主党の議員である蓮舫らの発言に対し、産経新聞の永原慎吾は「被災者をミスリードさせかねない発信からは東日本大震災で政権を担った矜持はうかがえない」と批判した。

### 外国人の犯罪に関する誤情報
地震後の1月3日夜、被災地の避難所で「中国人が被災地にマイクロバスで訪れ、窃盗行為を繰り返している」という情報が流れた。その後巡回が行われ、1月4日未明にはそのような事実はなかったと訂正されたものの、すでにLINEだけではなくXでも拡散されていた。この他、外国人の盗賊団がいるという誤情報の投稿が400万回以上閲覧されたり、「井戸に毒が入っている可能性があるので注意するように」などと関東大震災朝鮮人虐殺事件のきっかけとなったデマを真似たと思われる悪質な投稿が行われたりし、外国人への差別や偏見に繋がることが懸念された。

### 台湾からの救助隊の拒否に関する誤解
1月3日、中華民国（台湾）の内政部消防署は、本地震の発生を受けて派遣の準備を行っていた捜索救助隊について、災害の範囲が広がっておらず日本側から支援のニーズがないことを確認したとして、同日に待機を解除したことを発表した。行方不明者や孤立地域が残るなどの状況での報道であったことから、日本政府や首相の岸田文雄への批判のほか、中国への忖度が支援拒否の理由であるとする憶測など、SNS上で波紋が広がった。
これを受けて4日に中華民国外交部は、日本が「台湾の支援を断った」とする言説は台日間の調整の事実と合致せず、公平性を欠くとしたほか、日本側から台湾の支援申し出に関しての感謝の表明があったと明らかにした。また同日に日本政府も、被災地の状況や受け入れ態勢を考慮し、海外からの人的・物的支援について現時点では一律に受け入れているわけではないと説明した。

### 二次避難に関する誤情報
1月11日、岸田文雄首相は公式X（旧Twitter）の投稿で、インフラの復旧や住まいの確保に時間が掛かることや、一次避難所内で感染症が拡大し高齢者を中心に災害関連死の懸念があることなどから、避難所の過密状態を解消するために、ホテルや旅館といった安全な環境への「二次避難」の検討を呼びかけた。この投稿に対しタレントのラサール石井は「被災者が宿泊費を支払う必要がある」と誤認し、同月12日、岸田の投稿を引用した上で「被災者にそんな金あるか。だったらあんたが金を出して、旅館やホテルを借り上げ避難民を移動させろ。五輪誘致のアルバム作りみたいに、馳浩石川知事に官房機密費から金出してやらせろ」（原文ママ）と自身のXに投稿した。このポストは同月13日21:55時点で4,833回リポスト（拡散）され、約491万回閲覧されている。また、石井以外にも同様の投稿が複数拡散されている。
しかし、石井が投稿した時点で政府や自治体が二次避難所としてホテルや旅館を借り上げ、その多くで被災者の費用負担がないことは複数のメディアで報じられていたため、石井の投稿に対してはSNS上で多数の批判が寄せられた。石井の投稿にはコミュニティノート（利用者によるファクトチェック）が付与されて旅館への避難に自己負担が必要であるという事実は否定されているほか、神戸市議会議員の岡田裕二は自身のX投稿で、石井の投稿をデマだと断じた上で「被災者は『お金がないのでホテル・旅館に避難できない』と誤解してしまい、二次被害や最悪命を落とすケースも出ます」と批判するなど、多方面で物議を醸している。
同月13日、岸田首相は自身のX投稿において、「事実に基づかない投稿が散見されます」、「影響の大きいアカウントだから正しいとは限りません」としたうえで、二次避難について被災者の負担はなく、誤情報に注意してほしい旨を投稿した。続いて、馳も岸田の投稿を引用する形で詳細な情報を投稿し、被災者に安心するように呼びかけた。
その後、石井は同月14日の投稿で「正月以来政府の地震災害への対応に怒りを感じる連続だったので、二次避難の呟きにも即反応してしまい、ホテルや旅館が有料であるかのような誤情報を流す結果になりました。被災地の皆様にはただならぬご迷惑をお掛けしたことを深くお詫びします」と謝罪している。しかし、れいわ新選組所属の八幡愛のように石井を擁護している者もいる。石井は自身のXに「そもそも総理の言葉足らずと説明不足が全ての原因なのに、勘違いをさせてしまった人たちを【悪質な虚偽情報】（を発信している人である）かのように扱うことに違和感がある」と投稿している。このように、原因は岸田首相にあるなどと主張し責任を転嫁しているようにも読み取れる論調も散見され、炎上が続いている。
この他、二次避難を巡っては「1.5次避難所に入るためには罹災証明書が必要」、「被災者には20万円しか貸付されない」（緊急小口資金の制限を全ての支援であると誤認したもの）、「二次避難すると仮設住宅に入居できない」、「集団避難先はビル・ゲイツの別荘またはエプスタイン島である」といった情報が出回ったが、全て誤りである。

### 支援に関する誤情報
実際に日本円での支援を呼びかけているシビックフォースを騙り仮想通貨（USDT）での支援を呼びかける偽のサイトや、LINEヤフーを騙るフィッシングサイトが確認されている。また、被災地にパンを支援しているヤマザキパンに対して「食品添加物で人口削減しようとしている」などとする偽情報や、「北陸応援割」による割引金額（実際には1泊につき最大2万円）が自宅が全壊した被災者への支援金額（実際には最低100万円）より高いという誤情報も確認されている。

### 偽情報に対する行政の対応
総務省は、インターネット上における偽情報・誤情報の流通について、SNS上で注意喚起を行った。また主要プラットフォーム事業者4社（LINEヤフー、X、Meta、Google）に対し、各事業者の利用規約に基づいた適切な対応とともに、それぞれの対応状況について報告を求めた。1月19日、同省の検討会は各社の対応状況を公表するとともに、今後の再発防止のため偽・誤情報への対策や制度面を含めた検討を行うためのワーキンググループを設置することを決めた。なお、地震を機としたこのような偽情報への対策を政府が実施すべきか尋ねた読売新聞社の世論調査では、肯定的な回答が84 %、否定的な回答が10 %となった。

## 集団移転
地震で大きな被害を受けた地域の中には、住民が集団移転する動きもある。
輪島市別所谷町では、この地震が起きるまではおよそ40世帯80人が暮らしていた。地震で道路が寸断され住民は6日間に渡って孤立。続く同年9月の豪雨の影響で土砂崩れや地滑りが発生した。その後仮設住宅の集会所で住民同士が話し合った結果、全ての世帯が別所谷町での生活再建を諦めるという結論になった。2025年2月、住民は輪島市の坂口茂市長を訪ね、住民の総意として集団移転の要望書を手渡し、移転先として土砂災害の危険性が少ない市の中心部を希望した。輪島市は2025年度中に別所谷町の集団移転について別所谷町の災害リスクの調査や、住民へのヒアリングなどを行う予定でその後、事業計画の策定などのプロセスに移る見込みとした。

## 教訓・課題
令和6年能登半島地震における被害及び対応を体系的に整理した「令和7年版防災白書」の特集「令和6年能登半島地震を踏まえた防災体制の見直し」では、避難所運営、物資調達・輸送、自治体支援体制の強化などの課題が明示された。